# Матч за звання чемпіона світу із шахів 2016
Матч за звання чемпіона світу з шахів 2016 (55-й в історії шахів) — матч між чемпіоном світу Магнусом Карлсеном (Норвегія) та переможцем турніру претендентів 2016 року Сергієм Карякіним (Росія), в якому було розіграно звання чемпіона світу з шахів.
Матч з 12 партій було проведено з 11 по 30 листопада у Нью-Йорку. Призовий фонд: 1 млн євро.
У матчі передбачено 12 партій. Якщо один з учасників набирає 6½ очок, то матч закінчується на його користь. У разі рівної кількості очок грається тайбрейк. У тайбрейку гравці повинні зіграти 4 партії з контролем часу 25 хвилин на кожного, а у разі рівної кількості очок зіграти 10 бліц-партій по 5 хвилин. Урешті-решт, якщо переможця не буде виявлено й після бліцу, буде зіграно так званий Армагеддон — партії, де чорним дано менше часу, але нічия за них розцінюється як перемога.
В основний час матч закінчився з рівним рахунком 6:6. 30 листопада Карлсен та Карякін зіграли між собою чотири партії у швидкі шахи, де й виявився переможець: після неймовірного спасіння Карякіна у другій партії, він програв наступні дві, через що норвезький гросмейстер зберіг звання чемпіона світу з шахів.

## Оцінки перед матчем
Перед матчем Карлсена з Карякіним більшість букмекерів гадали, що перемогу отримає норвежець. Але декілька іменитих шахістів та діячів у сфері шахів (у тому числі й президент ФІДЕ, представник Росії) висловилися за перемогу Сергія Карякіна.

## Рахунок особистих зустрічей
До початку матчу на липень 2016 року Карлсен і Карякін зіграли 21 партію з класичним контролем часу. Карлсен виграв чотири, Карякін - одну. 16 партій закінчилися внічию.

## Матч
|                           | 1 | 2 | 3 | 4 | 5 | 6 | 7 | 8 | 9 | 10 | 11 | 12 | Очки | Перемоги | Швидкі шахи | Швидкі шахи | Швидкі шахи | Швидкі шахи | Очки | Перемоги |
| ------------------------- | - | - | - | - | - | - | - | - | - | -- | -- | -- | ---- | -------- | ----------- | ----------- | ----------- | ----------- | ---- | -------- |
| Магнус Карлсен (Норвегія) | ½ | ½ | ½ | ½ | ½ | ½ | ½ | 0 | ½ | 1  | ½  | ½  | 6    | 1        | ½           | ½           | 1           | 1           | 3    | 2        |
| Сергій Карякін (Росія)    | ½ | ½ | ½ | ½ | ½ | ½ | ½ | 1 | ½ | 0  | ½  | ½  | 6    | 1        | ½           | ½           | 0           | 0           | 1    | 0        |

Матч між Карлсеном та Карякіним розпочався 11 листопада 2016 року у Нью-Йорку. У першій партії, яку норвежець грав білими, він застосував досить рідкісну на елітному рівні Атаку Тромповського, що стало першою ж несподіванкою матчу (були навіть висловлені думки, що Карлсен спеціально зіграв цей дебют, оскільки його початок звучить однаково з прізвищем новообраного президента США Дональда Трампа). Після великої кількості розмінів Карлсен отримав певну перевагу, але гарний захист Карякіна звів партію унічию.
Після швидкої нічиї у другій партії, граючи третю, Карлсен вперше у матчі досягнув реальних шансів відкрити рахунок. Лише прикра помилка норвежця на 70 ході врятувала становище Карякіна. Майже те саме сталося і в четвертій грі, але помилка Карлсена була вже менш серйозною, і не факт взагалі, що він міг би перемогти у тій партії. Наступні три партії пройшли практично без боротьби та закінчилися унічию.
Після семи нічиїх поспіль, у восьмій партії шанси Карлсена, що грав білими, та Карякіна були рівними. Лише наприкінці гри чинний чемпіон світу допустив декілька фатальних помилок, у результаті яких дозволив росіянину відкрити рахунок у матчі. Уже з дев'ятої гри Карлсен заграв активніше, жадаючи відігратися, але тут його очікувала нічия. А вже в десятій партії він досягнув свого — у майже рівному ендшпілі Карлсен, майстерно маневруючи фігурами, примусив свого опонента допустити вирішальну помилку, яка допомогла зрівняти рахунок у матчі. Одинадцята та дванадцята партії фактично догравались вже втомленими гросмейстерами та скінчилися унічию.
Тай-брейк було призначено на 30 листопада (якраз на день народження чемпіона світу Магнуса Карлсена), де опоненти мали зіграти чотири партії у швидкі шахи з контролем 25 хвилин на кожного (якщо це не виявляло переможця, гралися десять бліц-партій, а вже в безвихідній нічийній ситуації потрібно було зіграти Армагеддон). У перші партії, яку білими грав Карякін, нічого цікавого не сталося, і битва закінчилася унічию. Але друга партія була повною відмінністю попередниці — отримавши абсолютно виграшну позицію, Карлсен не зміг побачити явної перемоги, що допомогло Карякіну досягти нічиєї. Після цієї дуже нервової партії, Карлсен все ж таки зміг відігратися в росіянина у наступній, де чорними чисто позиційно зломив суперника. Кінець всьому матчу поставила красива жертва ферзя від Карлсена в четвертій партії тай-брейку, яка принесла перемогу норвежцю.

### Основні партії

#### Перша партія
|   | a | b | c | d | e | f | g | h |   |
| 8 | f8 чорний король · a7 чорний пішак · b7 чорний пішак · d7 чорна тура · f7 чорний пішак · e6 чорний пішак · f6 чорний слон · h6 чорний пішак · f5 чорний пішак · c4 біла тура · b3 білий пішак · e3 білий пішак · g3 білий пішак · h3 білий пішак · a2 білий пішак · e2 білий король · f2 білий пішак · e1 білий кінь | f8 чорний король · a7 чорний пішак · b7 чорний пішак · d7 чорна тура · f7 чорний пішак · e6 чорний пішак · f6 чорний слон · h6 чорний пішак · f5 чорний пішак · c4 біла тура · b3 білий пішак · e3 білий пішак · g3 білий пішак · h3 білий пішак · a2 білий пішак · e2 білий король · f2 білий пішак · e1 білий кінь | f8 чорний король · a7 чорний пішак · b7 чорний пішак · d7 чорна тура · f7 чорний пішак · e6 чорний пішак · f6 чорний слон · h6 чорний пішак · f5 чорний пішак · c4 біла тура · b3 білий пішак · e3 білий пішак · g3 білий пішак · h3 білий пішак · a2 білий пішак · e2 білий король · f2 білий пішак · e1 білий кінь | f8 чорний король · a7 чорний пішак · b7 чорний пішак · d7 чорна тура · f7 чорний пішак · e6 чорний пішак · f6 чорний слон · h6 чорний пішак · f5 чорний пішак · c4 біла тура · b3 білий пішак · e3 білий пішак · g3 білий пішак · h3 білий пішак · a2 білий пішак · e2 білий король · f2 білий пішак · e1 білий кінь | f8 чорний король · a7 чорний пішак · b7 чорний пішак · d7 чорна тура · f7 чорний пішак · e6 чорний пішак · f6 чорний слон · h6 чорний пішак · f5 чорний пішак · c4 біла тура · b3 білий пішак · e3 білий пішак · g3 білий пішак · h3 білий пішак · a2 білий пішак · e2 білий король · f2 білий пішак · e1 білий кінь | f8 чорний король · a7 чорний пішак · b7 чорний пішак · d7 чорна тура · f7 чорний пішак · e6 чорний пішак · f6 чорний слон · h6 чорний пішак · f5 чорний пішак · c4 біла тура · b3 білий пішак · e3 білий пішак · g3 білий пішак · h3 білий пішак · a2 білий пішак · e2 білий король · f2 білий пішак · e1 білий кінь | f8 чорний король · a7 чорний пішак · b7 чорний пішак · d7 чорна тура · f7 чорний пішак · e6 чорний пішак · f6 чорний слон · h6 чорний пішак · f5 чорний пішак · c4 біла тура · b3 білий пішак · e3 білий пішак · g3 білий пішак · h3 білий пішак · a2 білий пішак · e2 білий король · f2 білий пішак · e1 білий кінь | f8 чорний король · a7 чорний пішак · b7 чорний пішак · d7 чорна тура · f7 чорний пішак · e6 чорний пішак · f6 чорний слон · h6 чорний пішак · f5 чорний пішак · c4 біла тура · b3 білий пішак · e3 білий пішак · g3 білий пішак · h3 білий пішак · a2 білий пішак · e2 білий король · f2 білий пішак · e1 білий кінь | 8 |
| 7 | f8 чорний король · a7 чорний пішак · b7 чорний пішак · d7 чорна тура · f7 чорний пішак · e6 чорний пішак · f6 чорний слон · h6 чорний пішак · f5 чорний пішак · c4 біла тура · b3 білий пішак · e3 білий пішак · g3 білий пішак · h3 білий пішак · a2 білий пішак · e2 білий король · f2 білий пішак · e1 білий кінь | f8 чорний король · a7 чорний пішак · b7 чорний пішак · d7 чорна тура · f7 чорний пішак · e6 чорний пішак · f6 чорний слон · h6 чорний пішак · f5 чорний пішак · c4 біла тура · b3 білий пішак · e3 білий пішак · g3 білий пішак · h3 білий пішак · a2 білий пішак · e2 білий король · f2 білий пішак · e1 білий кінь | f8 чорний король · a7 чорний пішак · b7 чорний пішак · d7 чорна тура · f7 чорний пішак · e6 чорний пішак · f6 чорний слон · h6 чорний пішак · f5 чорний пішак · c4 біла тура · b3 білий пішак · e3 білий пішак · g3 білий пішак · h3 білий пішак · a2 білий пішак · e2 білий король · f2 білий пішак · e1 білий кінь | f8 чорний король · a7 чорний пішак · b7 чорний пішак · d7 чорна тура · f7 чорний пішак · e6 чорний пішак · f6 чорний слон · h6 чорний пішак · f5 чорний пішак · c4 біла тура · b3 білий пішак · e3 білий пішак · g3 білий пішак · h3 білий пішак · a2 білий пішак · e2 білий король · f2 білий пішак · e1 білий кінь | f8 чорний король · a7 чорний пішак · b7 чорний пішак · d7 чорна тура · f7 чорний пішак · e6 чорний пішак · f6 чорний слон · h6 чорний пішак · f5 чорний пішак · c4 біла тура · b3 білий пішак · e3 білий пішак · g3 білий пішак · h3 білий пішак · a2 білий пішак · e2 білий король · f2 білий пішак · e1 білий кінь | f8 чорний король · a7 чорний пішак · b7 чорний пішак · d7 чорна тура · f7 чорний пішак · e6 чорний пішак · f6 чорний слон · h6 чорний пішак · f5 чорний пішак · c4 біла тура · b3 білий пішак · e3 білий пішак · g3 білий пішак · h3 білий пішак · a2 білий пішак · e2 білий король · f2 білий пішак · e1 білий кінь | f8 чорний король · a7 чорний пішак · b7 чорний пішак · d7 чорна тура · f7 чорний пішак · e6 чорний пішак · f6 чорний слон · h6 чорний пішак · f5 чорний пішак · c4 біла тура · b3 білий пішак · e3 білий пішак · g3 білий пішак · h3 білий пішак · a2 білий пішак · e2 білий король · f2 білий пішак · e1 білий кінь | f8 чорний король · a7 чорний пішак · b7 чорний пішак · d7 чорна тура · f7 чорний пішак · e6 чорний пішак · f6 чорний слон · h6 чорний пішак · f5 чорний пішак · c4 біла тура · b3 білий пішак · e3 білий пішак · g3 білий пішак · h3 білий пішак · a2 білий пішак · e2 білий король · f2 білий пішак · e1 білий кінь | 7 |
| 6 | f8 чорний король · a7 чорний пішак · b7 чорний пішак · d7 чорна тура · f7 чорний пішак · e6 чорний пішак · f6 чорний слон · h6 чорний пішак · f5 чорний пішак · c4 біла тура · b3 білий пішак · e3 білий пішак · g3 білий пішак · h3 білий пішак · a2 білий пішак · e2 білий король · f2 білий пішак · e1 білий кінь | f8 чорний король · a7 чорний пішак · b7 чорний пішак · d7 чорна тура · f7 чорний пішак · e6 чорний пішак · f6 чорний слон · h6 чорний пішак · f5 чорний пішак · c4 біла тура · b3 білий пішак · e3 білий пішак · g3 білий пішак · h3 білий пішак · a2 білий пішак · e2 білий король · f2 білий пішак · e1 білий кінь | f8 чорний король · a7 чорний пішак · b7 чорний пішак · d7 чорна тура · f7 чорний пішак · e6 чорний пішак · f6 чорний слон · h6 чорний пішак · f5 чорний пішак · c4 біла тура · b3 білий пішак · e3 білий пішак · g3 білий пішак · h3 білий пішак · a2 білий пішак · e2 білий король · f2 білий пішак · e1 білий кінь | f8 чорний король · a7 чорний пішак · b7 чорний пішак · d7 чорна тура · f7 чорний пішак · e6 чорний пішак · f6 чорний слон · h6 чорний пішак · f5 чорний пішак · c4 біла тура · b3 білий пішак · e3 білий пішак · g3 білий пішак · h3 білий пішак · a2 білий пішак · e2 білий король · f2 білий пішак · e1 білий кінь | f8 чорний король · a7 чорний пішак · b7 чорний пішак · d7 чорна тура · f7 чорний пішак · e6 чорний пішак · f6 чорний слон · h6 чорний пішак · f5 чорний пішак · c4 біла тура · b3 білий пішак · e3 білий пішак · g3 білий пішак · h3 білий пішак · a2 білий пішак · e2 білий король · f2 білий пішак · e1 білий кінь | f8 чорний король · a7 чорний пішак · b7 чорний пішак · d7 чорна тура · f7 чорний пішак · e6 чорний пішак · f6 чорний слон · h6 чорний пішак · f5 чорний пішак · c4 біла тура · b3 білий пішак · e3 білий пішак · g3 білий пішак · h3 білий пішак · a2 білий пішак · e2 білий король · f2 білий пішак · e1 білий кінь | f8 чорний король · a7 чорний пішак · b7 чорний пішак · d7 чорна тура · f7 чорний пішак · e6 чорний пішак · f6 чорний слон · h6 чорний пішак · f5 чорний пішак · c4 біла тура · b3 білий пішак · e3 білий пішак · g3 білий пішак · h3 білий пішак · a2 білий пішак · e2 білий король · f2 білий пішак · e1 білий кінь | f8 чорний король · a7 чорний пішак · b7 чорний пішак · d7 чорна тура · f7 чорний пішак · e6 чорний пішак · f6 чорний слон · h6 чорний пішак · f5 чорний пішак · c4 біла тура · b3 білий пішак · e3 білий пішак · g3 білий пішак · h3 білий пішак · a2 білий пішак · e2 білий король · f2 білий пішак · e1 білий кінь | 6 |
| 5 | f8 чорний король · a7 чорний пішак · b7 чорний пішак · d7 чорна тура · f7 чорний пішак · e6 чорний пішак · f6 чорний слон · h6 чорний пішак · f5 чорний пішак · c4 біла тура · b3 білий пішак · e3 білий пішак · g3 білий пішак · h3 білий пішак · a2 білий пішак · e2 білий король · f2 білий пішак · e1 білий кінь | f8 чорний король · a7 чорний пішак · b7 чорний пішак · d7 чорна тура · f7 чорний пішак · e6 чорний пішак · f6 чорний слон · h6 чорний пішак · f5 чорний пішак · c4 біла тура · b3 білий пішак · e3 білий пішак · g3 білий пішак · h3 білий пішак · a2 білий пішак · e2 білий король · f2 білий пішак · e1 білий кінь | f8 чорний король · a7 чорний пішак · b7 чорний пішак · d7 чорна тура · f7 чорний пішак · e6 чорний пішак · f6 чорний слон · h6 чорний пішак · f5 чорний пішак · c4 біла тура · b3 білий пішак · e3 білий пішак · g3 білий пішак · h3 білий пішак · a2 білий пішак · e2 білий король · f2 білий пішак · e1 білий кінь | f8 чорний король · a7 чорний пішак · b7 чорний пішак · d7 чорна тура · f7 чорний пішак · e6 чорний пішак · f6 чорний слон · h6 чорний пішак · f5 чорний пішак · c4 біла тура · b3 білий пішак · e3 білий пішак · g3 білий пішак · h3 білий пішак · a2 білий пішак · e2 білий король · f2 білий пішак · e1 білий кінь | f8 чорний король · a7 чорний пішак · b7 чорний пішак · d7 чорна тура · f7 чорний пішак · e6 чорний пішак · f6 чорний слон · h6 чорний пішак · f5 чорний пішак · c4 біла тура · b3 білий пішак · e3 білий пішак · g3 білий пішак · h3 білий пішак · a2 білий пішак · e2 білий король · f2 білий пішак · e1 білий кінь | f8 чорний король · a7 чорний пішак · b7 чорний пішак · d7 чорна тура · f7 чорний пішак · e6 чорний пішак · f6 чорний слон · h6 чорний пішак · f5 чорний пішак · c4 біла тура · b3 білий пішак · e3 білий пішак · g3 білий пішак · h3 білий пішак · a2 білий пішак · e2 білий король · f2 білий пішак · e1 білий кінь | f8 чорний король · a7 чорний пішак · b7 чорний пішак · d7 чорна тура · f7 чорний пішак · e6 чорний пішак · f6 чорний слон · h6 чорний пішак · f5 чорний пішак · c4 біла тура · b3 білий пішак · e3 білий пішак · g3 білий пішак · h3 білий пішак · a2 білий пішак · e2 білий король · f2 білий пішак · e1 білий кінь | f8 чорний король · a7 чорний пішак · b7 чорний пішак · d7 чорна тура · f7 чорний пішак · e6 чорний пішак · f6 чорний слон · h6 чорний пішак · f5 чорний пішак · c4 біла тура · b3 білий пішак · e3 білий пішак · g3 білий пішак · h3 білий пішак · a2 білий пішак · e2 білий король · f2 білий пішак · e1 білий кінь | 5 |
| 4 | f8 чорний король · a7 чорний пішак · b7 чорний пішак · d7 чорна тура · f7 чорний пішак · e6 чорний пішак · f6 чорний слон · h6 чорний пішак · f5 чорний пішак · c4 біла тура · b3 білий пішак · e3 білий пішак · g3 білий пішак · h3 білий пішак · a2 білий пішак · e2 білий король · f2 білий пішак · e1 білий кінь | f8 чорний король · a7 чорний пішак · b7 чорний пішак · d7 чорна тура · f7 чорний пішак · e6 чорний пішак · f6 чорний слон · h6 чорний пішак · f5 чорний пішак · c4 біла тура · b3 білий пішак · e3 білий пішак · g3 білий пішак · h3 білий пішак · a2 білий пішак · e2 білий король · f2 білий пішак · e1 білий кінь | f8 чорний король · a7 чорний пішак · b7 чорний пішак · d7 чорна тура · f7 чорний пішак · e6 чорний пішак · f6 чорний слон · h6 чорний пішак · f5 чорний пішак · c4 біла тура · b3 білий пішак · e3 білий пішак · g3 білий пішак · h3 білий пішак · a2 білий пішак · e2 білий король · f2 білий пішак · e1 білий кінь | f8 чорний король · a7 чорний пішак · b7 чорний пішак · d7 чорна тура · f7 чорний пішак · e6 чорний пішак · f6 чорний слон · h6 чорний пішак · f5 чорний пішак · c4 біла тура · b3 білий пішак · e3 білий пішак · g3 білий пішак · h3 білий пішак · a2 білий пішак · e2 білий король · f2 білий пішак · e1 білий кінь | f8 чорний король · a7 чорний пішак · b7 чорний пішак · d7 чорна тура · f7 чорний пішак · e6 чорний пішак · f6 чорний слон · h6 чорний пішак · f5 чорний пішак · c4 біла тура · b3 білий пішак · e3 білий пішак · g3 білий пішак · h3 білий пішак · a2 білий пішак · e2 білий король · f2 білий пішак · e1 білий кінь | f8 чорний король · a7 чорний пішак · b7 чорний пішак · d7 чорна тура · f7 чорний пішак · e6 чорний пішак · f6 чорний слон · h6 чорний пішак · f5 чорний пішак · c4 біла тура · b3 білий пішак · e3 білий пішак · g3 білий пішак · h3 білий пішак · a2 білий пішак · e2 білий король · f2 білий пішак · e1 білий кінь | f8 чорний король · a7 чорний пішак · b7 чорний пішак · d7 чорна тура · f7 чорний пішак · e6 чорний пішак · f6 чорний слон · h6 чорний пішак · f5 чорний пішак · c4 біла тура · b3 білий пішак · e3 білий пішак · g3 білий пішак · h3 білий пішак · a2 білий пішак · e2 білий король · f2 білий пішак · e1 білий кінь | f8 чорний король · a7 чорний пішак · b7 чорний пішак · d7 чорна тура · f7 чорний пішак · e6 чорний пішак · f6 чорний слон · h6 чорний пішак · f5 чорний пішак · c4 біла тура · b3 білий пішак · e3 білий пішак · g3 білий пішак · h3 білий пішак · a2 білий пішак · e2 білий король · f2 білий пішак · e1 білий кінь | 4 |
| 3 | f8 чорний король · a7 чорний пішак · b7 чорний пішак · d7 чорна тура · f7 чорний пішак · e6 чорний пішак · f6 чорний слон · h6 чорний пішак · f5 чорний пішак · c4 біла тура · b3 білий пішак · e3 білий пішак · g3 білий пішак · h3 білий пішак · a2 білий пішак · e2 білий король · f2 білий пішак · e1 білий кінь | f8 чорний король · a7 чорний пішак · b7 чорний пішак · d7 чорна тура · f7 чорний пішак · e6 чорний пішак · f6 чорний слон · h6 чорний пішак · f5 чорний пішак · c4 біла тура · b3 білий пішак · e3 білий пішак · g3 білий пішак · h3 білий пішак · a2 білий пішак · e2 білий король · f2 білий пішак · e1 білий кінь | f8 чорний король · a7 чорний пішак · b7 чорний пішак · d7 чорна тура · f7 чорний пішак · e6 чорний пішак · f6 чорний слон · h6 чорний пішак · f5 чорний пішак · c4 біла тура · b3 білий пішак · e3 білий пішак · g3 білий пішак · h3 білий пішак · a2 білий пішак · e2 білий король · f2 білий пішак · e1 білий кінь | f8 чорний король · a7 чорний пішак · b7 чорний пішак · d7 чорна тура · f7 чорний пішак · e6 чорний пішак · f6 чорний слон · h6 чорний пішак · f5 чорний пішак · c4 біла тура · b3 білий пішак · e3 білий пішак · g3 білий пішак · h3 білий пішак · a2 білий пішак · e2 білий король · f2 білий пішак · e1 білий кінь | f8 чорний король · a7 чорний пішак · b7 чорний пішак · d7 чорна тура · f7 чорний пішак · e6 чорний пішак · f6 чорний слон · h6 чорний пішак · f5 чорний пішак · c4 біла тура · b3 білий пішак · e3 білий пішак · g3 білий пішак · h3 білий пішак · a2 білий пішак · e2 білий король · f2 білий пішак · e1 білий кінь | f8 чорний король · a7 чорний пішак · b7 чорний пішак · d7 чорна тура · f7 чорний пішак · e6 чорний пішак · f6 чорний слон · h6 чорний пішак · f5 чорний пішак · c4 біла тура · b3 білий пішак · e3 білий пішак · g3 білий пішак · h3 білий пішак · a2 білий пішак · e2 білий король · f2 білий пішак · e1 білий кінь | f8 чорний король · a7 чорний пішак · b7 чорний пішак · d7 чорна тура · f7 чорний пішак · e6 чорний пішак · f6 чорний слон · h6 чорний пішак · f5 чорний пішак · c4 біла тура · b3 білий пішак · e3 білий пішак · g3 білий пішак · h3 білий пішак · a2 білий пішак · e2 білий король · f2 білий пішак · e1 білий кінь | f8 чорний король · a7 чорний пішак · b7 чорний пішак · d7 чорна тура · f7 чорний пішак · e6 чорний пішак · f6 чорний слон · h6 чорний пішак · f5 чорний пішак · c4 біла тура · b3 білий пішак · e3 білий пішак · g3 білий пішак · h3 білий пішак · a2 білий пішак · e2 білий король · f2 білий пішак · e1 білий кінь | 3 |
| 2 | f8 чорний король · a7 чорний пішак · b7 чорний пішак · d7 чорна тура · f7 чорний пішак · e6 чорний пішак · f6 чорний слон · h6 чорний пішак · f5 чорний пішак · c4 біла тура · b3 білий пішак · e3 білий пішак · g3 білий пішак · h3 білий пішак · a2 білий пішак · e2 білий король · f2 білий пішак · e1 білий кінь | f8 чорний король · a7 чорний пішак · b7 чорний пішак · d7 чорна тура · f7 чорний пішак · e6 чорний пішак · f6 чорний слон · h6 чорний пішак · f5 чорний пішак · c4 біла тура · b3 білий пішак · e3 білий пішак · g3 білий пішак · h3 білий пішак · a2 білий пішак · e2 білий король · f2 білий пішак · e1 білий кінь | f8 чорний король · a7 чорний пішак · b7 чорний пішак · d7 чорна тура · f7 чорний пішак · e6 чорний пішак · f6 чорний слон · h6 чорний пішак · f5 чорний пішак · c4 біла тура · b3 білий пішак · e3 білий пішак · g3 білий пішак · h3 білий пішак · a2 білий пішак · e2 білий король · f2 білий пішак · e1 білий кінь | f8 чорний король · a7 чорний пішак · b7 чорний пішак · d7 чорна тура · f7 чорний пішак · e6 чорний пішак · f6 чорний слон · h6 чорний пішак · f5 чорний пішак · c4 біла тура · b3 білий пішак · e3 білий пішак · g3 білий пішак · h3 білий пішак · a2 білий пішак · e2 білий король · f2 білий пішак · e1 білий кінь | f8 чорний король · a7 чорний пішак · b7 чорний пішак · d7 чорна тура · f7 чорний пішак · e6 чорний пішак · f6 чорний слон · h6 чорний пішак · f5 чорний пішак · c4 біла тура · b3 білий пішак · e3 білий пішак · g3 білий пішак · h3 білий пішак · a2 білий пішак · e2 білий король · f2 білий пішак · e1 білий кінь | f8 чорний король · a7 чорний пішак · b7 чорний пішак · d7 чорна тура · f7 чорний пішак · e6 чорний пішак · f6 чорний слон · h6 чорний пішак · f5 чорний пішак · c4 біла тура · b3 білий пішак · e3 білий пішак · g3 білий пішак · h3 білий пішак · a2 білий пішак · e2 білий король · f2 білий пішак · e1 білий кінь | f8 чорний король · a7 чорний пішак · b7 чорний пішак · d7 чорна тура · f7 чорний пішак · e6 чорний пішак · f6 чорний слон · h6 чорний пішак · f5 чорний пішак · c4 біла тура · b3 білий пішак · e3 білий пішак · g3 білий пішак · h3 білий пішак · a2 білий пішак · e2 білий король · f2 білий пішак · e1 білий кінь | f8 чорний король · a7 чорний пішак · b7 чорний пішак · d7 чорна тура · f7 чорний пішак · e6 чорний пішак · f6 чорний слон · h6 чорний пішак · f5 чорний пішак · c4 біла тура · b3 білий пішак · e3 білий пішак · g3 білий пішак · h3 білий пішак · a2 білий пішак · e2 білий король · f2 білий пішак · e1 білий кінь | 2 |
| 1 | f8 чорний король · a7 чорний пішак · b7 чорний пішак · d7 чорна тура · f7 чорний пішак · e6 чорний пішак · f6 чорний слон · h6 чорний пішак · f5 чорний пішак · c4 біла тура · b3 білий пішак · e3 білий пішак · g3 білий пішак · h3 білий пішак · a2 білий пішак · e2 білий король · f2 білий пішак · e1 білий кінь | f8 чорний король · a7 чорний пішак · b7 чорний пішак · d7 чорна тура · f7 чорний пішак · e6 чорний пішак · f6 чорний слон · h6 чорний пішак · f5 чорний пішак · c4 біла тура · b3 білий пішак · e3 білий пішак · g3 білий пішак · h3 білий пішак · a2 білий пішак · e2 білий король · f2 білий пішак · e1 білий кінь | f8 чорний король · a7 чорний пішак · b7 чорний пішак · d7 чорна тура · f7 чорний пішак · e6 чорний пішак · f6 чорний слон · h6 чорний пішак · f5 чорний пішак · c4 біла тура · b3 білий пішак · e3 білий пішак · g3 білий пішак · h3 білий пішак · a2 білий пішак · e2 білий король · f2 білий пішак · e1 білий кінь | f8 чорний король · a7 чорний пішак · b7 чорний пішак · d7 чорна тура · f7 чорний пішак · e6 чорний пішак · f6 чорний слон · h6 чорний пішак · f5 чорний пішак · c4 біла тура · b3 білий пішак · e3 білий пішак · g3 білий пішак · h3 білий пішак · a2 білий пішак · e2 білий король · f2 білий пішак · e1 білий кінь | f8 чорний король · a7 чорний пішак · b7 чорний пішак · d7 чорна тура · f7 чорний пішак · e6 чорний пішак · f6 чорний слон · h6 чорний пішак · f5 чорний пішак · c4 біла тура · b3 білий пішак · e3 білий пішак · g3 білий пішак · h3 білий пішак · a2 білий пішак · e2 білий король · f2 білий пішак · e1 білий кінь | f8 чорний король · a7 чорний пішак · b7 чорний пішак · d7 чорна тура · f7 чорний пішак · e6 чорний пішак · f6 чорний слон · h6 чорний пішак · f5 чорний пішак · c4 біла тура · b3 білий пішак · e3 білий пішак · g3 білий пішак · h3 білий пішак · a2 білий пішак · e2 білий король · f2 білий пішак · e1 білий кінь | f8 чорний король · a7 чорний пішак · b7 чорний пішак · d7 чорна тура · f7 чорний пішак · e6 чорний пішак · f6 чорний слон · h6 чорний пішак · f5 чорний пішак · c4 біла тура · b3 білий пішак · e3 білий пішак · g3 білий пішак · h3 білий пішак · a2 білий пішак · e2 білий король · f2 білий пішак · e1 білий кінь | f8 чорний король · a7 чорний пішак · b7 чорний пішак · d7 чорна тура · f7 чорний пішак · e6 чорний пішак · f6 чорний слон · h6 чорний пішак · f5 чорний пішак · c4 біла тура · b3 білий пішак · e3 білий пішак · g3 білий пішак · h3 білий пішак · a2 білий пішак · e2 білий король · f2 білий пішак · e1 білий кінь | 1 |
|   | a | b | c | d | e | f | g | h |   |

Карлсен — Карякін

11 листопада

Дебют ферзевих пішаків (А45)

[Event "1 партія"] [Site "Нью-Йорк"] [Date "11.11.2016"] [White "Магнус Карлсен"] [Black "Сергій Карякін"]
[Result "1/2-1/2"] [ECO "A45"] [WhiteElo "2853"] [BlackElo "2772"] [PlyCount "84"] [EventDate "11.11.2016"] [Round "1"] [EventType "match"] [EventCountry "USA"] 1.d4 Nf6 2.Bg5 d5 3.e3 c5 4.Bxf6 gxf6 5.dxc5 Nc6 6.Bb5 e6 7.c4 dxc4 8.Nd2 Bxc5 9.Ngf3 O-O 10.O-O Na5 11.Rc1 Be7 12.Qc2 Bd7 13.Bxd7 Qxd7 14.Qc3 Qd5 15.Nxc4 Nxc4 16.Qxc4 Qxc4 17.Rxc4 Rfc8 18.Rfc1 Rxc4 19.Rxc4 Rd8 20.g3 Rd7 21.Kf1 f5 22.Ke2 Bf6 23.b3 Kf8 24.h3 h6 25.Ne1 Ke7 26.Nd3 Kd8 27.f4 h5 28.a4 Rd5 29.Nc5 b6 30.Na6 Be7 31.Nb8 a5 32.Nc6+ Ke8 33.Ne5 Bc5 34.Rc3 Ke7 35.Rd3 Rxd3 36.Kxd3 f6 37.Nc6+ Kd6 38.Nd4 Kd5 39.Nb5 Kc6 40.Nd4+ Kd6 41.Nb5+ Kd7 42.Nd4 Kd6 1/2-1/2

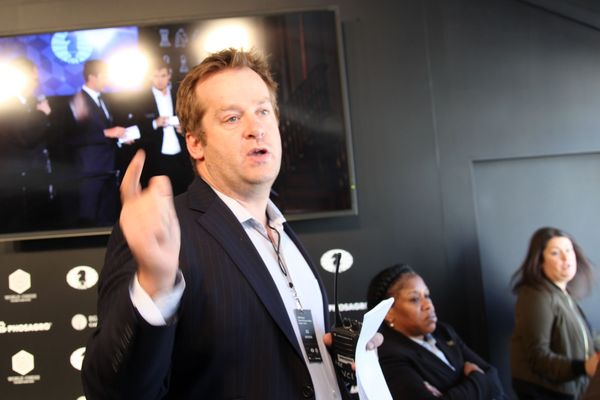
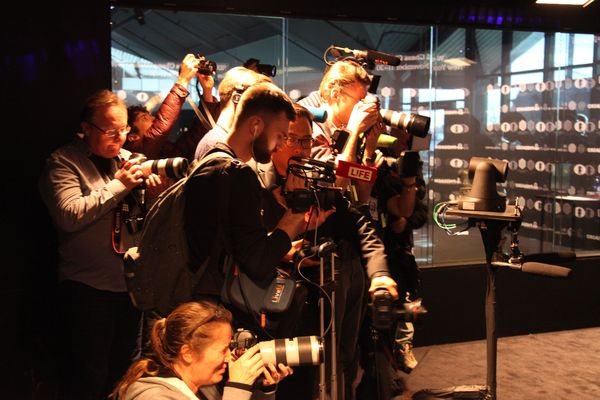
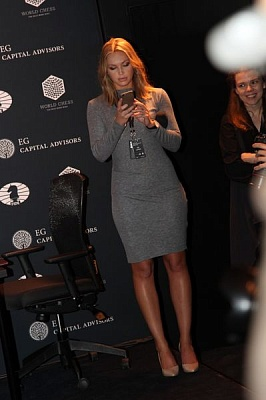
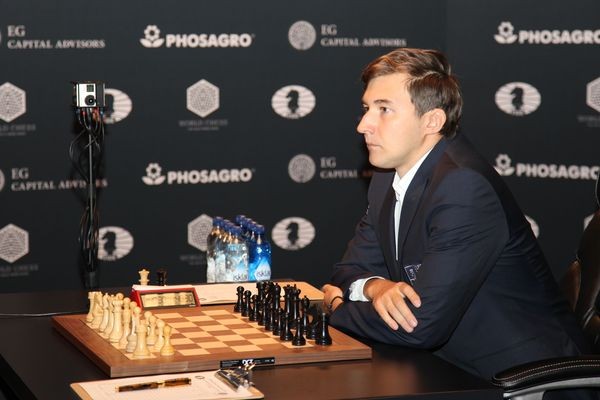
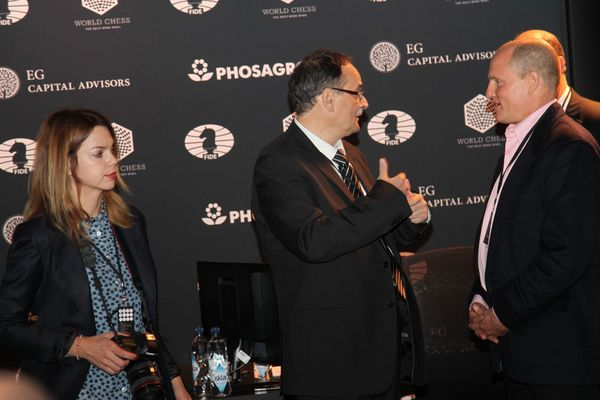
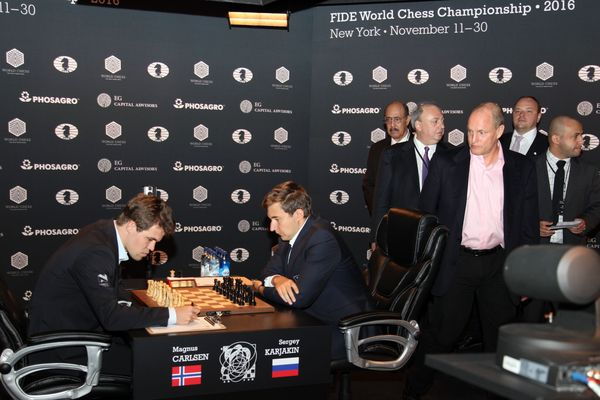
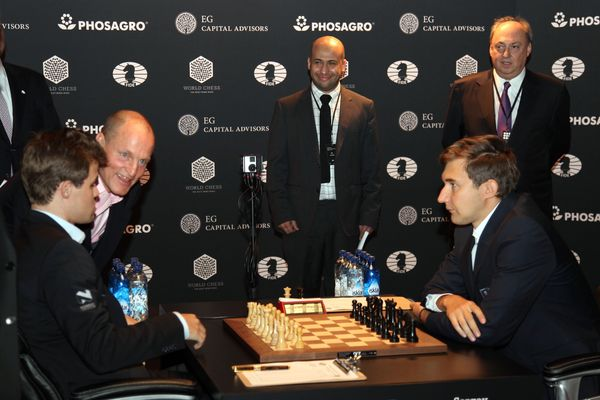
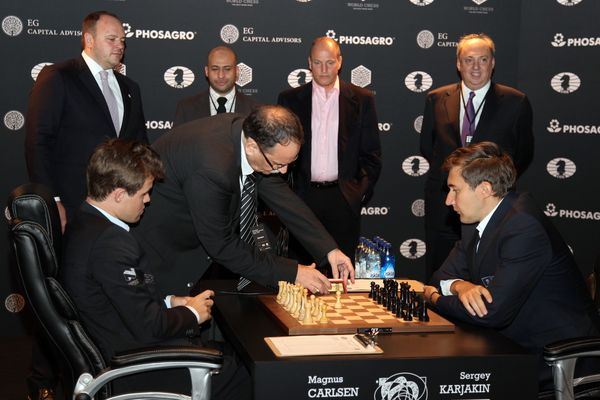
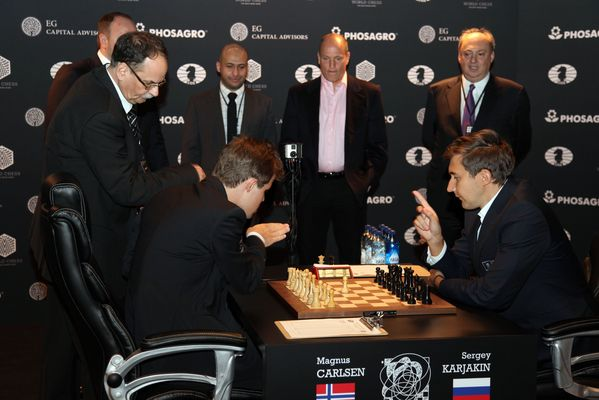
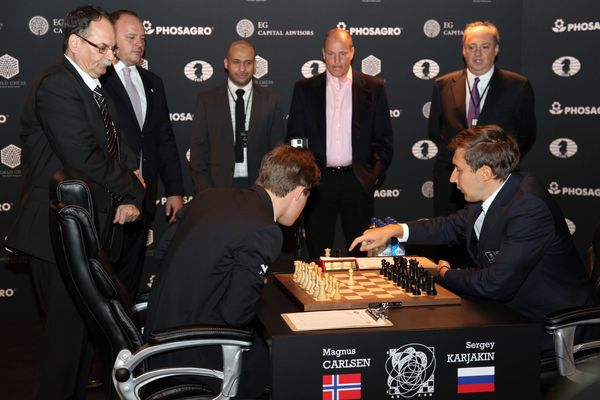
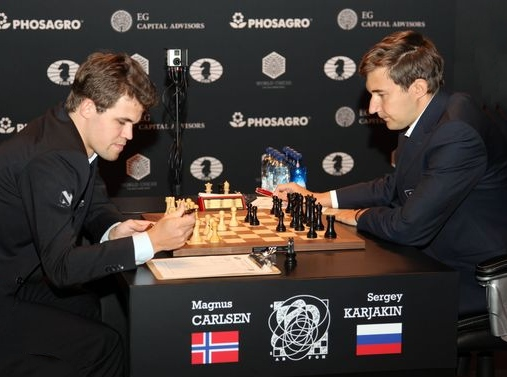
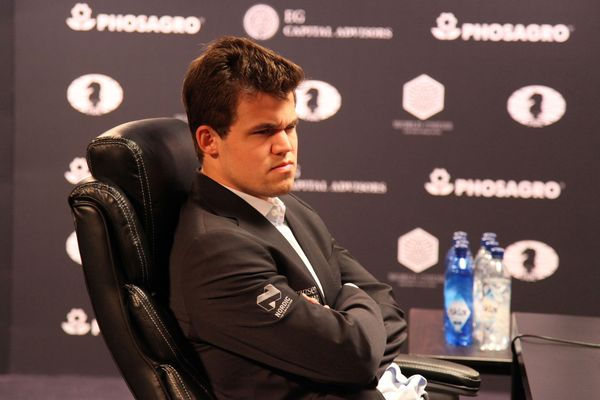
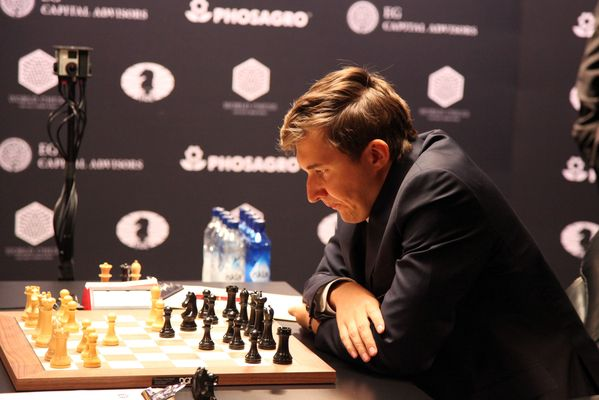
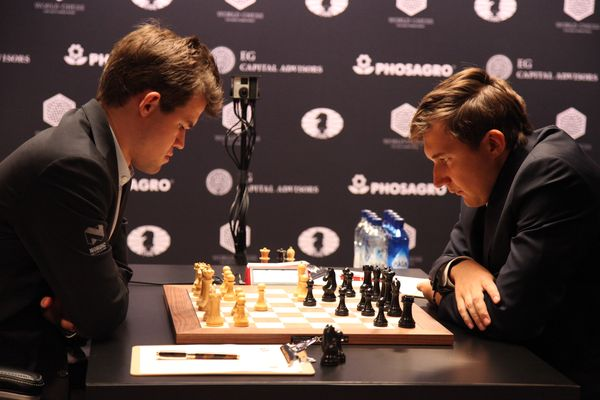
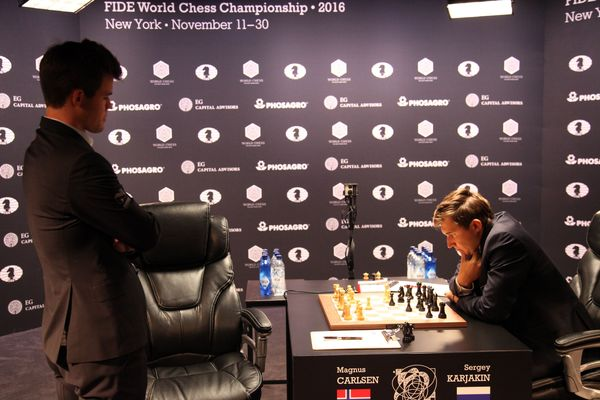
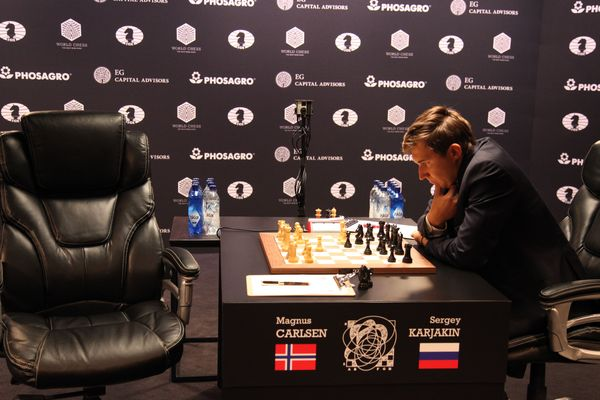
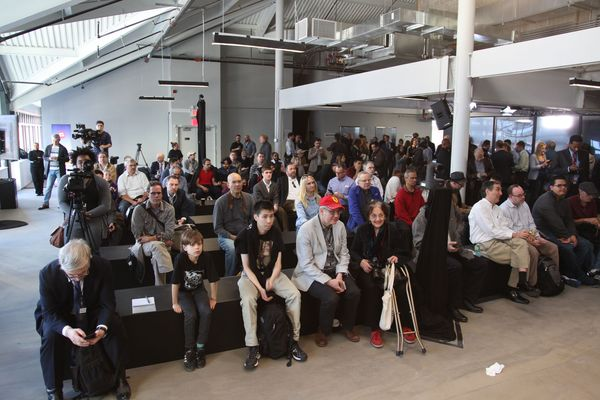
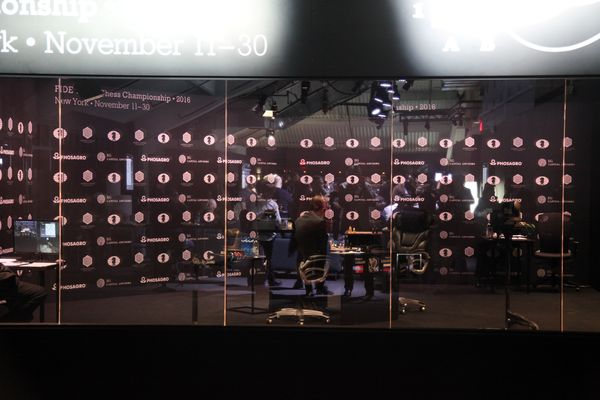
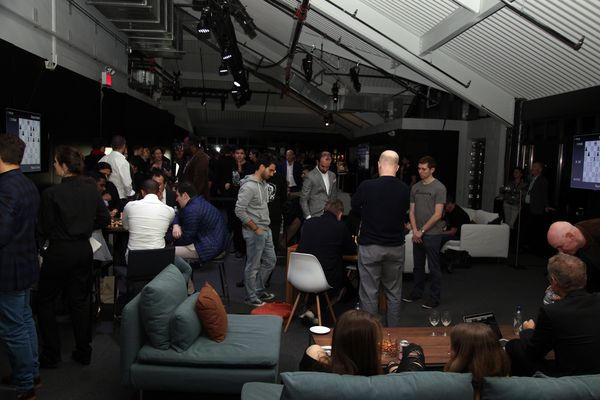
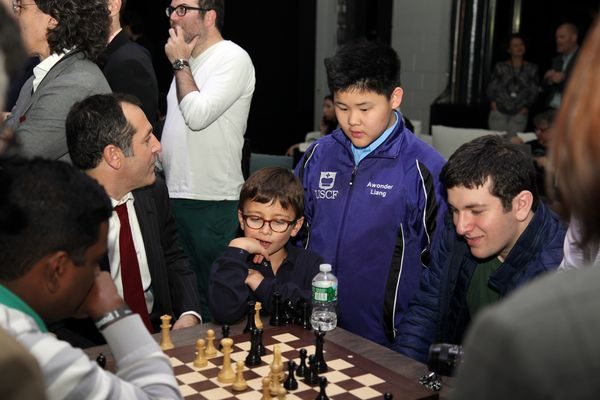
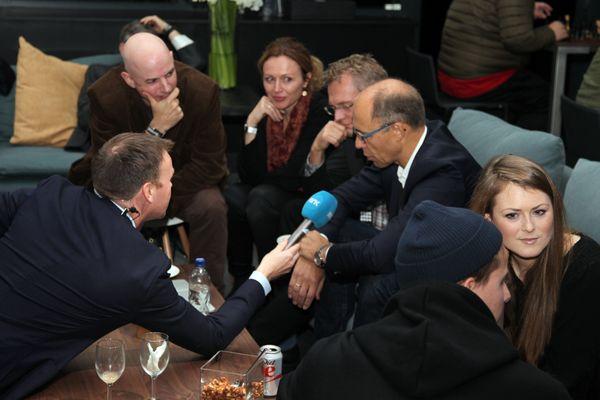
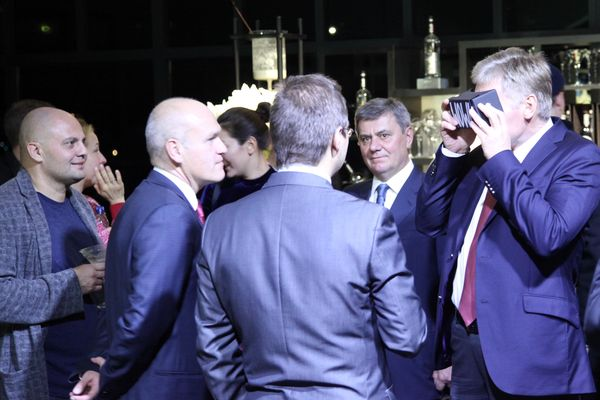
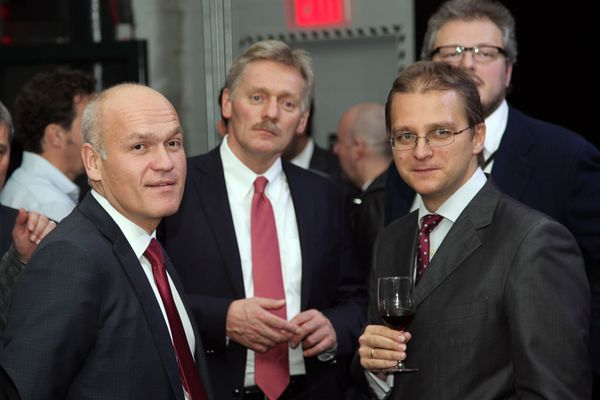
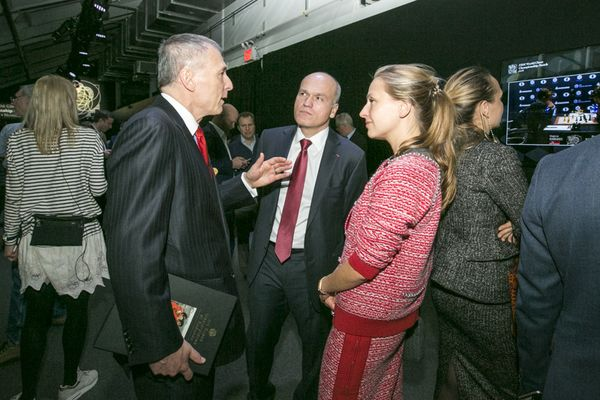
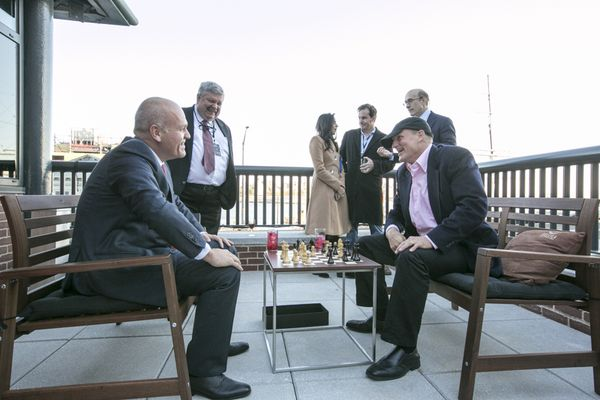
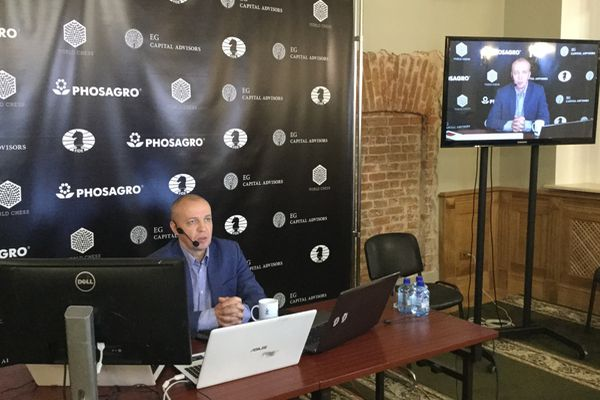
Сергій Шипов коментує першу партію матчу Карлсен - Карякін

#### Друга партія

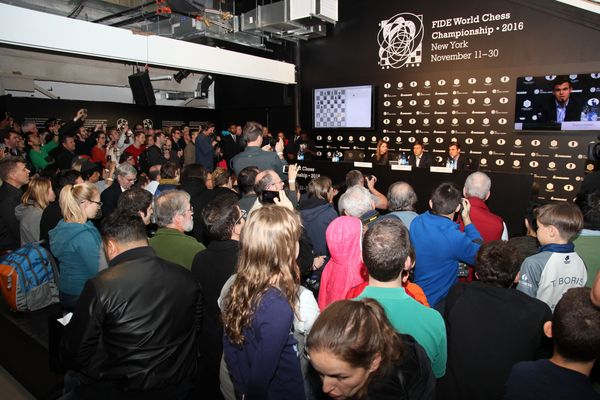
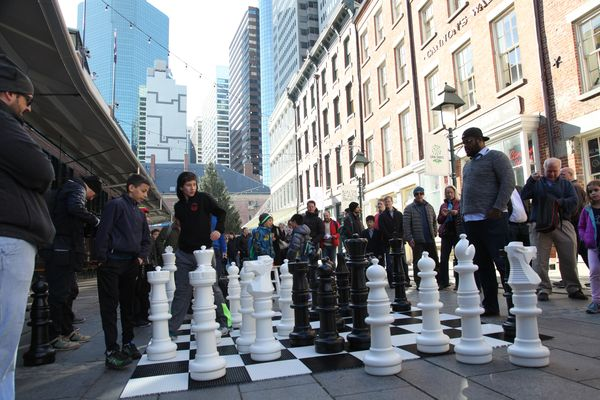
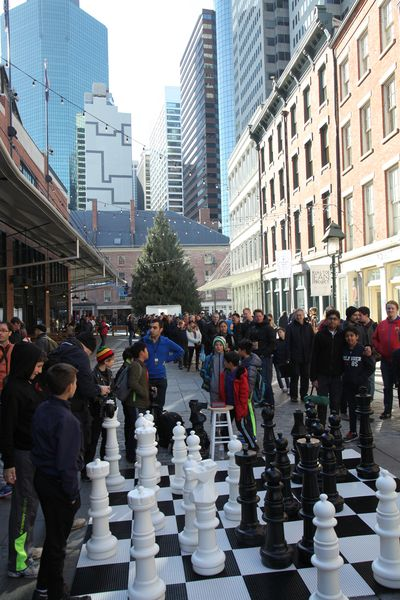
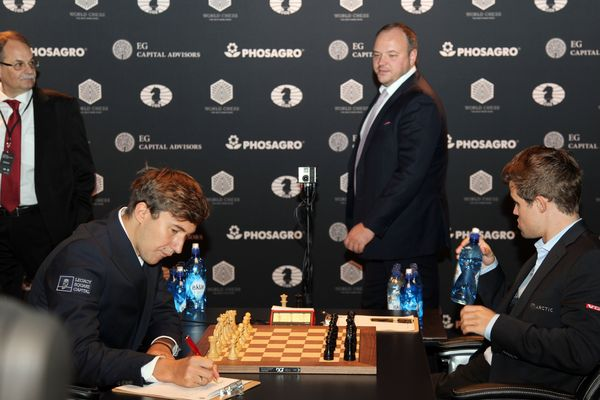
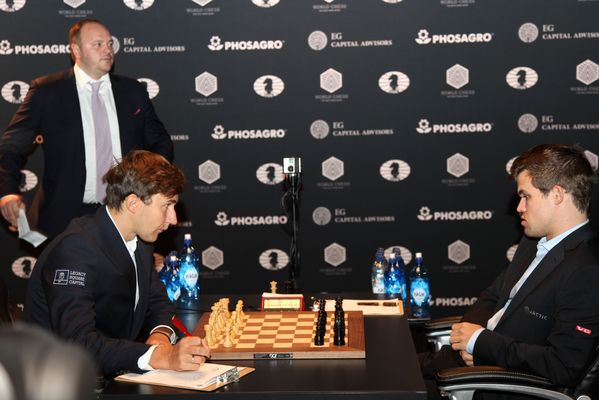
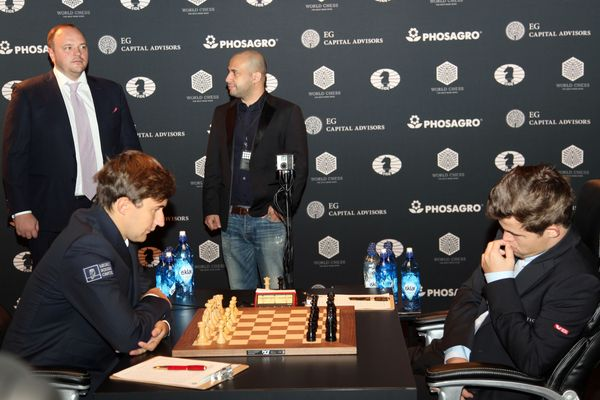
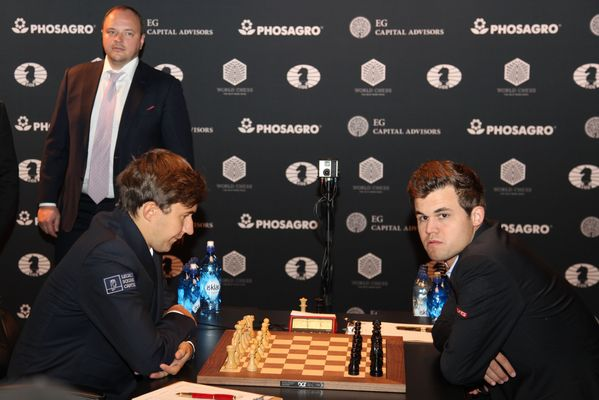
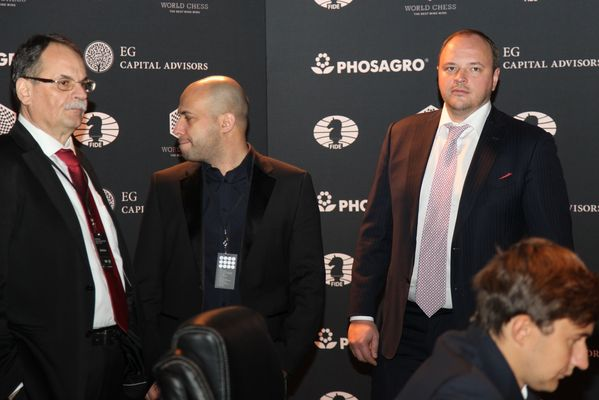
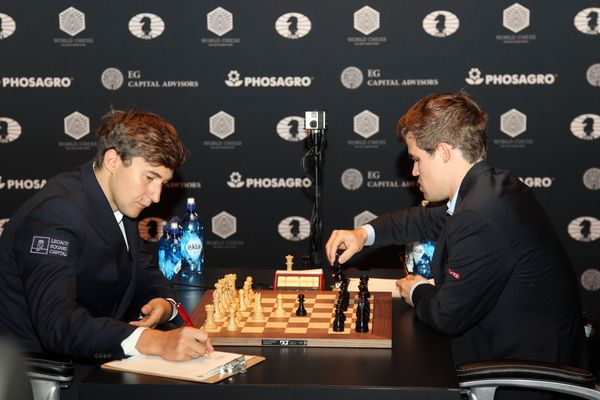
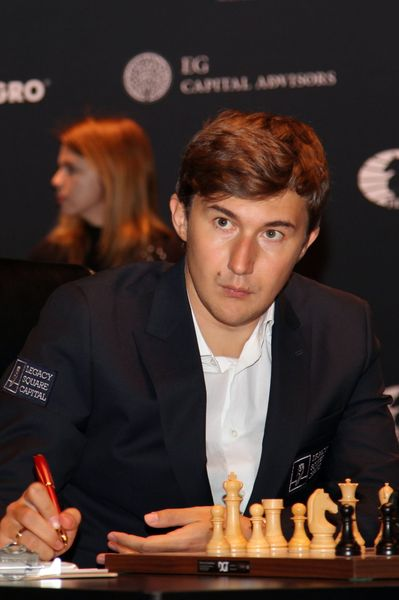
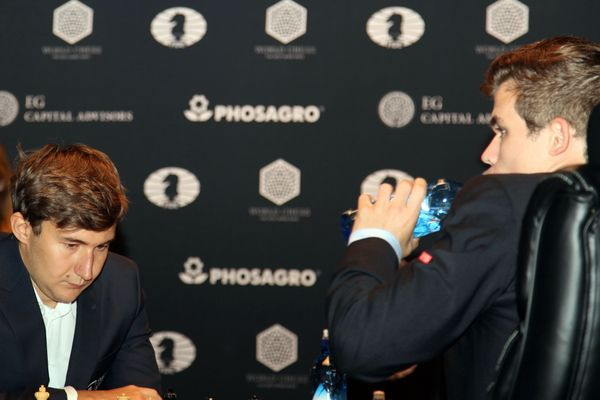
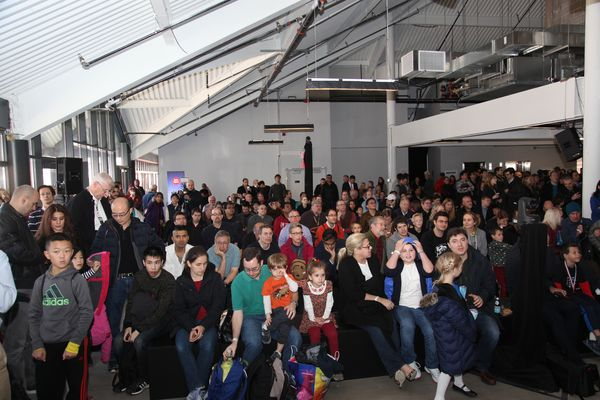
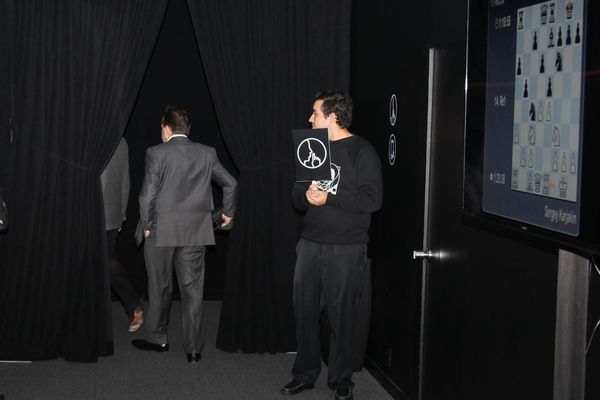
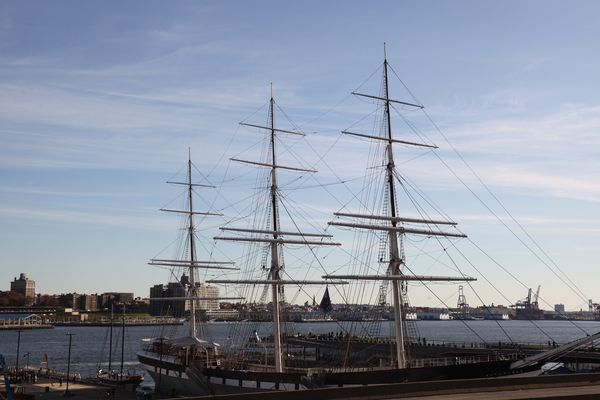
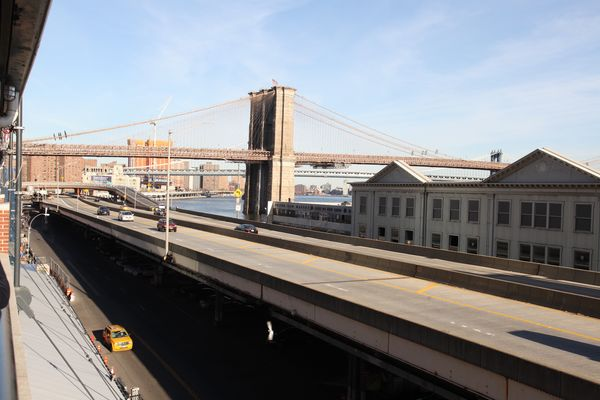
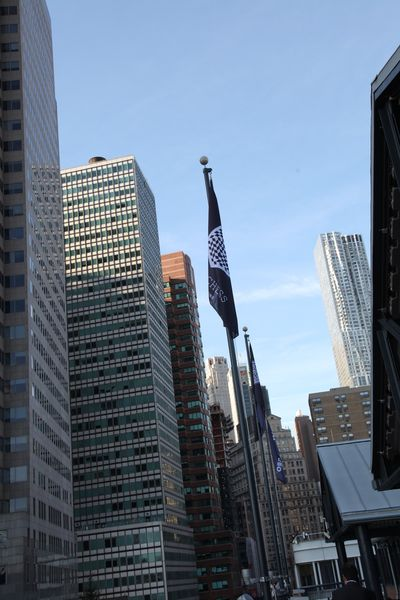
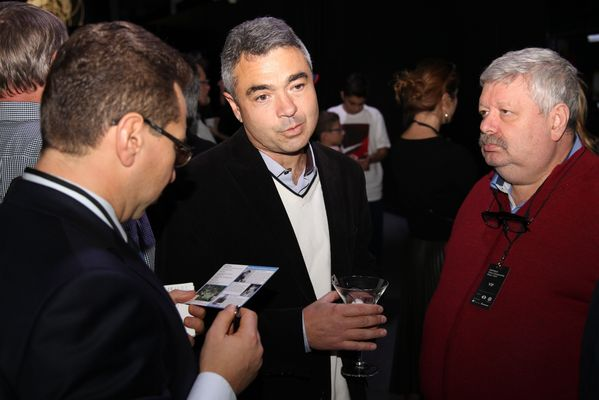
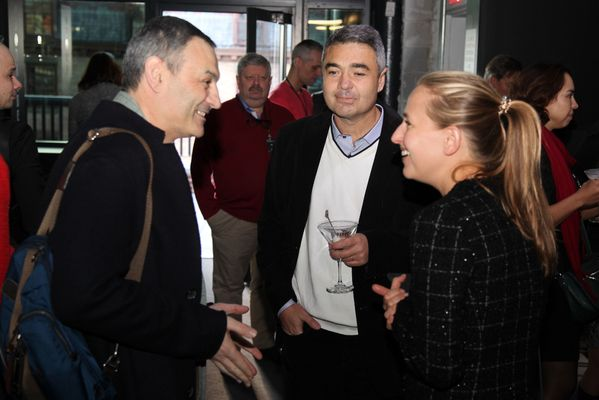
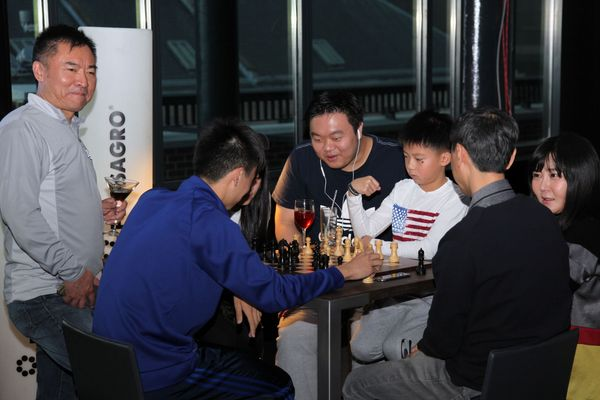
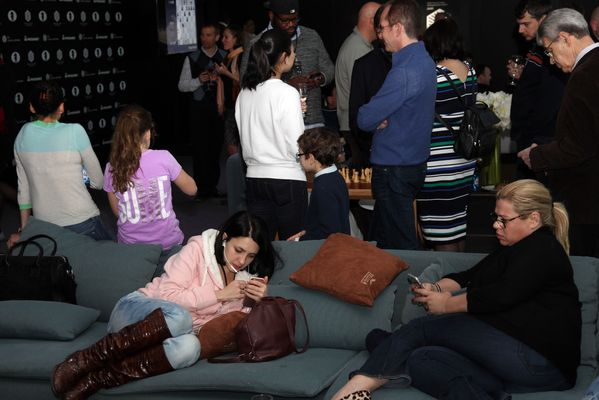
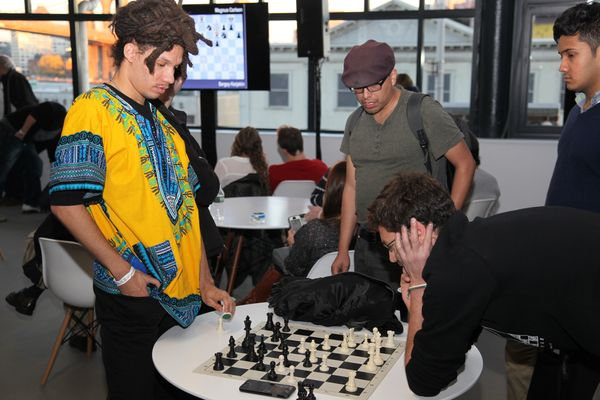
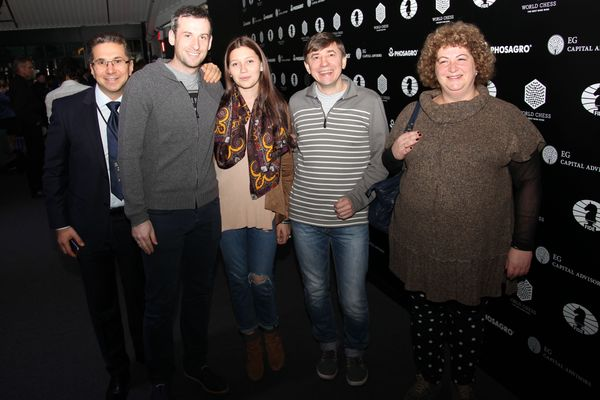

|   | a | b | c | d | e | f | g | h |   |
| 8 | g8 чорний король · d7 чорний кінь · g7 чорний пішак · d6 білий кінь · e6 чорний пішак · f6 чорний кінь · h6 чорний пішак · e5 чорний пішак · b4 біла тура · e4 білий пішак · f3 білий кінь · h3 білий пішак · c2 чорна тура · f2 білий пішак · g2 білий пішак · g1 білий король | g8 чорний король · d7 чорний кінь · g7 чорний пішак · d6 білий кінь · e6 чорний пішак · f6 чорний кінь · h6 чорний пішак · e5 чорний пішак · b4 біла тура · e4 білий пішак · f3 білий кінь · h3 білий пішак · c2 чорна тура · f2 білий пішак · g2 білий пішак · g1 білий король | g8 чорний король · d7 чорний кінь · g7 чорний пішак · d6 білий кінь · e6 чорний пішак · f6 чорний кінь · h6 чорний пішак · e5 чорний пішак · b4 біла тура · e4 білий пішак · f3 білий кінь · h3 білий пішак · c2 чорна тура · f2 білий пішак · g2 білий пішак · g1 білий король | g8 чорний король · d7 чорний кінь · g7 чорний пішак · d6 білий кінь · e6 чорний пішак · f6 чорний кінь · h6 чорний пішак · e5 чорний пішак · b4 біла тура · e4 білий пішак · f3 білий кінь · h3 білий пішак · c2 чорна тура · f2 білий пішак · g2 білий пішак · g1 білий король | g8 чорний король · d7 чорний кінь · g7 чорний пішак · d6 білий кінь · e6 чорний пішак · f6 чорний кінь · h6 чорний пішак · e5 чорний пішак · b4 біла тура · e4 білий пішак · f3 білий кінь · h3 білий пішак · c2 чорна тура · f2 білий пішак · g2 білий пішак · g1 білий король | g8 чорний король · d7 чорний кінь · g7 чорний пішак · d6 білий кінь · e6 чорний пішак · f6 чорний кінь · h6 чорний пішак · e5 чорний пішак · b4 біла тура · e4 білий пішак · f3 білий кінь · h3 білий пішак · c2 чорна тура · f2 білий пішак · g2 білий пішак · g1 білий король | g8 чорний король · d7 чорний кінь · g7 чорний пішак · d6 білий кінь · e6 чорний пішак · f6 чорний кінь · h6 чорний пішак · e5 чорний пішак · b4 біла тура · e4 білий пішак · f3 білий кінь · h3 білий пішак · c2 чорна тура · f2 білий пішак · g2 білий пішак · g1 білий король | g8 чорний король · d7 чорний кінь · g7 чорний пішак · d6 білий кінь · e6 чорний пішак · f6 чорний кінь · h6 чорний пішак · e5 чорний пішак · b4 біла тура · e4 білий пішак · f3 білий кінь · h3 білий пішак · c2 чорна тура · f2 білий пішак · g2 білий пішак · g1 білий король | 8 |
| 7 | g8 чорний король · d7 чорний кінь · g7 чорний пішак · d6 білий кінь · e6 чорний пішак · f6 чорний кінь · h6 чорний пішак · e5 чорний пішак · b4 біла тура · e4 білий пішак · f3 білий кінь · h3 білий пішак · c2 чорна тура · f2 білий пішак · g2 білий пішак · g1 білий король | g8 чорний король · d7 чорний кінь · g7 чорний пішак · d6 білий кінь · e6 чорний пішак · f6 чорний кінь · h6 чорний пішак · e5 чорний пішак · b4 біла тура · e4 білий пішак · f3 білий кінь · h3 білий пішак · c2 чорна тура · f2 білий пішак · g2 білий пішак · g1 білий король | g8 чорний король · d7 чорний кінь · g7 чорний пішак · d6 білий кінь · e6 чорний пішак · f6 чорний кінь · h6 чорний пішак · e5 чорний пішак · b4 біла тура · e4 білий пішак · f3 білий кінь · h3 білий пішак · c2 чорна тура · f2 білий пішак · g2 білий пішак · g1 білий король | g8 чорний король · d7 чорний кінь · g7 чорний пішак · d6 білий кінь · e6 чорний пішак · f6 чорний кінь · h6 чорний пішак · e5 чорний пішак · b4 біла тура · e4 білий пішак · f3 білий кінь · h3 білий пішак · c2 чорна тура · f2 білий пішак · g2 білий пішак · g1 білий король | g8 чорний король · d7 чорний кінь · g7 чорний пішак · d6 білий кінь · e6 чорний пішак · f6 чорний кінь · h6 чорний пішак · e5 чорний пішак · b4 біла тура · e4 білий пішак · f3 білий кінь · h3 білий пішак · c2 чорна тура · f2 білий пішак · g2 білий пішак · g1 білий король | g8 чорний король · d7 чорний кінь · g7 чорний пішак · d6 білий кінь · e6 чорний пішак · f6 чорний кінь · h6 чорний пішак · e5 чорний пішак · b4 біла тура · e4 білий пішак · f3 білий кінь · h3 білий пішак · c2 чорна тура · f2 білий пішак · g2 білий пішак · g1 білий король | g8 чорний король · d7 чорний кінь · g7 чорний пішак · d6 білий кінь · e6 чорний пішак · f6 чорний кінь · h6 чорний пішак · e5 чорний пішак · b4 біла тура · e4 білий пішак · f3 білий кінь · h3 білий пішак · c2 чорна тура · f2 білий пішак · g2 білий пішак · g1 білий король | g8 чорний король · d7 чорний кінь · g7 чорний пішак · d6 білий кінь · e6 чорний пішак · f6 чорний кінь · h6 чорний пішак · e5 чорний пішак · b4 біла тура · e4 білий пішак · f3 білий кінь · h3 білий пішак · c2 чорна тура · f2 білий пішак · g2 білий пішак · g1 білий король | 7 |
| 6 | g8 чорний король · d7 чорний кінь · g7 чорний пішак · d6 білий кінь · e6 чорний пішак · f6 чорний кінь · h6 чорний пішак · e5 чорний пішак · b4 біла тура · e4 білий пішак · f3 білий кінь · h3 білий пішак · c2 чорна тура · f2 білий пішак · g2 білий пішак · g1 білий король | g8 чорний король · d7 чорний кінь · g7 чорний пішак · d6 білий кінь · e6 чорний пішак · f6 чорний кінь · h6 чорний пішак · e5 чорний пішак · b4 біла тура · e4 білий пішак · f3 білий кінь · h3 білий пішак · c2 чорна тура · f2 білий пішак · g2 білий пішак · g1 білий король | g8 чорний король · d7 чорний кінь · g7 чорний пішак · d6 білий кінь · e6 чорний пішак · f6 чорний кінь · h6 чорний пішак · e5 чорний пішак · b4 біла тура · e4 білий пішак · f3 білий кінь · h3 білий пішак · c2 чорна тура · f2 білий пішак · g2 білий пішак · g1 білий король | g8 чорний король · d7 чорний кінь · g7 чорний пішак · d6 білий кінь · e6 чорний пішак · f6 чорний кінь · h6 чорний пішак · e5 чорний пішак · b4 біла тура · e4 білий пішак · f3 білий кінь · h3 білий пішак · c2 чорна тура · f2 білий пішак · g2 білий пішак · g1 білий король | g8 чорний король · d7 чорний кінь · g7 чорний пішак · d6 білий кінь · e6 чорний пішак · f6 чорний кінь · h6 чорний пішак · e5 чорний пішак · b4 біла тура · e4 білий пішак · f3 білий кінь · h3 білий пішак · c2 чорна тура · f2 білий пішак · g2 білий пішак · g1 білий король | g8 чорний король · d7 чорний кінь · g7 чорний пішак · d6 білий кінь · e6 чорний пішак · f6 чорний кінь · h6 чорний пішак · e5 чорний пішак · b4 біла тура · e4 білий пішак · f3 білий кінь · h3 білий пішак · c2 чорна тура · f2 білий пішак · g2 білий пішак · g1 білий король | g8 чорний король · d7 чорний кінь · g7 чорний пішак · d6 білий кінь · e6 чорний пішак · f6 чорний кінь · h6 чорний пішак · e5 чорний пішак · b4 біла тура · e4 білий пішак · f3 білий кінь · h3 білий пішак · c2 чорна тура · f2 білий пішак · g2 білий пішак · g1 білий король | g8 чорний король · d7 чорний кінь · g7 чорний пішак · d6 білий кінь · e6 чорний пішак · f6 чорний кінь · h6 чорний пішак · e5 чорний пішак · b4 біла тура · e4 білий пішак · f3 білий кінь · h3 білий пішак · c2 чорна тура · f2 білий пішак · g2 білий пішак · g1 білий король | 6 |
| 5 | g8 чорний король · d7 чорний кінь · g7 чорний пішак · d6 білий кінь · e6 чорний пішак · f6 чорний кінь · h6 чорний пішак · e5 чорний пішак · b4 біла тура · e4 білий пішак · f3 білий кінь · h3 білий пішак · c2 чорна тура · f2 білий пішак · g2 білий пішак · g1 білий король | g8 чорний король · d7 чорний кінь · g7 чорний пішак · d6 білий кінь · e6 чорний пішак · f6 чорний кінь · h6 чорний пішак · e5 чорний пішак · b4 біла тура · e4 білий пішак · f3 білий кінь · h3 білий пішак · c2 чорна тура · f2 білий пішак · g2 білий пішак · g1 білий король | g8 чорний король · d7 чорний кінь · g7 чорний пішак · d6 білий кінь · e6 чорний пішак · f6 чорний кінь · h6 чорний пішак · e5 чорний пішак · b4 біла тура · e4 білий пішак · f3 білий кінь · h3 білий пішак · c2 чорна тура · f2 білий пішак · g2 білий пішак · g1 білий король | g8 чорний король · d7 чорний кінь · g7 чорний пішак · d6 білий кінь · e6 чорний пішак · f6 чорний кінь · h6 чорний пішак · e5 чорний пішак · b4 біла тура · e4 білий пішак · f3 білий кінь · h3 білий пішак · c2 чорна тура · f2 білий пішак · g2 білий пішак · g1 білий король | g8 чорний король · d7 чорний кінь · g7 чорний пішак · d6 білий кінь · e6 чорний пішак · f6 чорний кінь · h6 чорний пішак · e5 чорний пішак · b4 біла тура · e4 білий пішак · f3 білий кінь · h3 білий пішак · c2 чорна тура · f2 білий пішак · g2 білий пішак · g1 білий король | g8 чорний король · d7 чорний кінь · g7 чорний пішак · d6 білий кінь · e6 чорний пішак · f6 чорний кінь · h6 чорний пішак · e5 чорний пішак · b4 біла тура · e4 білий пішак · f3 білий кінь · h3 білий пішак · c2 чорна тура · f2 білий пішак · g2 білий пішак · g1 білий король | g8 чорний король · d7 чорний кінь · g7 чорний пішак · d6 білий кінь · e6 чорний пішак · f6 чорний кінь · h6 чорний пішак · e5 чорний пішак · b4 біла тура · e4 білий пішак · f3 білий кінь · h3 білий пішак · c2 чорна тура · f2 білий пішак · g2 білий пішак · g1 білий король | g8 чорний король · d7 чорний кінь · g7 чорний пішак · d6 білий кінь · e6 чорний пішак · f6 чорний кінь · h6 чорний пішак · e5 чорний пішак · b4 біла тура · e4 білий пішак · f3 білий кінь · h3 білий пішак · c2 чорна тура · f2 білий пішак · g2 білий пішак · g1 білий король | 5 |
| 4 | g8 чорний король · d7 чорний кінь · g7 чорний пішак · d6 білий кінь · e6 чорний пішак · f6 чорний кінь · h6 чорний пішак · e5 чорний пішак · b4 біла тура · e4 білий пішак · f3 білий кінь · h3 білий пішак · c2 чорна тура · f2 білий пішак · g2 білий пішак · g1 білий король | g8 чорний король · d7 чорний кінь · g7 чорний пішак · d6 білий кінь · e6 чорний пішак · f6 чорний кінь · h6 чорний пішак · e5 чорний пішак · b4 біла тура · e4 білий пішак · f3 білий кінь · h3 білий пішак · c2 чорна тура · f2 білий пішак · g2 білий пішак · g1 білий король | g8 чорний король · d7 чорний кінь · g7 чорний пішак · d6 білий кінь · e6 чорний пішак · f6 чорний кінь · h6 чорний пішак · e5 чорний пішак · b4 біла тура · e4 білий пішак · f3 білий кінь · h3 білий пішак · c2 чорна тура · f2 білий пішак · g2 білий пішак · g1 білий король | g8 чорний король · d7 чорний кінь · g7 чорний пішак · d6 білий кінь · e6 чорний пішак · f6 чорний кінь · h6 чорний пішак · e5 чорний пішак · b4 біла тура · e4 білий пішак · f3 білий кінь · h3 білий пішак · c2 чорна тура · f2 білий пішак · g2 білий пішак · g1 білий король | g8 чорний король · d7 чорний кінь · g7 чорний пішак · d6 білий кінь · e6 чорний пішак · f6 чорний кінь · h6 чорний пішак · e5 чорний пішак · b4 біла тура · e4 білий пішак · f3 білий кінь · h3 білий пішак · c2 чорна тура · f2 білий пішак · g2 білий пішак · g1 білий король | g8 чорний король · d7 чорний кінь · g7 чорний пішак · d6 білий кінь · e6 чорний пішак · f6 чорний кінь · h6 чорний пішак · e5 чорний пішак · b4 біла тура · e4 білий пішак · f3 білий кінь · h3 білий пішак · c2 чорна тура · f2 білий пішак · g2 білий пішак · g1 білий король | g8 чорний король · d7 чорний кінь · g7 чорний пішак · d6 білий кінь · e6 чорний пішак · f6 чорний кінь · h6 чорний пішак · e5 чорний пішак · b4 біла тура · e4 білий пішак · f3 білий кінь · h3 білий пішак · c2 чорна тура · f2 білий пішак · g2 білий пішак · g1 білий король | g8 чорний король · d7 чорний кінь · g7 чорний пішак · d6 білий кінь · e6 чорний пішак · f6 чорний кінь · h6 чорний пішак · e5 чорний пішак · b4 біла тура · e4 білий пішак · f3 білий кінь · h3 білий пішак · c2 чорна тура · f2 білий пішак · g2 білий пішак · g1 білий король | 4 |
| 3 | g8 чорний король · d7 чорний кінь · g7 чорний пішак · d6 білий кінь · e6 чорний пішак · f6 чорний кінь · h6 чорний пішак · e5 чорний пішак · b4 біла тура · e4 білий пішак · f3 білий кінь · h3 білий пішак · c2 чорна тура · f2 білий пішак · g2 білий пішак · g1 білий король | g8 чорний король · d7 чорний кінь · g7 чорний пішак · d6 білий кінь · e6 чорний пішак · f6 чорний кінь · h6 чорний пішак · e5 чорний пішак · b4 біла тура · e4 білий пішак · f3 білий кінь · h3 білий пішак · c2 чорна тура · f2 білий пішак · g2 білий пішак · g1 білий король | g8 чорний король · d7 чорний кінь · g7 чорний пішак · d6 білий кінь · e6 чорний пішак · f6 чорний кінь · h6 чорний пішак · e5 чорний пішак · b4 біла тура · e4 білий пішак · f3 білий кінь · h3 білий пішак · c2 чорна тура · f2 білий пішак · g2 білий пішак · g1 білий король | g8 чорний король · d7 чорний кінь · g7 чорний пішак · d6 білий кінь · e6 чорний пішак · f6 чорний кінь · h6 чорний пішак · e5 чорний пішак · b4 біла тура · e4 білий пішак · f3 білий кінь · h3 білий пішак · c2 чорна тура · f2 білий пішак · g2 білий пішак · g1 білий король | g8 чорний король · d7 чорний кінь · g7 чорний пішак · d6 білий кінь · e6 чорний пішак · f6 чорний кінь · h6 чорний пішак · e5 чорний пішак · b4 біла тура · e4 білий пішак · f3 білий кінь · h3 білий пішак · c2 чорна тура · f2 білий пішак · g2 білий пішак · g1 білий король | g8 чорний король · d7 чорний кінь · g7 чорний пішак · d6 білий кінь · e6 чорний пішак · f6 чорний кінь · h6 чорний пішак · e5 чорний пішак · b4 біла тура · e4 білий пішак · f3 білий кінь · h3 білий пішак · c2 чорна тура · f2 білий пішак · g2 білий пішак · g1 білий король | g8 чорний король · d7 чорний кінь · g7 чорний пішак · d6 білий кінь · e6 чорний пішак · f6 чорний кінь · h6 чорний пішак · e5 чорний пішак · b4 біла тура · e4 білий пішак · f3 білий кінь · h3 білий пішак · c2 чорна тура · f2 білий пішак · g2 білий пішак · g1 білий король | g8 чорний король · d7 чорний кінь · g7 чорний пішак · d6 білий кінь · e6 чорний пішак · f6 чорний кінь · h6 чорний пішак · e5 чорний пішак · b4 біла тура · e4 білий пішак · f3 білий кінь · h3 білий пішак · c2 чорна тура · f2 білий пішак · g2 білий пішак · g1 білий король | 3 |
| 2 | g8 чорний король · d7 чорний кінь · g7 чорний пішак · d6 білий кінь · e6 чорний пішак · f6 чорний кінь · h6 чорний пішак · e5 чорний пішак · b4 біла тура · e4 білий пішак · f3 білий кінь · h3 білий пішак · c2 чорна тура · f2 білий пішак · g2 білий пішак · g1 білий король | g8 чорний король · d7 чорний кінь · g7 чорний пішак · d6 білий кінь · e6 чорний пішак · f6 чорний кінь · h6 чорний пішак · e5 чорний пішак · b4 біла тура · e4 білий пішак · f3 білий кінь · h3 білий пішак · c2 чорна тура · f2 білий пішак · g2 білий пішак · g1 білий король | g8 чорний король · d7 чорний кінь · g7 чорний пішак · d6 білий кінь · e6 чорний пішак · f6 чорний кінь · h6 чорний пішак · e5 чорний пішак · b4 біла тура · e4 білий пішак · f3 білий кінь · h3 білий пішак · c2 чорна тура · f2 білий пішак · g2 білий пішак · g1 білий король | g8 чорний король · d7 чорний кінь · g7 чорний пішак · d6 білий кінь · e6 чорний пішак · f6 чорний кінь · h6 чорний пішак · e5 чорний пішак · b4 біла тура · e4 білий пішак · f3 білий кінь · h3 білий пішак · c2 чорна тура · f2 білий пішак · g2 білий пішак · g1 білий король | g8 чорний король · d7 чорний кінь · g7 чорний пішак · d6 білий кінь · e6 чорний пішак · f6 чорний кінь · h6 чорний пішак · e5 чорний пішак · b4 біла тура · e4 білий пішак · f3 білий кінь · h3 білий пішак · c2 чорна тура · f2 білий пішак · g2 білий пішак · g1 білий король | g8 чорний король · d7 чорний кінь · g7 чорний пішак · d6 білий кінь · e6 чорний пішак · f6 чорний кінь · h6 чорний пішак · e5 чорний пішак · b4 біла тура · e4 білий пішак · f3 білий кінь · h3 білий пішак · c2 чорна тура · f2 білий пішак · g2 білий пішак · g1 білий король | g8 чорний король · d7 чорний кінь · g7 чорний пішак · d6 білий кінь · e6 чорний пішак · f6 чорний кінь · h6 чорний пішак · e5 чорний пішак · b4 біла тура · e4 білий пішак · f3 білий кінь · h3 білий пішак · c2 чорна тура · f2 білий пішак · g2 білий пішак · g1 білий король | g8 чорний король · d7 чорний кінь · g7 чорний пішак · d6 білий кінь · e6 чорний пішак · f6 чорний кінь · h6 чорний пішак · e5 чорний пішак · b4 біла тура · e4 білий пішак · f3 білий кінь · h3 білий пішак · c2 чорна тура · f2 білий пішак · g2 білий пішак · g1 білий король | 2 |
| 1 | g8 чорний король · d7 чорний кінь · g7 чорний пішак · d6 білий кінь · e6 чорний пішак · f6 чорний кінь · h6 чорний пішак · e5 чорний пішак · b4 біла тура · e4 білий пішак · f3 білий кінь · h3 білий пішак · c2 чорна тура · f2 білий пішак · g2 білий пішак · g1 білий король | g8 чорний король · d7 чорний кінь · g7 чорний пішак · d6 білий кінь · e6 чорний пішак · f6 чорний кінь · h6 чорний пішак · e5 чорний пішак · b4 біла тура · e4 білий пішак · f3 білий кінь · h3 білий пішак · c2 чорна тура · f2 білий пішак · g2 білий пішак · g1 білий король | g8 чорний король · d7 чорний кінь · g7 чорний пішак · d6 білий кінь · e6 чорний пішак · f6 чорний кінь · h6 чорний пішак · e5 чорний пішак · b4 біла тура · e4 білий пішак · f3 білий кінь · h3 білий пішак · c2 чорна тура · f2 білий пішак · g2 білий пішак · g1 білий король | g8 чорний король · d7 чорний кінь · g7 чорний пішак · d6 білий кінь · e6 чорний пішак · f6 чорний кінь · h6 чорний пішак · e5 чорний пішак · b4 біла тура · e4 білий пішак · f3 білий кінь · h3 білий пішак · c2 чорна тура · f2 білий пішак · g2 білий пішак · g1 білий король | g8 чорний король · d7 чорний кінь · g7 чорний пішак · d6 білий кінь · e6 чорний пішак · f6 чорний кінь · h6 чорний пішак · e5 чорний пішак · b4 біла тура · e4 білий пішак · f3 білий кінь · h3 білий пішак · c2 чорна тура · f2 білий пішак · g2 білий пішак · g1 білий король | g8 чорний король · d7 чорний кінь · g7 чорний пішак · d6 білий кінь · e6 чорний пішак · f6 чорний кінь · h6 чорний пішак · e5 чорний пішак · b4 біла тура · e4 білий пішак · f3 білий кінь · h3 білий пішак · c2 чорна тура · f2 білий пішак · g2 білий пішак · g1 білий король | g8 чорний король · d7 чорний кінь · g7 чорний пішак · d6 білий кінь · e6 чорний пішак · f6 чорний кінь · h6 чорний пішак · e5 чорний пішак · b4 біла тура · e4 білий пішак · f3 білий кінь · h3 білий пішак · c2 чорна тура · f2 білий пішак · g2 білий пішак · g1 білий король | g8 чорний король · d7 чорний кінь · g7 чорний пішак · d6 білий кінь · e6 чорний пішак · f6 чорний кінь · h6 чорний пішак · e5 чорний пішак · b4 біла тура · e4 білий пішак · f3 білий кінь · h3 білий пішак · c2 чорна тура · f2 білий пішак · g2 білий пішак · g1 білий король | 1 |
|   | a | b | c | d | e | f | g | h |   |

Карякін — Карлсен

12 листопада

Іспанська партія (С78)

[Event "2 партія"] [Site "Нью-Йорк"] [Date "12.11.2016"] [White "Сергій Карякін"] [Black "Магнус Карлсен"] 
[Result "1/2-1/2"] [ECO "C78"] [WhiteElo "2853"] [BlackElo "2772"] [PlyCount "65"] [EventDate "11.11.2016"] [Round "2"] [EventType "match"] [EventCountry "USA"] [FirstMove "14d"] 1.e4 e5 2.Nf3 Nc6 3.Bb5 a6 4.Ba4 Nf6 5.O-O Be7 6.d3 b5 7.Bb3 d6 8.a3 O-O 9.Nc3 Na5 10.Ba2 Be6 11.d4 Bxa2 12.Rxa2 Re8 13.Ra1 Nc4 14.Re1 Rc8 15.h3 h6 16.b3 Nb6 17.Bb2 Bf8 18.dxe5 dxe5 19.a4 c6 20.Qxd8 Rcxd8 21.axb5 axb5 22.Ne2 Bb4 23.Bc3 Bxc3 24.Nxc3 Nbd7 25.Ra6 Rc8 26.b4 Re6 27.Rb1 c5 28.Rxe6 fxe6 29.Nxb5 cxb4 30.Rxb4 Rxc2 31.Nd6 Rc1+ 32.Kh2 Rc2 33.Kg1 1/2-1/2

#### Третя партія
|   | a | b | c | d | e | f | g | h |   |
| 8 | e7 біла тура · f6 чорний король · e5 білий кінь · f5 білий пішак · h5 білий король · b4 чорний пішак · h4 чорний пішак · b3 білий пішак · h3 чорна тура | e7 біла тура · f6 чорний король · e5 білий кінь · f5 білий пішак · h5 білий король · b4 чорний пішак · h4 чорний пішак · b3 білий пішак · h3 чорна тура | e7 біла тура · f6 чорний король · e5 білий кінь · f5 білий пішак · h5 білий король · b4 чорний пішак · h4 чорний пішак · b3 білий пішак · h3 чорна тура | e7 біла тура · f6 чорний король · e5 білий кінь · f5 білий пішак · h5 білий король · b4 чорний пішак · h4 чорний пішак · b3 білий пішак · h3 чорна тура | e7 біла тура · f6 чорний король · e5 білий кінь · f5 білий пішак · h5 білий король · b4 чорний пішак · h4 чорний пішак · b3 білий пішак · h3 чорна тура | e7 біла тура · f6 чорний король · e5 білий кінь · f5 білий пішак · h5 білий король · b4 чорний пішак · h4 чорний пішак · b3 білий пішак · h3 чорна тура | e7 біла тура · f6 чорний король · e5 білий кінь · f5 білий пішак · h5 білий король · b4 чорний пішак · h4 чорний пішак · b3 білий пішак · h3 чорна тура | e7 біла тура · f6 чорний король · e5 білий кінь · f5 білий пішак · h5 білий король · b4 чорний пішак · h4 чорний пішак · b3 білий пішак · h3 чорна тура | 8 |
| 7 | e7 біла тура · f6 чорний король · e5 білий кінь · f5 білий пішак · h5 білий король · b4 чорний пішак · h4 чорний пішак · b3 білий пішак · h3 чорна тура | e7 біла тура · f6 чорний король · e5 білий кінь · f5 білий пішак · h5 білий король · b4 чорний пішак · h4 чорний пішак · b3 білий пішак · h3 чорна тура | e7 біла тура · f6 чорний король · e5 білий кінь · f5 білий пішак · h5 білий король · b4 чорний пішак · h4 чорний пішак · b3 білий пішак · h3 чорна тура | e7 біла тура · f6 чорний король · e5 білий кінь · f5 білий пішак · h5 білий король · b4 чорний пішак · h4 чорний пішак · b3 білий пішак · h3 чорна тура | e7 біла тура · f6 чорний король · e5 білий кінь · f5 білий пішак · h5 білий король · b4 чорний пішак · h4 чорний пішак · b3 білий пішак · h3 чорна тура | e7 біла тура · f6 чорний король · e5 білий кінь · f5 білий пішак · h5 білий король · b4 чорний пішак · h4 чорний пішак · b3 білий пішак · h3 чорна тура | e7 біла тура · f6 чорний король · e5 білий кінь · f5 білий пішак · h5 білий король · b4 чорний пішак · h4 чорний пішак · b3 білий пішак · h3 чорна тура | e7 біла тура · f6 чорний король · e5 білий кінь · f5 білий пішак · h5 білий король · b4 чорний пішак · h4 чорний пішак · b3 білий пішак · h3 чорна тура | 7 |
| 6 | e7 біла тура · f6 чорний король · e5 білий кінь · f5 білий пішак · h5 білий король · b4 чорний пішак · h4 чорний пішак · b3 білий пішак · h3 чорна тура | e7 біла тура · f6 чорний король · e5 білий кінь · f5 білий пішак · h5 білий король · b4 чорний пішак · h4 чорний пішак · b3 білий пішак · h3 чорна тура | e7 біла тура · f6 чорний король · e5 білий кінь · f5 білий пішак · h5 білий король · b4 чорний пішак · h4 чорний пішак · b3 білий пішак · h3 чорна тура | e7 біла тура · f6 чорний король · e5 білий кінь · f5 білий пішак · h5 білий король · b4 чорний пішак · h4 чорний пішак · b3 білий пішак · h3 чорна тура | e7 біла тура · f6 чорний король · e5 білий кінь · f5 білий пішак · h5 білий король · b4 чорний пішак · h4 чорний пішак · b3 білий пішак · h3 чорна тура | e7 біла тура · f6 чорний король · e5 білий кінь · f5 білий пішак · h5 білий король · b4 чорний пішак · h4 чорний пішак · b3 білий пішак · h3 чорна тура | e7 біла тура · f6 чорний король · e5 білий кінь · f5 білий пішак · h5 білий король · b4 чорний пішак · h4 чорний пішак · b3 білий пішак · h3 чорна тура | e7 біла тура · f6 чорний король · e5 білий кінь · f5 білий пішак · h5 білий король · b4 чорний пішак · h4 чорний пішак · b3 білий пішак · h3 чорна тура | 6 |
| 5 | e7 біла тура · f6 чорний король · e5 білий кінь · f5 білий пішак · h5 білий король · b4 чорний пішак · h4 чорний пішак · b3 білий пішак · h3 чорна тура | e7 біла тура · f6 чорний король · e5 білий кінь · f5 білий пішак · h5 білий король · b4 чорний пішак · h4 чорний пішак · b3 білий пішак · h3 чорна тура | e7 біла тура · f6 чорний король · e5 білий кінь · f5 білий пішак · h5 білий король · b4 чорний пішак · h4 чорний пішак · b3 білий пішак · h3 чорна тура | e7 біла тура · f6 чорний король · e5 білий кінь · f5 білий пішак · h5 білий король · b4 чорний пішак · h4 чорний пішак · b3 білий пішак · h3 чорна тура | e7 біла тура · f6 чорний король · e5 білий кінь · f5 білий пішак · h5 білий король · b4 чорний пішак · h4 чорний пішак · b3 білий пішак · h3 чорна тура | e7 біла тура · f6 чорний король · e5 білий кінь · f5 білий пішак · h5 білий король · b4 чорний пішак · h4 чорний пішак · b3 білий пішак · h3 чорна тура | e7 біла тура · f6 чорний король · e5 білий кінь · f5 білий пішак · h5 білий король · b4 чорний пішак · h4 чорний пішак · b3 білий пішак · h3 чорна тура | e7 біла тура · f6 чорний король · e5 білий кінь · f5 білий пішак · h5 білий король · b4 чорний пішак · h4 чорний пішак · b3 білий пішак · h3 чорна тура | 5 |
| 4 | e7 біла тура · f6 чорний король · e5 білий кінь · f5 білий пішак · h5 білий король · b4 чорний пішак · h4 чорний пішак · b3 білий пішак · h3 чорна тура | e7 біла тура · f6 чорний король · e5 білий кінь · f5 білий пішак · h5 білий король · b4 чорний пішак · h4 чорний пішак · b3 білий пішак · h3 чорна тура | e7 біла тура · f6 чорний король · e5 білий кінь · f5 білий пішак · h5 білий король · b4 чорний пішак · h4 чорний пішак · b3 білий пішак · h3 чорна тура | e7 біла тура · f6 чорний король · e5 білий кінь · f5 білий пішак · h5 білий король · b4 чорний пішак · h4 чорний пішак · b3 білий пішак · h3 чорна тура | e7 біла тура · f6 чорний король · e5 білий кінь · f5 білий пішак · h5 білий король · b4 чорний пішак · h4 чорний пішак · b3 білий пішак · h3 чорна тура | e7 біла тура · f6 чорний король · e5 білий кінь · f5 білий пішак · h5 білий король · b4 чорний пішак · h4 чорний пішак · b3 білий пішак · h3 чорна тура | e7 біла тура · f6 чорний король · e5 білий кінь · f5 білий пішак · h5 білий король · b4 чорний пішак · h4 чорний пішак · b3 білий пішак · h3 чорна тура | e7 біла тура · f6 чорний король · e5 білий кінь · f5 білий пішак · h5 білий король · b4 чорний пішак · h4 чорний пішак · b3 білий пішак · h3 чорна тура | 4 |
| 3 | e7 біла тура · f6 чорний король · e5 білий кінь · f5 білий пішак · h5 білий король · b4 чорний пішак · h4 чорний пішак · b3 білий пішак · h3 чорна тура | e7 біла тура · f6 чорний король · e5 білий кінь · f5 білий пішак · h5 білий король · b4 чорний пішак · h4 чорний пішак · b3 білий пішак · h3 чорна тура | e7 біла тура · f6 чорний король · e5 білий кінь · f5 білий пішак · h5 білий король · b4 чорний пішак · h4 чорний пішак · b3 білий пішак · h3 чорна тура | e7 біла тура · f6 чорний король · e5 білий кінь · f5 білий пішак · h5 білий король · b4 чорний пішак · h4 чорний пішак · b3 білий пішак · h3 чорна тура | e7 біла тура · f6 чорний король · e5 білий кінь · f5 білий пішак · h5 білий король · b4 чорний пішак · h4 чорний пішак · b3 білий пішак · h3 чорна тура | e7 біла тура · f6 чорний король · e5 білий кінь · f5 білий пішак · h5 білий король · b4 чорний пішак · h4 чорний пішак · b3 білий пішак · h3 чорна тура | e7 біла тура · f6 чорний король · e5 білий кінь · f5 білий пішак · h5 білий король · b4 чорний пішак · h4 чорний пішак · b3 білий пішак · h3 чорна тура | e7 біла тура · f6 чорний король · e5 білий кінь · f5 білий пішак · h5 білий король · b4 чорний пішак · h4 чорний пішак · b3 білий пішак · h3 чорна тура | 3 |
| 2 | e7 біла тура · f6 чорний король · e5 білий кінь · f5 білий пішак · h5 білий король · b4 чорний пішак · h4 чорний пішак · b3 білий пішак · h3 чорна тура | e7 біла тура · f6 чорний король · e5 білий кінь · f5 білий пішак · h5 білий король · b4 чорний пішак · h4 чорний пішак · b3 білий пішак · h3 чорна тура | e7 біла тура · f6 чорний король · e5 білий кінь · f5 білий пішак · h5 білий король · b4 чорний пішак · h4 чорний пішак · b3 білий пішак · h3 чорна тура | e7 біла тура · f6 чорний король · e5 білий кінь · f5 білий пішак · h5 білий король · b4 чорний пішак · h4 чорний пішак · b3 білий пішак · h3 чорна тура | e7 біла тура · f6 чорний король · e5 білий кінь · f5 білий пішак · h5 білий король · b4 чорний пішак · h4 чорний пішак · b3 білий пішак · h3 чорна тура | e7 біла тура · f6 чорний король · e5 білий кінь · f5 білий пішак · h5 білий король · b4 чорний пішак · h4 чорний пішак · b3 білий пішак · h3 чорна тура | e7 біла тура · f6 чорний король · e5 білий кінь · f5 білий пішак · h5 білий король · b4 чорний пішак · h4 чорний пішак · b3 білий пішак · h3 чорна тура | e7 біла тура · f6 чорний король · e5 білий кінь · f5 білий пішак · h5 білий король · b4 чорний пішак · h4 чорний пішак · b3 білий пішак · h3 чорна тура | 2 |
| 1 | e7 біла тура · f6 чорний король · e5 білий кінь · f5 білий пішак · h5 білий король · b4 чорний пішак · h4 чорний пішак · b3 білий пішак · h3 чорна тура | e7 біла тура · f6 чорний король · e5 білий кінь · f5 білий пішак · h5 білий король · b4 чорний пішак · h4 чорний пішак · b3 білий пішак · h3 чорна тура | e7 біла тура · f6 чорний король · e5 білий кінь · f5 білий пішак · h5 білий король · b4 чорний пішак · h4 чорний пішак · b3 білий пішак · h3 чорна тура | e7 біла тура · f6 чорний король · e5 білий кінь · f5 білий пішак · h5 білий король · b4 чорний пішак · h4 чорний пішак · b3 білий пішак · h3 чорна тура | e7 біла тура · f6 чорний король · e5 білий кінь · f5 білий пішак · h5 білий король · b4 чорний пішак · h4 чорний пішак · b3 білий пішак · h3 чорна тура | e7 біла тура · f6 чорний король · e5 білий кінь · f5 білий пішак · h5 білий король · b4 чорний пішак · h4 чорний пішак · b3 білий пішак · h3 чорна тура | e7 біла тура · f6 чорний король · e5 білий кінь · f5 білий пішак · h5 білий король · b4 чорний пішак · h4 чорний пішак · b3 білий пішак · h3 чорна тура | e7 біла тура · f6 чорний король · e5 білий кінь · f5 білий пішак · h5 білий король · b4 чорний пішак · h4 чорний пішак · b3 білий пішак · h3 чорна тура | 1 |
|   | a | b | c | d | e | f | g | h |   |

Карлсен — Карякін

14 листопада

Іспанська партія (С67)

[Event "3 партія"] [Site "Нью-Йорк"] [Date "14.11.2016"] [White "Магнус Карлсен"] [Black "Сергій Карякін"] 
[Result "1/2-1/2"] [ECO "C67"] [WhiteElo "2853"] [BlackElo "2772"] [PlyCount "156"] [EventDate "11.11.2016"] [Round "3"] [EventType "match"] [EventCountry "USA"] 1.e4 e5 2.Nf3 Nc6 3.Bb5 Nf6 4.O-O Nxe4 5.Re1 Nd6 6.Nxe5 Be7 7.Bf1 Nxe5 8.Rxe5 O-O 9.d4 Bf6 10.Re2 b6 11.Re1 Re8 12.Bf4 Rxe1 13.Qxe1 Qe7 14.Nc3 Bb7 15.Qxe7 Bxe7 16.a4 a6 17.g3 g5 18.Bxd6 Bxd6 19.Bg2 Bxg2 20.Kxg2 f5 21.Nd5 Kf7 22.Ne3 Kf6 23.Nc4 Bf8 24.Re1 Rd8 25.f4 gxf4 26.gxf4 b5 27.axb5 axb5 28.Ne3 c6 29.Kf3 Ra8 30.Rg1 Ra2 31.b3 c5 32.Rg8 Kf7 33.Rg2 cxd4 34.Nxf5 d3 35.cxd3 Ra1 36.Nd4 b4 37.Rg5 Rb1 38.Rf5+ Ke8 39.Rb5 Rf1+ 40.Ke4 Re1+ 41.Kf5 Rd1 42.Re5+ Kf7 43.Rd5 Rxd3 44.Rxd7+ Ke8 45.Rd5 Rh3 46.Re5+ Kf7 47.Re2 Bg7 48.Nc6 Rh5+ 49.Kg4 Rc5 50.Nd8+ Kg6 51.Ne6 h5+ 52.Kf3 Rc3+ 53.Ke4 Bf6 54.Re3 h4 55.h3 Rc1 56.Nf8+ Kf7 57.Nd7 Ke6 58.Nb6 Rd1 59.f5+
Kf7 60.Nc4 Rd4+ 61.Kf3 Bg5 62.Re4 Rd3+ 63.Kg4 Rg3+ 64.Kh5 Be7 65.Ne5+ Kf6 66.Ng4+ Kf7 67.Re6 Rxh3 68.Ne5+ Kg7 69.Rxe7+ Kf6 70.Nc6 Kxf5 71.Na5 Rh1 72.Rb7 Ra1 73.Rb5+ Kf4 74.Rxb4+ Kg3 75.Rg4+ Kf2 76.Nc4 h3 77.Rh4 Kg3 78.Rg4+ Kf2 1/2-1/2

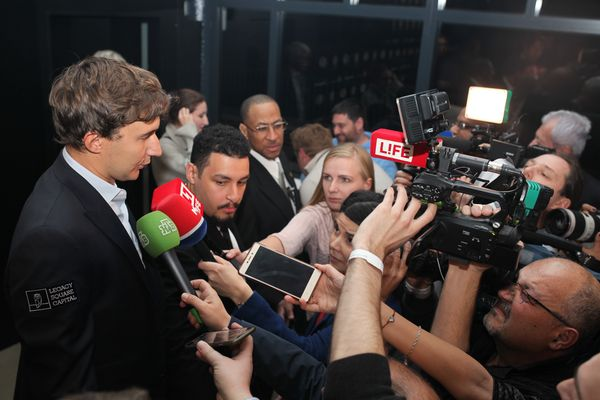
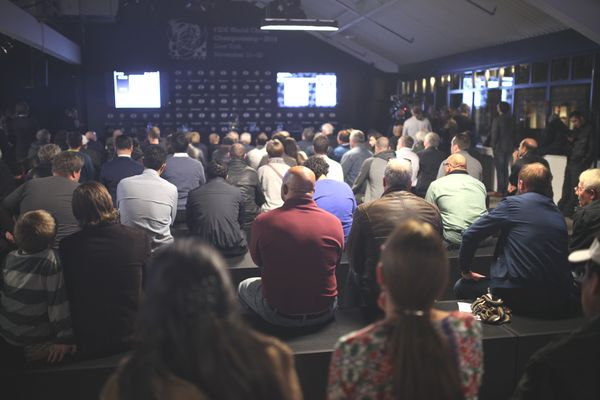
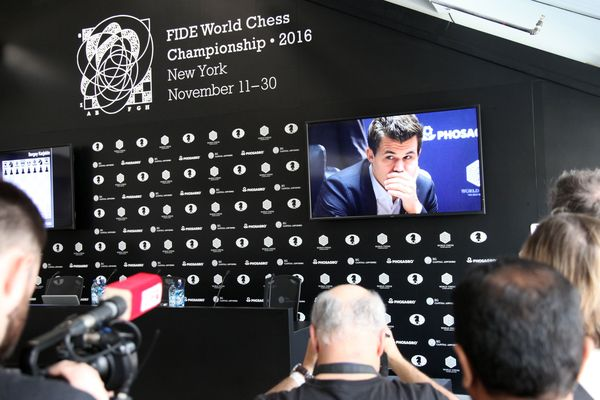
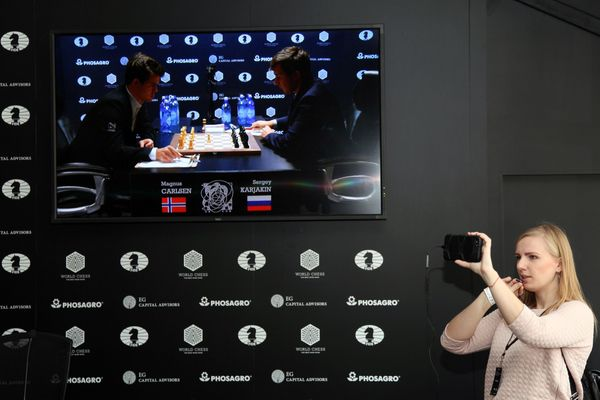
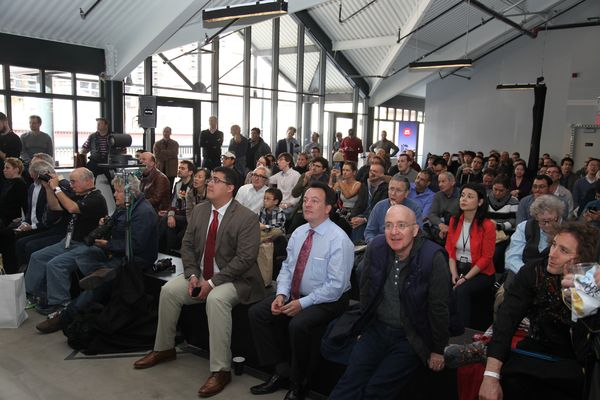
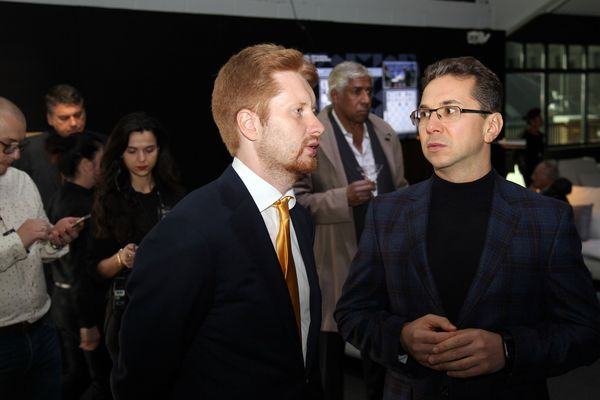
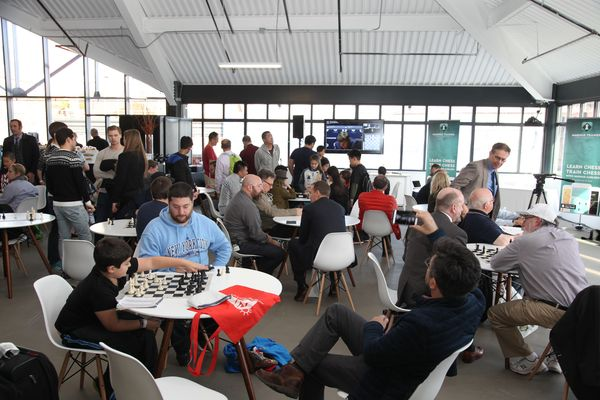
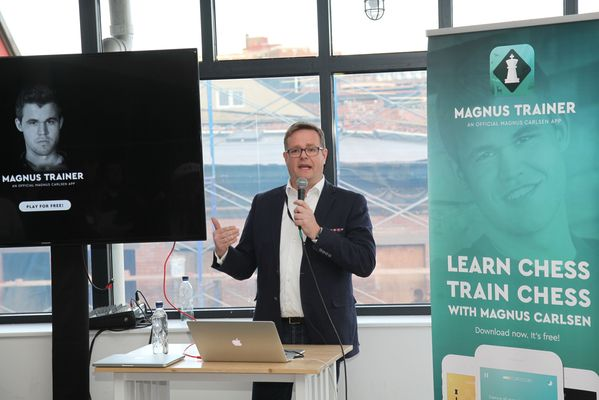
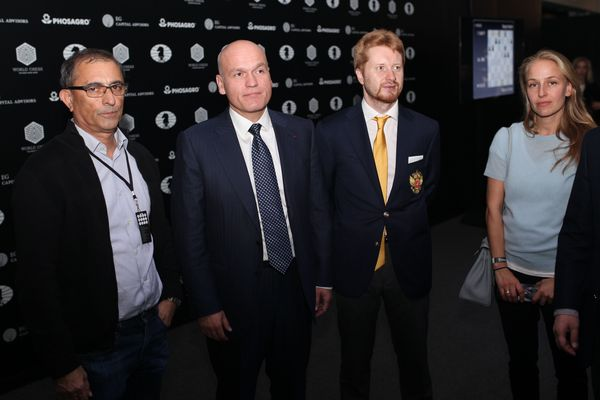
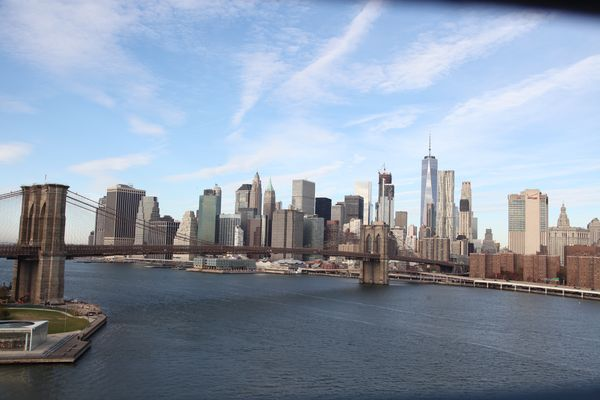
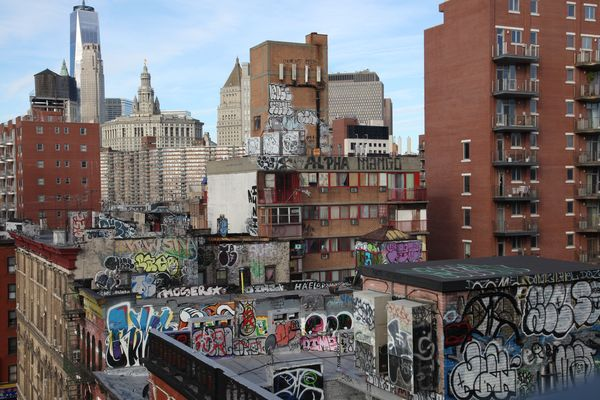
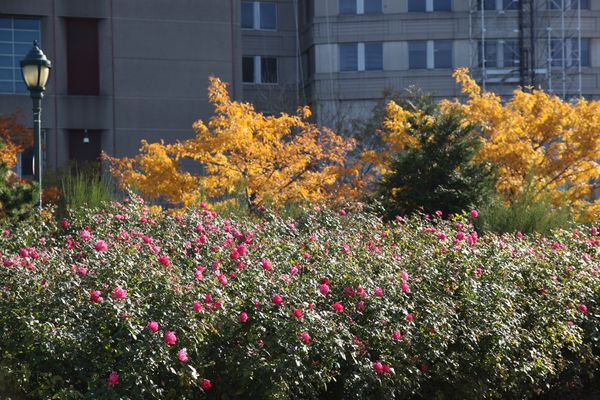
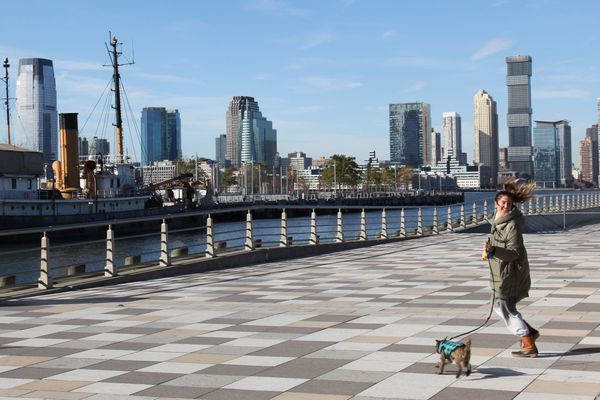
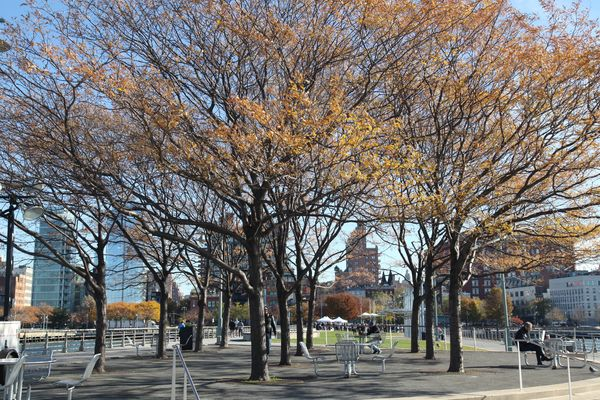
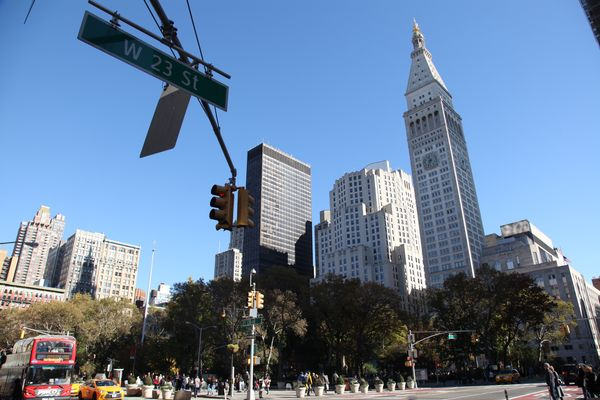
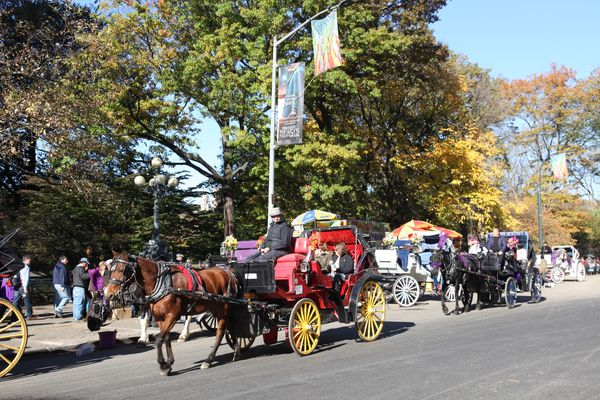
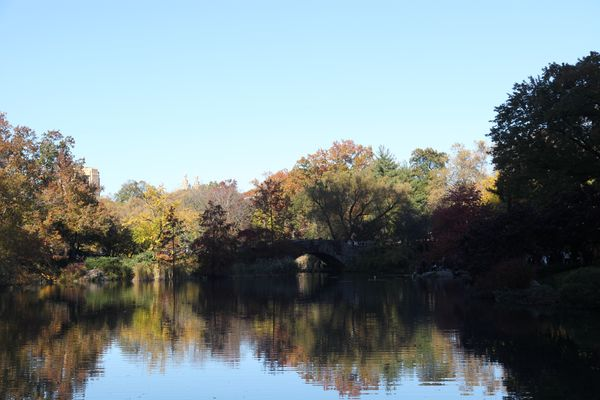
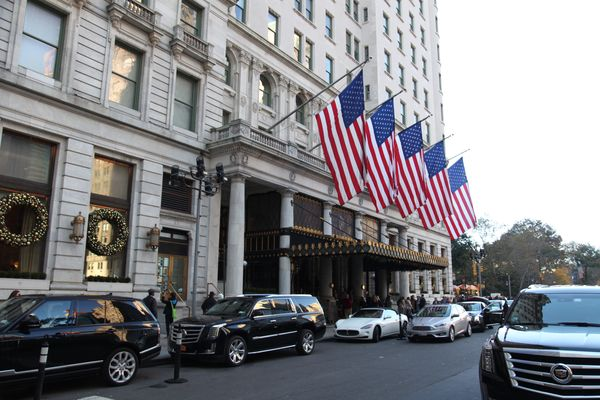
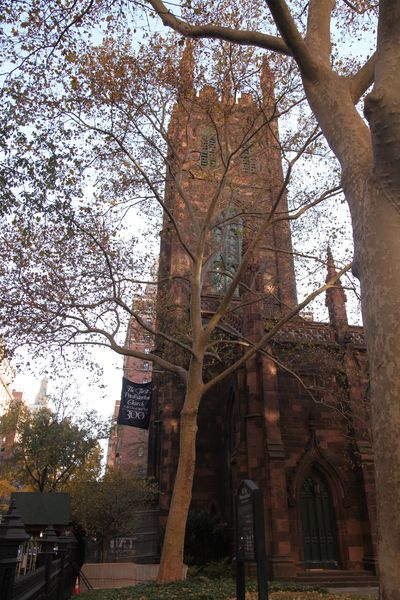
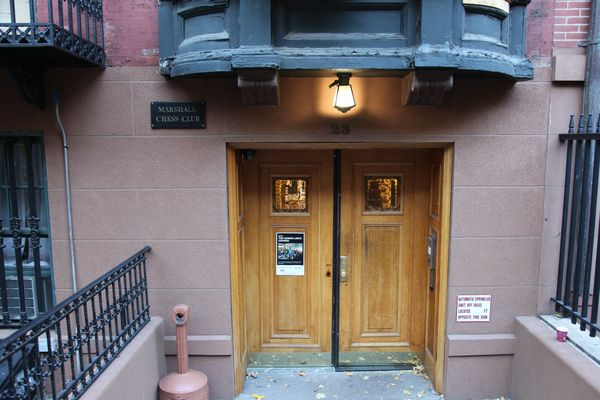
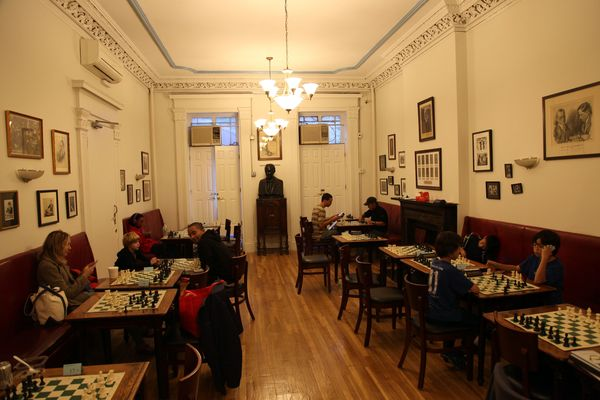
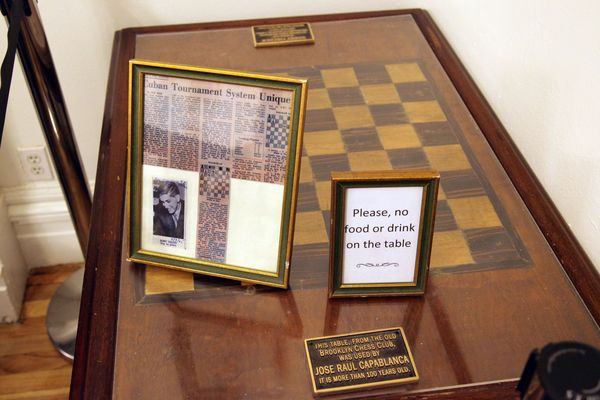
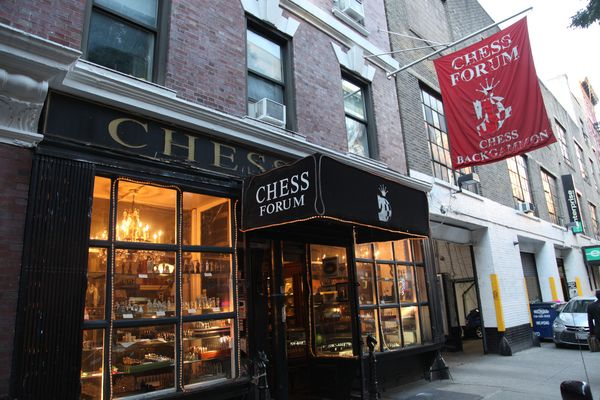
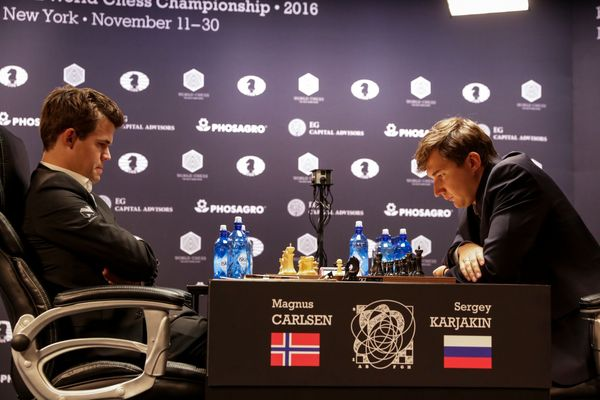

#### Четверта партія
|   | a | b | c | d | e | f | g | h |   |
| 8 | a8 чорна тура · e8 чорна тура · f8 чорний слон · g8 чорний король · b7 чорний слон · c7 чорний пішак · d7 чорний ферзь · f7 чорний пішак · g7 чорний пішак · a6 чорний пішак · f6 чорний кінь · h6 чорний пішак · b5 чорний пішак · e5 чорний пішак · c4 чорний кінь · e4 білий пішак · a3 білий пішак · c3 білий пішак · f3 білий ферзь · h3 білий пішак · a2 білий слон · b2 білий пішак · f2 білий пішак · g2 білий пішак · h2 білий кінь · a1 біла тура · c1 білий слон · e1 біла тура · f1 білий кінь · g1 білий король | a8 чорна тура · e8 чорна тура · f8 чорний слон · g8 чорний король · b7 чорний слон · c7 чорний пішак · d7 чорний ферзь · f7 чорний пішак · g7 чорний пішак · a6 чорний пішак · f6 чорний кінь · h6 чорний пішак · b5 чорний пішак · e5 чорний пішак · c4 чорний кінь · e4 білий пішак · a3 білий пішак · c3 білий пішак · f3 білий ферзь · h3 білий пішак · a2 білий слон · b2 білий пішак · f2 білий пішак · g2 білий пішак · h2 білий кінь · a1 біла тура · c1 білий слон · e1 біла тура · f1 білий кінь · g1 білий король | a8 чорна тура · e8 чорна тура · f8 чорний слон · g8 чорний король · b7 чорний слон · c7 чорний пішак · d7 чорний ферзь · f7 чорний пішак · g7 чорний пішак · a6 чорний пішак · f6 чорний кінь · h6 чорний пішак · b5 чорний пішак · e5 чорний пішак · c4 чорний кінь · e4 білий пішак · a3 білий пішак · c3 білий пішак · f3 білий ферзь · h3 білий пішак · a2 білий слон · b2 білий пішак · f2 білий пішак · g2 білий пішак · h2 білий кінь · a1 біла тура · c1 білий слон · e1 біла тура · f1 білий кінь · g1 білий король | a8 чорна тура · e8 чорна тура · f8 чорний слон · g8 чорний король · b7 чорний слон · c7 чорний пішак · d7 чорний ферзь · f7 чорний пішак · g7 чорний пішак · a6 чорний пішак · f6 чорний кінь · h6 чорний пішак · b5 чорний пішак · e5 чорний пішак · c4 чорний кінь · e4 білий пішак · a3 білий пішак · c3 білий пішак · f3 білий ферзь · h3 білий пішак · a2 білий слон · b2 білий пішак · f2 білий пішак · g2 білий пішак · h2 білий кінь · a1 біла тура · c1 білий слон · e1 біла тура · f1 білий кінь · g1 білий король | a8 чорна тура · e8 чорна тура · f8 чорний слон · g8 чорний король · b7 чорний слон · c7 чорний пішак · d7 чорний ферзь · f7 чорний пішак · g7 чорний пішак · a6 чорний пішак · f6 чорний кінь · h6 чорний пішак · b5 чорний пішак · e5 чорний пішак · c4 чорний кінь · e4 білий пішак · a3 білий пішак · c3 білий пішак · f3 білий ферзь · h3 білий пішак · a2 білий слон · b2 білий пішак · f2 білий пішак · g2 білий пішак · h2 білий кінь · a1 біла тура · c1 білий слон · e1 біла тура · f1 білий кінь · g1 білий король | a8 чорна тура · e8 чорна тура · f8 чорний слон · g8 чорний король · b7 чорний слон · c7 чорний пішак · d7 чорний ферзь · f7 чорний пішак · g7 чорний пішак · a6 чорний пішак · f6 чорний кінь · h6 чорний пішак · b5 чорний пішак · e5 чорний пішак · c4 чорний кінь · e4 білий пішак · a3 білий пішак · c3 білий пішак · f3 білий ферзь · h3 білий пішак · a2 білий слон · b2 білий пішак · f2 білий пішак · g2 білий пішак · h2 білий кінь · a1 біла тура · c1 білий слон · e1 біла тура · f1 білий кінь · g1 білий король | a8 чорна тура · e8 чорна тура · f8 чорний слон · g8 чорний король · b7 чорний слон · c7 чорний пішак · d7 чорний ферзь · f7 чорний пішак · g7 чорний пішак · a6 чорний пішак · f6 чорний кінь · h6 чорний пішак · b5 чорний пішак · e5 чорний пішак · c4 чорний кінь · e4 білий пішак · a3 білий пішак · c3 білий пішак · f3 білий ферзь · h3 білий пішак · a2 білий слон · b2 білий пішак · f2 білий пішак · g2 білий пішак · h2 білий кінь · a1 біла тура · c1 білий слон · e1 біла тура · f1 білий кінь · g1 білий король | a8 чорна тура · e8 чорна тура · f8 чорний слон · g8 чорний король · b7 чорний слон · c7 чорний пішак · d7 чорний ферзь · f7 чорний пішак · g7 чорний пішак · a6 чорний пішак · f6 чорний кінь · h6 чорний пішак · b5 чорний пішак · e5 чорний пішак · c4 чорний кінь · e4 білий пішак · a3 білий пішак · c3 білий пішак · f3 білий ферзь · h3 білий пішак · a2 білий слон · b2 білий пішак · f2 білий пішак · g2 білий пішак · h2 білий кінь · a1 біла тура · c1 білий слон · e1 біла тура · f1 білий кінь · g1 білий король | 8 |
| 7 | a8 чорна тура · e8 чорна тура · f8 чорний слон · g8 чорний король · b7 чорний слон · c7 чорний пішак · d7 чорний ферзь · f7 чорний пішак · g7 чорний пішак · a6 чорний пішак · f6 чорний кінь · h6 чорний пішак · b5 чорний пішак · e5 чорний пішак · c4 чорний кінь · e4 білий пішак · a3 білий пішак · c3 білий пішак · f3 білий ферзь · h3 білий пішак · a2 білий слон · b2 білий пішак · f2 білий пішак · g2 білий пішак · h2 білий кінь · a1 біла тура · c1 білий слон · e1 біла тура · f1 білий кінь · g1 білий король | a8 чорна тура · e8 чорна тура · f8 чорний слон · g8 чорний король · b7 чорний слон · c7 чорний пішак · d7 чорний ферзь · f7 чорний пішак · g7 чорний пішак · a6 чорний пішак · f6 чорний кінь · h6 чорний пішак · b5 чорний пішак · e5 чорний пішак · c4 чорний кінь · e4 білий пішак · a3 білий пішак · c3 білий пішак · f3 білий ферзь · h3 білий пішак · a2 білий слон · b2 білий пішак · f2 білий пішак · g2 білий пішак · h2 білий кінь · a1 біла тура · c1 білий слон · e1 біла тура · f1 білий кінь · g1 білий король | a8 чорна тура · e8 чорна тура · f8 чорний слон · g8 чорний король · b7 чорний слон · c7 чорний пішак · d7 чорний ферзь · f7 чорний пішак · g7 чорний пішак · a6 чорний пішак · f6 чорний кінь · h6 чорний пішак · b5 чорний пішак · e5 чорний пішак · c4 чорний кінь · e4 білий пішак · a3 білий пішак · c3 білий пішак · f3 білий ферзь · h3 білий пішак · a2 білий слон · b2 білий пішак · f2 білий пішак · g2 білий пішак · h2 білий кінь · a1 біла тура · c1 білий слон · e1 біла тура · f1 білий кінь · g1 білий король | a8 чорна тура · e8 чорна тура · f8 чорний слон · g8 чорний король · b7 чорний слон · c7 чорний пішак · d7 чорний ферзь · f7 чорний пішак · g7 чорний пішак · a6 чорний пішак · f6 чорний кінь · h6 чорний пішак · b5 чорний пішак · e5 чорний пішак · c4 чорний кінь · e4 білий пішак · a3 білий пішак · c3 білий пішак · f3 білий ферзь · h3 білий пішак · a2 білий слон · b2 білий пішак · f2 білий пішак · g2 білий пішак · h2 білий кінь · a1 біла тура · c1 білий слон · e1 біла тура · f1 білий кінь · g1 білий король | a8 чорна тура · e8 чорна тура · f8 чорний слон · g8 чорний король · b7 чорний слон · c7 чорний пішак · d7 чорний ферзь · f7 чорний пішак · g7 чорний пішак · a6 чорний пішак · f6 чорний кінь · h6 чорний пішак · b5 чорний пішак · e5 чорний пішак · c4 чорний кінь · e4 білий пішак · a3 білий пішак · c3 білий пішак · f3 білий ферзь · h3 білий пішак · a2 білий слон · b2 білий пішак · f2 білий пішак · g2 білий пішак · h2 білий кінь · a1 біла тура · c1 білий слон · e1 біла тура · f1 білий кінь · g1 білий король | a8 чорна тура · e8 чорна тура · f8 чорний слон · g8 чорний король · b7 чорний слон · c7 чорний пішак · d7 чорний ферзь · f7 чорний пішак · g7 чорний пішак · a6 чорний пішак · f6 чорний кінь · h6 чорний пішак · b5 чорний пішак · e5 чорний пішак · c4 чорний кінь · e4 білий пішак · a3 білий пішак · c3 білий пішак · f3 білий ферзь · h3 білий пішак · a2 білий слон · b2 білий пішак · f2 білий пішак · g2 білий пішак · h2 білий кінь · a1 біла тура · c1 білий слон · e1 біла тура · f1 білий кінь · g1 білий король | a8 чорна тура · e8 чорна тура · f8 чорний слон · g8 чорний король · b7 чорний слон · c7 чорний пішак · d7 чорний ферзь · f7 чорний пішак · g7 чорний пішак · a6 чорний пішак · f6 чорний кінь · h6 чорний пішак · b5 чорний пішак · e5 чорний пішак · c4 чорний кінь · e4 білий пішак · a3 білий пішак · c3 білий пішак · f3 білий ферзь · h3 білий пішак · a2 білий слон · b2 білий пішак · f2 білий пішак · g2 білий пішак · h2 білий кінь · a1 біла тура · c1 білий слон · e1 біла тура · f1 білий кінь · g1 білий король | a8 чорна тура · e8 чорна тура · f8 чорний слон · g8 чорний король · b7 чорний слон · c7 чорний пішак · d7 чорний ферзь · f7 чорний пішак · g7 чорний пішак · a6 чорний пішак · f6 чорний кінь · h6 чорний пішак · b5 чорний пішак · e5 чорний пішак · c4 чорний кінь · e4 білий пішак · a3 білий пішак · c3 білий пішак · f3 білий ферзь · h3 білий пішак · a2 білий слон · b2 білий пішак · f2 білий пішак · g2 білий пішак · h2 білий кінь · a1 біла тура · c1 білий слон · e1 біла тура · f1 білий кінь · g1 білий король | 7 |
| 6 | a8 чорна тура · e8 чорна тура · f8 чорний слон · g8 чорний король · b7 чорний слон · c7 чорний пішак · d7 чорний ферзь · f7 чорний пішак · g7 чорний пішак · a6 чорний пішак · f6 чорний кінь · h6 чорний пішак · b5 чорний пішак · e5 чорний пішак · c4 чорний кінь · e4 білий пішак · a3 білий пішак · c3 білий пішак · f3 білий ферзь · h3 білий пішак · a2 білий слон · b2 білий пішак · f2 білий пішак · g2 білий пішак · h2 білий кінь · a1 біла тура · c1 білий слон · e1 біла тура · f1 білий кінь · g1 білий король | a8 чорна тура · e8 чорна тура · f8 чорний слон · g8 чорний король · b7 чорний слон · c7 чорний пішак · d7 чорний ферзь · f7 чорний пішак · g7 чорний пішак · a6 чорний пішак · f6 чорний кінь · h6 чорний пішак · b5 чорний пішак · e5 чорний пішак · c4 чорний кінь · e4 білий пішак · a3 білий пішак · c3 білий пішак · f3 білий ферзь · h3 білий пішак · a2 білий слон · b2 білий пішак · f2 білий пішак · g2 білий пішак · h2 білий кінь · a1 біла тура · c1 білий слон · e1 біла тура · f1 білий кінь · g1 білий король | a8 чорна тура · e8 чорна тура · f8 чорний слон · g8 чорний король · b7 чорний слон · c7 чорний пішак · d7 чорний ферзь · f7 чорний пішак · g7 чорний пішак · a6 чорний пішак · f6 чорний кінь · h6 чорний пішак · b5 чорний пішак · e5 чорний пішак · c4 чорний кінь · e4 білий пішак · a3 білий пішак · c3 білий пішак · f3 білий ферзь · h3 білий пішак · a2 білий слон · b2 білий пішак · f2 білий пішак · g2 білий пішак · h2 білий кінь · a1 біла тура · c1 білий слон · e1 біла тура · f1 білий кінь · g1 білий король | a8 чорна тура · e8 чорна тура · f8 чорний слон · g8 чорний король · b7 чорний слон · c7 чорний пішак · d7 чорний ферзь · f7 чорний пішак · g7 чорний пішак · a6 чорний пішак · f6 чорний кінь · h6 чорний пішак · b5 чорний пішак · e5 чорний пішак · c4 чорний кінь · e4 білий пішак · a3 білий пішак · c3 білий пішак · f3 білий ферзь · h3 білий пішак · a2 білий слон · b2 білий пішак · f2 білий пішак · g2 білий пішак · h2 білий кінь · a1 біла тура · c1 білий слон · e1 біла тура · f1 білий кінь · g1 білий король | a8 чорна тура · e8 чорна тура · f8 чорний слон · g8 чорний король · b7 чорний слон · c7 чорний пішак · d7 чорний ферзь · f7 чорний пішак · g7 чорний пішак · a6 чорний пішак · f6 чорний кінь · h6 чорний пішак · b5 чорний пішак · e5 чорний пішак · c4 чорний кінь · e4 білий пішак · a3 білий пішак · c3 білий пішак · f3 білий ферзь · h3 білий пішак · a2 білий слон · b2 білий пішак · f2 білий пішак · g2 білий пішак · h2 білий кінь · a1 біла тура · c1 білий слон · e1 біла тура · f1 білий кінь · g1 білий король | a8 чорна тура · e8 чорна тура · f8 чорний слон · g8 чорний король · b7 чорний слон · c7 чорний пішак · d7 чорний ферзь · f7 чорний пішак · g7 чорний пішак · a6 чорний пішак · f6 чорний кінь · h6 чорний пішак · b5 чорний пішак · e5 чорний пішак · c4 чорний кінь · e4 білий пішак · a3 білий пішак · c3 білий пішак · f3 білий ферзь · h3 білий пішак · a2 білий слон · b2 білий пішак · f2 білий пішак · g2 білий пішак · h2 білий кінь · a1 біла тура · c1 білий слон · e1 біла тура · f1 білий кінь · g1 білий король | a8 чорна тура · e8 чорна тура · f8 чорний слон · g8 чорний король · b7 чорний слон · c7 чорний пішак · d7 чорний ферзь · f7 чорний пішак · g7 чорний пішак · a6 чорний пішак · f6 чорний кінь · h6 чорний пішак · b5 чорний пішак · e5 чорний пішак · c4 чорний кінь · e4 білий пішак · a3 білий пішак · c3 білий пішак · f3 білий ферзь · h3 білий пішак · a2 білий слон · b2 білий пішак · f2 білий пішак · g2 білий пішак · h2 білий кінь · a1 біла тура · c1 білий слон · e1 біла тура · f1 білий кінь · g1 білий король | a8 чорна тура · e8 чорна тура · f8 чорний слон · g8 чорний король · b7 чорний слон · c7 чорний пішак · d7 чорний ферзь · f7 чорний пішак · g7 чорний пішак · a6 чорний пішак · f6 чорний кінь · h6 чорний пішак · b5 чорний пішак · e5 чорний пішак · c4 чорний кінь · e4 білий пішак · a3 білий пішак · c3 білий пішак · f3 білий ферзь · h3 білий пішак · a2 білий слон · b2 білий пішак · f2 білий пішак · g2 білий пішак · h2 білий кінь · a1 біла тура · c1 білий слон · e1 біла тура · f1 білий кінь · g1 білий король | 6 |
| 5 | a8 чорна тура · e8 чорна тура · f8 чорний слон · g8 чорний король · b7 чорний слон · c7 чорний пішак · d7 чорний ферзь · f7 чорний пішак · g7 чорний пішак · a6 чорний пішак · f6 чорний кінь · h6 чорний пішак · b5 чорний пішак · e5 чорний пішак · c4 чорний кінь · e4 білий пішак · a3 білий пішак · c3 білий пішак · f3 білий ферзь · h3 білий пішак · a2 білий слон · b2 білий пішак · f2 білий пішак · g2 білий пішак · h2 білий кінь · a1 біла тура · c1 білий слон · e1 біла тура · f1 білий кінь · g1 білий король | a8 чорна тура · e8 чорна тура · f8 чорний слон · g8 чорний король · b7 чорний слон · c7 чорний пішак · d7 чорний ферзь · f7 чорний пішак · g7 чорний пішак · a6 чорний пішак · f6 чорний кінь · h6 чорний пішак · b5 чорний пішак · e5 чорний пішак · c4 чорний кінь · e4 білий пішак · a3 білий пішак · c3 білий пішак · f3 білий ферзь · h3 білий пішак · a2 білий слон · b2 білий пішак · f2 білий пішак · g2 білий пішак · h2 білий кінь · a1 біла тура · c1 білий слон · e1 біла тура · f1 білий кінь · g1 білий король | a8 чорна тура · e8 чорна тура · f8 чорний слон · g8 чорний король · b7 чорний слон · c7 чорний пішак · d7 чорний ферзь · f7 чорний пішак · g7 чорний пішак · a6 чорний пішак · f6 чорний кінь · h6 чорний пішак · b5 чорний пішак · e5 чорний пішак · c4 чорний кінь · e4 білий пішак · a3 білий пішак · c3 білий пішак · f3 білий ферзь · h3 білий пішак · a2 білий слон · b2 білий пішак · f2 білий пішак · g2 білий пішак · h2 білий кінь · a1 біла тура · c1 білий слон · e1 біла тура · f1 білий кінь · g1 білий король | a8 чорна тура · e8 чорна тура · f8 чорний слон · g8 чорний король · b7 чорний слон · c7 чорний пішак · d7 чорний ферзь · f7 чорний пішак · g7 чорний пішак · a6 чорний пішак · f6 чорний кінь · h6 чорний пішак · b5 чорний пішак · e5 чорний пішак · c4 чорний кінь · e4 білий пішак · a3 білий пішак · c3 білий пішак · f3 білий ферзь · h3 білий пішак · a2 білий слон · b2 білий пішак · f2 білий пішак · g2 білий пішак · h2 білий кінь · a1 біла тура · c1 білий слон · e1 біла тура · f1 білий кінь · g1 білий король | a8 чорна тура · e8 чорна тура · f8 чорний слон · g8 чорний король · b7 чорний слон · c7 чорний пішак · d7 чорний ферзь · f7 чорний пішак · g7 чорний пішак · a6 чорний пішак · f6 чорний кінь · h6 чорний пішак · b5 чорний пішак · e5 чорний пішак · c4 чорний кінь · e4 білий пішак · a3 білий пішак · c3 білий пішак · f3 білий ферзь · h3 білий пішак · a2 білий слон · b2 білий пішак · f2 білий пішак · g2 білий пішак · h2 білий кінь · a1 біла тура · c1 білий слон · e1 біла тура · f1 білий кінь · g1 білий король | a8 чорна тура · e8 чорна тура · f8 чорний слон · g8 чорний король · b7 чорний слон · c7 чорний пішак · d7 чорний ферзь · f7 чорний пішак · g7 чорний пішак · a6 чорний пішак · f6 чорний кінь · h6 чорний пішак · b5 чорний пішак · e5 чорний пішак · c4 чорний кінь · e4 білий пішак · a3 білий пішак · c3 білий пішак · f3 білий ферзь · h3 білий пішак · a2 білий слон · b2 білий пішак · f2 білий пішак · g2 білий пішак · h2 білий кінь · a1 біла тура · c1 білий слон · e1 біла тура · f1 білий кінь · g1 білий король | a8 чорна тура · e8 чорна тура · f8 чорний слон · g8 чорний король · b7 чорний слон · c7 чорний пішак · d7 чорний ферзь · f7 чорний пішак · g7 чорний пішак · a6 чорний пішак · f6 чорний кінь · h6 чорний пішак · b5 чорний пішак · e5 чорний пішак · c4 чорний кінь · e4 білий пішак · a3 білий пішак · c3 білий пішак · f3 білий ферзь · h3 білий пішак · a2 білий слон · b2 білий пішак · f2 білий пішак · g2 білий пішак · h2 білий кінь · a1 біла тура · c1 білий слон · e1 біла тура · f1 білий кінь · g1 білий король | a8 чорна тура · e8 чорна тура · f8 чорний слон · g8 чорний король · b7 чорний слон · c7 чорний пішак · d7 чорний ферзь · f7 чорний пішак · g7 чорний пішак · a6 чорний пішак · f6 чорний кінь · h6 чорний пішак · b5 чорний пішак · e5 чорний пішак · c4 чорний кінь · e4 білий пішак · a3 білий пішак · c3 білий пішак · f3 білий ферзь · h3 білий пішак · a2 білий слон · b2 білий пішак · f2 білий пішак · g2 білий пішак · h2 білий кінь · a1 біла тура · c1 білий слон · e1 біла тура · f1 білий кінь · g1 білий король | 5 |
| 4 | a8 чорна тура · e8 чорна тура · f8 чорний слон · g8 чорний король · b7 чорний слон · c7 чорний пішак · d7 чорний ферзь · f7 чорний пішак · g7 чорний пішак · a6 чорний пішак · f6 чорний кінь · h6 чорний пішак · b5 чорний пішак · e5 чорний пішак · c4 чорний кінь · e4 білий пішак · a3 білий пішак · c3 білий пішак · f3 білий ферзь · h3 білий пішак · a2 білий слон · b2 білий пішак · f2 білий пішак · g2 білий пішак · h2 білий кінь · a1 біла тура · c1 білий слон · e1 біла тура · f1 білий кінь · g1 білий король | a8 чорна тура · e8 чорна тура · f8 чорний слон · g8 чорний король · b7 чорний слон · c7 чорний пішак · d7 чорний ферзь · f7 чорний пішак · g7 чорний пішак · a6 чорний пішак · f6 чорний кінь · h6 чорний пішак · b5 чорний пішак · e5 чорний пішак · c4 чорний кінь · e4 білий пішак · a3 білий пішак · c3 білий пішак · f3 білий ферзь · h3 білий пішак · a2 білий слон · b2 білий пішак · f2 білий пішак · g2 білий пішак · h2 білий кінь · a1 біла тура · c1 білий слон · e1 біла тура · f1 білий кінь · g1 білий король | a8 чорна тура · e8 чорна тура · f8 чорний слон · g8 чорний король · b7 чорний слон · c7 чорний пішак · d7 чорний ферзь · f7 чорний пішак · g7 чорний пішак · a6 чорний пішак · f6 чорний кінь · h6 чорний пішак · b5 чорний пішак · e5 чорний пішак · c4 чорний кінь · e4 білий пішак · a3 білий пішак · c3 білий пішак · f3 білий ферзь · h3 білий пішак · a2 білий слон · b2 білий пішак · f2 білий пішак · g2 білий пішак · h2 білий кінь · a1 біла тура · c1 білий слон · e1 біла тура · f1 білий кінь · g1 білий король | a8 чорна тура · e8 чорна тура · f8 чорний слон · g8 чорний король · b7 чорний слон · c7 чорний пішак · d7 чорний ферзь · f7 чорний пішак · g7 чорний пішак · a6 чорний пішак · f6 чорний кінь · h6 чорний пішак · b5 чорний пішак · e5 чорний пішак · c4 чорний кінь · e4 білий пішак · a3 білий пішак · c3 білий пішак · f3 білий ферзь · h3 білий пішак · a2 білий слон · b2 білий пішак · f2 білий пішак · g2 білий пішак · h2 білий кінь · a1 біла тура · c1 білий слон · e1 біла тура · f1 білий кінь · g1 білий король | a8 чорна тура · e8 чорна тура · f8 чорний слон · g8 чорний король · b7 чорний слон · c7 чорний пішак · d7 чорний ферзь · f7 чорний пішак · g7 чорний пішак · a6 чорний пішак · f6 чорний кінь · h6 чорний пішак · b5 чорний пішак · e5 чорний пішак · c4 чорний кінь · e4 білий пішак · a3 білий пішак · c3 білий пішак · f3 білий ферзь · h3 білий пішак · a2 білий слон · b2 білий пішак · f2 білий пішак · g2 білий пішак · h2 білий кінь · a1 біла тура · c1 білий слон · e1 біла тура · f1 білий кінь · g1 білий король | a8 чорна тура · e8 чорна тура · f8 чорний слон · g8 чорний король · b7 чорний слон · c7 чорний пішак · d7 чорний ферзь · f7 чорний пішак · g7 чорний пішак · a6 чорний пішак · f6 чорний кінь · h6 чорний пішак · b5 чорний пішак · e5 чорний пішак · c4 чорний кінь · e4 білий пішак · a3 білий пішак · c3 білий пішак · f3 білий ферзь · h3 білий пішак · a2 білий слон · b2 білий пішак · f2 білий пішак · g2 білий пішак · h2 білий кінь · a1 біла тура · c1 білий слон · e1 біла тура · f1 білий кінь · g1 білий король | a8 чорна тура · e8 чорна тура · f8 чорний слон · g8 чорний король · b7 чорний слон · c7 чорний пішак · d7 чорний ферзь · f7 чорний пішак · g7 чорний пішак · a6 чорний пішак · f6 чорний кінь · h6 чорний пішак · b5 чорний пішак · e5 чорний пішак · c4 чорний кінь · e4 білий пішак · a3 білий пішак · c3 білий пішак · f3 білий ферзь · h3 білий пішак · a2 білий слон · b2 білий пішак · f2 білий пішак · g2 білий пішак · h2 білий кінь · a1 біла тура · c1 білий слон · e1 біла тура · f1 білий кінь · g1 білий король | a8 чорна тура · e8 чорна тура · f8 чорний слон · g8 чорний король · b7 чорний слон · c7 чорний пішак · d7 чорний ферзь · f7 чорний пішак · g7 чорний пішак · a6 чорний пішак · f6 чорний кінь · h6 чорний пішак · b5 чорний пішак · e5 чорний пішак · c4 чорний кінь · e4 білий пішак · a3 білий пішак · c3 білий пішак · f3 білий ферзь · h3 білий пішак · a2 білий слон · b2 білий пішак · f2 білий пішак · g2 білий пішак · h2 білий кінь · a1 біла тура · c1 білий слон · e1 біла тура · f1 білий кінь · g1 білий король | 4 |
| 3 | a8 чорна тура · e8 чорна тура · f8 чорний слон · g8 чорний король · b7 чорний слон · c7 чорний пішак · d7 чорний ферзь · f7 чорний пішак · g7 чорний пішак · a6 чорний пішак · f6 чорний кінь · h6 чорний пішак · b5 чорний пішак · e5 чорний пішак · c4 чорний кінь · e4 білий пішак · a3 білий пішак · c3 білий пішак · f3 білий ферзь · h3 білий пішак · a2 білий слон · b2 білий пішак · f2 білий пішак · g2 білий пішак · h2 білий кінь · a1 біла тура · c1 білий слон · e1 біла тура · f1 білий кінь · g1 білий король | a8 чорна тура · e8 чорна тура · f8 чорний слон · g8 чорний король · b7 чорний слон · c7 чорний пішак · d7 чорний ферзь · f7 чорний пішак · g7 чорний пішак · a6 чорний пішак · f6 чорний кінь · h6 чорний пішак · b5 чорний пішак · e5 чорний пішак · c4 чорний кінь · e4 білий пішак · a3 білий пішак · c3 білий пішак · f3 білий ферзь · h3 білий пішак · a2 білий слон · b2 білий пішак · f2 білий пішак · g2 білий пішак · h2 білий кінь · a1 біла тура · c1 білий слон · e1 біла тура · f1 білий кінь · g1 білий король | a8 чорна тура · e8 чорна тура · f8 чорний слон · g8 чорний король · b7 чорний слон · c7 чорний пішак · d7 чорний ферзь · f7 чорний пішак · g7 чорний пішак · a6 чорний пішак · f6 чорний кінь · h6 чорний пішак · b5 чорний пішак · e5 чорний пішак · c4 чорний кінь · e4 білий пішак · a3 білий пішак · c3 білий пішак · f3 білий ферзь · h3 білий пішак · a2 білий слон · b2 білий пішак · f2 білий пішак · g2 білий пішак · h2 білий кінь · a1 біла тура · c1 білий слон · e1 біла тура · f1 білий кінь · g1 білий король | a8 чорна тура · e8 чорна тура · f8 чорний слон · g8 чорний король · b7 чорний слон · c7 чорний пішак · d7 чорний ферзь · f7 чорний пішак · g7 чорний пішак · a6 чорний пішак · f6 чорний кінь · h6 чорний пішак · b5 чорний пішак · e5 чорний пішак · c4 чорний кінь · e4 білий пішак · a3 білий пішак · c3 білий пішак · f3 білий ферзь · h3 білий пішак · a2 білий слон · b2 білий пішак · f2 білий пішак · g2 білий пішак · h2 білий кінь · a1 біла тура · c1 білий слон · e1 біла тура · f1 білий кінь · g1 білий король | a8 чорна тура · e8 чорна тура · f8 чорний слон · g8 чорний король · b7 чорний слон · c7 чорний пішак · d7 чорний ферзь · f7 чорний пішак · g7 чорний пішак · a6 чорний пішак · f6 чорний кінь · h6 чорний пішак · b5 чорний пішак · e5 чорний пішак · c4 чорний кінь · e4 білий пішак · a3 білий пішак · c3 білий пішак · f3 білий ферзь · h3 білий пішак · a2 білий слон · b2 білий пішак · f2 білий пішак · g2 білий пішак · h2 білий кінь · a1 біла тура · c1 білий слон · e1 біла тура · f1 білий кінь · g1 білий король | a8 чорна тура · e8 чорна тура · f8 чорний слон · g8 чорний король · b7 чорний слон · c7 чорний пішак · d7 чорний ферзь · f7 чорний пішак · g7 чорний пішак · a6 чорний пішак · f6 чорний кінь · h6 чорний пішак · b5 чорний пішак · e5 чорний пішак · c4 чорний кінь · e4 білий пішак · a3 білий пішак · c3 білий пішак · f3 білий ферзь · h3 білий пішак · a2 білий слон · b2 білий пішак · f2 білий пішак · g2 білий пішак · h2 білий кінь · a1 біла тура · c1 білий слон · e1 біла тура · f1 білий кінь · g1 білий король | a8 чорна тура · e8 чорна тура · f8 чорний слон · g8 чорний король · b7 чорний слон · c7 чорний пішак · d7 чорний ферзь · f7 чорний пішак · g7 чорний пішак · a6 чорний пішак · f6 чорний кінь · h6 чорний пішак · b5 чорний пішак · e5 чорний пішак · c4 чорний кінь · e4 білий пішак · a3 білий пішак · c3 білий пішак · f3 білий ферзь · h3 білий пішак · a2 білий слон · b2 білий пішак · f2 білий пішак · g2 білий пішак · h2 білий кінь · a1 біла тура · c1 білий слон · e1 біла тура · f1 білий кінь · g1 білий король | a8 чорна тура · e8 чорна тура · f8 чорний слон · g8 чорний король · b7 чорний слон · c7 чорний пішак · d7 чорний ферзь · f7 чорний пішак · g7 чорний пішак · a6 чорний пішак · f6 чорний кінь · h6 чорний пішак · b5 чорний пішак · e5 чорний пішак · c4 чорний кінь · e4 білий пішак · a3 білий пішак · c3 білий пішак · f3 білий ферзь · h3 білий пішак · a2 білий слон · b2 білий пішак · f2 білий пішак · g2 білий пішак · h2 білий кінь · a1 біла тура · c1 білий слон · e1 біла тура · f1 білий кінь · g1 білий король | 3 |
| 2 | a8 чорна тура · e8 чорна тура · f8 чорний слон · g8 чорний король · b7 чорний слон · c7 чорний пішак · d7 чорний ферзь · f7 чорний пішак · g7 чорний пішак · a6 чорний пішак · f6 чорний кінь · h6 чорний пішак · b5 чорний пішак · e5 чорний пішак · c4 чорний кінь · e4 білий пішак · a3 білий пішак · c3 білий пішак · f3 білий ферзь · h3 білий пішак · a2 білий слон · b2 білий пішак · f2 білий пішак · g2 білий пішак · h2 білий кінь · a1 біла тура · c1 білий слон · e1 біла тура · f1 білий кінь · g1 білий король | a8 чорна тура · e8 чорна тура · f8 чорний слон · g8 чорний король · b7 чорний слон · c7 чорний пішак · d7 чорний ферзь · f7 чорний пішак · g7 чорний пішак · a6 чорний пішак · f6 чорний кінь · h6 чорний пішак · b5 чорний пішак · e5 чорний пішак · c4 чорний кінь · e4 білий пішак · a3 білий пішак · c3 білий пішак · f3 білий ферзь · h3 білий пішак · a2 білий слон · b2 білий пішак · f2 білий пішак · g2 білий пішак · h2 білий кінь · a1 біла тура · c1 білий слон · e1 біла тура · f1 білий кінь · g1 білий король | a8 чорна тура · e8 чорна тура · f8 чорний слон · g8 чорний король · b7 чорний слон · c7 чорний пішак · d7 чорний ферзь · f7 чорний пішак · g7 чорний пішак · a6 чорний пішак · f6 чорний кінь · h6 чорний пішак · b5 чорний пішак · e5 чорний пішак · c4 чорний кінь · e4 білий пішак · a3 білий пішак · c3 білий пішак · f3 білий ферзь · h3 білий пішак · a2 білий слон · b2 білий пішак · f2 білий пішак · g2 білий пішак · h2 білий кінь · a1 біла тура · c1 білий слон · e1 біла тура · f1 білий кінь · g1 білий король | a8 чорна тура · e8 чорна тура · f8 чорний слон · g8 чорний король · b7 чорний слон · c7 чорний пішак · d7 чорний ферзь · f7 чорний пішак · g7 чорний пішак · a6 чорний пішак · f6 чорний кінь · h6 чорний пішак · b5 чорний пішак · e5 чорний пішак · c4 чорний кінь · e4 білий пішак · a3 білий пішак · c3 білий пішак · f3 білий ферзь · h3 білий пішак · a2 білий слон · b2 білий пішак · f2 білий пішак · g2 білий пішак · h2 білий кінь · a1 біла тура · c1 білий слон · e1 біла тура · f1 білий кінь · g1 білий король | a8 чорна тура · e8 чорна тура · f8 чорний слон · g8 чорний король · b7 чорний слон · c7 чорний пішак · d7 чорний ферзь · f7 чорний пішак · g7 чорний пішак · a6 чорний пішак · f6 чорний кінь · h6 чорний пішак · b5 чорний пішак · e5 чорний пішак · c4 чорний кінь · e4 білий пішак · a3 білий пішак · c3 білий пішак · f3 білий ферзь · h3 білий пішак · a2 білий слон · b2 білий пішак · f2 білий пішак · g2 білий пішак · h2 білий кінь · a1 біла тура · c1 білий слон · e1 біла тура · f1 білий кінь · g1 білий король | a8 чорна тура · e8 чорна тура · f8 чорний слон · g8 чорний король · b7 чорний слон · c7 чорний пішак · d7 чорний ферзь · f7 чорний пішак · g7 чорний пішак · a6 чорний пішак · f6 чорний кінь · h6 чорний пішак · b5 чорний пішак · e5 чорний пішак · c4 чорний кінь · e4 білий пішак · a3 білий пішак · c3 білий пішак · f3 білий ферзь · h3 білий пішак · a2 білий слон · b2 білий пішак · f2 білий пішак · g2 білий пішак · h2 білий кінь · a1 біла тура · c1 білий слон · e1 біла тура · f1 білий кінь · g1 білий король | a8 чорна тура · e8 чорна тура · f8 чорний слон · g8 чорний король · b7 чорний слон · c7 чорний пішак · d7 чорний ферзь · f7 чорний пішак · g7 чорний пішак · a6 чорний пішак · f6 чорний кінь · h6 чорний пішак · b5 чорний пішак · e5 чорний пішак · c4 чорний кінь · e4 білий пішак · a3 білий пішак · c3 білий пішак · f3 білий ферзь · h3 білий пішак · a2 білий слон · b2 білий пішак · f2 білий пішак · g2 білий пішак · h2 білий кінь · a1 біла тура · c1 білий слон · e1 біла тура · f1 білий кінь · g1 білий король | a8 чорна тура · e8 чорна тура · f8 чорний слон · g8 чорний король · b7 чорний слон · c7 чорний пішак · d7 чорний ферзь · f7 чорний пішак · g7 чорний пішак · a6 чорний пішак · f6 чорний кінь · h6 чорний пішак · b5 чорний пішак · e5 чорний пішак · c4 чорний кінь · e4 білий пішак · a3 білий пішак · c3 білий пішак · f3 білий ферзь · h3 білий пішак · a2 білий слон · b2 білий пішак · f2 білий пішак · g2 білий пішак · h2 білий кінь · a1 біла тура · c1 білий слон · e1 біла тура · f1 білий кінь · g1 білий король | 2 |
| 1 | a8 чорна тура · e8 чорна тура · f8 чорний слон · g8 чорний король · b7 чорний слон · c7 чорний пішак · d7 чорний ферзь · f7 чорний пішак · g7 чорний пішак · a6 чорний пішак · f6 чорний кінь · h6 чорний пішак · b5 чорний пішак · e5 чорний пішак · c4 чорний кінь · e4 білий пішак · a3 білий пішак · c3 білий пішак · f3 білий ферзь · h3 білий пішак · a2 білий слон · b2 білий пішак · f2 білий пішак · g2 білий пішак · h2 білий кінь · a1 біла тура · c1 білий слон · e1 біла тура · f1 білий кінь · g1 білий король | a8 чорна тура · e8 чорна тура · f8 чорний слон · g8 чорний король · b7 чорний слон · c7 чорний пішак · d7 чорний ферзь · f7 чорний пішак · g7 чорний пішак · a6 чорний пішак · f6 чорний кінь · h6 чорний пішак · b5 чорний пішак · e5 чорний пішак · c4 чорний кінь · e4 білий пішак · a3 білий пішак · c3 білий пішак · f3 білий ферзь · h3 білий пішак · a2 білий слон · b2 білий пішак · f2 білий пішак · g2 білий пішак · h2 білий кінь · a1 біла тура · c1 білий слон · e1 біла тура · f1 білий кінь · g1 білий король | a8 чорна тура · e8 чорна тура · f8 чорний слон · g8 чорний король · b7 чорний слон · c7 чорний пішак · d7 чорний ферзь · f7 чорний пішак · g7 чорний пішак · a6 чорний пішак · f6 чорний кінь · h6 чорний пішак · b5 чорний пішак · e5 чорний пішак · c4 чорний кінь · e4 білий пішак · a3 білий пішак · c3 білий пішак · f3 білий ферзь · h3 білий пішак · a2 білий слон · b2 білий пішак · f2 білий пішак · g2 білий пішак · h2 білий кінь · a1 біла тура · c1 білий слон · e1 біла тура · f1 білий кінь · g1 білий король | a8 чорна тура · e8 чорна тура · f8 чорний слон · g8 чорний король · b7 чорний слон · c7 чорний пішак · d7 чорний ферзь · f7 чорний пішак · g7 чорний пішак · a6 чорний пішак · f6 чорний кінь · h6 чорний пішак · b5 чорний пішак · e5 чорний пішак · c4 чорний кінь · e4 білий пішак · a3 білий пішак · c3 білий пішак · f3 білий ферзь · h3 білий пішак · a2 білий слон · b2 білий пішак · f2 білий пішак · g2 білий пішак · h2 білий кінь · a1 біла тура · c1 білий слон · e1 біла тура · f1 білий кінь · g1 білий король | a8 чорна тура · e8 чорна тура · f8 чорний слон · g8 чорний король · b7 чорний слон · c7 чорний пішак · d7 чорний ферзь · f7 чорний пішак · g7 чорний пішак · a6 чорний пішак · f6 чорний кінь · h6 чорний пішак · b5 чорний пішак · e5 чорний пішак · c4 чорний кінь · e4 білий пішак · a3 білий пішак · c3 білий пішак · f3 білий ферзь · h3 білий пішак · a2 білий слон · b2 білий пішак · f2 білий пішак · g2 білий пішак · h2 білий кінь · a1 біла тура · c1 білий слон · e1 біла тура · f1 білий кінь · g1 білий король | a8 чорна тура · e8 чорна тура · f8 чорний слон · g8 чорний король · b7 чорний слон · c7 чорний пішак · d7 чорний ферзь · f7 чорний пішак · g7 чорний пішак · a6 чорний пішак · f6 чорний кінь · h6 чорний пішак · b5 чорний пішак · e5 чорний пішак · c4 чорний кінь · e4 білий пішак · a3 білий пішак · c3 білий пішак · f3 білий ферзь · h3 білий пішак · a2 білий слон · b2 білий пішак · f2 білий пішак · g2 білий пішак · h2 білий кінь · a1 біла тура · c1 білий слон · e1 біла тура · f1 білий кінь · g1 білий король | a8 чорна тура · e8 чорна тура · f8 чорний слон · g8 чорний король · b7 чорний слон · c7 чорний пішак · d7 чорний ферзь · f7 чорний пішак · g7 чорний пішак · a6 чорний пішак · f6 чорний кінь · h6 чорний пішак · b5 чорний пішак · e5 чорний пішак · c4 чорний кінь · e4 білий пішак · a3 білий пішак · c3 білий пішак · f3 білий ферзь · h3 білий пішак · a2 білий слон · b2 білий пішак · f2 білий пішак · g2 білий пішак · h2 білий кінь · a1 біла тура · c1 білий слон · e1 біла тура · f1 білий кінь · g1 білий король | a8 чорна тура · e8 чорна тура · f8 чорний слон · g8 чорний король · b7 чорний слон · c7 чорний пішак · d7 чорний ферзь · f7 чорний пішак · g7 чорний пішак · a6 чорний пішак · f6 чорний кінь · h6 чорний пішак · b5 чорний пішак · e5 чорний пішак · c4 чорний кінь · e4 білий пішак · a3 білий пішак · c3 білий пішак · f3 білий ферзь · h3 білий пішак · a2 білий слон · b2 білий пішак · f2 білий пішак · g2 білий пішак · h2 білий кінь · a1 біла тура · c1 білий слон · e1 біла тура · f1 білий кінь · g1 білий король | 1 |
|   | a | b | c | d | e | f | g | h |   |

Карякін — Карлсен

15 листопада

Іспанська партія (С78)

[Event "4 партія"] [Site "Нью-Йорк"] [Date "15.11.2016"] [White "Сергій Карякін"] [Black "Магнус Карлсен"] 
[Result "1/2-1/2"] [ECO "C84"] [WhiteElo "2853"] [BlackElo "2772"] [PlyCount "187"] [EventDate "11.11.2016"] [Round "4"] [EventType "match"] [EventCountry "USA"] 
1.e4 e5 2.Nf3 Nc6 3.Bb5 a6 4.Ba4 Nf6 5.O-O Be7 6.Re1 b5 7.Bb3 O-O 8.h3 Bb7 9.d3 d6 10.a3 Qd7 11.Nbd2 Rfe8 12.c3 Bf8 13.Nf1 h6 14.N3h2 d5 15.Qf3 Na5 16.Ba2 dxe4 17.dxe4 Nc4 18.Bxh6 Qc6 19.Bxc4 bxc4 20.Be3 Nxe4 21.Ng3 Nd6 22.Rad1 Rab8 23.Bc1 f6 24.Qxc6 Bxc6 25.Ng4 Rb5 26.f3 f5 27.Nf2 Be7 28.f4 Bh4 29.fxe5 Bxg3 30.exd6 Rxe1+ 31.Rxe1 cxd6 32.Rd1 Kf7 33.Rd4 Re5 34.Kf1 Rd5 35.Rxd5 Bxd5 36.Bg5 Kg6 37.h4 Kh5 38.Nh3 Bf7 39.Be7 Bxh4 40.Bxd6 Bd8 41.Ke2 g5 42.Nf2 Kg6 43.g4 Bb6 44.Be5 a5 45.Nd1 f4 46.Bd4 Bc7 47.Nf2 Be6 48.Kf3 Bd5+ 49.Ke2 Bg2 50.Kd2 Kf7 51.Kc2 Bd5 52.Kd2 Bd8 53.Kc2 Ke6 54.Kd2 Kd7 55.Kc2 Kc6 56.Kd2 Kb5 57.Kc1 Ka4 58.Kc2 Bf7 59.Kc1 Bg6 60.Kd2 Kb3 61.Kc1 Bd3 62.Nh3 Ka2 63.Bc5 Be2 64.Nf2 Bf3 65.Kc2 Bc6 66.Bd4 Bd7 67.Bc5 Bc7 68.Bd4 Be6 69.Bc5 f3 70.Be3 Bd7 71.Kc1 Bc8 72.Kc2 Bd7 73.Kc1 Bf4 74.Bxf4 gxf4 75.Kc2 Be6 76.Kc1 Bc8 77.Kc2 Be6 78.Kc1 Kb3 79.Kb1 Ka4 80.Kc2 Kb5 81.Kd2 Kc6 82.Ke1 Kd5 83.Kf1 Ke5 84.Kg1 Kf6 85.Ne4+ Kg6 86.Kf2 Bxg4 87.Nd2 Be6 88.Kxf3 Kf5 89.a4 Bd5+ 90.Kf2 Kg4 91.Nf1 Kg5 92.Nd2 Kf5 93.Ke2 Kg4 94.Kf2 1/2-1/2

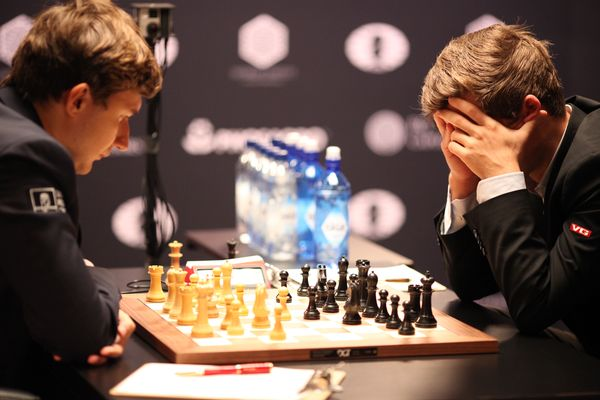
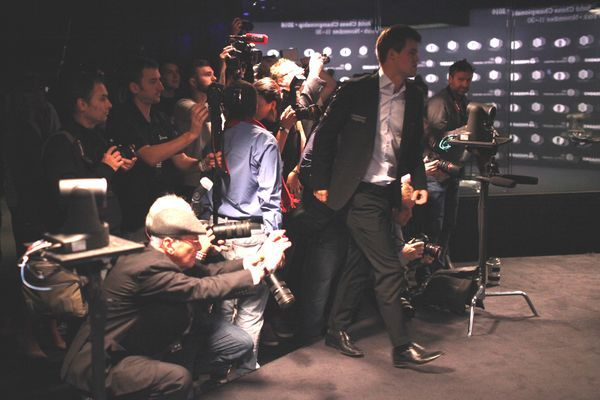
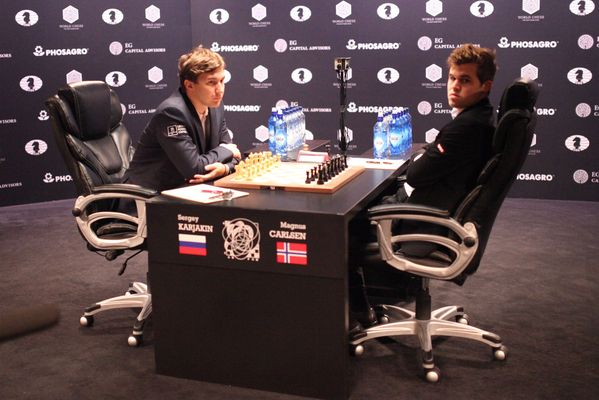
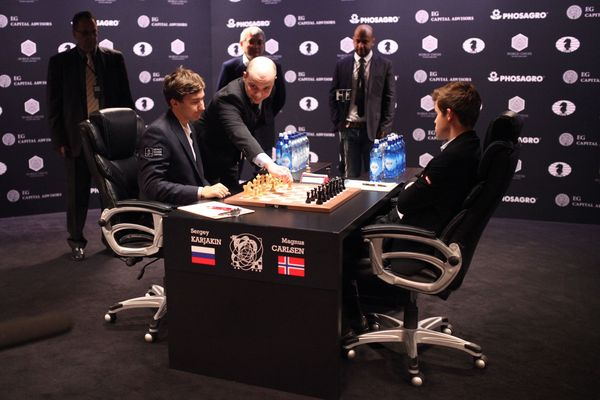
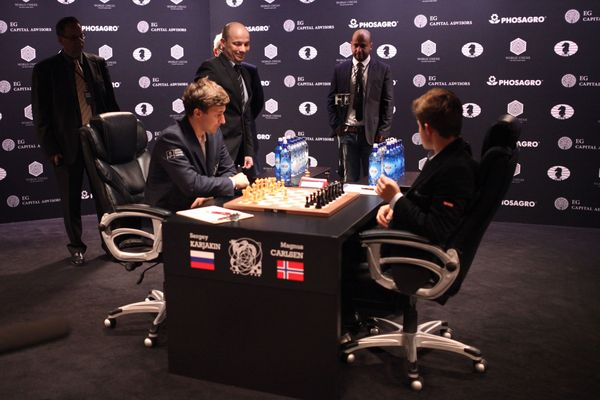
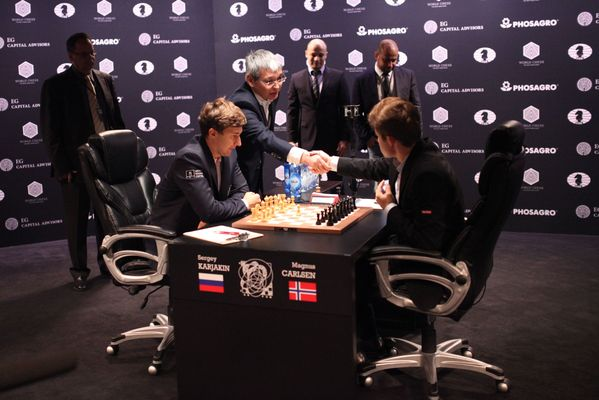
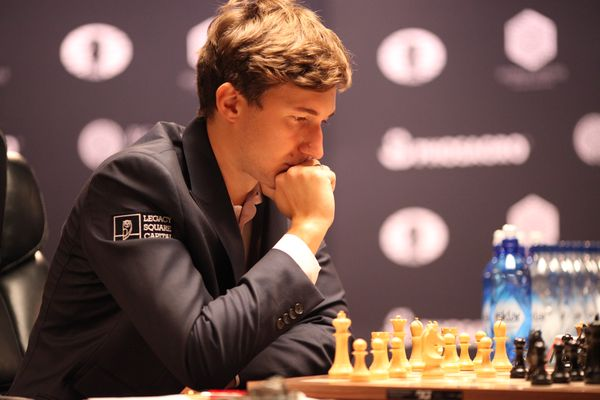
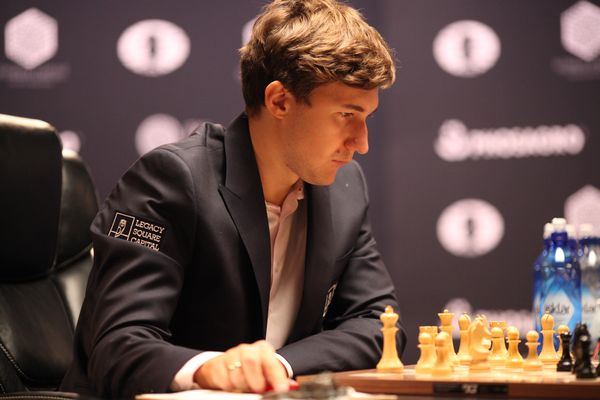
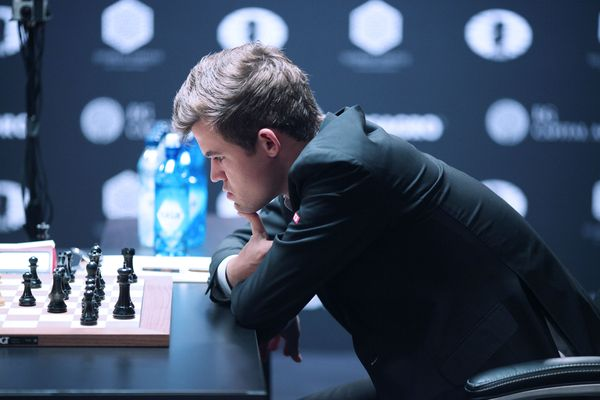
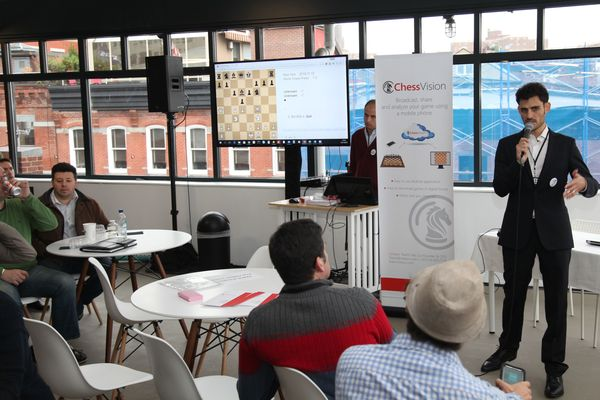
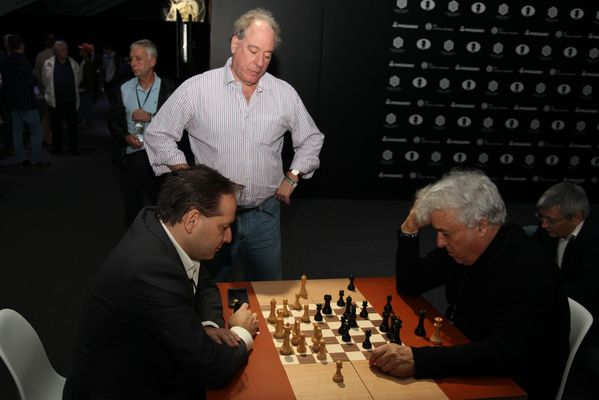
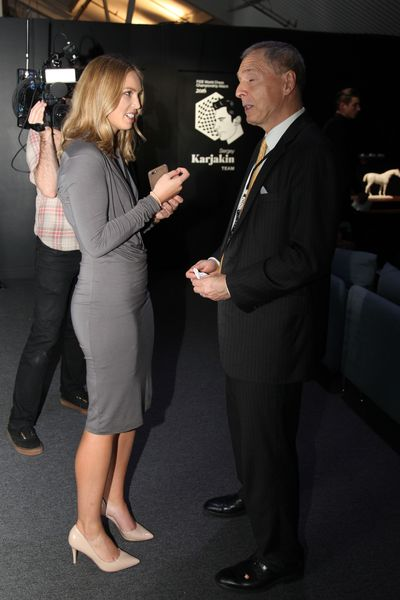
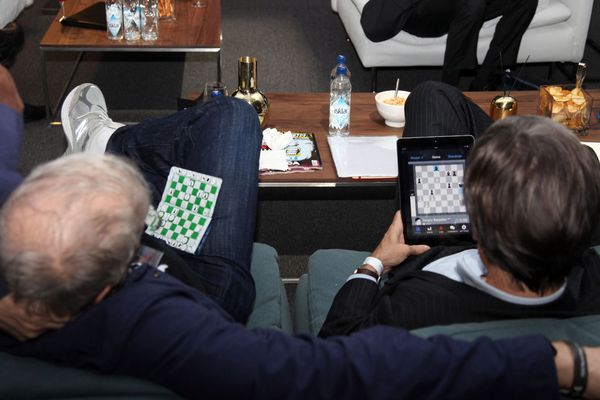
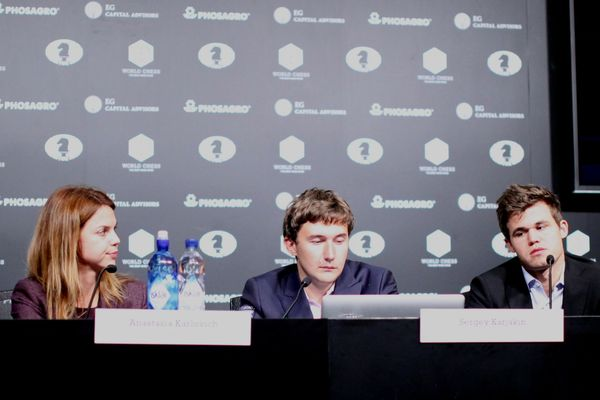
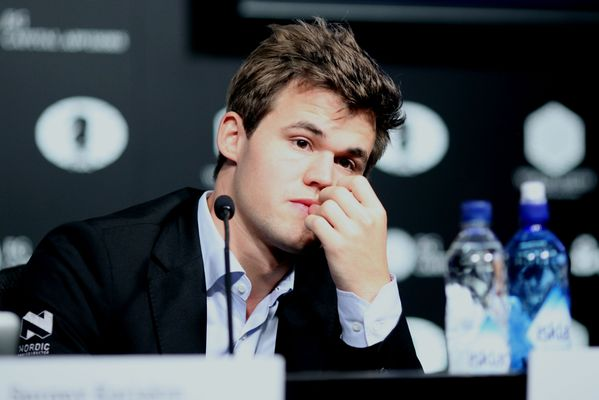
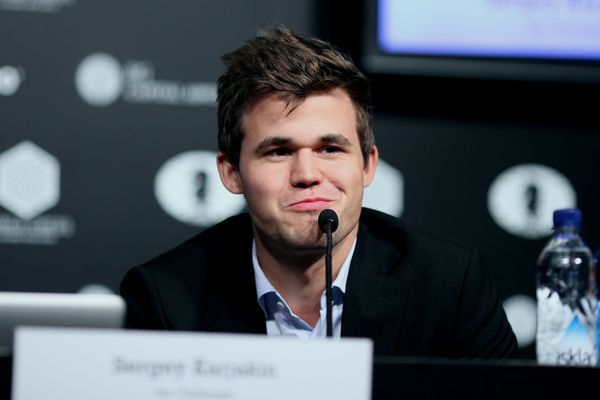
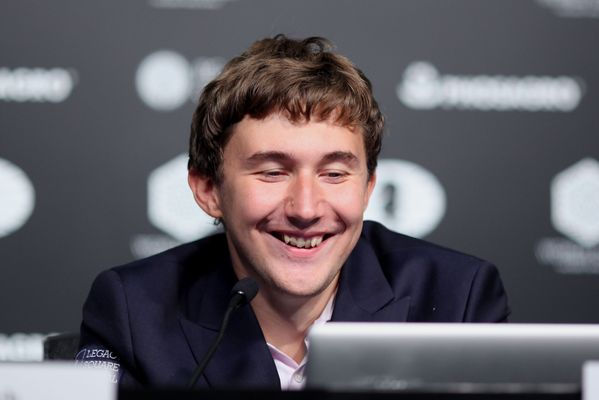

- Файл:World Chess Championship 2016 Game 4 - 12.jpg

#### П'ята партія

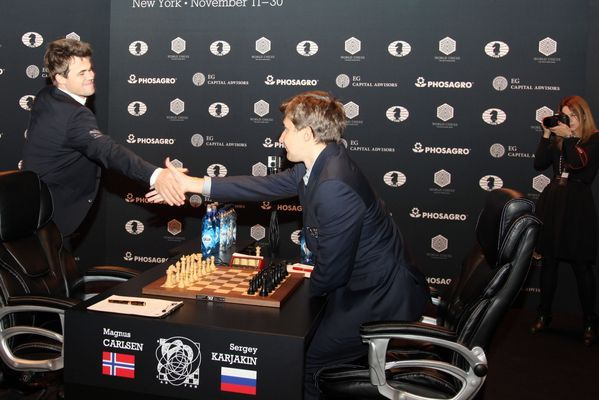
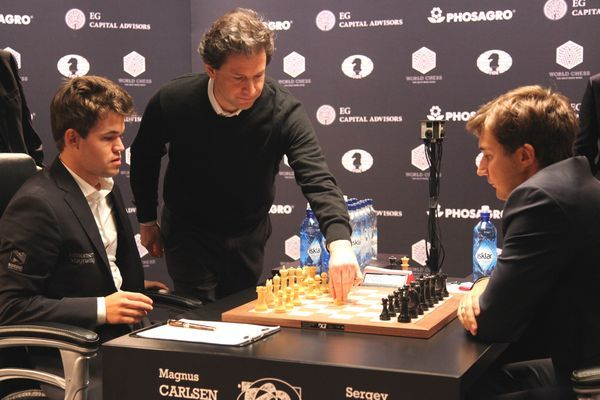
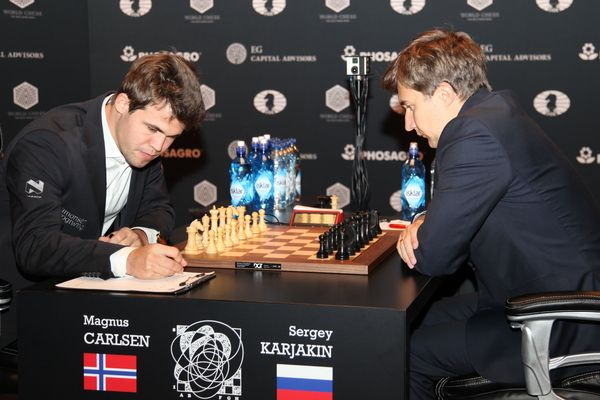
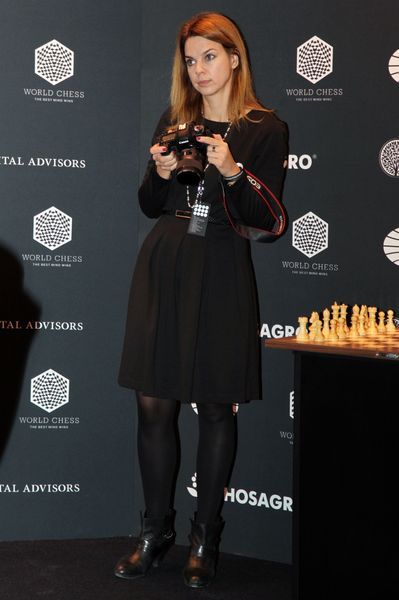
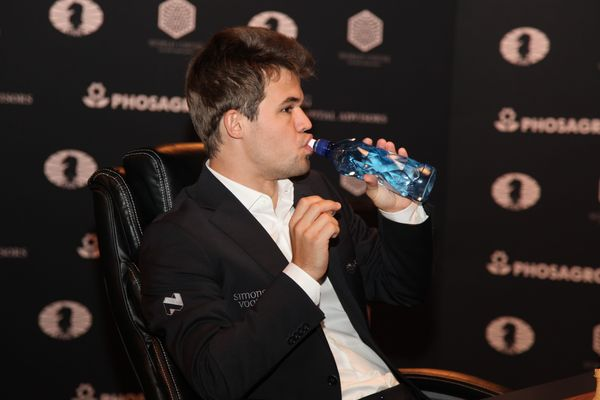
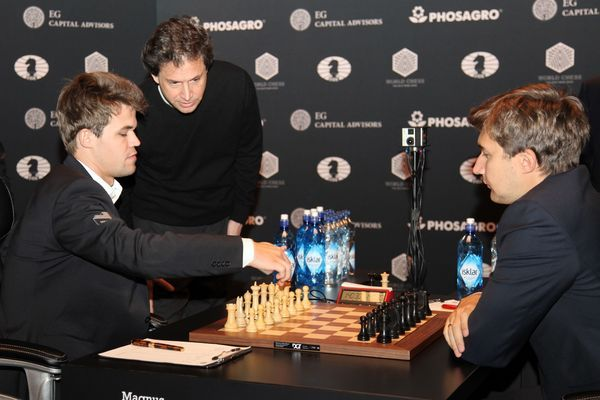
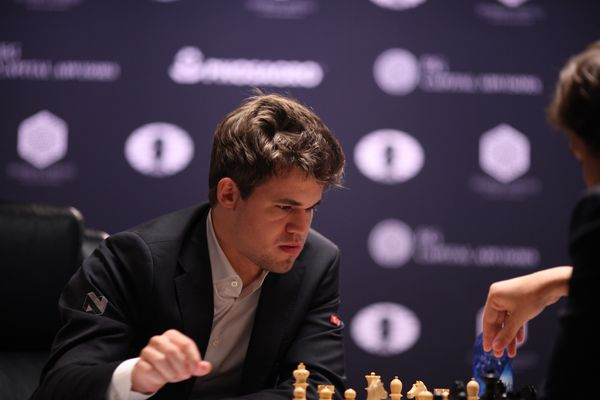
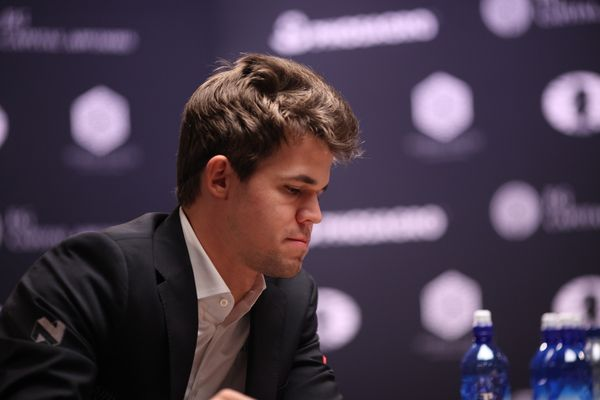
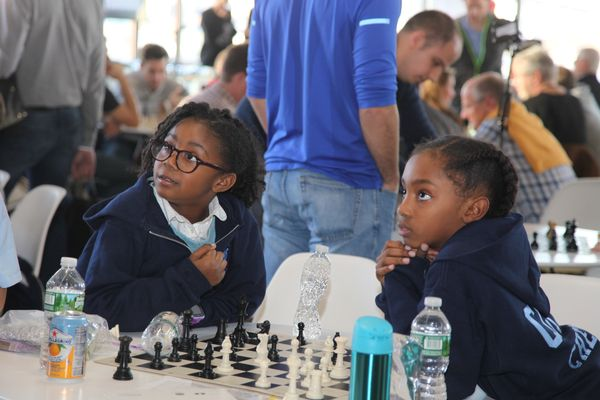
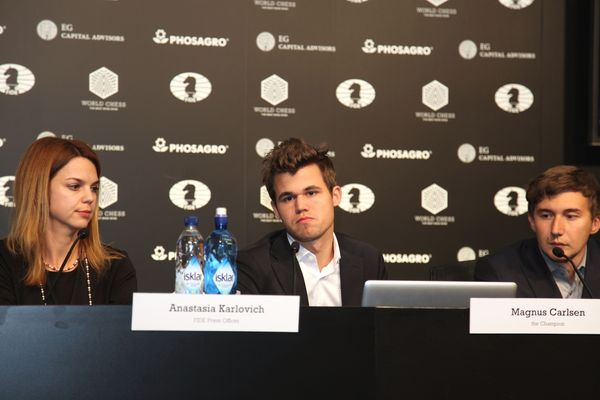
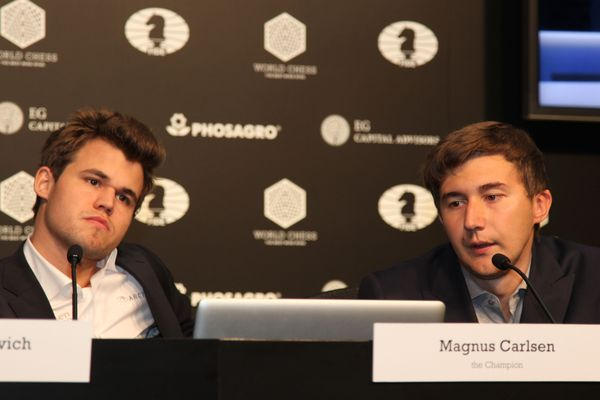
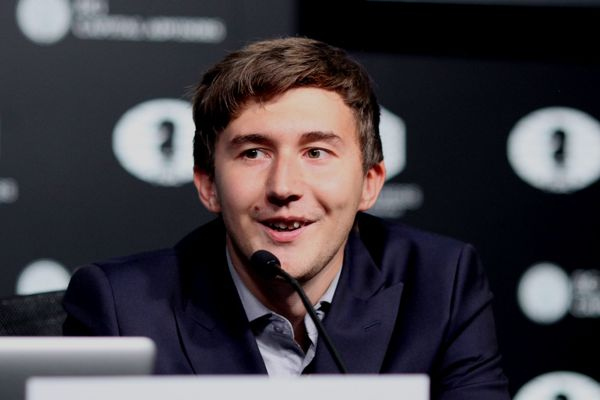
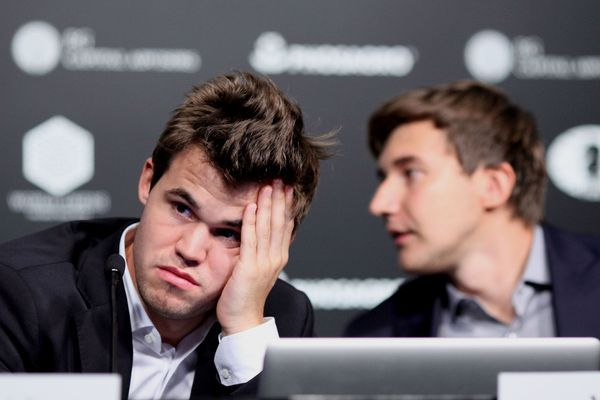
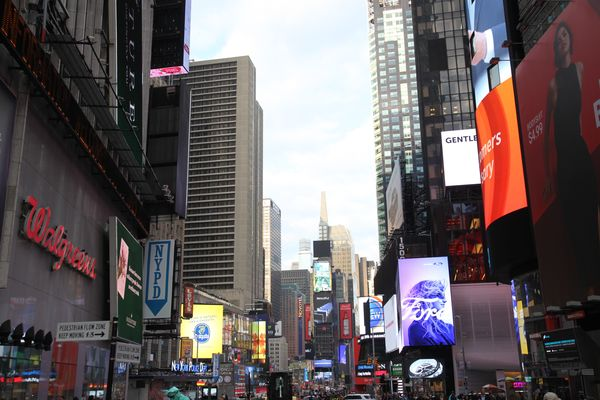
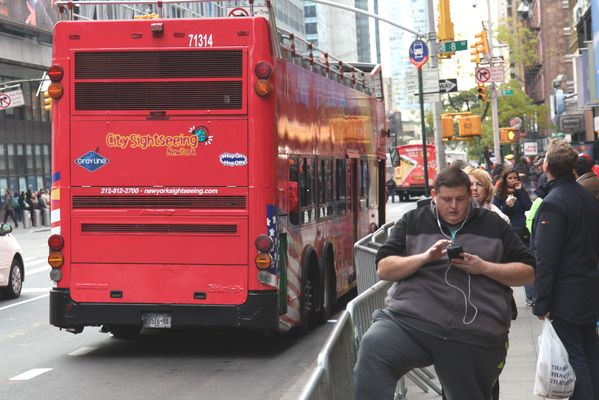
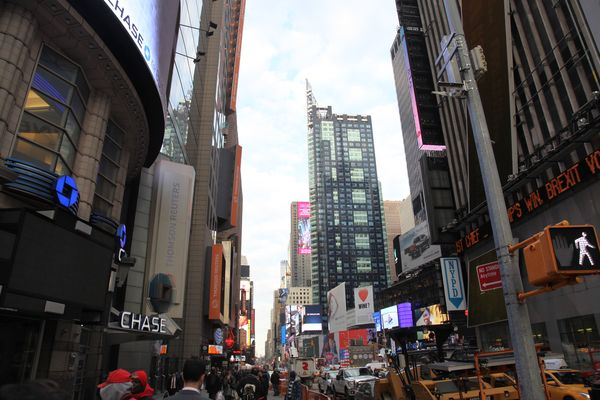
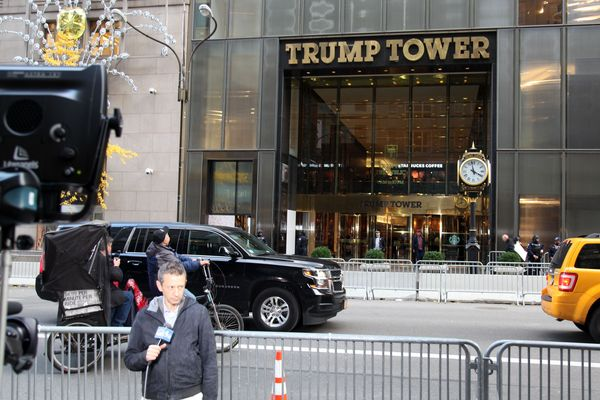

|   | a | b | c | d | e | f | g | h |   |
| 8 | c8 чорний король · g8 чорна тура · b7 чорний пішак · a6 чорний пішак · c6 чорний пішак · e6 чорний слон · g6 чорний ферзь · a5 білий пішак · c5 білий пішак · d5 чорний пішак · e5 білий пішак · g5 чорний пішак · h5 чорний пішак · g4 білий пішак · e3 білий слон · f3 білий пішак · h3 білий пішак · d2 білий ферзь · f2 біла тура · g2 білий король | c8 чорний король · g8 чорна тура · b7 чорний пішак · a6 чорний пішак · c6 чорний пішак · e6 чорний слон · g6 чорний ферзь · a5 білий пішак · c5 білий пішак · d5 чорний пішак · e5 білий пішак · g5 чорний пішак · h5 чорний пішак · g4 білий пішак · e3 білий слон · f3 білий пішак · h3 білий пішак · d2 білий ферзь · f2 біла тура · g2 білий король | c8 чорний король · g8 чорна тура · b7 чорний пішак · a6 чорний пішак · c6 чорний пішак · e6 чорний слон · g6 чорний ферзь · a5 білий пішак · c5 білий пішак · d5 чорний пішак · e5 білий пішак · g5 чорний пішак · h5 чорний пішак · g4 білий пішак · e3 білий слон · f3 білий пішак · h3 білий пішак · d2 білий ферзь · f2 біла тура · g2 білий король | c8 чорний король · g8 чорна тура · b7 чорний пішак · a6 чорний пішак · c6 чорний пішак · e6 чорний слон · g6 чорний ферзь · a5 білий пішак · c5 білий пішак · d5 чорний пішак · e5 білий пішак · g5 чорний пішак · h5 чорний пішак · g4 білий пішак · e3 білий слон · f3 білий пішак · h3 білий пішак · d2 білий ферзь · f2 біла тура · g2 білий король | c8 чорний король · g8 чорна тура · b7 чорний пішак · a6 чорний пішак · c6 чорний пішак · e6 чорний слон · g6 чорний ферзь · a5 білий пішак · c5 білий пішак · d5 чорний пішак · e5 білий пішак · g5 чорний пішак · h5 чорний пішак · g4 білий пішак · e3 білий слон · f3 білий пішак · h3 білий пішак · d2 білий ферзь · f2 біла тура · g2 білий король | c8 чорний король · g8 чорна тура · b7 чорний пішак · a6 чорний пішак · c6 чорний пішак · e6 чорний слон · g6 чорний ферзь · a5 білий пішак · c5 білий пішак · d5 чорний пішак · e5 білий пішак · g5 чорний пішак · h5 чорний пішак · g4 білий пішак · e3 білий слон · f3 білий пішак · h3 білий пішак · d2 білий ферзь · f2 біла тура · g2 білий король | c8 чорний король · g8 чорна тура · b7 чорний пішак · a6 чорний пішак · c6 чорний пішак · e6 чорний слон · g6 чорний ферзь · a5 білий пішак · c5 білий пішак · d5 чорний пішак · e5 білий пішак · g5 чорний пішак · h5 чорний пішак · g4 білий пішак · e3 білий слон · f3 білий пішак · h3 білий пішак · d2 білий ферзь · f2 біла тура · g2 білий король | c8 чорний король · g8 чорна тура · b7 чорний пішак · a6 чорний пішак · c6 чорний пішак · e6 чорний слон · g6 чорний ферзь · a5 білий пішак · c5 білий пішак · d5 чорний пішак · e5 білий пішак · g5 чорний пішак · h5 чорний пішак · g4 білий пішак · e3 білий слон · f3 білий пішак · h3 білий пішак · d2 білий ферзь · f2 біла тура · g2 білий король | 8 |
| 7 | c8 чорний король · g8 чорна тура · b7 чорний пішак · a6 чорний пішак · c6 чорний пішак · e6 чорний слон · g6 чорний ферзь · a5 білий пішак · c5 білий пішак · d5 чорний пішак · e5 білий пішак · g5 чорний пішак · h5 чорний пішак · g4 білий пішак · e3 білий слон · f3 білий пішак · h3 білий пішак · d2 білий ферзь · f2 біла тура · g2 білий король | c8 чорний король · g8 чорна тура · b7 чорний пішак · a6 чорний пішак · c6 чорний пішак · e6 чорний слон · g6 чорний ферзь · a5 білий пішак · c5 білий пішак · d5 чорний пішак · e5 білий пішак · g5 чорний пішак · h5 чорний пішак · g4 білий пішак · e3 білий слон · f3 білий пішак · h3 білий пішак · d2 білий ферзь · f2 біла тура · g2 білий король | c8 чорний король · g8 чорна тура · b7 чорний пішак · a6 чорний пішак · c6 чорний пішак · e6 чорний слон · g6 чорний ферзь · a5 білий пішак · c5 білий пішак · d5 чорний пішак · e5 білий пішак · g5 чорний пішак · h5 чорний пішак · g4 білий пішак · e3 білий слон · f3 білий пішак · h3 білий пішак · d2 білий ферзь · f2 біла тура · g2 білий король | c8 чорний король · g8 чорна тура · b7 чорний пішак · a6 чорний пішак · c6 чорний пішак · e6 чорний слон · g6 чорний ферзь · a5 білий пішак · c5 білий пішак · d5 чорний пішак · e5 білий пішак · g5 чорний пішак · h5 чорний пішак · g4 білий пішак · e3 білий слон · f3 білий пішак · h3 білий пішак · d2 білий ферзь · f2 біла тура · g2 білий король | c8 чорний король · g8 чорна тура · b7 чорний пішак · a6 чорний пішак · c6 чорний пішак · e6 чорний слон · g6 чорний ферзь · a5 білий пішак · c5 білий пішак · d5 чорний пішак · e5 білий пішак · g5 чорний пішак · h5 чорний пішак · g4 білий пішак · e3 білий слон · f3 білий пішак · h3 білий пішак · d2 білий ферзь · f2 біла тура · g2 білий король | c8 чорний король · g8 чорна тура · b7 чорний пішак · a6 чорний пішак · c6 чорний пішак · e6 чорний слон · g6 чорний ферзь · a5 білий пішак · c5 білий пішак · d5 чорний пішак · e5 білий пішак · g5 чорний пішак · h5 чорний пішак · g4 білий пішак · e3 білий слон · f3 білий пішак · h3 білий пішак · d2 білий ферзь · f2 біла тура · g2 білий король | c8 чорний король · g8 чорна тура · b7 чорний пішак · a6 чорний пішак · c6 чорний пішак · e6 чорний слон · g6 чорний ферзь · a5 білий пішак · c5 білий пішак · d5 чорний пішак · e5 білий пішак · g5 чорний пішак · h5 чорний пішак · g4 білий пішак · e3 білий слон · f3 білий пішак · h3 білий пішак · d2 білий ферзь · f2 біла тура · g2 білий король | c8 чорний король · g8 чорна тура · b7 чорний пішак · a6 чорний пішак · c6 чорний пішак · e6 чорний слон · g6 чорний ферзь · a5 білий пішак · c5 білий пішак · d5 чорний пішак · e5 білий пішак · g5 чорний пішак · h5 чорний пішак · g4 білий пішак · e3 білий слон · f3 білий пішак · h3 білий пішак · d2 білий ферзь · f2 біла тура · g2 білий король | 7 |
| 6 | c8 чорний король · g8 чорна тура · b7 чорний пішак · a6 чорний пішак · c6 чорний пішак · e6 чорний слон · g6 чорний ферзь · a5 білий пішак · c5 білий пішак · d5 чорний пішак · e5 білий пішак · g5 чорний пішак · h5 чорний пішак · g4 білий пішак · e3 білий слон · f3 білий пішак · h3 білий пішак · d2 білий ферзь · f2 біла тура · g2 білий король | c8 чорний король · g8 чорна тура · b7 чорний пішак · a6 чорний пішак · c6 чорний пішак · e6 чорний слон · g6 чорний ферзь · a5 білий пішак · c5 білий пішак · d5 чорний пішак · e5 білий пішак · g5 чорний пішак · h5 чорний пішак · g4 білий пішак · e3 білий слон · f3 білий пішак · h3 білий пішак · d2 білий ферзь · f2 біла тура · g2 білий король | c8 чорний король · g8 чорна тура · b7 чорний пішак · a6 чорний пішак · c6 чорний пішак · e6 чорний слон · g6 чорний ферзь · a5 білий пішак · c5 білий пішак · d5 чорний пішак · e5 білий пішак · g5 чорний пішак · h5 чорний пішак · g4 білий пішак · e3 білий слон · f3 білий пішак · h3 білий пішак · d2 білий ферзь · f2 біла тура · g2 білий король | c8 чорний король · g8 чорна тура · b7 чорний пішак · a6 чорний пішак · c6 чорний пішак · e6 чорний слон · g6 чорний ферзь · a5 білий пішак · c5 білий пішак · d5 чорний пішак · e5 білий пішак · g5 чорний пішак · h5 чорний пішак · g4 білий пішак · e3 білий слон · f3 білий пішак · h3 білий пішак · d2 білий ферзь · f2 біла тура · g2 білий король | c8 чорний король · g8 чорна тура · b7 чорний пішак · a6 чорний пішак · c6 чорний пішак · e6 чорний слон · g6 чорний ферзь · a5 білий пішак · c5 білий пішак · d5 чорний пішак · e5 білий пішак · g5 чорний пішак · h5 чорний пішак · g4 білий пішак · e3 білий слон · f3 білий пішак · h3 білий пішак · d2 білий ферзь · f2 біла тура · g2 білий король | c8 чорний король · g8 чорна тура · b7 чорний пішак · a6 чорний пішак · c6 чорний пішак · e6 чорний слон · g6 чорний ферзь · a5 білий пішак · c5 білий пішак · d5 чорний пішак · e5 білий пішак · g5 чорний пішак · h5 чорний пішак · g4 білий пішак · e3 білий слон · f3 білий пішак · h3 білий пішак · d2 білий ферзь · f2 біла тура · g2 білий король | c8 чорний король · g8 чорна тура · b7 чорний пішак · a6 чорний пішак · c6 чорний пішак · e6 чорний слон · g6 чорний ферзь · a5 білий пішак · c5 білий пішак · d5 чорний пішак · e5 білий пішак · g5 чорний пішак · h5 чорний пішак · g4 білий пішак · e3 білий слон · f3 білий пішак · h3 білий пішак · d2 білий ферзь · f2 біла тура · g2 білий король | c8 чорний король · g8 чорна тура · b7 чорний пішак · a6 чорний пішак · c6 чорний пішак · e6 чорний слон · g6 чорний ферзь · a5 білий пішак · c5 білий пішак · d5 чорний пішак · e5 білий пішак · g5 чорний пішак · h5 чорний пішак · g4 білий пішак · e3 білий слон · f3 білий пішак · h3 білий пішак · d2 білий ферзь · f2 біла тура · g2 білий король | 6 |
| 5 | c8 чорний король · g8 чорна тура · b7 чорний пішак · a6 чорний пішак · c6 чорний пішак · e6 чорний слон · g6 чорний ферзь · a5 білий пішак · c5 білий пішак · d5 чорний пішак · e5 білий пішак · g5 чорний пішак · h5 чорний пішак · g4 білий пішак · e3 білий слон · f3 білий пішак · h3 білий пішак · d2 білий ферзь · f2 біла тура · g2 білий король | c8 чорний король · g8 чорна тура · b7 чорний пішак · a6 чорний пішак · c6 чорний пішак · e6 чорний слон · g6 чорний ферзь · a5 білий пішак · c5 білий пішак · d5 чорний пішак · e5 білий пішак · g5 чорний пішак · h5 чорний пішак · g4 білий пішак · e3 білий слон · f3 білий пішак · h3 білий пішак · d2 білий ферзь · f2 біла тура · g2 білий король | c8 чорний король · g8 чорна тура · b7 чорний пішак · a6 чорний пішак · c6 чорний пішак · e6 чорний слон · g6 чорний ферзь · a5 білий пішак · c5 білий пішак · d5 чорний пішак · e5 білий пішак · g5 чорний пішак · h5 чорний пішак · g4 білий пішак · e3 білий слон · f3 білий пішак · h3 білий пішак · d2 білий ферзь · f2 біла тура · g2 білий король | c8 чорний король · g8 чорна тура · b7 чорний пішак · a6 чорний пішак · c6 чорний пішак · e6 чорний слон · g6 чорний ферзь · a5 білий пішак · c5 білий пішак · d5 чорний пішак · e5 білий пішак · g5 чорний пішак · h5 чорний пішак · g4 білий пішак · e3 білий слон · f3 білий пішак · h3 білий пішак · d2 білий ферзь · f2 біла тура · g2 білий король | c8 чорний король · g8 чорна тура · b7 чорний пішак · a6 чорний пішак · c6 чорний пішак · e6 чорний слон · g6 чорний ферзь · a5 білий пішак · c5 білий пішак · d5 чорний пішак · e5 білий пішак · g5 чорний пішак · h5 чорний пішак · g4 білий пішак · e3 білий слон · f3 білий пішак · h3 білий пішак · d2 білий ферзь · f2 біла тура · g2 білий король | c8 чорний король · g8 чорна тура · b7 чорний пішак · a6 чорний пішак · c6 чорний пішак · e6 чорний слон · g6 чорний ферзь · a5 білий пішак · c5 білий пішак · d5 чорний пішак · e5 білий пішак · g5 чорний пішак · h5 чорний пішак · g4 білий пішак · e3 білий слон · f3 білий пішак · h3 білий пішак · d2 білий ферзь · f2 біла тура · g2 білий король | c8 чорний король · g8 чорна тура · b7 чорний пішак · a6 чорний пішак · c6 чорний пішак · e6 чорний слон · g6 чорний ферзь · a5 білий пішак · c5 білий пішак · d5 чорний пішак · e5 білий пішак · g5 чорний пішак · h5 чорний пішак · g4 білий пішак · e3 білий слон · f3 білий пішак · h3 білий пішак · d2 білий ферзь · f2 біла тура · g2 білий король | c8 чорний король · g8 чорна тура · b7 чорний пішак · a6 чорний пішак · c6 чорний пішак · e6 чорний слон · g6 чорний ферзь · a5 білий пішак · c5 білий пішак · d5 чорний пішак · e5 білий пішак · g5 чорний пішак · h5 чорний пішак · g4 білий пішак · e3 білий слон · f3 білий пішак · h3 білий пішак · d2 білий ферзь · f2 біла тура · g2 білий король | 5 |
| 4 | c8 чорний король · g8 чорна тура · b7 чорний пішак · a6 чорний пішак · c6 чорний пішак · e6 чорний слон · g6 чорний ферзь · a5 білий пішак · c5 білий пішак · d5 чорний пішак · e5 білий пішак · g5 чорний пішак · h5 чорний пішак · g4 білий пішак · e3 білий слон · f3 білий пішак · h3 білий пішак · d2 білий ферзь · f2 біла тура · g2 білий король | c8 чорний король · g8 чорна тура · b7 чорний пішак · a6 чорний пішак · c6 чорний пішак · e6 чорний слон · g6 чорний ферзь · a5 білий пішак · c5 білий пішак · d5 чорний пішак · e5 білий пішак · g5 чорний пішак · h5 чорний пішак · g4 білий пішак · e3 білий слон · f3 білий пішак · h3 білий пішак · d2 білий ферзь · f2 біла тура · g2 білий король | c8 чорний король · g8 чорна тура · b7 чорний пішак · a6 чорний пішак · c6 чорний пішак · e6 чорний слон · g6 чорний ферзь · a5 білий пішак · c5 білий пішак · d5 чорний пішак · e5 білий пішак · g5 чорний пішак · h5 чорний пішак · g4 білий пішак · e3 білий слон · f3 білий пішак · h3 білий пішак · d2 білий ферзь · f2 біла тура · g2 білий король | c8 чорний король · g8 чорна тура · b7 чорний пішак · a6 чорний пішак · c6 чорний пішак · e6 чорний слон · g6 чорний ферзь · a5 білий пішак · c5 білий пішак · d5 чорний пішак · e5 білий пішак · g5 чорний пішак · h5 чорний пішак · g4 білий пішак · e3 білий слон · f3 білий пішак · h3 білий пішак · d2 білий ферзь · f2 біла тура · g2 білий король | c8 чорний король · g8 чорна тура · b7 чорний пішак · a6 чорний пішак · c6 чорний пішак · e6 чорний слон · g6 чорний ферзь · a5 білий пішак · c5 білий пішак · d5 чорний пішак · e5 білий пішак · g5 чорний пішак · h5 чорний пішак · g4 білий пішак · e3 білий слон · f3 білий пішак · h3 білий пішак · d2 білий ферзь · f2 біла тура · g2 білий король | c8 чорний король · g8 чорна тура · b7 чорний пішак · a6 чорний пішак · c6 чорний пішак · e6 чорний слон · g6 чорний ферзь · a5 білий пішак · c5 білий пішак · d5 чорний пішак · e5 білий пішак · g5 чорний пішак · h5 чорний пішак · g4 білий пішак · e3 білий слон · f3 білий пішак · h3 білий пішак · d2 білий ферзь · f2 біла тура · g2 білий король | c8 чорний король · g8 чорна тура · b7 чорний пішак · a6 чорний пішак · c6 чорний пішак · e6 чорний слон · g6 чорний ферзь · a5 білий пішак · c5 білий пішак · d5 чорний пішак · e5 білий пішак · g5 чорний пішак · h5 чорний пішак · g4 білий пішак · e3 білий слон · f3 білий пішак · h3 білий пішак · d2 білий ферзь · f2 біла тура · g2 білий король | c8 чорний король · g8 чорна тура · b7 чорний пішак · a6 чорний пішак · c6 чорний пішак · e6 чорний слон · g6 чорний ферзь · a5 білий пішак · c5 білий пішак · d5 чорний пішак · e5 білий пішак · g5 чорний пішак · h5 чорний пішак · g4 білий пішак · e3 білий слон · f3 білий пішак · h3 білий пішак · d2 білий ферзь · f2 біла тура · g2 білий король | 4 |
| 3 | c8 чорний король · g8 чорна тура · b7 чорний пішак · a6 чорний пішак · c6 чорний пішак · e6 чорний слон · g6 чорний ферзь · a5 білий пішак · c5 білий пішак · d5 чорний пішак · e5 білий пішак · g5 чорний пішак · h5 чорний пішак · g4 білий пішак · e3 білий слон · f3 білий пішак · h3 білий пішак · d2 білий ферзь · f2 біла тура · g2 білий король | c8 чорний король · g8 чорна тура · b7 чорний пішак · a6 чорний пішак · c6 чорний пішак · e6 чорний слон · g6 чорний ферзь · a5 білий пішак · c5 білий пішак · d5 чорний пішак · e5 білий пішак · g5 чорний пішак · h5 чорний пішак · g4 білий пішак · e3 білий слон · f3 білий пішак · h3 білий пішак · d2 білий ферзь · f2 біла тура · g2 білий король | c8 чорний король · g8 чорна тура · b7 чорний пішак · a6 чорний пішак · c6 чорний пішак · e6 чорний слон · g6 чорний ферзь · a5 білий пішак · c5 білий пішак · d5 чорний пішак · e5 білий пішак · g5 чорний пішак · h5 чорний пішак · g4 білий пішак · e3 білий слон · f3 білий пішак · h3 білий пішак · d2 білий ферзь · f2 біла тура · g2 білий король | c8 чорний король · g8 чорна тура · b7 чорний пішак · a6 чорний пішак · c6 чорний пішак · e6 чорний слон · g6 чорний ферзь · a5 білий пішак · c5 білий пішак · d5 чорний пішак · e5 білий пішак · g5 чорний пішак · h5 чорний пішак · g4 білий пішак · e3 білий слон · f3 білий пішак · h3 білий пішак · d2 білий ферзь · f2 біла тура · g2 білий король | c8 чорний король · g8 чорна тура · b7 чорний пішак · a6 чорний пішак · c6 чорний пішак · e6 чорний слон · g6 чорний ферзь · a5 білий пішак · c5 білий пішак · d5 чорний пішак · e5 білий пішак · g5 чорний пішак · h5 чорний пішак · g4 білий пішак · e3 білий слон · f3 білий пішак · h3 білий пішак · d2 білий ферзь · f2 біла тура · g2 білий король | c8 чорний король · g8 чорна тура · b7 чорний пішак · a6 чорний пішак · c6 чорний пішак · e6 чорний слон · g6 чорний ферзь · a5 білий пішак · c5 білий пішак · d5 чорний пішак · e5 білий пішак · g5 чорний пішак · h5 чорний пішак · g4 білий пішак · e3 білий слон · f3 білий пішак · h3 білий пішак · d2 білий ферзь · f2 біла тура · g2 білий король | c8 чорний король · g8 чорна тура · b7 чорний пішак · a6 чорний пішак · c6 чорний пішак · e6 чорний слон · g6 чорний ферзь · a5 білий пішак · c5 білий пішак · d5 чорний пішак · e5 білий пішак · g5 чорний пішак · h5 чорний пішак · g4 білий пішак · e3 білий слон · f3 білий пішак · h3 білий пішак · d2 білий ферзь · f2 біла тура · g2 білий король | c8 чорний король · g8 чорна тура · b7 чорний пішак · a6 чорний пішак · c6 чорний пішак · e6 чорний слон · g6 чорний ферзь · a5 білий пішак · c5 білий пішак · d5 чорний пішак · e5 білий пішак · g5 чорний пішак · h5 чорний пішак · g4 білий пішак · e3 білий слон · f3 білий пішак · h3 білий пішак · d2 білий ферзь · f2 біла тура · g2 білий король | 3 |
| 2 | c8 чорний король · g8 чорна тура · b7 чорний пішак · a6 чорний пішак · c6 чорний пішак · e6 чорний слон · g6 чорний ферзь · a5 білий пішак · c5 білий пішак · d5 чорний пішак · e5 білий пішак · g5 чорний пішак · h5 чорний пішак · g4 білий пішак · e3 білий слон · f3 білий пішак · h3 білий пішак · d2 білий ферзь · f2 біла тура · g2 білий король | c8 чорний король · g8 чорна тура · b7 чорний пішак · a6 чорний пішак · c6 чорний пішак · e6 чорний слон · g6 чорний ферзь · a5 білий пішак · c5 білий пішак · d5 чорний пішак · e5 білий пішак · g5 чорний пішак · h5 чорний пішак · g4 білий пішак · e3 білий слон · f3 білий пішак · h3 білий пішак · d2 білий ферзь · f2 біла тура · g2 білий король | c8 чорний король · g8 чорна тура · b7 чорний пішак · a6 чорний пішак · c6 чорний пішак · e6 чорний слон · g6 чорний ферзь · a5 білий пішак · c5 білий пішак · d5 чорний пішак · e5 білий пішак · g5 чорний пішак · h5 чорний пішак · g4 білий пішак · e3 білий слон · f3 білий пішак · h3 білий пішак · d2 білий ферзь · f2 біла тура · g2 білий король | c8 чорний король · g8 чорна тура · b7 чорний пішак · a6 чорний пішак · c6 чорний пішак · e6 чорний слон · g6 чорний ферзь · a5 білий пішак · c5 білий пішак · d5 чорний пішак · e5 білий пішак · g5 чорний пішак · h5 чорний пішак · g4 білий пішак · e3 білий слон · f3 білий пішак · h3 білий пішак · d2 білий ферзь · f2 біла тура · g2 білий король | c8 чорний король · g8 чорна тура · b7 чорний пішак · a6 чорний пішак · c6 чорний пішак · e6 чорний слон · g6 чорний ферзь · a5 білий пішак · c5 білий пішак · d5 чорний пішак · e5 білий пішак · g5 чорний пішак · h5 чорний пішак · g4 білий пішак · e3 білий слон · f3 білий пішак · h3 білий пішак · d2 білий ферзь · f2 біла тура · g2 білий король | c8 чорний король · g8 чорна тура · b7 чорний пішак · a6 чорний пішак · c6 чорний пішак · e6 чорний слон · g6 чорний ферзь · a5 білий пішак · c5 білий пішак · d5 чорний пішак · e5 білий пішак · g5 чорний пішак · h5 чорний пішак · g4 білий пішак · e3 білий слон · f3 білий пішак · h3 білий пішак · d2 білий ферзь · f2 біла тура · g2 білий король | c8 чорний король · g8 чорна тура · b7 чорний пішак · a6 чорний пішак · c6 чорний пішак · e6 чорний слон · g6 чорний ферзь · a5 білий пішак · c5 білий пішак · d5 чорний пішак · e5 білий пішак · g5 чорний пішак · h5 чорний пішак · g4 білий пішак · e3 білий слон · f3 білий пішак · h3 білий пішак · d2 білий ферзь · f2 біла тура · g2 білий король | c8 чорний король · g8 чорна тура · b7 чорний пішак · a6 чорний пішак · c6 чорний пішак · e6 чорний слон · g6 чорний ферзь · a5 білий пішак · c5 білий пішак · d5 чорний пішак · e5 білий пішак · g5 чорний пішак · h5 чорний пішак · g4 білий пішак · e3 білий слон · f3 білий пішак · h3 білий пішак · d2 білий ферзь · f2 біла тура · g2 білий король | 2 |
| 1 | c8 чорний король · g8 чорна тура · b7 чорний пішак · a6 чорний пішак · c6 чорний пішак · e6 чорний слон · g6 чорний ферзь · a5 білий пішак · c5 білий пішак · d5 чорний пішак · e5 білий пішак · g5 чорний пішак · h5 чорний пішак · g4 білий пішак · e3 білий слон · f3 білий пішак · h3 білий пішак · d2 білий ферзь · f2 біла тура · g2 білий король | c8 чорний король · g8 чорна тура · b7 чорний пішак · a6 чорний пішак · c6 чорний пішак · e6 чорний слон · g6 чорний ферзь · a5 білий пішак · c5 білий пішак · d5 чорний пішак · e5 білий пішак · g5 чорний пішак · h5 чорний пішак · g4 білий пішак · e3 білий слон · f3 білий пішак · h3 білий пішак · d2 білий ферзь · f2 біла тура · g2 білий король | c8 чорний король · g8 чорна тура · b7 чорний пішак · a6 чорний пішак · c6 чорний пішак · e6 чорний слон · g6 чорний ферзь · a5 білий пішак · c5 білий пішак · d5 чорний пішак · e5 білий пішак · g5 чорний пішак · h5 чорний пішак · g4 білий пішак · e3 білий слон · f3 білий пішак · h3 білий пішак · d2 білий ферзь · f2 біла тура · g2 білий король | c8 чорний король · g8 чорна тура · b7 чорний пішак · a6 чорний пішак · c6 чорний пішак · e6 чорний слон · g6 чорний ферзь · a5 білий пішак · c5 білий пішак · d5 чорний пішак · e5 білий пішак · g5 чорний пішак · h5 чорний пішак · g4 білий пішак · e3 білий слон · f3 білий пішак · h3 білий пішак · d2 білий ферзь · f2 біла тура · g2 білий король | c8 чорний король · g8 чорна тура · b7 чорний пішак · a6 чорний пішак · c6 чорний пішак · e6 чорний слон · g6 чорний ферзь · a5 білий пішак · c5 білий пішак · d5 чорний пішак · e5 білий пішак · g5 чорний пішак · h5 чорний пішак · g4 білий пішак · e3 білий слон · f3 білий пішак · h3 білий пішак · d2 білий ферзь · f2 біла тура · g2 білий король | c8 чорний король · g8 чорна тура · b7 чорний пішак · a6 чорний пішак · c6 чорний пішак · e6 чорний слон · g6 чорний ферзь · a5 білий пішак · c5 білий пішак · d5 чорний пішак · e5 білий пішак · g5 чорний пішак · h5 чорний пішак · g4 білий пішак · e3 білий слон · f3 білий пішак · h3 білий пішак · d2 білий ферзь · f2 біла тура · g2 білий король | c8 чорний король · g8 чорна тура · b7 чорний пішак · a6 чорний пішак · c6 чорний пішак · e6 чорний слон · g6 чорний ферзь · a5 білий пішак · c5 білий пішак · d5 чорний пішак · e5 білий пішак · g5 чорний пішак · h5 чорний пішак · g4 білий пішак · e3 білий слон · f3 білий пішак · h3 білий пішак · d2 білий ферзь · f2 біла тура · g2 білий король | c8 чорний король · g8 чорна тура · b7 чорний пішак · a6 чорний пішак · c6 чорний пішак · e6 чорний слон · g6 чорний ферзь · a5 білий пішак · c5 білий пішак · d5 чорний пішак · e5 білий пішак · g5 чорний пішак · h5 чорний пішак · g4 білий пішак · e3 білий слон · f3 білий пішак · h3 білий пішак · d2 білий ферзь · f2 біла тура · g2 білий король | 1 |
|   | a | b | c | d | e | f | g | h |   |

Карякін — Карлсен

17 листопада

Італійська партія (С50)

[Event "5 партія"] [Site "Нью-Йорк"] [Date "17.11.2016"] [White "Магнус Карлсен"] [Black "Сергій Карякін"] 
[Result "1/2-1/2"] [ECO "C50"] [WhiteElo "2853"] [BlackElo "2772"] [PlyCount "102"] [EventDate "11.11.2016"] [Round "5"] [EventType "match"] [EventCountry "USA"] 1.e4 e5 2. Nf3 Nc6 3. Bc4 Bc5 4. O-O Nf6 5. d3 O-O 6. a4 d6 7. c3 a6 8. b4 Ba7 9. Re1 Ne7 10. Nbd2 Ng6 11. d4 c6 12. h3 exd4 13. cxd4 Nxe4 14. Bxf7+ Rxf7 15. Nxe4 d5 16. Nc5 h6 17. Ra3 Bf5 18. Ne5 Nxe5 19. dxe5 Qh4 20. Rf3 Bxc5 21. bxc5 Re8 22. Rf4 Qe7 23. Qd4 Ref8 24. Rf3 Be4 25. Rxf7 Qxf7 26. f3 Bf5 27. Kh2 Be6 28. Re2 Qg6 29. Be3 Rf7 30. Rf2 Qb1 31. Rb2 Qf5 32. a5 Kf8 33. Qc3 Ke8 34. Rb4 g5 35. Rb2 Kd8 36. Rf2 Kc8 37. Qd4 Qg6 38. g4 h5 39. Qd2 Rg7 40. Kg3 Rg8 41. Kg2 hxg4 42. hxg4 d4 43. Qxd4 Bd5 44. e6 Qxe6 45. Kg3 Qe7 46. Rh2 Qf7 47. f4 gxf4+ 48. Qxf4 Qe7 49. Rh5 Rf8 50. Rh7 Rxf4 51. Rxe7 Re4 1/2-1/2

#### Шоста партія
|   | a | b | c | d | e | f | g | h |   |
| 8 | a8 чорна тура · d8 чорний ферзь · f8 чорна тура · g8 чорний король · b7 чорний слон · g7 чорний пішак · a6 чорний пішак · e6 білий кінь · h6 чорний пішак · b5 чорний пішак · c5 чорний пішак · f5 чорний пішак · b4 чорний кінь · f4 білий слон · b3 білий пішак · d3 білий пішак · h3 білий пішак · b2 білий пішак · c2 білий пішак · f2 білий пішак · g2 білий пішак · a1 біла тура · d1 білий ферзь · e1 біла тура · g1 білий король | a8 чорна тура · d8 чорний ферзь · f8 чорна тура · g8 чорний король · b7 чорний слон · g7 чорний пішак · a6 чорний пішак · e6 білий кінь · h6 чорний пішак · b5 чорний пішак · c5 чорний пішак · f5 чорний пішак · b4 чорний кінь · f4 білий слон · b3 білий пішак · d3 білий пішак · h3 білий пішак · b2 білий пішак · c2 білий пішак · f2 білий пішак · g2 білий пішак · a1 біла тура · d1 білий ферзь · e1 біла тура · g1 білий король | a8 чорна тура · d8 чорний ферзь · f8 чорна тура · g8 чорний король · b7 чорний слон · g7 чорний пішак · a6 чорний пішак · e6 білий кінь · h6 чорний пішак · b5 чорний пішак · c5 чорний пішак · f5 чорний пішак · b4 чорний кінь · f4 білий слон · b3 білий пішак · d3 білий пішак · h3 білий пішак · b2 білий пішак · c2 білий пішак · f2 білий пішак · g2 білий пішак · a1 біла тура · d1 білий ферзь · e1 біла тура · g1 білий король | a8 чорна тура · d8 чорний ферзь · f8 чорна тура · g8 чорний король · b7 чорний слон · g7 чорний пішак · a6 чорний пішак · e6 білий кінь · h6 чорний пішак · b5 чорний пішак · c5 чорний пішак · f5 чорний пішак · b4 чорний кінь · f4 білий слон · b3 білий пішак · d3 білий пішак · h3 білий пішак · b2 білий пішак · c2 білий пішак · f2 білий пішак · g2 білий пішак · a1 біла тура · d1 білий ферзь · e1 біла тура · g1 білий король | a8 чорна тура · d8 чорний ферзь · f8 чорна тура · g8 чорний король · b7 чорний слон · g7 чорний пішак · a6 чорний пішак · e6 білий кінь · h6 чорний пішак · b5 чорний пішак · c5 чорний пішак · f5 чорний пішак · b4 чорний кінь · f4 білий слон · b3 білий пішак · d3 білий пішак · h3 білий пішак · b2 білий пішак · c2 білий пішак · f2 білий пішак · g2 білий пішак · a1 біла тура · d1 білий ферзь · e1 біла тура · g1 білий король | a8 чорна тура · d8 чорний ферзь · f8 чорна тура · g8 чорний король · b7 чорний слон · g7 чорний пішак · a6 чорний пішак · e6 білий кінь · h6 чорний пішак · b5 чорний пішак · c5 чорний пішак · f5 чорний пішак · b4 чорний кінь · f4 білий слон · b3 білий пішак · d3 білий пішак · h3 білий пішак · b2 білий пішак · c2 білий пішак · f2 білий пішак · g2 білий пішак · a1 біла тура · d1 білий ферзь · e1 біла тура · g1 білий король | a8 чорна тура · d8 чорний ферзь · f8 чорна тура · g8 чорний король · b7 чорний слон · g7 чорний пішак · a6 чорний пішак · e6 білий кінь · h6 чорний пішак · b5 чорний пішак · c5 чорний пішак · f5 чорний пішак · b4 чорний кінь · f4 білий слон · b3 білий пішак · d3 білий пішак · h3 білий пішак · b2 білий пішак · c2 білий пішак · f2 білий пішак · g2 білий пішак · a1 біла тура · d1 білий ферзь · e1 біла тура · g1 білий король | a8 чорна тура · d8 чорний ферзь · f8 чорна тура · g8 чорний король · b7 чорний слон · g7 чорний пішак · a6 чорний пішак · e6 білий кінь · h6 чорний пішак · b5 чорний пішак · c5 чорний пішак · f5 чорний пішак · b4 чорний кінь · f4 білий слон · b3 білий пішак · d3 білий пішак · h3 білий пішак · b2 білий пішак · c2 білий пішак · f2 білий пішак · g2 білий пішак · a1 біла тура · d1 білий ферзь · e1 біла тура · g1 білий король | 8 |
| 7 | a8 чорна тура · d8 чорний ферзь · f8 чорна тура · g8 чорний король · b7 чорний слон · g7 чорний пішак · a6 чорний пішак · e6 білий кінь · h6 чорний пішак · b5 чорний пішак · c5 чорний пішак · f5 чорний пішак · b4 чорний кінь · f4 білий слон · b3 білий пішак · d3 білий пішак · h3 білий пішак · b2 білий пішак · c2 білий пішак · f2 білий пішак · g2 білий пішак · a1 біла тура · d1 білий ферзь · e1 біла тура · g1 білий король | a8 чорна тура · d8 чорний ферзь · f8 чорна тура · g8 чорний король · b7 чорний слон · g7 чорний пішак · a6 чорний пішак · e6 білий кінь · h6 чорний пішак · b5 чорний пішак · c5 чорний пішак · f5 чорний пішак · b4 чорний кінь · f4 білий слон · b3 білий пішак · d3 білий пішак · h3 білий пішак · b2 білий пішак · c2 білий пішак · f2 білий пішак · g2 білий пішак · a1 біла тура · d1 білий ферзь · e1 біла тура · g1 білий король | a8 чорна тура · d8 чорний ферзь · f8 чорна тура · g8 чорний король · b7 чорний слон · g7 чорний пішак · a6 чорний пішак · e6 білий кінь · h6 чорний пішак · b5 чорний пішак · c5 чорний пішак · f5 чорний пішак · b4 чорний кінь · f4 білий слон · b3 білий пішак · d3 білий пішак · h3 білий пішак · b2 білий пішак · c2 білий пішак · f2 білий пішак · g2 білий пішак · a1 біла тура · d1 білий ферзь · e1 біла тура · g1 білий король | a8 чорна тура · d8 чорний ферзь · f8 чорна тура · g8 чорний король · b7 чорний слон · g7 чорний пішак · a6 чорний пішак · e6 білий кінь · h6 чорний пішак · b5 чорний пішак · c5 чорний пішак · f5 чорний пішак · b4 чорний кінь · f4 білий слон · b3 білий пішак · d3 білий пішак · h3 білий пішак · b2 білий пішак · c2 білий пішак · f2 білий пішак · g2 білий пішак · a1 біла тура · d1 білий ферзь · e1 біла тура · g1 білий король | a8 чорна тура · d8 чорний ферзь · f8 чорна тура · g8 чорний король · b7 чорний слон · g7 чорний пішак · a6 чорний пішак · e6 білий кінь · h6 чорний пішак · b5 чорний пішак · c5 чорний пішак · f5 чорний пішак · b4 чорний кінь · f4 білий слон · b3 білий пішак · d3 білий пішак · h3 білий пішак · b2 білий пішак · c2 білий пішак · f2 білий пішак · g2 білий пішак · a1 біла тура · d1 білий ферзь · e1 біла тура · g1 білий король | a8 чорна тура · d8 чорний ферзь · f8 чорна тура · g8 чорний король · b7 чорний слон · g7 чорний пішак · a6 чорний пішак · e6 білий кінь · h6 чорний пішак · b5 чорний пішак · c5 чорний пішак · f5 чорний пішак · b4 чорний кінь · f4 білий слон · b3 білий пішак · d3 білий пішак · h3 білий пішак · b2 білий пішак · c2 білий пішак · f2 білий пішак · g2 білий пішак · a1 біла тура · d1 білий ферзь · e1 біла тура · g1 білий король | a8 чорна тура · d8 чорний ферзь · f8 чорна тура · g8 чорний король · b7 чорний слон · g7 чорний пішак · a6 чорний пішак · e6 білий кінь · h6 чорний пішак · b5 чорний пішак · c5 чорний пішак · f5 чорний пішак · b4 чорний кінь · f4 білий слон · b3 білий пішак · d3 білий пішак · h3 білий пішак · b2 білий пішак · c2 білий пішак · f2 білий пішак · g2 білий пішак · a1 біла тура · d1 білий ферзь · e1 біла тура · g1 білий король | a8 чорна тура · d8 чорний ферзь · f8 чорна тура · g8 чорний король · b7 чорний слон · g7 чорний пішак · a6 чорний пішак · e6 білий кінь · h6 чорний пішак · b5 чорний пішак · c5 чорний пішак · f5 чорний пішак · b4 чорний кінь · f4 білий слон · b3 білий пішак · d3 білий пішак · h3 білий пішак · b2 білий пішак · c2 білий пішак · f2 білий пішак · g2 білий пішак · a1 біла тура · d1 білий ферзь · e1 біла тура · g1 білий король | 7 |
| 6 | a8 чорна тура · d8 чорний ферзь · f8 чорна тура · g8 чорний король · b7 чорний слон · g7 чорний пішак · a6 чорний пішак · e6 білий кінь · h6 чорний пішак · b5 чорний пішак · c5 чорний пішак · f5 чорний пішак · b4 чорний кінь · f4 білий слон · b3 білий пішак · d3 білий пішак · h3 білий пішак · b2 білий пішак · c2 білий пішак · f2 білий пішак · g2 білий пішак · a1 біла тура · d1 білий ферзь · e1 біла тура · g1 білий король | a8 чорна тура · d8 чорний ферзь · f8 чорна тура · g8 чорний король · b7 чорний слон · g7 чорний пішак · a6 чорний пішак · e6 білий кінь · h6 чорний пішак · b5 чорний пішак · c5 чорний пішак · f5 чорний пішак · b4 чорний кінь · f4 білий слон · b3 білий пішак · d3 білий пішак · h3 білий пішак · b2 білий пішак · c2 білий пішак · f2 білий пішак · g2 білий пішак · a1 біла тура · d1 білий ферзь · e1 біла тура · g1 білий король | a8 чорна тура · d8 чорний ферзь · f8 чорна тура · g8 чорний король · b7 чорний слон · g7 чорний пішак · a6 чорний пішак · e6 білий кінь · h6 чорний пішак · b5 чорний пішак · c5 чорний пішак · f5 чорний пішак · b4 чорний кінь · f4 білий слон · b3 білий пішак · d3 білий пішак · h3 білий пішак · b2 білий пішак · c2 білий пішак · f2 білий пішак · g2 білий пішак · a1 біла тура · d1 білий ферзь · e1 біла тура · g1 білий король | a8 чорна тура · d8 чорний ферзь · f8 чорна тура · g8 чорний король · b7 чорний слон · g7 чорний пішак · a6 чорний пішак · e6 білий кінь · h6 чорний пішак · b5 чорний пішак · c5 чорний пішак · f5 чорний пішак · b4 чорний кінь · f4 білий слон · b3 білий пішак · d3 білий пішак · h3 білий пішак · b2 білий пішак · c2 білий пішак · f2 білий пішак · g2 білий пішак · a1 біла тура · d1 білий ферзь · e1 біла тура · g1 білий король | a8 чорна тура · d8 чорний ферзь · f8 чорна тура · g8 чорний король · b7 чорний слон · g7 чорний пішак · a6 чорний пішак · e6 білий кінь · h6 чорний пішак · b5 чорний пішак · c5 чорний пішак · f5 чорний пішак · b4 чорний кінь · f4 білий слон · b3 білий пішак · d3 білий пішак · h3 білий пішак · b2 білий пішак · c2 білий пішак · f2 білий пішак · g2 білий пішак · a1 біла тура · d1 білий ферзь · e1 біла тура · g1 білий король | a8 чорна тура · d8 чорний ферзь · f8 чорна тура · g8 чорний король · b7 чорний слон · g7 чорний пішак · a6 чорний пішак · e6 білий кінь · h6 чорний пішак · b5 чорний пішак · c5 чорний пішак · f5 чорний пішак · b4 чорний кінь · f4 білий слон · b3 білий пішак · d3 білий пішак · h3 білий пішак · b2 білий пішак · c2 білий пішак · f2 білий пішак · g2 білий пішак · a1 біла тура · d1 білий ферзь · e1 біла тура · g1 білий король | a8 чорна тура · d8 чорний ферзь · f8 чорна тура · g8 чорний король · b7 чорний слон · g7 чорний пішак · a6 чорний пішак · e6 білий кінь · h6 чорний пішак · b5 чорний пішак · c5 чорний пішак · f5 чорний пішак · b4 чорний кінь · f4 білий слон · b3 білий пішак · d3 білий пішак · h3 білий пішак · b2 білий пішак · c2 білий пішак · f2 білий пішак · g2 білий пішак · a1 біла тура · d1 білий ферзь · e1 біла тура · g1 білий король | a8 чорна тура · d8 чорний ферзь · f8 чорна тура · g8 чорний король · b7 чорний слон · g7 чорний пішак · a6 чорний пішак · e6 білий кінь · h6 чорний пішак · b5 чорний пішак · c5 чорний пішак · f5 чорний пішак · b4 чорний кінь · f4 білий слон · b3 білий пішак · d3 білий пішак · h3 білий пішак · b2 білий пішак · c2 білий пішак · f2 білий пішак · g2 білий пішак · a1 біла тура · d1 білий ферзь · e1 біла тура · g1 білий король | 6 |
| 5 | a8 чорна тура · d8 чорний ферзь · f8 чорна тура · g8 чорний король · b7 чорний слон · g7 чорний пішак · a6 чорний пішак · e6 білий кінь · h6 чорний пішак · b5 чорний пішак · c5 чорний пішак · f5 чорний пішак · b4 чорний кінь · f4 білий слон · b3 білий пішак · d3 білий пішак · h3 білий пішак · b2 білий пішак · c2 білий пішак · f2 білий пішак · g2 білий пішак · a1 біла тура · d1 білий ферзь · e1 біла тура · g1 білий король | a8 чорна тура · d8 чорний ферзь · f8 чорна тура · g8 чорний король · b7 чорний слон · g7 чорний пішак · a6 чорний пішак · e6 білий кінь · h6 чорний пішак · b5 чорний пішак · c5 чорний пішак · f5 чорний пішак · b4 чорний кінь · f4 білий слон · b3 білий пішак · d3 білий пішак · h3 білий пішак · b2 білий пішак · c2 білий пішак · f2 білий пішак · g2 білий пішак · a1 біла тура · d1 білий ферзь · e1 біла тура · g1 білий король | a8 чорна тура · d8 чорний ферзь · f8 чорна тура · g8 чорний король · b7 чорний слон · g7 чорний пішак · a6 чорний пішак · e6 білий кінь · h6 чорний пішак · b5 чорний пішак · c5 чорний пішак · f5 чорний пішак · b4 чорний кінь · f4 білий слон · b3 білий пішак · d3 білий пішак · h3 білий пішак · b2 білий пішак · c2 білий пішак · f2 білий пішак · g2 білий пішак · a1 біла тура · d1 білий ферзь · e1 біла тура · g1 білий король | a8 чорна тура · d8 чорний ферзь · f8 чорна тура · g8 чорний король · b7 чорний слон · g7 чорний пішак · a6 чорний пішак · e6 білий кінь · h6 чорний пішак · b5 чорний пішак · c5 чорний пішак · f5 чорний пішак · b4 чорний кінь · f4 білий слон · b3 білий пішак · d3 білий пішак · h3 білий пішак · b2 білий пішак · c2 білий пішак · f2 білий пішак · g2 білий пішак · a1 біла тура · d1 білий ферзь · e1 біла тура · g1 білий король | a8 чорна тура · d8 чорний ферзь · f8 чорна тура · g8 чорний король · b7 чорний слон · g7 чорний пішак · a6 чорний пішак · e6 білий кінь · h6 чорний пішак · b5 чорний пішак · c5 чорний пішак · f5 чорний пішак · b4 чорний кінь · f4 білий слон · b3 білий пішак · d3 білий пішак · h3 білий пішак · b2 білий пішак · c2 білий пішак · f2 білий пішак · g2 білий пішак · a1 біла тура · d1 білий ферзь · e1 біла тура · g1 білий король | a8 чорна тура · d8 чорний ферзь · f8 чорна тура · g8 чорний король · b7 чорний слон · g7 чорний пішак · a6 чорний пішак · e6 білий кінь · h6 чорний пішак · b5 чорний пішак · c5 чорний пішак · f5 чорний пішак · b4 чорний кінь · f4 білий слон · b3 білий пішак · d3 білий пішак · h3 білий пішак · b2 білий пішак · c2 білий пішак · f2 білий пішак · g2 білий пішак · a1 біла тура · d1 білий ферзь · e1 біла тура · g1 білий король | a8 чорна тура · d8 чорний ферзь · f8 чорна тура · g8 чорний король · b7 чорний слон · g7 чорний пішак · a6 чорний пішак · e6 білий кінь · h6 чорний пішак · b5 чорний пішак · c5 чорний пішак · f5 чорний пішак · b4 чорний кінь · f4 білий слон · b3 білий пішак · d3 білий пішак · h3 білий пішак · b2 білий пішак · c2 білий пішак · f2 білий пішак · g2 білий пішак · a1 біла тура · d1 білий ферзь · e1 біла тура · g1 білий король | a8 чорна тура · d8 чорний ферзь · f8 чорна тура · g8 чорний король · b7 чорний слон · g7 чорний пішак · a6 чорний пішак · e6 білий кінь · h6 чорний пішак · b5 чорний пішак · c5 чорний пішак · f5 чорний пішак · b4 чорний кінь · f4 білий слон · b3 білий пішак · d3 білий пішак · h3 білий пішак · b2 білий пішак · c2 білий пішак · f2 білий пішак · g2 білий пішак · a1 біла тура · d1 білий ферзь · e1 біла тура · g1 білий король | 5 |
| 4 | a8 чорна тура · d8 чорний ферзь · f8 чорна тура · g8 чорний король · b7 чорний слон · g7 чорний пішак · a6 чорний пішак · e6 білий кінь · h6 чорний пішак · b5 чорний пішак · c5 чорний пішак · f5 чорний пішак · b4 чорний кінь · f4 білий слон · b3 білий пішак · d3 білий пішак · h3 білий пішак · b2 білий пішак · c2 білий пішак · f2 білий пішак · g2 білий пішак · a1 біла тура · d1 білий ферзь · e1 біла тура · g1 білий король | a8 чорна тура · d8 чорний ферзь · f8 чорна тура · g8 чорний король · b7 чорний слон · g7 чорний пішак · a6 чорний пішак · e6 білий кінь · h6 чорний пішак · b5 чорний пішак · c5 чорний пішак · f5 чорний пішак · b4 чорний кінь · f4 білий слон · b3 білий пішак · d3 білий пішак · h3 білий пішак · b2 білий пішак · c2 білий пішак · f2 білий пішак · g2 білий пішак · a1 біла тура · d1 білий ферзь · e1 біла тура · g1 білий король | a8 чорна тура · d8 чорний ферзь · f8 чорна тура · g8 чорний король · b7 чорний слон · g7 чорний пішак · a6 чорний пішак · e6 білий кінь · h6 чорний пішак · b5 чорний пішак · c5 чорний пішак · f5 чорний пішак · b4 чорний кінь · f4 білий слон · b3 білий пішак · d3 білий пішак · h3 білий пішак · b2 білий пішак · c2 білий пішак · f2 білий пішак · g2 білий пішак · a1 біла тура · d1 білий ферзь · e1 біла тура · g1 білий король | a8 чорна тура · d8 чорний ферзь · f8 чорна тура · g8 чорний король · b7 чорний слон · g7 чорний пішак · a6 чорний пішак · e6 білий кінь · h6 чорний пішак · b5 чорний пішак · c5 чорний пішак · f5 чорний пішак · b4 чорний кінь · f4 білий слон · b3 білий пішак · d3 білий пішак · h3 білий пішак · b2 білий пішак · c2 білий пішак · f2 білий пішак · g2 білий пішак · a1 біла тура · d1 білий ферзь · e1 біла тура · g1 білий король | a8 чорна тура · d8 чорний ферзь · f8 чорна тура · g8 чорний король · b7 чорний слон · g7 чорний пішак · a6 чорний пішак · e6 білий кінь · h6 чорний пішак · b5 чорний пішак · c5 чорний пішак · f5 чорний пішак · b4 чорний кінь · f4 білий слон · b3 білий пішак · d3 білий пішак · h3 білий пішак · b2 білий пішак · c2 білий пішак · f2 білий пішак · g2 білий пішак · a1 біла тура · d1 білий ферзь · e1 біла тура · g1 білий король | a8 чорна тура · d8 чорний ферзь · f8 чорна тура · g8 чорний король · b7 чорний слон · g7 чорний пішак · a6 чорний пішак · e6 білий кінь · h6 чорний пішак · b5 чорний пішак · c5 чорний пішак · f5 чорний пішак · b4 чорний кінь · f4 білий слон · b3 білий пішак · d3 білий пішак · h3 білий пішак · b2 білий пішак · c2 білий пішак · f2 білий пішак · g2 білий пішак · a1 біла тура · d1 білий ферзь · e1 біла тура · g1 білий король | a8 чорна тура · d8 чорний ферзь · f8 чорна тура · g8 чорний король · b7 чорний слон · g7 чорний пішак · a6 чорний пішак · e6 білий кінь · h6 чорний пішак · b5 чорний пішак · c5 чорний пішак · f5 чорний пішак · b4 чорний кінь · f4 білий слон · b3 білий пішак · d3 білий пішак · h3 білий пішак · b2 білий пішак · c2 білий пішак · f2 білий пішак · g2 білий пішак · a1 біла тура · d1 білий ферзь · e1 біла тура · g1 білий король | a8 чорна тура · d8 чорний ферзь · f8 чорна тура · g8 чорний король · b7 чорний слон · g7 чорний пішак · a6 чорний пішак · e6 білий кінь · h6 чорний пішак · b5 чорний пішак · c5 чорний пішак · f5 чорний пішак · b4 чорний кінь · f4 білий слон · b3 білий пішак · d3 білий пішак · h3 білий пішак · b2 білий пішак · c2 білий пішак · f2 білий пішак · g2 білий пішак · a1 біла тура · d1 білий ферзь · e1 біла тура · g1 білий король | 4 |
| 3 | a8 чорна тура · d8 чорний ферзь · f8 чорна тура · g8 чорний король · b7 чорний слон · g7 чорний пішак · a6 чорний пішак · e6 білий кінь · h6 чорний пішак · b5 чорний пішак · c5 чорний пішак · f5 чорний пішак · b4 чорний кінь · f4 білий слон · b3 білий пішак · d3 білий пішак · h3 білий пішак · b2 білий пішак · c2 білий пішак · f2 білий пішак · g2 білий пішак · a1 біла тура · d1 білий ферзь · e1 біла тура · g1 білий король | a8 чорна тура · d8 чорний ферзь · f8 чорна тура · g8 чорний король · b7 чорний слон · g7 чорний пішак · a6 чорний пішак · e6 білий кінь · h6 чорний пішак · b5 чорний пішак · c5 чорний пішак · f5 чорний пішак · b4 чорний кінь · f4 білий слон · b3 білий пішак · d3 білий пішак · h3 білий пішак · b2 білий пішак · c2 білий пішак · f2 білий пішак · g2 білий пішак · a1 біла тура · d1 білий ферзь · e1 біла тура · g1 білий король | a8 чорна тура · d8 чорний ферзь · f8 чорна тура · g8 чорний король · b7 чорний слон · g7 чорний пішак · a6 чорний пішак · e6 білий кінь · h6 чорний пішак · b5 чорний пішак · c5 чорний пішак · f5 чорний пішак · b4 чорний кінь · f4 білий слон · b3 білий пішак · d3 білий пішак · h3 білий пішак · b2 білий пішак · c2 білий пішак · f2 білий пішак · g2 білий пішак · a1 біла тура · d1 білий ферзь · e1 біла тура · g1 білий король | a8 чорна тура · d8 чорний ферзь · f8 чорна тура · g8 чорний король · b7 чорний слон · g7 чорний пішак · a6 чорний пішак · e6 білий кінь · h6 чорний пішак · b5 чорний пішак · c5 чорний пішак · f5 чорний пішак · b4 чорний кінь · f4 білий слон · b3 білий пішак · d3 білий пішак · h3 білий пішак · b2 білий пішак · c2 білий пішак · f2 білий пішак · g2 білий пішак · a1 біла тура · d1 білий ферзь · e1 біла тура · g1 білий король | a8 чорна тура · d8 чорний ферзь · f8 чорна тура · g8 чорний король · b7 чорний слон · g7 чорний пішак · a6 чорний пішак · e6 білий кінь · h6 чорний пішак · b5 чорний пішак · c5 чорний пішак · f5 чорний пішак · b4 чорний кінь · f4 білий слон · b3 білий пішак · d3 білий пішак · h3 білий пішак · b2 білий пішак · c2 білий пішак · f2 білий пішак · g2 білий пішак · a1 біла тура · d1 білий ферзь · e1 біла тура · g1 білий король | a8 чорна тура · d8 чорний ферзь · f8 чорна тура · g8 чорний король · b7 чорний слон · g7 чорний пішак · a6 чорний пішак · e6 білий кінь · h6 чорний пішак · b5 чорний пішак · c5 чорний пішак · f5 чорний пішак · b4 чорний кінь · f4 білий слон · b3 білий пішак · d3 білий пішак · h3 білий пішак · b2 білий пішак · c2 білий пішак · f2 білий пішак · g2 білий пішак · a1 біла тура · d1 білий ферзь · e1 біла тура · g1 білий король | a8 чорна тура · d8 чорний ферзь · f8 чорна тура · g8 чорний король · b7 чорний слон · g7 чорний пішак · a6 чорний пішак · e6 білий кінь · h6 чорний пішак · b5 чорний пішак · c5 чорний пішак · f5 чорний пішак · b4 чорний кінь · f4 білий слон · b3 білий пішак · d3 білий пішак · h3 білий пішак · b2 білий пішак · c2 білий пішак · f2 білий пішак · g2 білий пішак · a1 біла тура · d1 білий ферзь · e1 біла тура · g1 білий король | a8 чорна тура · d8 чорний ферзь · f8 чорна тура · g8 чорний король · b7 чорний слон · g7 чорний пішак · a6 чорний пішак · e6 білий кінь · h6 чорний пішак · b5 чорний пішак · c5 чорний пішак · f5 чорний пішак · b4 чорний кінь · f4 білий слон · b3 білий пішак · d3 білий пішак · h3 білий пішак · b2 білий пішак · c2 білий пішак · f2 білий пішак · g2 білий пішак · a1 біла тура · d1 білий ферзь · e1 біла тура · g1 білий король | 3 |
| 2 | a8 чорна тура · d8 чорний ферзь · f8 чорна тура · g8 чорний король · b7 чорний слон · g7 чорний пішак · a6 чорний пішак · e6 білий кінь · h6 чорний пішак · b5 чорний пішак · c5 чорний пішак · f5 чорний пішак · b4 чорний кінь · f4 білий слон · b3 білий пішак · d3 білий пішак · h3 білий пішак · b2 білий пішак · c2 білий пішак · f2 білий пішак · g2 білий пішак · a1 біла тура · d1 білий ферзь · e1 біла тура · g1 білий король | a8 чорна тура · d8 чорний ферзь · f8 чорна тура · g8 чорний король · b7 чорний слон · g7 чорний пішак · a6 чорний пішак · e6 білий кінь · h6 чорний пішак · b5 чорний пішак · c5 чорний пішак · f5 чорний пішак · b4 чорний кінь · f4 білий слон · b3 білий пішак · d3 білий пішак · h3 білий пішак · b2 білий пішак · c2 білий пішак · f2 білий пішак · g2 білий пішак · a1 біла тура · d1 білий ферзь · e1 біла тура · g1 білий король | a8 чорна тура · d8 чорний ферзь · f8 чорна тура · g8 чорний король · b7 чорний слон · g7 чорний пішак · a6 чорний пішак · e6 білий кінь · h6 чорний пішак · b5 чорний пішак · c5 чорний пішак · f5 чорний пішак · b4 чорний кінь · f4 білий слон · b3 білий пішак · d3 білий пішак · h3 білий пішак · b2 білий пішак · c2 білий пішак · f2 білий пішак · g2 білий пішак · a1 біла тура · d1 білий ферзь · e1 біла тура · g1 білий король | a8 чорна тура · d8 чорний ферзь · f8 чорна тура · g8 чорний король · b7 чорний слон · g7 чорний пішак · a6 чорний пішак · e6 білий кінь · h6 чорний пішак · b5 чорний пішак · c5 чорний пішак · f5 чорний пішак · b4 чорний кінь · f4 білий слон · b3 білий пішак · d3 білий пішак · h3 білий пішак · b2 білий пішак · c2 білий пішак · f2 білий пішак · g2 білий пішак · a1 біла тура · d1 білий ферзь · e1 біла тура · g1 білий король | a8 чорна тура · d8 чорний ферзь · f8 чорна тура · g8 чорний король · b7 чорний слон · g7 чорний пішак · a6 чорний пішак · e6 білий кінь · h6 чорний пішак · b5 чорний пішак · c5 чорний пішак · f5 чорний пішак · b4 чорний кінь · f4 білий слон · b3 білий пішак · d3 білий пішак · h3 білий пішак · b2 білий пішак · c2 білий пішак · f2 білий пішак · g2 білий пішак · a1 біла тура · d1 білий ферзь · e1 біла тура · g1 білий король | a8 чорна тура · d8 чорний ферзь · f8 чорна тура · g8 чорний король · b7 чорний слон · g7 чорний пішак · a6 чорний пішак · e6 білий кінь · h6 чорний пішак · b5 чорний пішак · c5 чорний пішак · f5 чорний пішак · b4 чорний кінь · f4 білий слон · b3 білий пішак · d3 білий пішак · h3 білий пішак · b2 білий пішак · c2 білий пішак · f2 білий пішак · g2 білий пішак · a1 біла тура · d1 білий ферзь · e1 біла тура · g1 білий король | a8 чорна тура · d8 чорний ферзь · f8 чорна тура · g8 чорний король · b7 чорний слон · g7 чорний пішак · a6 чорний пішак · e6 білий кінь · h6 чорний пішак · b5 чорний пішак · c5 чорний пішак · f5 чорний пішак · b4 чорний кінь · f4 білий слон · b3 білий пішак · d3 білий пішак · h3 білий пішак · b2 білий пішак · c2 білий пішак · f2 білий пішак · g2 білий пішак · a1 біла тура · d1 білий ферзь · e1 біла тура · g1 білий король | a8 чорна тура · d8 чорний ферзь · f8 чорна тура · g8 чорний король · b7 чорний слон · g7 чорний пішак · a6 чорний пішак · e6 білий кінь · h6 чорний пішак · b5 чорний пішак · c5 чорний пішак · f5 чорний пішак · b4 чорний кінь · f4 білий слон · b3 білий пішак · d3 білий пішак · h3 білий пішак · b2 білий пішак · c2 білий пішак · f2 білий пішак · g2 білий пішак · a1 біла тура · d1 білий ферзь · e1 біла тура · g1 білий король | 2 |
| 1 | a8 чорна тура · d8 чорний ферзь · f8 чорна тура · g8 чорний король · b7 чорний слон · g7 чорний пішак · a6 чорний пішак · e6 білий кінь · h6 чорний пішак · b5 чорний пішак · c5 чорний пішак · f5 чорний пішак · b4 чорний кінь · f4 білий слон · b3 білий пішак · d3 білий пішак · h3 білий пішак · b2 білий пішак · c2 білий пішак · f2 білий пішак · g2 білий пішак · a1 біла тура · d1 білий ферзь · e1 біла тура · g1 білий король | a8 чорна тура · d8 чорний ферзь · f8 чорна тура · g8 чорний король · b7 чорний слон · g7 чорний пішак · a6 чорний пішак · e6 білий кінь · h6 чорний пішак · b5 чорний пішак · c5 чорний пішак · f5 чорний пішак · b4 чорний кінь · f4 білий слон · b3 білий пішак · d3 білий пішак · h3 білий пішак · b2 білий пішак · c2 білий пішак · f2 білий пішак · g2 білий пішак · a1 біла тура · d1 білий ферзь · e1 біла тура · g1 білий король | a8 чорна тура · d8 чорний ферзь · f8 чорна тура · g8 чорний король · b7 чорний слон · g7 чорний пішак · a6 чорний пішак · e6 білий кінь · h6 чорний пішак · b5 чорний пішак · c5 чорний пішак · f5 чорний пішак · b4 чорний кінь · f4 білий слон · b3 білий пішак · d3 білий пішак · h3 білий пішак · b2 білий пішак · c2 білий пішак · f2 білий пішак · g2 білий пішак · a1 біла тура · d1 білий ферзь · e1 біла тура · g1 білий король | a8 чорна тура · d8 чорний ферзь · f8 чорна тура · g8 чорний король · b7 чорний слон · g7 чорний пішак · a6 чорний пішак · e6 білий кінь · h6 чорний пішак · b5 чорний пішак · c5 чорний пішак · f5 чорний пішак · b4 чорний кінь · f4 білий слон · b3 білий пішак · d3 білий пішак · h3 білий пішак · b2 білий пішак · c2 білий пішак · f2 білий пішак · g2 білий пішак · a1 біла тура · d1 білий ферзь · e1 біла тура · g1 білий король | a8 чорна тура · d8 чорний ферзь · f8 чорна тура · g8 чорний король · b7 чорний слон · g7 чорний пішак · a6 чорний пішак · e6 білий кінь · h6 чорний пішак · b5 чорний пішак · c5 чорний пішак · f5 чорний пішак · b4 чорний кінь · f4 білий слон · b3 білий пішак · d3 білий пішак · h3 білий пішак · b2 білий пішак · c2 білий пішак · f2 білий пішак · g2 білий пішак · a1 біла тура · d1 білий ферзь · e1 біла тура · g1 білий король | a8 чорна тура · d8 чорний ферзь · f8 чорна тура · g8 чорний король · b7 чорний слон · g7 чорний пішак · a6 чорний пішак · e6 білий кінь · h6 чорний пішак · b5 чорний пішак · c5 чорний пішак · f5 чорний пішак · b4 чорний кінь · f4 білий слон · b3 білий пішак · d3 білий пішак · h3 білий пішак · b2 білий пішак · c2 білий пішак · f2 білий пішак · g2 білий пішак · a1 біла тура · d1 білий ферзь · e1 біла тура · g1 білий король | a8 чорна тура · d8 чорний ферзь · f8 чорна тура · g8 чорний король · b7 чорний слон · g7 чорний пішак · a6 чорний пішак · e6 білий кінь · h6 чорний пішак · b5 чорний пішак · c5 чорний пішак · f5 чорний пішак · b4 чорний кінь · f4 білий слон · b3 білий пішак · d3 білий пішак · h3 білий пішак · b2 білий пішак · c2 білий пішак · f2 білий пішак · g2 білий пішак · a1 біла тура · d1 білий ферзь · e1 біла тура · g1 білий король | a8 чорна тура · d8 чорний ферзь · f8 чорна тура · g8 чорний король · b7 чорний слон · g7 чорний пішак · a6 чорний пішак · e6 білий кінь · h6 чорний пішак · b5 чорний пішак · c5 чорний пішак · f5 чорний пішак · b4 чорний кінь · f4 білий слон · b3 білий пішак · d3 білий пішак · h3 білий пішак · b2 білий пішак · c2 білий пішак · f2 білий пішак · g2 білий пішак · a1 біла тура · d1 білий ферзь · e1 біла тура · g1 білий король | 1 |
|   | a | b | c | d | e | f | g | h |   |

Карякін — Карлсен

18 листопада

Іспанська партія (С88)

[Event "6 партія"] [Site "Нью-Йорк"] [Date "18.11.2016"] [White "Сергій Карякін"] [Black "Магнус Карлсен"] 
[Result "1/2-1/2"] [ECO "C84"] [WhiteElo "2853"] [BlackElo "2772"] [PlyCount "64"] [EventDate "11.11.2016"] [Round "6"] [EventType "match"] [EventCountry "USA"] 1.e4 e5 2.Nf3 Nc6 3.Bb5 a6 4.Ba4 Nf6 5.O-O Be7 6.Re1 b5 7.Bb3 O-O 8.h3 Bb7 9.d3 d5 10.exd5 Nxd5 11.Nxe5 Nd4 12.Nc3 Nb4
13.Bf4 Nxb3 14.axb3 c5 15.Ne4 f6 16.Nf3 f5 17.Neg5 Bxg5 18.Nxg5 h6 19.Ne6 Qd5 20.f3 Rfe8 21.Re5 Qd6 22.c3 Rxe6 23.Rxe6 Qxe6 24.cxb4 cxb4 25.Rc1 Rc8 26.Rxc8+ Qxc8 27.Qe1 Qd7 28.Kh2 a5 29.Qe3 Bd5 30.Qb6 Bxb3 31.Qxa5 Qxd3 32.Qxb4 Be6 1/2-1/2

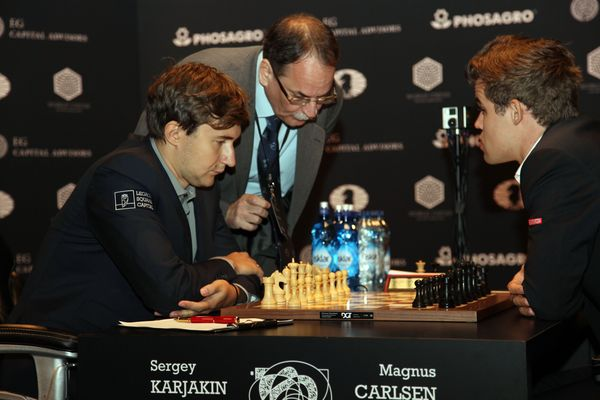
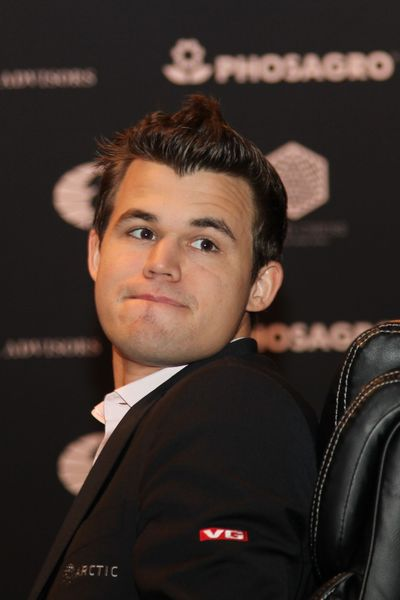
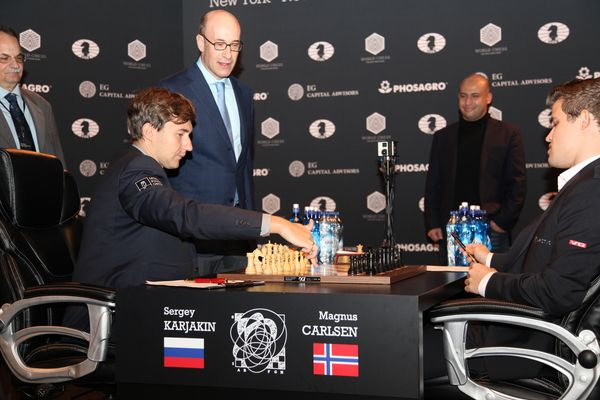
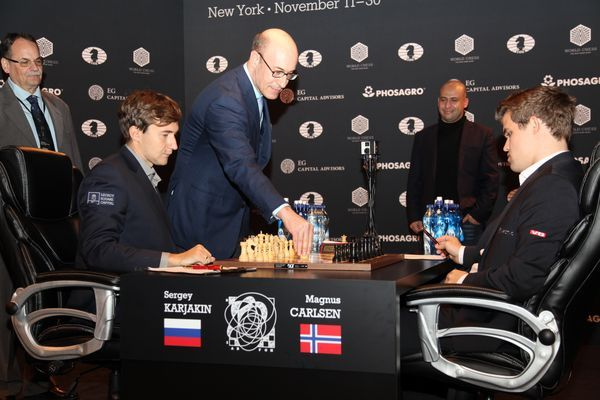
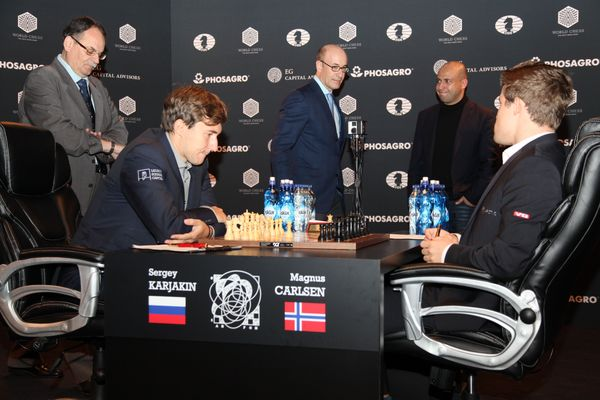
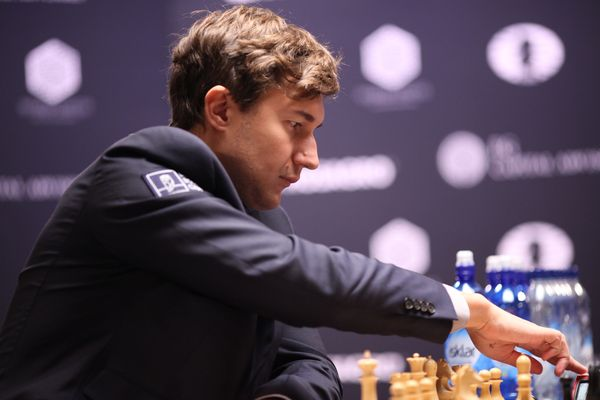
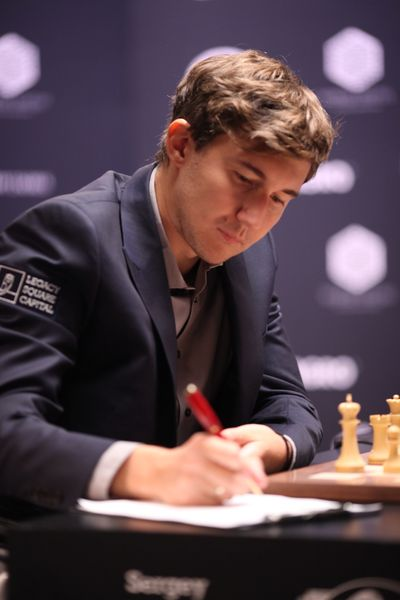
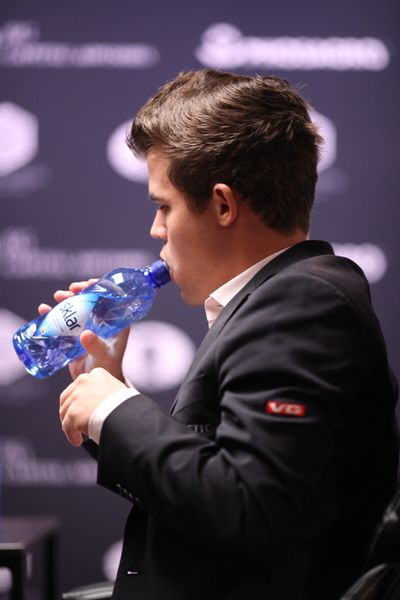
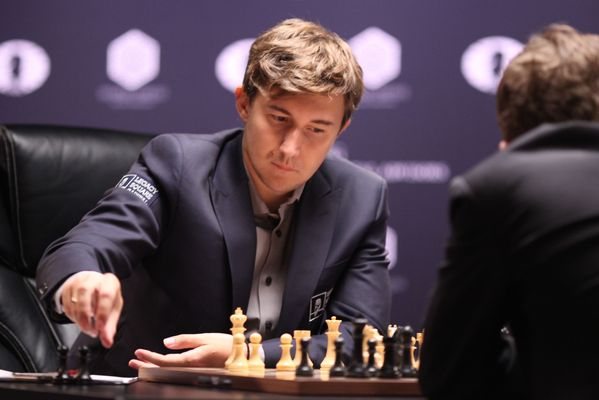
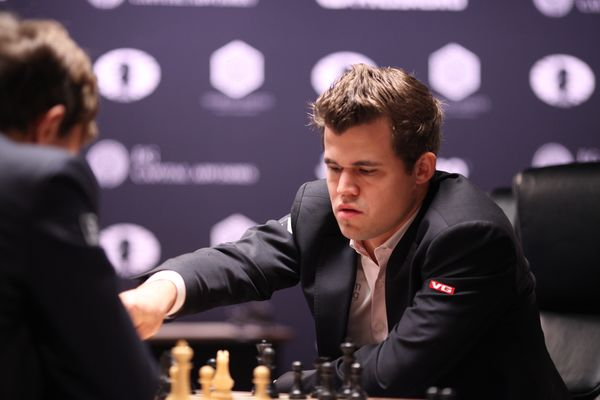
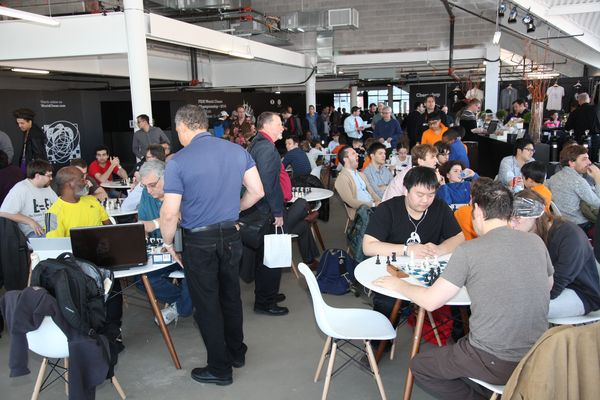
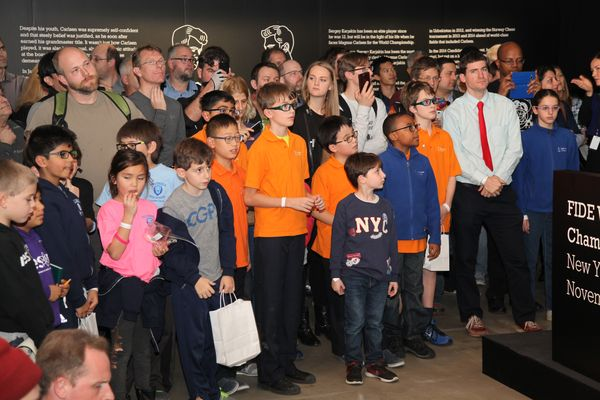
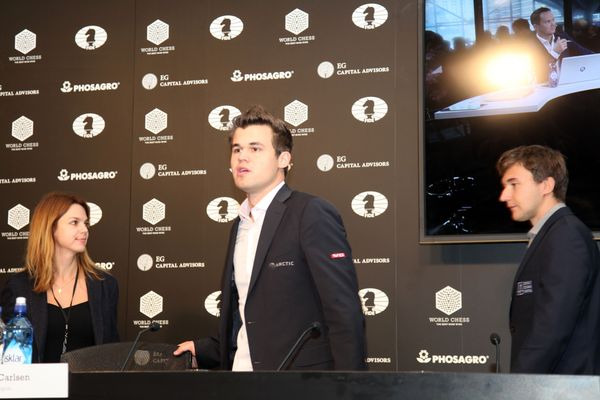
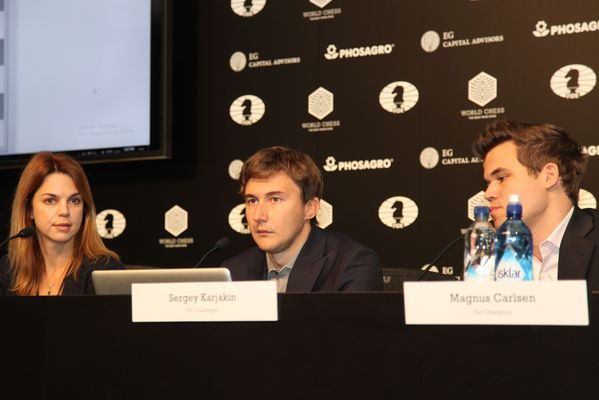
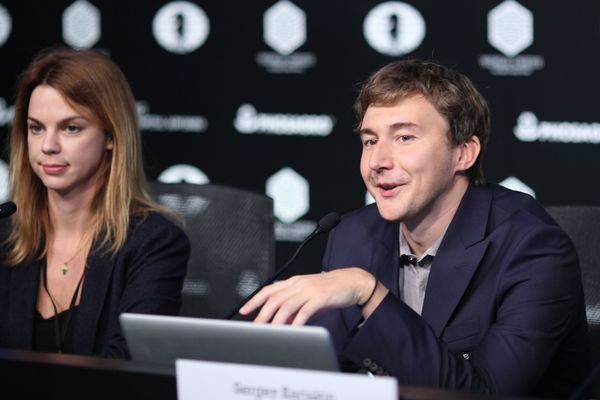
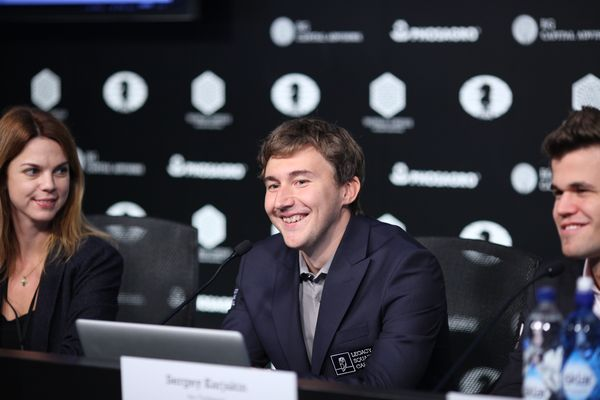
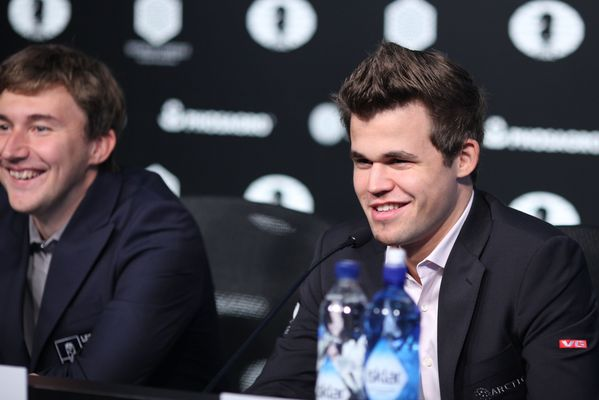
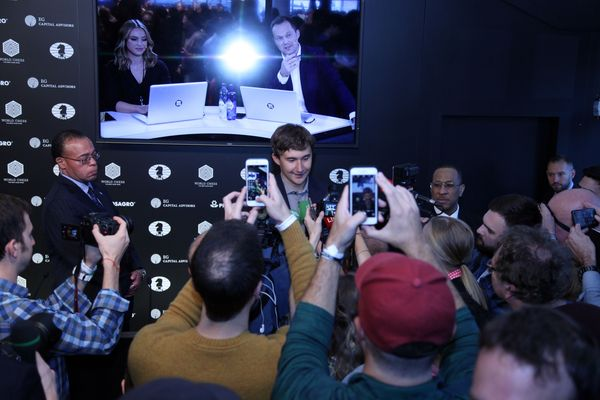

#### Сьома партія

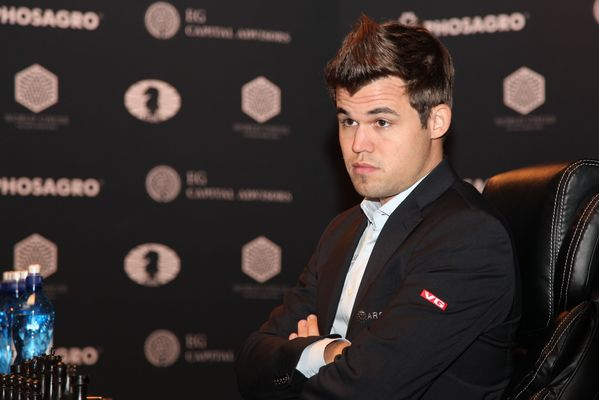
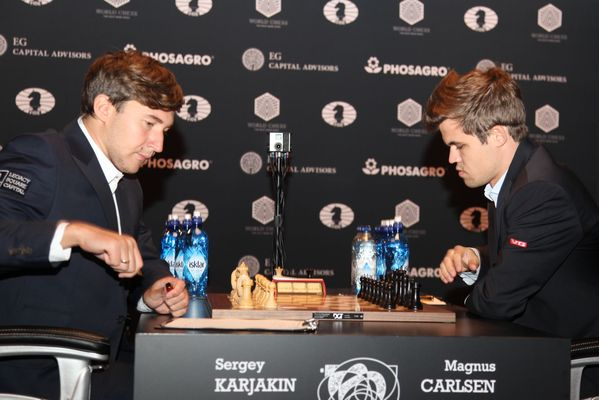
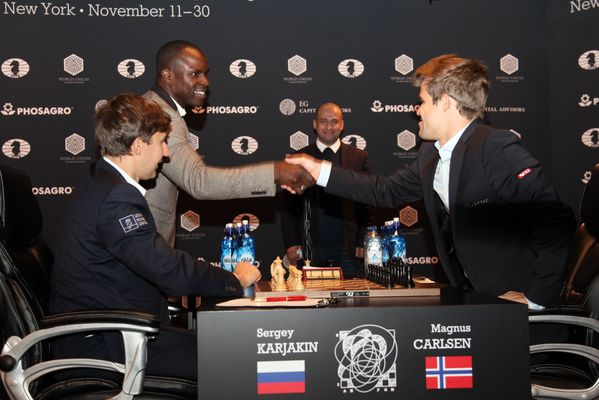
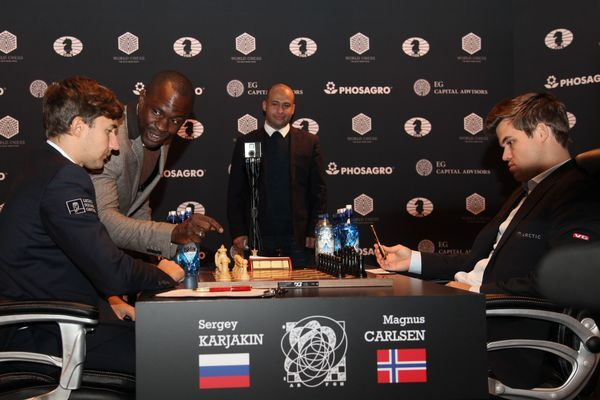
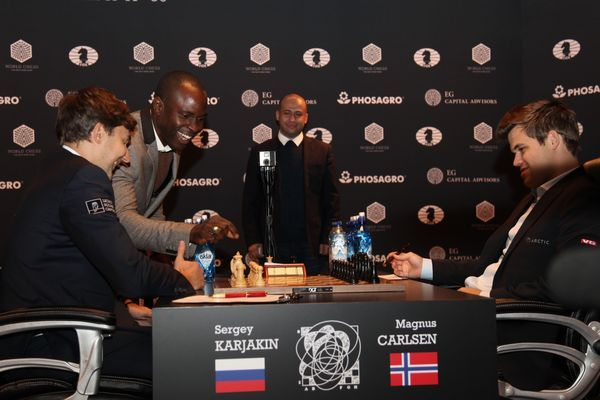
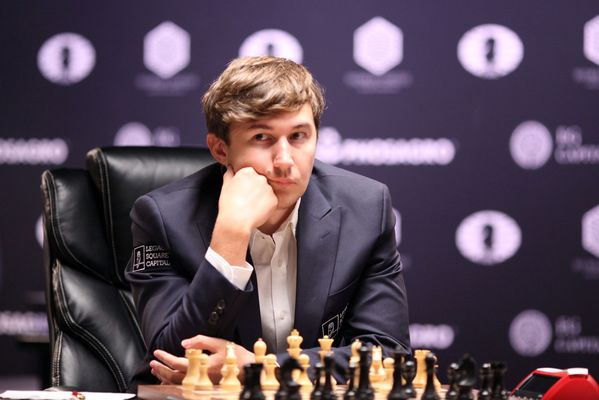
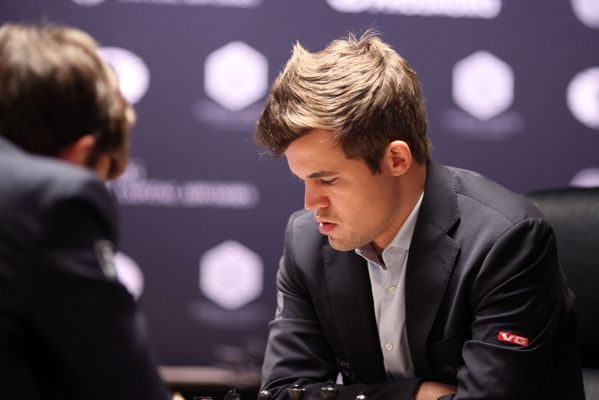
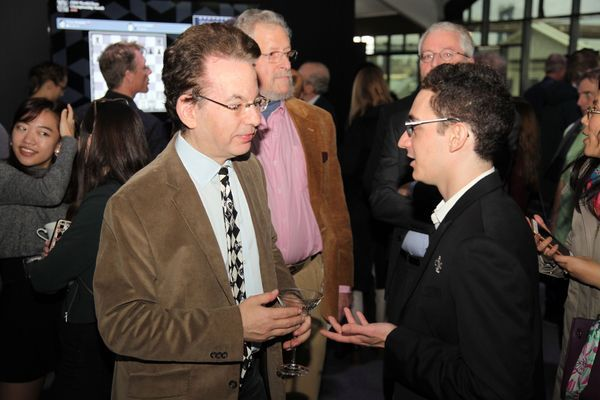
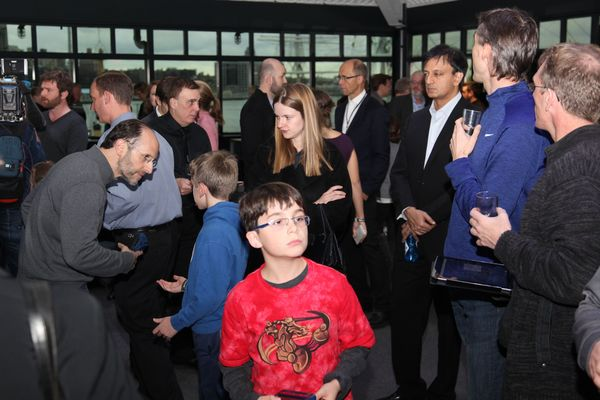
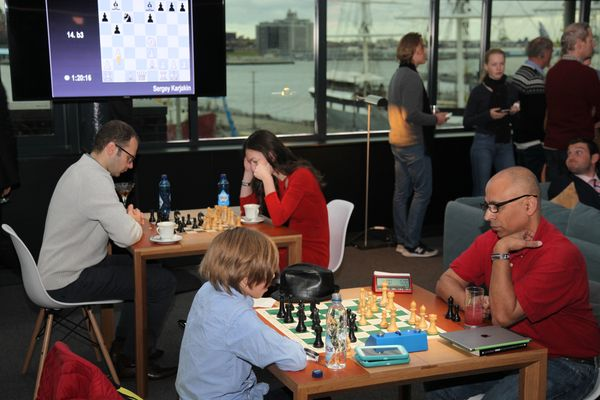
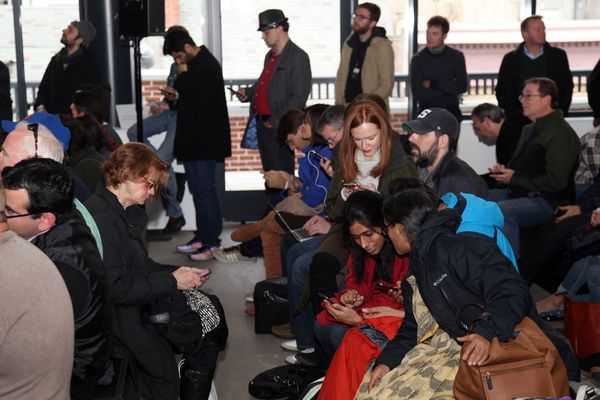
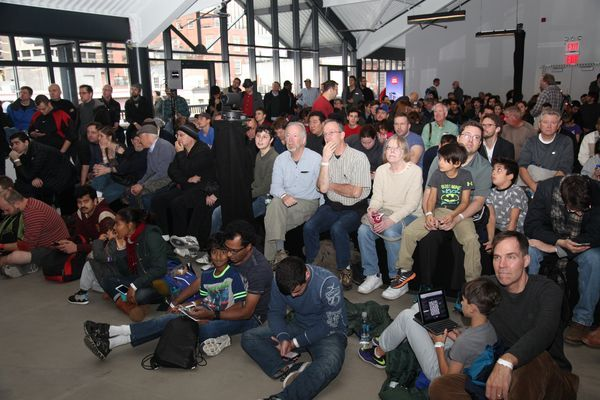
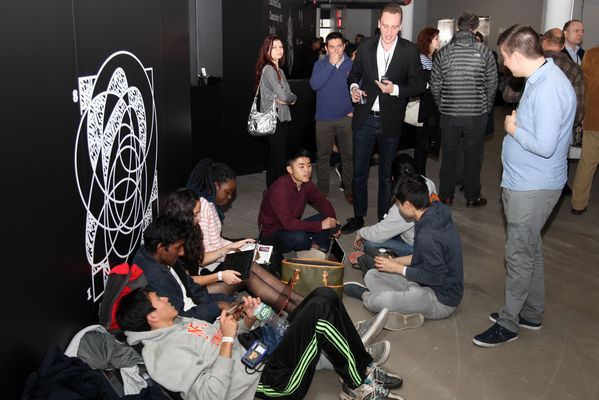
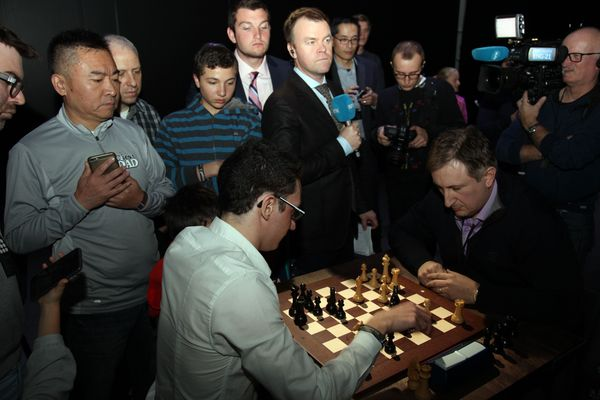
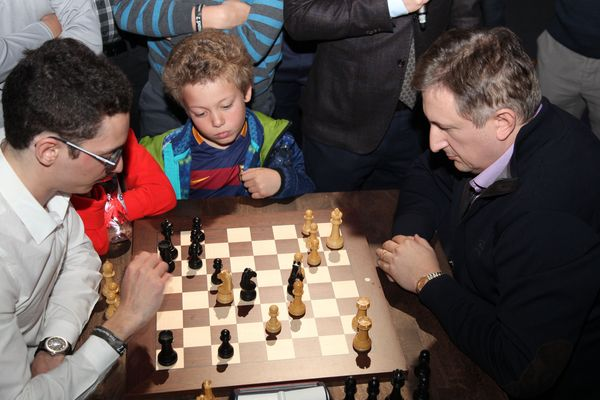
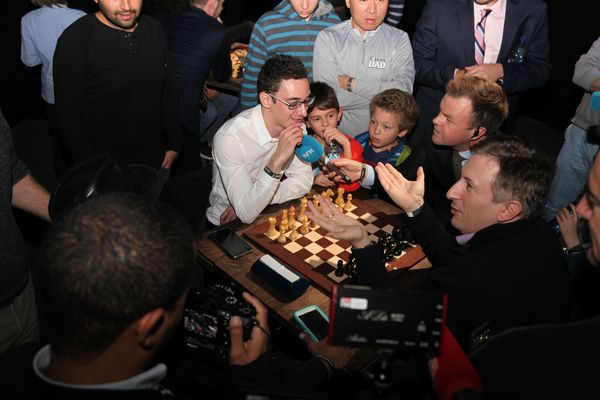
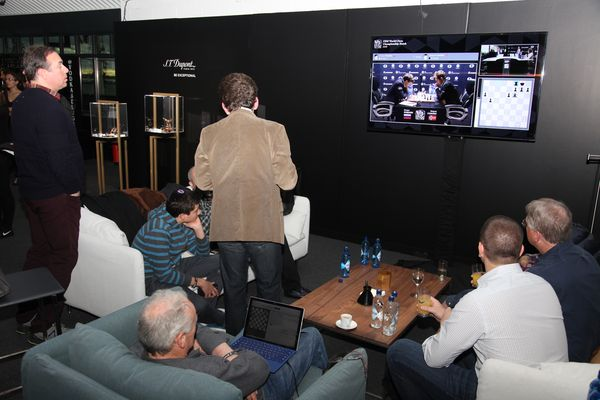
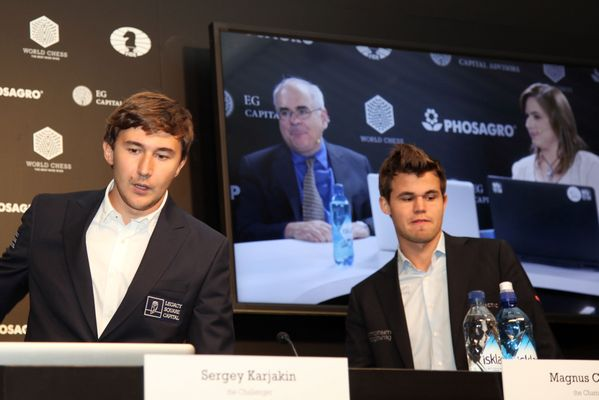
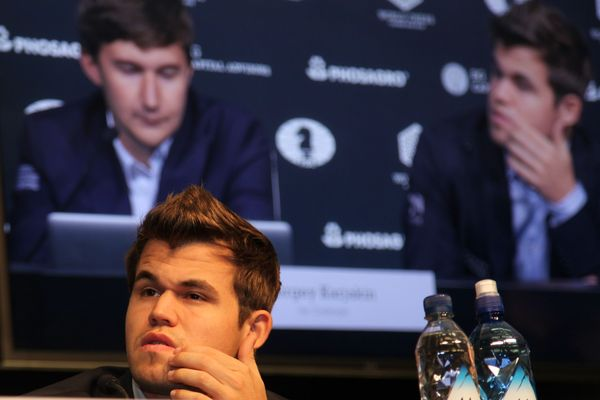
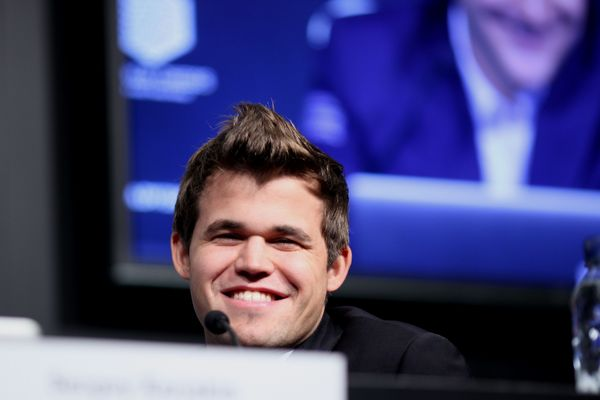
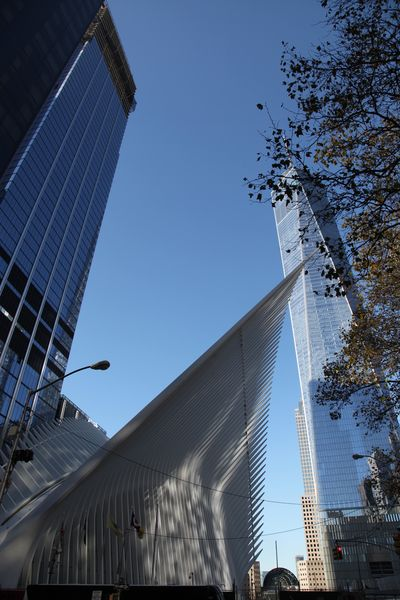
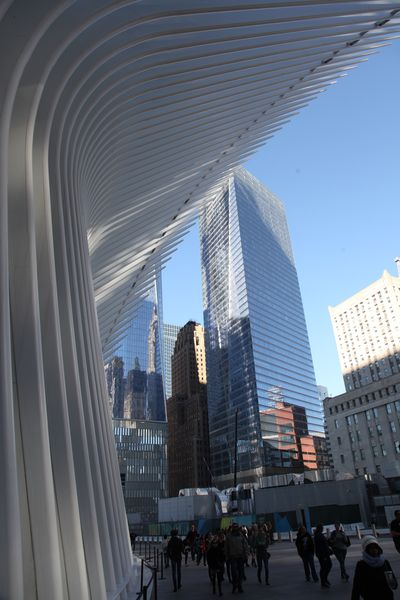

|   | a | b | c | d | e | f | g | h |   |
| 8 | c8 чорна тура · d8 чорний ферзь · f8 чорна тура · g8 чорний король · b7 чорний слон · e7 чорний слон · f7 чорний пішак · g7 чорний пішак · h7 чорний пішак · a6 чорний пішак · e6 чорний пішак · b5 чорний пішак · b4 чорний кінь · e4 білий кінь · a3 білий слон · b3 білий пішак · e3 білий пішак · f3 білий слон · a2 білий пішак · f2 білий пішак · g2 білий пішак · h2 білий пішак · a1 біла тура · d1 білий ферзь · f1 біла тура · g1 білий король | c8 чорна тура · d8 чорний ферзь · f8 чорна тура · g8 чорний король · b7 чорний слон · e7 чорний слон · f7 чорний пішак · g7 чорний пішак · h7 чорний пішак · a6 чорний пішак · e6 чорний пішак · b5 чорний пішак · b4 чорний кінь · e4 білий кінь · a3 білий слон · b3 білий пішак · e3 білий пішак · f3 білий слон · a2 білий пішак · f2 білий пішак · g2 білий пішак · h2 білий пішак · a1 біла тура · d1 білий ферзь · f1 біла тура · g1 білий король | c8 чорна тура · d8 чорний ферзь · f8 чорна тура · g8 чорний король · b7 чорний слон · e7 чорний слон · f7 чорний пішак · g7 чорний пішак · h7 чорний пішак · a6 чорний пішак · e6 чорний пішак · b5 чорний пішак · b4 чорний кінь · e4 білий кінь · a3 білий слон · b3 білий пішак · e3 білий пішак · f3 білий слон · a2 білий пішак · f2 білий пішак · g2 білий пішак · h2 білий пішак · a1 біла тура · d1 білий ферзь · f1 біла тура · g1 білий король | c8 чорна тура · d8 чорний ферзь · f8 чорна тура · g8 чорний король · b7 чорний слон · e7 чорний слон · f7 чорний пішак · g7 чорний пішак · h7 чорний пішак · a6 чорний пішак · e6 чорний пішак · b5 чорний пішак · b4 чорний кінь · e4 білий кінь · a3 білий слон · b3 білий пішак · e3 білий пішак · f3 білий слон · a2 білий пішак · f2 білий пішак · g2 білий пішак · h2 білий пішак · a1 біла тура · d1 білий ферзь · f1 біла тура · g1 білий король | c8 чорна тура · d8 чорний ферзь · f8 чорна тура · g8 чорний король · b7 чорний слон · e7 чорний слон · f7 чорний пішак · g7 чорний пішак · h7 чорний пішак · a6 чорний пішак · e6 чорний пішак · b5 чорний пішак · b4 чорний кінь · e4 білий кінь · a3 білий слон · b3 білий пішак · e3 білий пішак · f3 білий слон · a2 білий пішак · f2 білий пішак · g2 білий пішак · h2 білий пішак · a1 біла тура · d1 білий ферзь · f1 біла тура · g1 білий король | c8 чорна тура · d8 чорний ферзь · f8 чорна тура · g8 чорний король · b7 чорний слон · e7 чорний слон · f7 чорний пішак · g7 чорний пішак · h7 чорний пішак · a6 чорний пішак · e6 чорний пішак · b5 чорний пішак · b4 чорний кінь · e4 білий кінь · a3 білий слон · b3 білий пішак · e3 білий пішак · f3 білий слон · a2 білий пішак · f2 білий пішак · g2 білий пішак · h2 білий пішак · a1 біла тура · d1 білий ферзь · f1 біла тура · g1 білий король | c8 чорна тура · d8 чорний ферзь · f8 чорна тура · g8 чорний король · b7 чорний слон · e7 чорний слон · f7 чорний пішак · g7 чорний пішак · h7 чорний пішак · a6 чорний пішак · e6 чорний пішак · b5 чорний пішак · b4 чорний кінь · e4 білий кінь · a3 білий слон · b3 білий пішак · e3 білий пішак · f3 білий слон · a2 білий пішак · f2 білий пішак · g2 білий пішак · h2 білий пішак · a1 біла тура · d1 білий ферзь · f1 біла тура · g1 білий король | c8 чорна тура · d8 чорний ферзь · f8 чорна тура · g8 чорний король · b7 чорний слон · e7 чорний слон · f7 чорний пішак · g7 чорний пішак · h7 чорний пішак · a6 чорний пішак · e6 чорний пішак · b5 чорний пішак · b4 чорний кінь · e4 білий кінь · a3 білий слон · b3 білий пішак · e3 білий пішак · f3 білий слон · a2 білий пішак · f2 білий пішак · g2 білий пішак · h2 білий пішак · a1 біла тура · d1 білий ферзь · f1 біла тура · g1 білий король | 8 |
| 7 | c8 чорна тура · d8 чорний ферзь · f8 чорна тура · g8 чорний король · b7 чорний слон · e7 чорний слон · f7 чорний пішак · g7 чорний пішак · h7 чорний пішак · a6 чорний пішак · e6 чорний пішак · b5 чорний пішак · b4 чорний кінь · e4 білий кінь · a3 білий слон · b3 білий пішак · e3 білий пішак · f3 білий слон · a2 білий пішак · f2 білий пішак · g2 білий пішак · h2 білий пішак · a1 біла тура · d1 білий ферзь · f1 біла тура · g1 білий король | c8 чорна тура · d8 чорний ферзь · f8 чорна тура · g8 чорний король · b7 чорний слон · e7 чорний слон · f7 чорний пішак · g7 чорний пішак · h7 чорний пішак · a6 чорний пішак · e6 чорний пішак · b5 чорний пішак · b4 чорний кінь · e4 білий кінь · a3 білий слон · b3 білий пішак · e3 білий пішак · f3 білий слон · a2 білий пішак · f2 білий пішак · g2 білий пішак · h2 білий пішак · a1 біла тура · d1 білий ферзь · f1 біла тура · g1 білий король | c8 чорна тура · d8 чорний ферзь · f8 чорна тура · g8 чорний король · b7 чорний слон · e7 чорний слон · f7 чорний пішак · g7 чорний пішак · h7 чорний пішак · a6 чорний пішак · e6 чорний пішак · b5 чорний пішак · b4 чорний кінь · e4 білий кінь · a3 білий слон · b3 білий пішак · e3 білий пішак · f3 білий слон · a2 білий пішак · f2 білий пішак · g2 білий пішак · h2 білий пішак · a1 біла тура · d1 білий ферзь · f1 біла тура · g1 білий король | c8 чорна тура · d8 чорний ферзь · f8 чорна тура · g8 чорний король · b7 чорний слон · e7 чорний слон · f7 чорний пішак · g7 чорний пішак · h7 чорний пішак · a6 чорний пішак · e6 чорний пішак · b5 чорний пішак · b4 чорний кінь · e4 білий кінь · a3 білий слон · b3 білий пішак · e3 білий пішак · f3 білий слон · a2 білий пішак · f2 білий пішак · g2 білий пішак · h2 білий пішак · a1 біла тура · d1 білий ферзь · f1 біла тура · g1 білий король | c8 чорна тура · d8 чорний ферзь · f8 чорна тура · g8 чорний король · b7 чорний слон · e7 чорний слон · f7 чорний пішак · g7 чорний пішак · h7 чорний пішак · a6 чорний пішак · e6 чорний пішак · b5 чорний пішак · b4 чорний кінь · e4 білий кінь · a3 білий слон · b3 білий пішак · e3 білий пішак · f3 білий слон · a2 білий пішак · f2 білий пішак · g2 білий пішак · h2 білий пішак · a1 біла тура · d1 білий ферзь · f1 біла тура · g1 білий король | c8 чорна тура · d8 чорний ферзь · f8 чорна тура · g8 чорний король · b7 чорний слон · e7 чорний слон · f7 чорний пішак · g7 чорний пішак · h7 чорний пішак · a6 чорний пішак · e6 чорний пішак · b5 чорний пішак · b4 чорний кінь · e4 білий кінь · a3 білий слон · b3 білий пішак · e3 білий пішак · f3 білий слон · a2 білий пішак · f2 білий пішак · g2 білий пішак · h2 білий пішак · a1 біла тура · d1 білий ферзь · f1 біла тура · g1 білий король | c8 чорна тура · d8 чорний ферзь · f8 чорна тура · g8 чорний король · b7 чорний слон · e7 чорний слон · f7 чорний пішак · g7 чорний пішак · h7 чорний пішак · a6 чорний пішак · e6 чорний пішак · b5 чорний пішак · b4 чорний кінь · e4 білий кінь · a3 білий слон · b3 білий пішак · e3 білий пішак · f3 білий слон · a2 білий пішак · f2 білий пішак · g2 білий пішак · h2 білий пішак · a1 біла тура · d1 білий ферзь · f1 біла тура · g1 білий король | c8 чорна тура · d8 чорний ферзь · f8 чорна тура · g8 чорний король · b7 чорний слон · e7 чорний слон · f7 чорний пішак · g7 чорний пішак · h7 чорний пішак · a6 чорний пішак · e6 чорний пішак · b5 чорний пішак · b4 чорний кінь · e4 білий кінь · a3 білий слон · b3 білий пішак · e3 білий пішак · f3 білий слон · a2 білий пішак · f2 білий пішак · g2 білий пішак · h2 білий пішак · a1 біла тура · d1 білий ферзь · f1 біла тура · g1 білий король | 7 |
| 6 | c8 чорна тура · d8 чорний ферзь · f8 чорна тура · g8 чорний король · b7 чорний слон · e7 чорний слон · f7 чорний пішак · g7 чорний пішак · h7 чорний пішак · a6 чорний пішак · e6 чорний пішак · b5 чорний пішак · b4 чорний кінь · e4 білий кінь · a3 білий слон · b3 білий пішак · e3 білий пішак · f3 білий слон · a2 білий пішак · f2 білий пішак · g2 білий пішак · h2 білий пішак · a1 біла тура · d1 білий ферзь · f1 біла тура · g1 білий король | c8 чорна тура · d8 чорний ферзь · f8 чорна тура · g8 чорний король · b7 чорний слон · e7 чорний слон · f7 чорний пішак · g7 чорний пішак · h7 чорний пішак · a6 чорний пішак · e6 чорний пішак · b5 чорний пішак · b4 чорний кінь · e4 білий кінь · a3 білий слон · b3 білий пішак · e3 білий пішак · f3 білий слон · a2 білий пішак · f2 білий пішак · g2 білий пішак · h2 білий пішак · a1 біла тура · d1 білий ферзь · f1 біла тура · g1 білий король | c8 чорна тура · d8 чорний ферзь · f8 чорна тура · g8 чорний король · b7 чорний слон · e7 чорний слон · f7 чорний пішак · g7 чорний пішак · h7 чорний пішак · a6 чорний пішак · e6 чорний пішак · b5 чорний пішак · b4 чорний кінь · e4 білий кінь · a3 білий слон · b3 білий пішак · e3 білий пішак · f3 білий слон · a2 білий пішак · f2 білий пішак · g2 білий пішак · h2 білий пішак · a1 біла тура · d1 білий ферзь · f1 біла тура · g1 білий король | c8 чорна тура · d8 чорний ферзь · f8 чорна тура · g8 чорний король · b7 чорний слон · e7 чорний слон · f7 чорний пішак · g7 чорний пішак · h7 чорний пішак · a6 чорний пішак · e6 чорний пішак · b5 чорний пішак · b4 чорний кінь · e4 білий кінь · a3 білий слон · b3 білий пішак · e3 білий пішак · f3 білий слон · a2 білий пішак · f2 білий пішак · g2 білий пішак · h2 білий пішак · a1 біла тура · d1 білий ферзь · f1 біла тура · g1 білий король | c8 чорна тура · d8 чорний ферзь · f8 чорна тура · g8 чорний король · b7 чорний слон · e7 чорний слон · f7 чорний пішак · g7 чорний пішак · h7 чорний пішак · a6 чорний пішак · e6 чорний пішак · b5 чорний пішак · b4 чорний кінь · e4 білий кінь · a3 білий слон · b3 білий пішак · e3 білий пішак · f3 білий слон · a2 білий пішак · f2 білий пішак · g2 білий пішак · h2 білий пішак · a1 біла тура · d1 білий ферзь · f1 біла тура · g1 білий король | c8 чорна тура · d8 чорний ферзь · f8 чорна тура · g8 чорний король · b7 чорний слон · e7 чорний слон · f7 чорний пішак · g7 чорний пішак · h7 чорний пішак · a6 чорний пішак · e6 чорний пішак · b5 чорний пішак · b4 чорний кінь · e4 білий кінь · a3 білий слон · b3 білий пішак · e3 білий пішак · f3 білий слон · a2 білий пішак · f2 білий пішак · g2 білий пішак · h2 білий пішак · a1 біла тура · d1 білий ферзь · f1 біла тура · g1 білий король | c8 чорна тура · d8 чорний ферзь · f8 чорна тура · g8 чорний король · b7 чорний слон · e7 чорний слон · f7 чорний пішак · g7 чорний пішак · h7 чорний пішак · a6 чорний пішак · e6 чорний пішак · b5 чорний пішак · b4 чорний кінь · e4 білий кінь · a3 білий слон · b3 білий пішак · e3 білий пішак · f3 білий слон · a2 білий пішак · f2 білий пішак · g2 білий пішак · h2 білий пішак · a1 біла тура · d1 білий ферзь · f1 біла тура · g1 білий король | c8 чорна тура · d8 чорний ферзь · f8 чорна тура · g8 чорний король · b7 чорний слон · e7 чорний слон · f7 чорний пішак · g7 чорний пішак · h7 чорний пішак · a6 чорний пішак · e6 чорний пішак · b5 чорний пішак · b4 чорний кінь · e4 білий кінь · a3 білий слон · b3 білий пішак · e3 білий пішак · f3 білий слон · a2 білий пішак · f2 білий пішак · g2 білий пішак · h2 білий пішак · a1 біла тура · d1 білий ферзь · f1 біла тура · g1 білий король | 6 |
| 5 | c8 чорна тура · d8 чорний ферзь · f8 чорна тура · g8 чорний король · b7 чорний слон · e7 чорний слон · f7 чорний пішак · g7 чорний пішак · h7 чорний пішак · a6 чорний пішак · e6 чорний пішак · b5 чорний пішак · b4 чорний кінь · e4 білий кінь · a3 білий слон · b3 білий пішак · e3 білий пішак · f3 білий слон · a2 білий пішак · f2 білий пішак · g2 білий пішак · h2 білий пішак · a1 біла тура · d1 білий ферзь · f1 біла тура · g1 білий король | c8 чорна тура · d8 чорний ферзь · f8 чорна тура · g8 чорний король · b7 чорний слон · e7 чорний слон · f7 чорний пішак · g7 чорний пішак · h7 чорний пішак · a6 чорний пішак · e6 чорний пішак · b5 чорний пішак · b4 чорний кінь · e4 білий кінь · a3 білий слон · b3 білий пішак · e3 білий пішак · f3 білий слон · a2 білий пішак · f2 білий пішак · g2 білий пішак · h2 білий пішак · a1 біла тура · d1 білий ферзь · f1 біла тура · g1 білий король | c8 чорна тура · d8 чорний ферзь · f8 чорна тура · g8 чорний король · b7 чорний слон · e7 чорний слон · f7 чорний пішак · g7 чорний пішак · h7 чорний пішак · a6 чорний пішак · e6 чорний пішак · b5 чорний пішак · b4 чорний кінь · e4 білий кінь · a3 білий слон · b3 білий пішак · e3 білий пішак · f3 білий слон · a2 білий пішак · f2 білий пішак · g2 білий пішак · h2 білий пішак · a1 біла тура · d1 білий ферзь · f1 біла тура · g1 білий король | c8 чорна тура · d8 чорний ферзь · f8 чорна тура · g8 чорний король · b7 чорний слон · e7 чорний слон · f7 чорний пішак · g7 чорний пішак · h7 чорний пішак · a6 чорний пішак · e6 чорний пішак · b5 чорний пішак · b4 чорний кінь · e4 білий кінь · a3 білий слон · b3 білий пішак · e3 білий пішак · f3 білий слон · a2 білий пішак · f2 білий пішак · g2 білий пішак · h2 білий пішак · a1 біла тура · d1 білий ферзь · f1 біла тура · g1 білий король | c8 чорна тура · d8 чорний ферзь · f8 чорна тура · g8 чорний король · b7 чорний слон · e7 чорний слон · f7 чорний пішак · g7 чорний пішак · h7 чорний пішак · a6 чорний пішак · e6 чорний пішак · b5 чорний пішак · b4 чорний кінь · e4 білий кінь · a3 білий слон · b3 білий пішак · e3 білий пішак · f3 білий слон · a2 білий пішак · f2 білий пішак · g2 білий пішак · h2 білий пішак · a1 біла тура · d1 білий ферзь · f1 біла тура · g1 білий король | c8 чорна тура · d8 чорний ферзь · f8 чорна тура · g8 чорний король · b7 чорний слон · e7 чорний слон · f7 чорний пішак · g7 чорний пішак · h7 чорний пішак · a6 чорний пішак · e6 чорний пішак · b5 чорний пішак · b4 чорний кінь · e4 білий кінь · a3 білий слон · b3 білий пішак · e3 білий пішак · f3 білий слон · a2 білий пішак · f2 білий пішак · g2 білий пішак · h2 білий пішак · a1 біла тура · d1 білий ферзь · f1 біла тура · g1 білий король | c8 чорна тура · d8 чорний ферзь · f8 чорна тура · g8 чорний король · b7 чорний слон · e7 чорний слон · f7 чорний пішак · g7 чорний пішак · h7 чорний пішак · a6 чорний пішак · e6 чорний пішак · b5 чорний пішак · b4 чорний кінь · e4 білий кінь · a3 білий слон · b3 білий пішак · e3 білий пішак · f3 білий слон · a2 білий пішак · f2 білий пішак · g2 білий пішак · h2 білий пішак · a1 біла тура · d1 білий ферзь · f1 біла тура · g1 білий король | c8 чорна тура · d8 чорний ферзь · f8 чорна тура · g8 чорний король · b7 чорний слон · e7 чорний слон · f7 чорний пішак · g7 чорний пішак · h7 чорний пішак · a6 чорний пішак · e6 чорний пішак · b5 чорний пішак · b4 чорний кінь · e4 білий кінь · a3 білий слон · b3 білий пішак · e3 білий пішак · f3 білий слон · a2 білий пішак · f2 білий пішак · g2 білий пішак · h2 білий пішак · a1 біла тура · d1 білий ферзь · f1 біла тура · g1 білий король | 5 |
| 4 | c8 чорна тура · d8 чорний ферзь · f8 чорна тура · g8 чорний король · b7 чорний слон · e7 чорний слон · f7 чорний пішак · g7 чорний пішак · h7 чорний пішак · a6 чорний пішак · e6 чорний пішак · b5 чорний пішак · b4 чорний кінь · e4 білий кінь · a3 білий слон · b3 білий пішак · e3 білий пішак · f3 білий слон · a2 білий пішак · f2 білий пішак · g2 білий пішак · h2 білий пішак · a1 біла тура · d1 білий ферзь · f1 біла тура · g1 білий король | c8 чорна тура · d8 чорний ферзь · f8 чорна тура · g8 чорний король · b7 чорний слон · e7 чорний слон · f7 чорний пішак · g7 чорний пішак · h7 чорний пішак · a6 чорний пішак · e6 чорний пішак · b5 чорний пішак · b4 чорний кінь · e4 білий кінь · a3 білий слон · b3 білий пішак · e3 білий пішак · f3 білий слон · a2 білий пішак · f2 білий пішак · g2 білий пішак · h2 білий пішак · a1 біла тура · d1 білий ферзь · f1 біла тура · g1 білий король | c8 чорна тура · d8 чорний ферзь · f8 чорна тура · g8 чорний король · b7 чорний слон · e7 чорний слон · f7 чорний пішак · g7 чорний пішак · h7 чорний пішак · a6 чорний пішак · e6 чорний пішак · b5 чорний пішак · b4 чорний кінь · e4 білий кінь · a3 білий слон · b3 білий пішак · e3 білий пішак · f3 білий слон · a2 білий пішак · f2 білий пішак · g2 білий пішак · h2 білий пішак · a1 біла тура · d1 білий ферзь · f1 біла тура · g1 білий король | c8 чорна тура · d8 чорний ферзь · f8 чорна тура · g8 чорний король · b7 чорний слон · e7 чорний слон · f7 чорний пішак · g7 чорний пішак · h7 чорний пішак · a6 чорний пішак · e6 чорний пішак · b5 чорний пішак · b4 чорний кінь · e4 білий кінь · a3 білий слон · b3 білий пішак · e3 білий пішак · f3 білий слон · a2 білий пішак · f2 білий пішак · g2 білий пішак · h2 білий пішак · a1 біла тура · d1 білий ферзь · f1 біла тура · g1 білий король | c8 чорна тура · d8 чорний ферзь · f8 чорна тура · g8 чорний король · b7 чорний слон · e7 чорний слон · f7 чорний пішак · g7 чорний пішак · h7 чорний пішак · a6 чорний пішак · e6 чорний пішак · b5 чорний пішак · b4 чорний кінь · e4 білий кінь · a3 білий слон · b3 білий пішак · e3 білий пішак · f3 білий слон · a2 білий пішак · f2 білий пішак · g2 білий пішак · h2 білий пішак · a1 біла тура · d1 білий ферзь · f1 біла тура · g1 білий король | c8 чорна тура · d8 чорний ферзь · f8 чорна тура · g8 чорний король · b7 чорний слон · e7 чорний слон · f7 чорний пішак · g7 чорний пішак · h7 чорний пішак · a6 чорний пішак · e6 чорний пішак · b5 чорний пішак · b4 чорний кінь · e4 білий кінь · a3 білий слон · b3 білий пішак · e3 білий пішак · f3 білий слон · a2 білий пішак · f2 білий пішак · g2 білий пішак · h2 білий пішак · a1 біла тура · d1 білий ферзь · f1 біла тура · g1 білий король | c8 чорна тура · d8 чорний ферзь · f8 чорна тура · g8 чорний король · b7 чорний слон · e7 чорний слон · f7 чорний пішак · g7 чорний пішак · h7 чорний пішак · a6 чорний пішак · e6 чорний пішак · b5 чорний пішак · b4 чорний кінь · e4 білий кінь · a3 білий слон · b3 білий пішак · e3 білий пішак · f3 білий слон · a2 білий пішак · f2 білий пішак · g2 білий пішак · h2 білий пішак · a1 біла тура · d1 білий ферзь · f1 біла тура · g1 білий король | c8 чорна тура · d8 чорний ферзь · f8 чорна тура · g8 чорний король · b7 чорний слон · e7 чорний слон · f7 чорний пішак · g7 чорний пішак · h7 чорний пішак · a6 чорний пішак · e6 чорний пішак · b5 чорний пішак · b4 чорний кінь · e4 білий кінь · a3 білий слон · b3 білий пішак · e3 білий пішак · f3 білий слон · a2 білий пішак · f2 білий пішак · g2 білий пішак · h2 білий пішак · a1 біла тура · d1 білий ферзь · f1 біла тура · g1 білий король | 4 |
| 3 | c8 чорна тура · d8 чорний ферзь · f8 чорна тура · g8 чорний король · b7 чорний слон · e7 чорний слон · f7 чорний пішак · g7 чорний пішак · h7 чорний пішак · a6 чорний пішак · e6 чорний пішак · b5 чорний пішак · b4 чорний кінь · e4 білий кінь · a3 білий слон · b3 білий пішак · e3 білий пішак · f3 білий слон · a2 білий пішак · f2 білий пішак · g2 білий пішак · h2 білий пішак · a1 біла тура · d1 білий ферзь · f1 біла тура · g1 білий король | c8 чорна тура · d8 чорний ферзь · f8 чорна тура · g8 чорний король · b7 чорний слон · e7 чорний слон · f7 чорний пішак · g7 чорний пішак · h7 чорний пішак · a6 чорний пішак · e6 чорний пішак · b5 чорний пішак · b4 чорний кінь · e4 білий кінь · a3 білий слон · b3 білий пішак · e3 білий пішак · f3 білий слон · a2 білий пішак · f2 білий пішак · g2 білий пішак · h2 білий пішак · a1 біла тура · d1 білий ферзь · f1 біла тура · g1 білий король | c8 чорна тура · d8 чорний ферзь · f8 чорна тура · g8 чорний король · b7 чорний слон · e7 чорний слон · f7 чорний пішак · g7 чорний пішак · h7 чорний пішак · a6 чорний пішак · e6 чорний пішак · b5 чорний пішак · b4 чорний кінь · e4 білий кінь · a3 білий слон · b3 білий пішак · e3 білий пішак · f3 білий слон · a2 білий пішак · f2 білий пішак · g2 білий пішак · h2 білий пішак · a1 біла тура · d1 білий ферзь · f1 біла тура · g1 білий король | c8 чорна тура · d8 чорний ферзь · f8 чорна тура · g8 чорний король · b7 чорний слон · e7 чорний слон · f7 чорний пішак · g7 чорний пішак · h7 чорний пішак · a6 чорний пішак · e6 чорний пішак · b5 чорний пішак · b4 чорний кінь · e4 білий кінь · a3 білий слон · b3 білий пішак · e3 білий пішак · f3 білий слон · a2 білий пішак · f2 білий пішак · g2 білий пішак · h2 білий пішак · a1 біла тура · d1 білий ферзь · f1 біла тура · g1 білий король | c8 чорна тура · d8 чорний ферзь · f8 чорна тура · g8 чорний король · b7 чорний слон · e7 чорний слон · f7 чорний пішак · g7 чорний пішак · h7 чорний пішак · a6 чорний пішак · e6 чорний пішак · b5 чорний пішак · b4 чорний кінь · e4 білий кінь · a3 білий слон · b3 білий пішак · e3 білий пішак · f3 білий слон · a2 білий пішак · f2 білий пішак · g2 білий пішак · h2 білий пішак · a1 біла тура · d1 білий ферзь · f1 біла тура · g1 білий король | c8 чорна тура · d8 чорний ферзь · f8 чорна тура · g8 чорний король · b7 чорний слон · e7 чорний слон · f7 чорний пішак · g7 чорний пішак · h7 чорний пішак · a6 чорний пішак · e6 чорний пішак · b5 чорний пішак · b4 чорний кінь · e4 білий кінь · a3 білий слон · b3 білий пішак · e3 білий пішак · f3 білий слон · a2 білий пішак · f2 білий пішак · g2 білий пішак · h2 білий пішак · a1 біла тура · d1 білий ферзь · f1 біла тура · g1 білий король | c8 чорна тура · d8 чорний ферзь · f8 чорна тура · g8 чорний король · b7 чорний слон · e7 чорний слон · f7 чорний пішак · g7 чорний пішак · h7 чорний пішак · a6 чорний пішак · e6 чорний пішак · b5 чорний пішак · b4 чорний кінь · e4 білий кінь · a3 білий слон · b3 білий пішак · e3 білий пішак · f3 білий слон · a2 білий пішак · f2 білий пішак · g2 білий пішак · h2 білий пішак · a1 біла тура · d1 білий ферзь · f1 біла тура · g1 білий король | c8 чорна тура · d8 чорний ферзь · f8 чорна тура · g8 чорний король · b7 чорний слон · e7 чорний слон · f7 чорний пішак · g7 чорний пішак · h7 чорний пішак · a6 чорний пішак · e6 чорний пішак · b5 чорний пішак · b4 чорний кінь · e4 білий кінь · a3 білий слон · b3 білий пішак · e3 білий пішак · f3 білий слон · a2 білий пішак · f2 білий пішак · g2 білий пішак · h2 білий пішак · a1 біла тура · d1 білий ферзь · f1 біла тура · g1 білий король | 3 |
| 2 | c8 чорна тура · d8 чорний ферзь · f8 чорна тура · g8 чорний король · b7 чорний слон · e7 чорний слон · f7 чорний пішак · g7 чорний пішак · h7 чорний пішак · a6 чорний пішак · e6 чорний пішак · b5 чорний пішак · b4 чорний кінь · e4 білий кінь · a3 білий слон · b3 білий пішак · e3 білий пішак · f3 білий слон · a2 білий пішак · f2 білий пішак · g2 білий пішак · h2 білий пішак · a1 біла тура · d1 білий ферзь · f1 біла тура · g1 білий король | c8 чорна тура · d8 чорний ферзь · f8 чорна тура · g8 чорний король · b7 чорний слон · e7 чорний слон · f7 чорний пішак · g7 чорний пішак · h7 чорний пішак · a6 чорний пішак · e6 чорний пішак · b5 чорний пішак · b4 чорний кінь · e4 білий кінь · a3 білий слон · b3 білий пішак · e3 білий пішак · f3 білий слон · a2 білий пішак · f2 білий пішак · g2 білий пішак · h2 білий пішак · a1 біла тура · d1 білий ферзь · f1 біла тура · g1 білий король | c8 чорна тура · d8 чорний ферзь · f8 чорна тура · g8 чорний король · b7 чорний слон · e7 чорний слон · f7 чорний пішак · g7 чорний пішак · h7 чорний пішак · a6 чорний пішак · e6 чорний пішак · b5 чорний пішак · b4 чорний кінь · e4 білий кінь · a3 білий слон · b3 білий пішак · e3 білий пішак · f3 білий слон · a2 білий пішак · f2 білий пішак · g2 білий пішак · h2 білий пішак · a1 біла тура · d1 білий ферзь · f1 біла тура · g1 білий король | c8 чорна тура · d8 чорний ферзь · f8 чорна тура · g8 чорний король · b7 чорний слон · e7 чорний слон · f7 чорний пішак · g7 чорний пішак · h7 чорний пішак · a6 чорний пішак · e6 чорний пішак · b5 чорний пішак · b4 чорний кінь · e4 білий кінь · a3 білий слон · b3 білий пішак · e3 білий пішак · f3 білий слон · a2 білий пішак · f2 білий пішак · g2 білий пішак · h2 білий пішак · a1 біла тура · d1 білий ферзь · f1 біла тура · g1 білий король | c8 чорна тура · d8 чорний ферзь · f8 чорна тура · g8 чорний король · b7 чорний слон · e7 чорний слон · f7 чорний пішак · g7 чорний пішак · h7 чорний пішак · a6 чорний пішак · e6 чорний пішак · b5 чорний пішак · b4 чорний кінь · e4 білий кінь · a3 білий слон · b3 білий пішак · e3 білий пішак · f3 білий слон · a2 білий пішак · f2 білий пішак · g2 білий пішак · h2 білий пішак · a1 біла тура · d1 білий ферзь · f1 біла тура · g1 білий король | c8 чорна тура · d8 чорний ферзь · f8 чорна тура · g8 чорний король · b7 чорний слон · e7 чорний слон · f7 чорний пішак · g7 чорний пішак · h7 чорний пішак · a6 чорний пішак · e6 чорний пішак · b5 чорний пішак · b4 чорний кінь · e4 білий кінь · a3 білий слон · b3 білий пішак · e3 білий пішак · f3 білий слон · a2 білий пішак · f2 білий пішак · g2 білий пішак · h2 білий пішак · a1 біла тура · d1 білий ферзь · f1 біла тура · g1 білий король | c8 чорна тура · d8 чорний ферзь · f8 чорна тура · g8 чорний король · b7 чорний слон · e7 чорний слон · f7 чорний пішак · g7 чорний пішак · h7 чорний пішак · a6 чорний пішак · e6 чорний пішак · b5 чорний пішак · b4 чорний кінь · e4 білий кінь · a3 білий слон · b3 білий пішак · e3 білий пішак · f3 білий слон · a2 білий пішак · f2 білий пішак · g2 білий пішак · h2 білий пішак · a1 біла тура · d1 білий ферзь · f1 біла тура · g1 білий король | c8 чорна тура · d8 чорний ферзь · f8 чорна тура · g8 чорний король · b7 чорний слон · e7 чорний слон · f7 чорний пішак · g7 чорний пішак · h7 чорний пішак · a6 чорний пішак · e6 чорний пішак · b5 чорний пішак · b4 чорний кінь · e4 білий кінь · a3 білий слон · b3 білий пішак · e3 білий пішак · f3 білий слон · a2 білий пішак · f2 білий пішак · g2 білий пішак · h2 білий пішак · a1 біла тура · d1 білий ферзь · f1 біла тура · g1 білий король | 2 |
| 1 | c8 чорна тура · d8 чорний ферзь · f8 чорна тура · g8 чорний король · b7 чорний слон · e7 чорний слон · f7 чорний пішак · g7 чорний пішак · h7 чорний пішак · a6 чорний пішак · e6 чорний пішак · b5 чорний пішак · b4 чорний кінь · e4 білий кінь · a3 білий слон · b3 білий пішак · e3 білий пішак · f3 білий слон · a2 білий пішак · f2 білий пішак · g2 білий пішак · h2 білий пішак · a1 біла тура · d1 білий ферзь · f1 біла тура · g1 білий король | c8 чорна тура · d8 чорний ферзь · f8 чорна тура · g8 чорний король · b7 чорний слон · e7 чорний слон · f7 чорний пішак · g7 чорний пішак · h7 чорний пішак · a6 чорний пішак · e6 чорний пішак · b5 чорний пішак · b4 чорний кінь · e4 білий кінь · a3 білий слон · b3 білий пішак · e3 білий пішак · f3 білий слон · a2 білий пішак · f2 білий пішак · g2 білий пішак · h2 білий пішак · a1 біла тура · d1 білий ферзь · f1 біла тура · g1 білий король | c8 чорна тура · d8 чорний ферзь · f8 чорна тура · g8 чорний король · b7 чорний слон · e7 чорний слон · f7 чорний пішак · g7 чорний пішак · h7 чорний пішак · a6 чорний пішак · e6 чорний пішак · b5 чорний пішак · b4 чорний кінь · e4 білий кінь · a3 білий слон · b3 білий пішак · e3 білий пішак · f3 білий слон · a2 білий пішак · f2 білий пішак · g2 білий пішак · h2 білий пішак · a1 біла тура · d1 білий ферзь · f1 біла тура · g1 білий король | c8 чорна тура · d8 чорний ферзь · f8 чорна тура · g8 чорний король · b7 чорний слон · e7 чорний слон · f7 чорний пішак · g7 чорний пішак · h7 чорний пішак · a6 чорний пішак · e6 чорний пішак · b5 чорний пішак · b4 чорний кінь · e4 білий кінь · a3 білий слон · b3 білий пішак · e3 білий пішак · f3 білий слон · a2 білий пішак · f2 білий пішак · g2 білий пішак · h2 білий пішак · a1 біла тура · d1 білий ферзь · f1 біла тура · g1 білий король | c8 чорна тура · d8 чорний ферзь · f8 чорна тура · g8 чорний король · b7 чорний слон · e7 чорний слон · f7 чорний пішак · g7 чорний пішак · h7 чорний пішак · a6 чорний пішак · e6 чорний пішак · b5 чорний пішак · b4 чорний кінь · e4 білий кінь · a3 білий слон · b3 білий пішак · e3 білий пішак · f3 білий слон · a2 білий пішак · f2 білий пішак · g2 білий пішак · h2 білий пішак · a1 біла тура · d1 білий ферзь · f1 біла тура · g1 білий король | c8 чорна тура · d8 чорний ферзь · f8 чорна тура · g8 чорний король · b7 чорний слон · e7 чорний слон · f7 чорний пішак · g7 чорний пішак · h7 чорний пішак · a6 чорний пішак · e6 чорний пішак · b5 чорний пішак · b4 чорний кінь · e4 білий кінь · a3 білий слон · b3 білий пішак · e3 білий пішак · f3 білий слон · a2 білий пішак · f2 білий пішак · g2 білий пішак · h2 білий пішак · a1 біла тура · d1 білий ферзь · f1 біла тура · g1 білий король | c8 чорна тура · d8 чорний ферзь · f8 чорна тура · g8 чорний король · b7 чорний слон · e7 чорний слон · f7 чорний пішак · g7 чорний пішак · h7 чорний пішак · a6 чорний пішак · e6 чорний пішак · b5 чорний пішак · b4 чорний кінь · e4 білий кінь · a3 білий слон · b3 білий пішак · e3 білий пішак · f3 білий слон · a2 білий пішак · f2 білий пішак · g2 білий пішак · h2 білий пішак · a1 біла тура · d1 білий ферзь · f1 біла тура · g1 білий король | c8 чорна тура · d8 чорний ферзь · f8 чорна тура · g8 чорний король · b7 чорний слон · e7 чорний слон · f7 чорний пішак · g7 чорний пішак · h7 чорний пішак · a6 чорний пішак · e6 чорний пішак · b5 чорний пішак · b4 чорний кінь · e4 білий кінь · a3 білий слон · b3 білий пішак · e3 білий пішак · f3 білий слон · a2 білий пішак · f2 білий пішак · g2 білий пішак · h2 білий пішак · a1 біла тура · d1 білий ферзь · f1 біла тура · g1 білий король | 1 |
|   | a | b | c | d | e | f | g | h |   |

Карякін — Карлсен

20 листопада

Слов'янський захист (D78)

[Event "7 партія"] [Site "Нью-Йорк"] [Date "20.11.2016"] [White "Сергій Карякін"] [Black "Магнус Карлсен"] 
[Result "1/2-1/2"] [ECO "D10"] [WhiteElo "2853"] [BlackElo "2772"] [PlyCount "66"] [EventDate "11.11.2016"] [Round "7"] [EventType "match"] [EventCountry "USA"] 1.d4 d5 2.c4 c6 3.Nc3 Nf6 4.e3 a6 5.Bd3 dxc4 6.Bxc4 e6 7.Nf3 c5 8.O-O b5 9.Be2 Bb7 10.dxc5 Nc6 11.Nd2 Bxc5 12.Nde4 Nxe4 13.Nxe4 Be7 14.b3 Nb4 15.Bf3 O-O 16.Ba3 Rc8 17.Nf6+ Bxf6 18.Bxb7 Bxa1 19.Bxb4 Bf6 20.Bxf8 Qxd1 21.Rxd1 Rxf8 22.Bxa6 b4 23.Rc1 g6 24.Rc2 Ra8 25.Bd3 Rd8 26.Be2 Kf8 27.Kf1 Ra8 28.Bc4 Rc8 29.Ke2 Ke7 30.f4 h6 31.Kf3 Rc7 32.g4 g5 33.Ke4 Rc8 1/2-1/2

#### Восьма партія

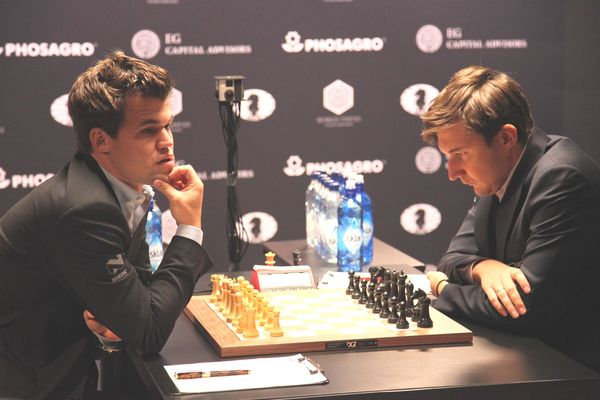
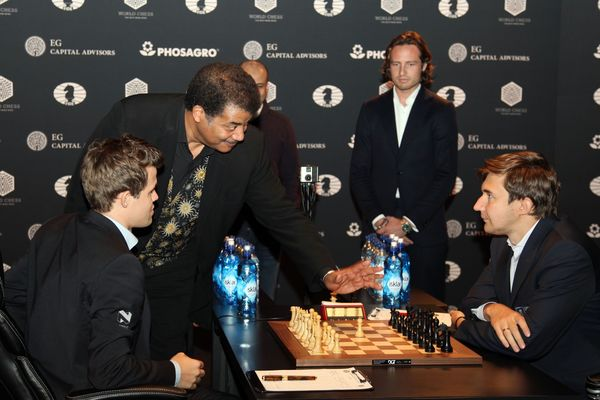
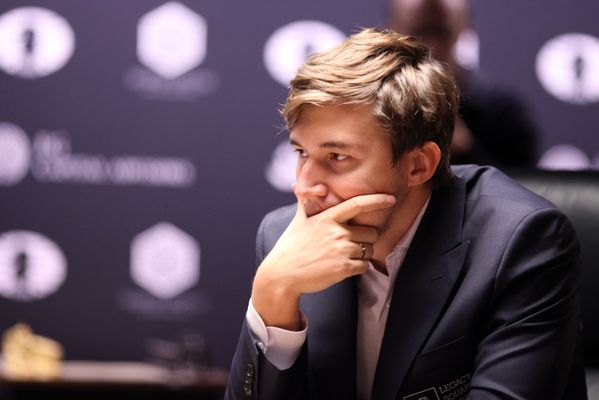
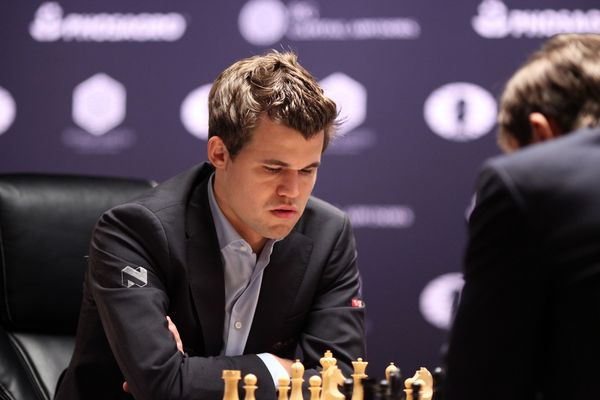
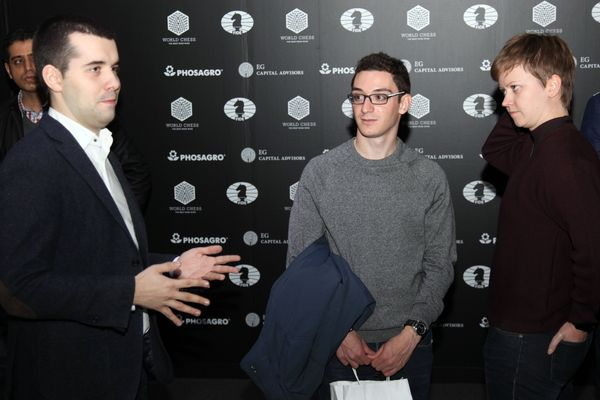
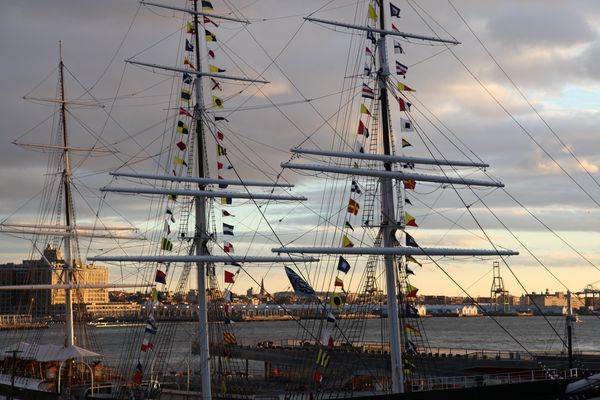
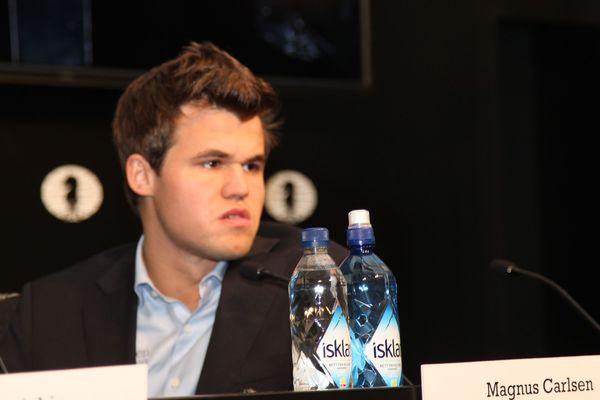
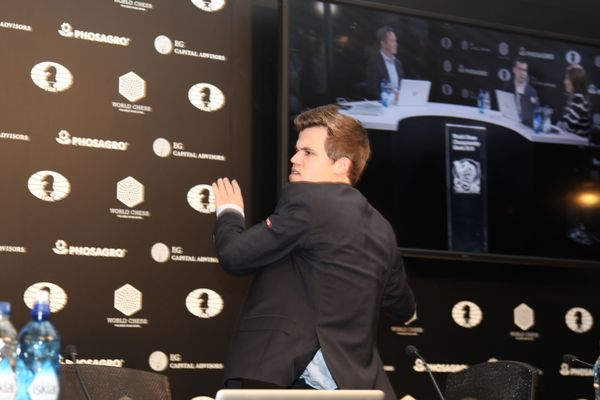
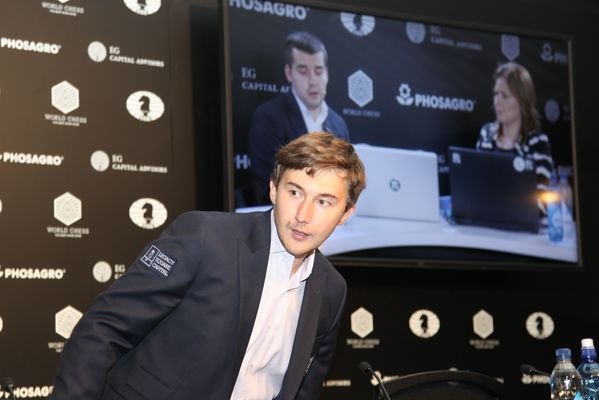
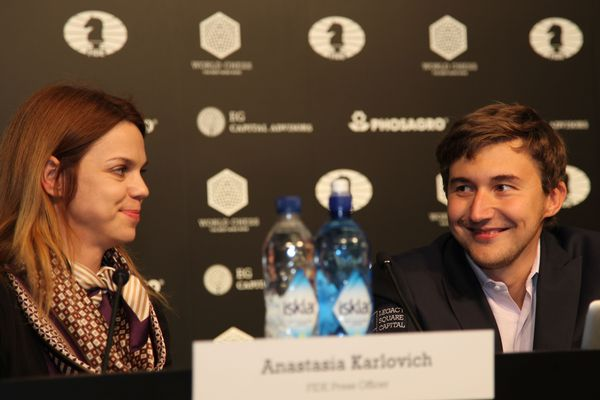
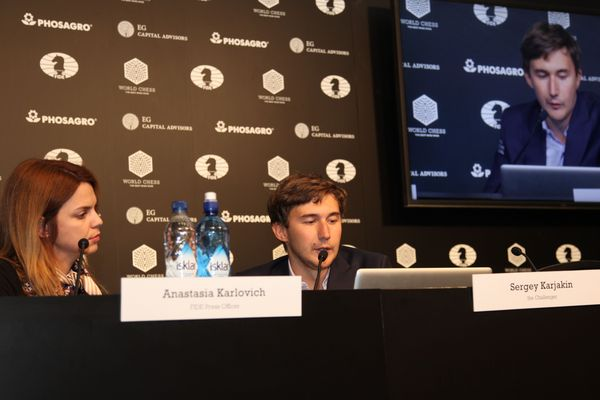

|   | a | b | c | d | e | f | g | h |   |
| 8 | g7 чорний король · e6 білий ферзь · c5 чорний ферзь · e5 чорний кінь · h5 чорний пішак · e4 білий пішак · h4 білий пішак · g3 білий пішак · a2 чорний пішак · g2 білий слон · h2 білий король | g7 чорний король · e6 білий ферзь · c5 чорний ферзь · e5 чорний кінь · h5 чорний пішак · e4 білий пішак · h4 білий пішак · g3 білий пішак · a2 чорний пішак · g2 білий слон · h2 білий король | g7 чорний король · e6 білий ферзь · c5 чорний ферзь · e5 чорний кінь · h5 чорний пішак · e4 білий пішак · h4 білий пішак · g3 білий пішак · a2 чорний пішак · g2 білий слон · h2 білий король | g7 чорний король · e6 білий ферзь · c5 чорний ферзь · e5 чорний кінь · h5 чорний пішак · e4 білий пішак · h4 білий пішак · g3 білий пішак · a2 чорний пішак · g2 білий слон · h2 білий король | g7 чорний король · e6 білий ферзь · c5 чорний ферзь · e5 чорний кінь · h5 чорний пішак · e4 білий пішак · h4 білий пішак · g3 білий пішак · a2 чорний пішак · g2 білий слон · h2 білий король | g7 чорний король · e6 білий ферзь · c5 чорний ферзь · e5 чорний кінь · h5 чорний пішак · e4 білий пішак · h4 білий пішак · g3 білий пішак · a2 чорний пішак · g2 білий слон · h2 білий король | g7 чорний король · e6 білий ферзь · c5 чорний ферзь · e5 чорний кінь · h5 чорний пішак · e4 білий пішак · h4 білий пішак · g3 білий пішак · a2 чорний пішак · g2 білий слон · h2 білий король | g7 чорний король · e6 білий ферзь · c5 чорний ферзь · e5 чорний кінь · h5 чорний пішак · e4 білий пішак · h4 білий пішак · g3 білий пішак · a2 чорний пішак · g2 білий слон · h2 білий король | 8 |
| 7 | g7 чорний король · e6 білий ферзь · c5 чорний ферзь · e5 чорний кінь · h5 чорний пішак · e4 білий пішак · h4 білий пішак · g3 білий пішак · a2 чорний пішак · g2 білий слон · h2 білий король | g7 чорний король · e6 білий ферзь · c5 чорний ферзь · e5 чорний кінь · h5 чорний пішак · e4 білий пішак · h4 білий пішак · g3 білий пішак · a2 чорний пішак · g2 білий слон · h2 білий король | g7 чорний король · e6 білий ферзь · c5 чорний ферзь · e5 чорний кінь · h5 чорний пішак · e4 білий пішак · h4 білий пішак · g3 білий пішак · a2 чорний пішак · g2 білий слон · h2 білий король | g7 чорний король · e6 білий ферзь · c5 чорний ферзь · e5 чорний кінь · h5 чорний пішак · e4 білий пішак · h4 білий пішак · g3 білий пішак · a2 чорний пішак · g2 білий слон · h2 білий король | g7 чорний король · e6 білий ферзь · c5 чорний ферзь · e5 чорний кінь · h5 чорний пішак · e4 білий пішак · h4 білий пішак · g3 білий пішак · a2 чорний пішак · g2 білий слон · h2 білий король | g7 чорний король · e6 білий ферзь · c5 чорний ферзь · e5 чорний кінь · h5 чорний пішак · e4 білий пішак · h4 білий пішак · g3 білий пішак · a2 чорний пішак · g2 білий слон · h2 білий король | g7 чорний король · e6 білий ферзь · c5 чорний ферзь · e5 чорний кінь · h5 чорний пішак · e4 білий пішак · h4 білий пішак · g3 білий пішак · a2 чорний пішак · g2 білий слон · h2 білий король | g7 чорний король · e6 білий ферзь · c5 чорний ферзь · e5 чорний кінь · h5 чорний пішак · e4 білий пішак · h4 білий пішак · g3 білий пішак · a2 чорний пішак · g2 білий слон · h2 білий король | 7 |
| 6 | g7 чорний король · e6 білий ферзь · c5 чорний ферзь · e5 чорний кінь · h5 чорний пішак · e4 білий пішак · h4 білий пішак · g3 білий пішак · a2 чорний пішак · g2 білий слон · h2 білий король | g7 чорний король · e6 білий ферзь · c5 чорний ферзь · e5 чорний кінь · h5 чорний пішак · e4 білий пішак · h4 білий пішак · g3 білий пішак · a2 чорний пішак · g2 білий слон · h2 білий король | g7 чорний король · e6 білий ферзь · c5 чорний ферзь · e5 чорний кінь · h5 чорний пішак · e4 білий пішак · h4 білий пішак · g3 білий пішак · a2 чорний пішак · g2 білий слон · h2 білий король | g7 чорний король · e6 білий ферзь · c5 чорний ферзь · e5 чорний кінь · h5 чорний пішак · e4 білий пішак · h4 білий пішак · g3 білий пішак · a2 чорний пішак · g2 білий слон · h2 білий король | g7 чорний король · e6 білий ферзь · c5 чорний ферзь · e5 чорний кінь · h5 чорний пішак · e4 білий пішак · h4 білий пішак · g3 білий пішак · a2 чорний пішак · g2 білий слон · h2 білий король | g7 чорний король · e6 білий ферзь · c5 чорний ферзь · e5 чорний кінь · h5 чорний пішак · e4 білий пішак · h4 білий пішак · g3 білий пішак · a2 чорний пішак · g2 білий слон · h2 білий король | g7 чорний король · e6 білий ферзь · c5 чорний ферзь · e5 чорний кінь · h5 чорний пішак · e4 білий пішак · h4 білий пішак · g3 білий пішак · a2 чорний пішак · g2 білий слон · h2 білий король | g7 чорний король · e6 білий ферзь · c5 чорний ферзь · e5 чорний кінь · h5 чорний пішак · e4 білий пішак · h4 білий пішак · g3 білий пішак · a2 чорний пішак · g2 білий слон · h2 білий король | 6 |
| 5 | g7 чорний король · e6 білий ферзь · c5 чорний ферзь · e5 чорний кінь · h5 чорний пішак · e4 білий пішак · h4 білий пішак · g3 білий пішак · a2 чорний пішак · g2 білий слон · h2 білий король | g7 чорний король · e6 білий ферзь · c5 чорний ферзь · e5 чорний кінь · h5 чорний пішак · e4 білий пішак · h4 білий пішак · g3 білий пішак · a2 чорний пішак · g2 білий слон · h2 білий король | g7 чорний король · e6 білий ферзь · c5 чорний ферзь · e5 чорний кінь · h5 чорний пішак · e4 білий пішак · h4 білий пішак · g3 білий пішак · a2 чорний пішак · g2 білий слон · h2 білий король | g7 чорний король · e6 білий ферзь · c5 чорний ферзь · e5 чорний кінь · h5 чорний пішак · e4 білий пішак · h4 білий пішак · g3 білий пішак · a2 чорний пішак · g2 білий слон · h2 білий король | g7 чорний король · e6 білий ферзь · c5 чорний ферзь · e5 чорний кінь · h5 чорний пішак · e4 білий пішак · h4 білий пішак · g3 білий пішак · a2 чорний пішак · g2 білий слон · h2 білий король | g7 чорний король · e6 білий ферзь · c5 чорний ферзь · e5 чорний кінь · h5 чорний пішак · e4 білий пішак · h4 білий пішак · g3 білий пішак · a2 чорний пішак · g2 білий слон · h2 білий король | g7 чорний король · e6 білий ферзь · c5 чорний ферзь · e5 чорний кінь · h5 чорний пішак · e4 білий пішак · h4 білий пішак · g3 білий пішак · a2 чорний пішак · g2 білий слон · h2 білий король | g7 чорний король · e6 білий ферзь · c5 чорний ферзь · e5 чорний кінь · h5 чорний пішак · e4 білий пішак · h4 білий пішак · g3 білий пішак · a2 чорний пішак · g2 білий слон · h2 білий король | 5 |
| 4 | g7 чорний король · e6 білий ферзь · c5 чорний ферзь · e5 чорний кінь · h5 чорний пішак · e4 білий пішак · h4 білий пішак · g3 білий пішак · a2 чорний пішак · g2 білий слон · h2 білий король | g7 чорний король · e6 білий ферзь · c5 чорний ферзь · e5 чорний кінь · h5 чорний пішак · e4 білий пішак · h4 білий пішак · g3 білий пішак · a2 чорний пішак · g2 білий слон · h2 білий король | g7 чорний король · e6 білий ферзь · c5 чорний ферзь · e5 чорний кінь · h5 чорний пішак · e4 білий пішак · h4 білий пішак · g3 білий пішак · a2 чорний пішак · g2 білий слон · h2 білий король | g7 чорний король · e6 білий ферзь · c5 чорний ферзь · e5 чорний кінь · h5 чорний пішак · e4 білий пішак · h4 білий пішак · g3 білий пішак · a2 чорний пішак · g2 білий слон · h2 білий король | g7 чорний король · e6 білий ферзь · c5 чорний ферзь · e5 чорний кінь · h5 чорний пішак · e4 білий пішак · h4 білий пішак · g3 білий пішак · a2 чорний пішак · g2 білий слон · h2 білий король | g7 чорний король · e6 білий ферзь · c5 чорний ферзь · e5 чорний кінь · h5 чорний пішак · e4 білий пішак · h4 білий пішак · g3 білий пішак · a2 чорний пішак · g2 білий слон · h2 білий король | g7 чорний король · e6 білий ферзь · c5 чорний ферзь · e5 чорний кінь · h5 чорний пішак · e4 білий пішак · h4 білий пішак · g3 білий пішак · a2 чорний пішак · g2 білий слон · h2 білий король | g7 чорний король · e6 білий ферзь · c5 чорний ферзь · e5 чорний кінь · h5 чорний пішак · e4 білий пішак · h4 білий пішак · g3 білий пішак · a2 чорний пішак · g2 білий слон · h2 білий король | 4 |
| 3 | g7 чорний король · e6 білий ферзь · c5 чорний ферзь · e5 чорний кінь · h5 чорний пішак · e4 білий пішак · h4 білий пішак · g3 білий пішак · a2 чорний пішак · g2 білий слон · h2 білий король | g7 чорний король · e6 білий ферзь · c5 чорний ферзь · e5 чорний кінь · h5 чорний пішак · e4 білий пішак · h4 білий пішак · g3 білий пішак · a2 чорний пішак · g2 білий слон · h2 білий король | g7 чорний король · e6 білий ферзь · c5 чорний ферзь · e5 чорний кінь · h5 чорний пішак · e4 білий пішак · h4 білий пішак · g3 білий пішак · a2 чорний пішак · g2 білий слон · h2 білий король | g7 чорний король · e6 білий ферзь · c5 чорний ферзь · e5 чорний кінь · h5 чорний пішак · e4 білий пішак · h4 білий пішак · g3 білий пішак · a2 чорний пішак · g2 білий слон · h2 білий король | g7 чорний король · e6 білий ферзь · c5 чорний ферзь · e5 чорний кінь · h5 чорний пішак · e4 білий пішак · h4 білий пішак · g3 білий пішак · a2 чорний пішак · g2 білий слон · h2 білий король | g7 чорний король · e6 білий ферзь · c5 чорний ферзь · e5 чорний кінь · h5 чорний пішак · e4 білий пішак · h4 білий пішак · g3 білий пішак · a2 чорний пішак · g2 білий слон · h2 білий король | g7 чорний король · e6 білий ферзь · c5 чорний ферзь · e5 чорний кінь · h5 чорний пішак · e4 білий пішак · h4 білий пішак · g3 білий пішак · a2 чорний пішак · g2 білий слон · h2 білий король | g7 чорний король · e6 білий ферзь · c5 чорний ферзь · e5 чорний кінь · h5 чорний пішак · e4 білий пішак · h4 білий пішак · g3 білий пішак · a2 чорний пішак · g2 білий слон · h2 білий король | 3 |
| 2 | g7 чорний король · e6 білий ферзь · c5 чорний ферзь · e5 чорний кінь · h5 чорний пішак · e4 білий пішак · h4 білий пішак · g3 білий пішак · a2 чорний пішак · g2 білий слон · h2 білий король | g7 чорний король · e6 білий ферзь · c5 чорний ферзь · e5 чорний кінь · h5 чорний пішак · e4 білий пішак · h4 білий пішак · g3 білий пішак · a2 чорний пішак · g2 білий слон · h2 білий король | g7 чорний король · e6 білий ферзь · c5 чорний ферзь · e5 чорний кінь · h5 чорний пішак · e4 білий пішак · h4 білий пішак · g3 білий пішак · a2 чорний пішак · g2 білий слон · h2 білий король | g7 чорний король · e6 білий ферзь · c5 чорний ферзь · e5 чорний кінь · h5 чорний пішак · e4 білий пішак · h4 білий пішак · g3 білий пішак · a2 чорний пішак · g2 білий слон · h2 білий король | g7 чорний король · e6 білий ферзь · c5 чорний ферзь · e5 чорний кінь · h5 чорний пішак · e4 білий пішак · h4 білий пішак · g3 білий пішак · a2 чорний пішак · g2 білий слон · h2 білий король | g7 чорний король · e6 білий ферзь · c5 чорний ферзь · e5 чорний кінь · h5 чорний пішак · e4 білий пішак · h4 білий пішак · g3 білий пішак · a2 чорний пішак · g2 білий слон · h2 білий король | g7 чорний король · e6 білий ферзь · c5 чорний ферзь · e5 чорний кінь · h5 чорний пішак · e4 білий пішак · h4 білий пішак · g3 білий пішак · a2 чорний пішак · g2 білий слон · h2 білий король | g7 чорний король · e6 білий ферзь · c5 чорний ферзь · e5 чорний кінь · h5 чорний пішак · e4 білий пішак · h4 білий пішак · g3 білий пішак · a2 чорний пішак · g2 білий слон · h2 білий король | 2 |
| 1 | g7 чорний король · e6 білий ферзь · c5 чорний ферзь · e5 чорний кінь · h5 чорний пішак · e4 білий пішак · h4 білий пішак · g3 білий пішак · a2 чорний пішак · g2 білий слон · h2 білий король | g7 чорний король · e6 білий ферзь · c5 чорний ферзь · e5 чорний кінь · h5 чорний пішак · e4 білий пішак · h4 білий пішак · g3 білий пішак · a2 чорний пішак · g2 білий слон · h2 білий король | g7 чорний король · e6 білий ферзь · c5 чорний ферзь · e5 чорний кінь · h5 чорний пішак · e4 білий пішак · h4 білий пішак · g3 білий пішак · a2 чорний пішак · g2 білий слон · h2 білий король | g7 чорний король · e6 білий ферзь · c5 чорний ферзь · e5 чорний кінь · h5 чорний пішак · e4 білий пішак · h4 білий пішак · g3 білий пішак · a2 чорний пішак · g2 білий слон · h2 білий король | g7 чорний король · e6 білий ферзь · c5 чорний ферзь · e5 чорний кінь · h5 чорний пішак · e4 білий пішак · h4 білий пішак · g3 білий пішак · a2 чорний пішак · g2 білий слон · h2 білий король | g7 чорний король · e6 білий ферзь · c5 чорний ферзь · e5 чорний кінь · h5 чорний пішак · e4 білий пішак · h4 білий пішак · g3 білий пішак · a2 чорний пішак · g2 білий слон · h2 білий король | g7 чорний король · e6 білий ферзь · c5 чорний ферзь · e5 чорний кінь · h5 чорний пішак · e4 білий пішак · h4 білий пішак · g3 білий пішак · a2 чорний пішак · g2 білий слон · h2 білий король | g7 чорний король · e6 білий ферзь · c5 чорний ферзь · e5 чорний кінь · h5 чорний пішак · e4 білий пішак · h4 білий пішак · g3 білий пішак · a2 чорний пішак · g2 білий слон · h2 білий король | 1 |
|   | a | b | c | d | e | f | g | h |   |

Карлсен — Карякін

21 листопада

Дебют ферзевих пішаків (D05)

[Event "1 партія"] [Site "Нью-Йорк"] [Date "21.11.2016"] [White "Магнус Карлсен"] [Black "Сергій Карякін"] 
[Result "0-1"] [ECO "D05"] [WhiteElo "2853"] [BlackElo "2772"] [PlyCount "104"] [EventDate "11.11.2016"] [Round "8"] [EventType "match"] [EventCountry "USA"] 1.d4 Nf6 2.Nf3 d5 3.e3 e6 4.Bd3 c5 5.b3 Be7 6.O-O O-O 7.Bb2 b6 8.dxc5 Bxc5 9.Nbd2 Bb7 10.Qe2 Nbd7 11.c4 dxc4 12.Nxc4 Qe7 13.a3 a5 14.Nd4 Rfd8 15.Rfd1 Rac8 16.Rac1 Nf8 17.Qe1 Ng6 18.Bf1 Ng4 19.Nb5 Bc6 20.a4 Bd5 21.Bd4 Bxc4 22.Rxc4 Bxd4 23.Rdxd4 Rxc4 24.bxc4 Nf6 25.Qd2 Rb8 26.g3 Ne5 27.Bg2 h6 28.f4 Ned7 29.Na7 Qa3 30.Nc6 Rf8 31.h3 Nc5 32.Kh2 Nxa4 33.Rd8 g6 34.Qd4 Kg7 35.c5 Rxd8 36.Nxd8 Nxc5 37.Qd6 Qd3 38.Nxe6+ fxe6 39.Qe7+ Kg8 40.Qxf6 a4 41.e4 Qd7 42.Qxg6+ Qg7 43.Qe8+ Qf8 44.Qc6 Qd8 45.f5 a3 46.fxe6 Kg7 47.e7 Qxe7 48.Qxb6 Nd3 49.Qa5 Qc5 50.Qa6 Ne5 51.Qe6 h5 52.h4 a2 0-1

#### Дев'ята партія

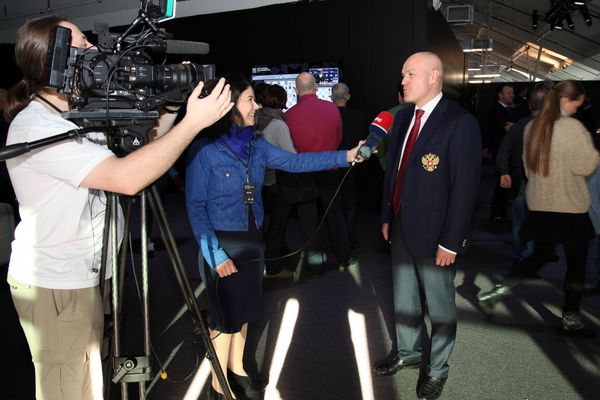
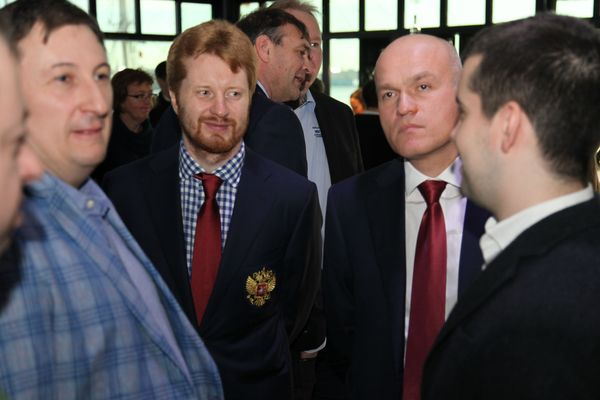
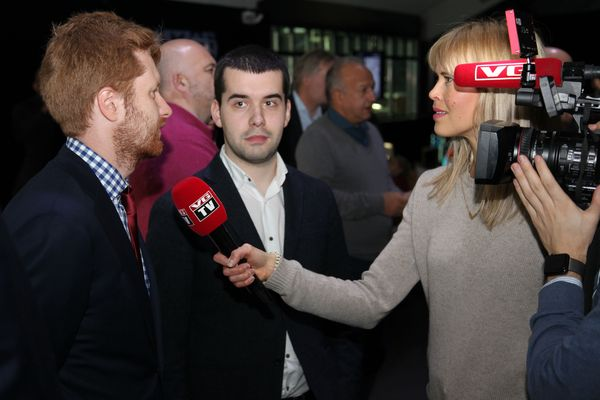
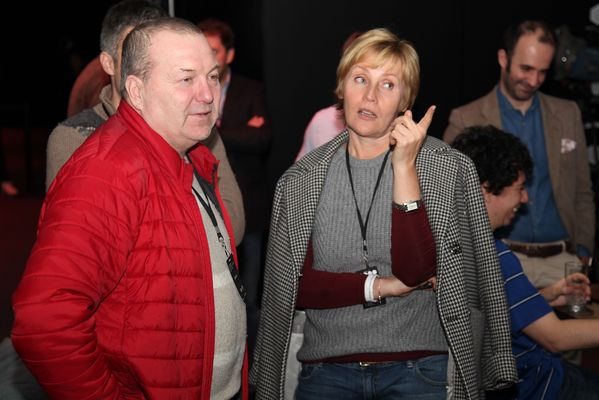
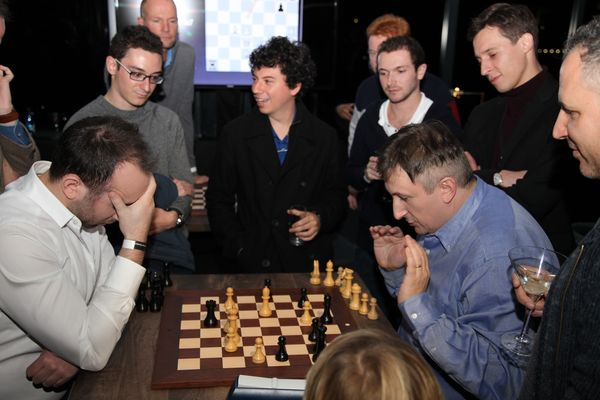
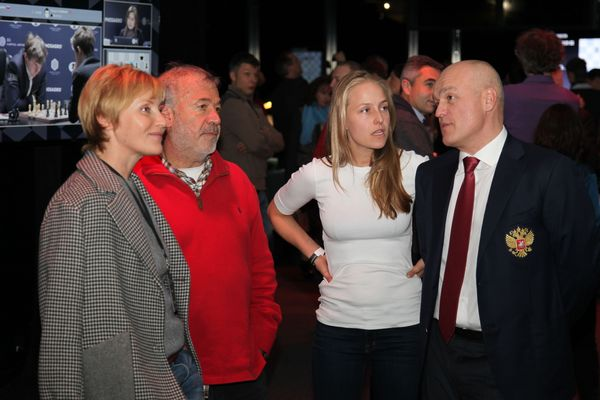
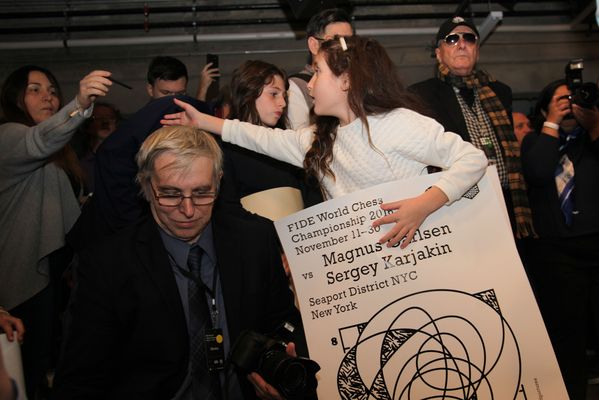
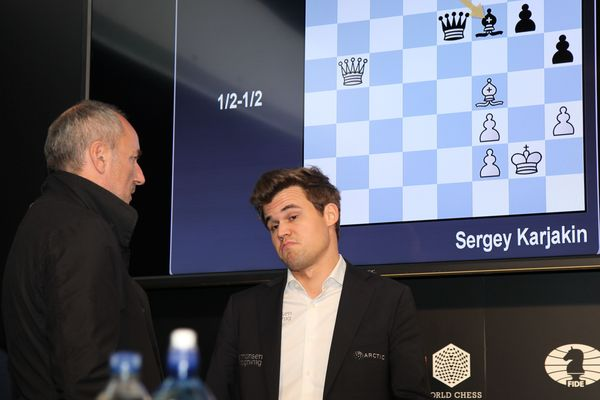
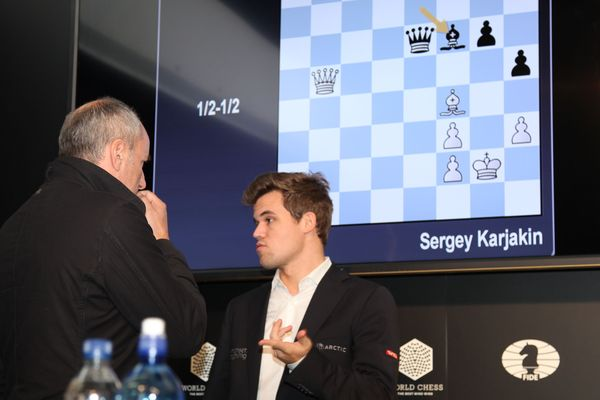
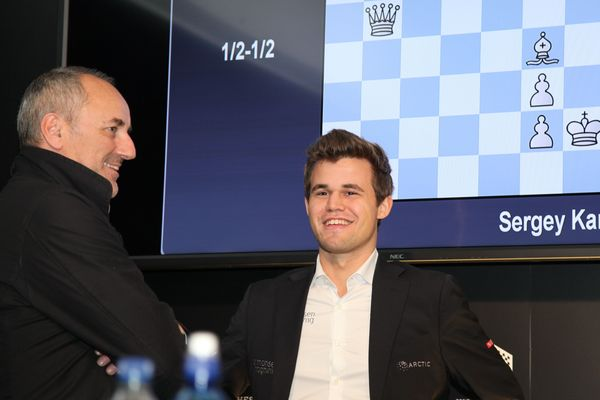
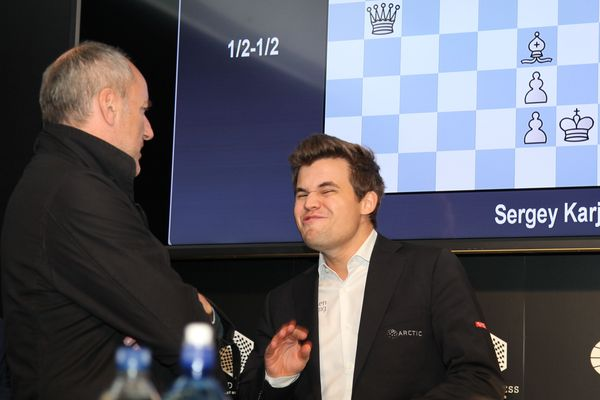
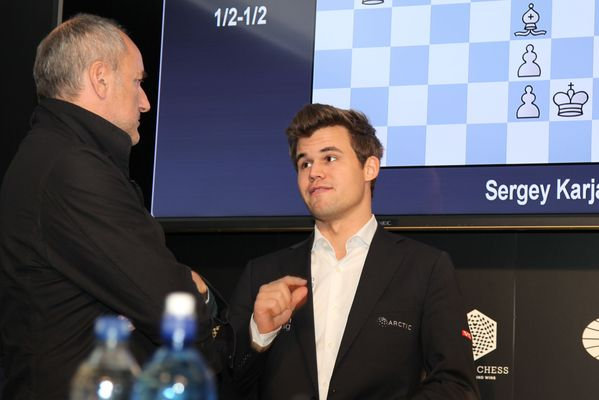
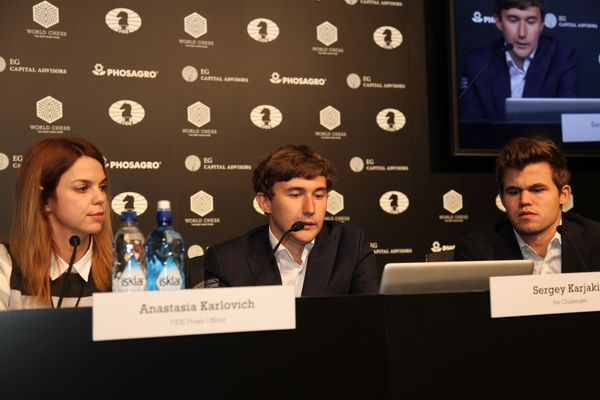
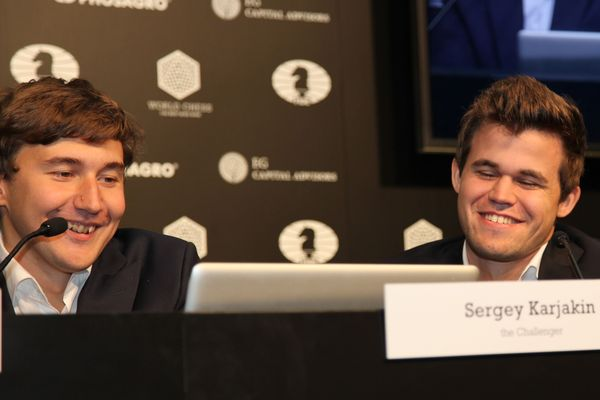
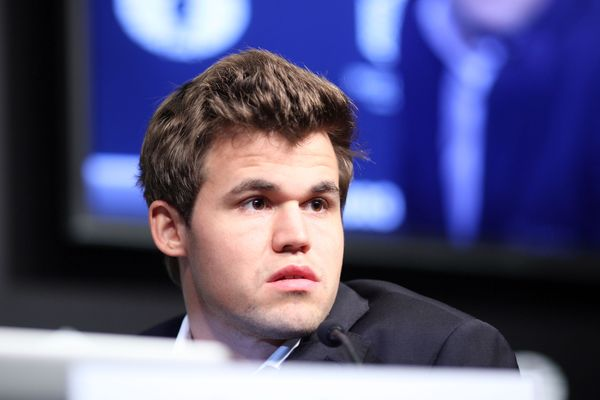
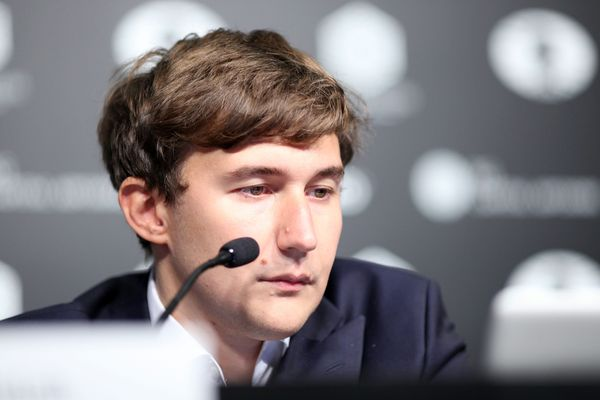

|   | a | b | c | d | e | f | g | h |   |
| 8 | g8 чорний король · c7 чорний слон · d7 чорний ферзь · e7 чорний кінь · f7 чорний пішак · h7 чорний пішак · g6 чорний пішак · c4 білий слон · d4 білий пішак · h4 біла тура · d3 білий ферзь · f3 білий пішак · d2 білий слон · f2 білий пішак · g2 білий король · h2 білий пішак · a1 чорна тура | g8 чорний король · c7 чорний слон · d7 чорний ферзь · e7 чорний кінь · f7 чорний пішак · h7 чорний пішак · g6 чорний пішак · c4 білий слон · d4 білий пішак · h4 біла тура · d3 білий ферзь · f3 білий пішак · d2 білий слон · f2 білий пішак · g2 білий король · h2 білий пішак · a1 чорна тура | g8 чорний король · c7 чорний слон · d7 чорний ферзь · e7 чорний кінь · f7 чорний пішак · h7 чорний пішак · g6 чорний пішак · c4 білий слон · d4 білий пішак · h4 біла тура · d3 білий ферзь · f3 білий пішак · d2 білий слон · f2 білий пішак · g2 білий король · h2 білий пішак · a1 чорна тура | g8 чорний король · c7 чорний слон · d7 чорний ферзь · e7 чорний кінь · f7 чорний пішак · h7 чорний пішак · g6 чорний пішак · c4 білий слон · d4 білий пішак · h4 біла тура · d3 білий ферзь · f3 білий пішак · d2 білий слон · f2 білий пішак · g2 білий король · h2 білий пішак · a1 чорна тура | g8 чорний король · c7 чорний слон · d7 чорний ферзь · e7 чорний кінь · f7 чорний пішак · h7 чорний пішак · g6 чорний пішак · c4 білий слон · d4 білий пішак · h4 біла тура · d3 білий ферзь · f3 білий пішак · d2 білий слон · f2 білий пішак · g2 білий король · h2 білий пішак · a1 чорна тура | g8 чорний король · c7 чорний слон · d7 чорний ферзь · e7 чорний кінь · f7 чорний пішак · h7 чорний пішак · g6 чорний пішак · c4 білий слон · d4 білий пішак · h4 біла тура · d3 білий ферзь · f3 білий пішак · d2 білий слон · f2 білий пішак · g2 білий король · h2 білий пішак · a1 чорна тура | g8 чорний король · c7 чорний слон · d7 чорний ферзь · e7 чорний кінь · f7 чорний пішак · h7 чорний пішак · g6 чорний пішак · c4 білий слон · d4 білий пішак · h4 біла тура · d3 білий ферзь · f3 білий пішак · d2 білий слон · f2 білий пішак · g2 білий король · h2 білий пішак · a1 чорна тура | g8 чорний король · c7 чорний слон · d7 чорний ферзь · e7 чорний кінь · f7 чорний пішак · h7 чорний пішак · g6 чорний пішак · c4 білий слон · d4 білий пішак · h4 біла тура · d3 білий ферзь · f3 білий пішак · d2 білий слон · f2 білий пішак · g2 білий король · h2 білий пішак · a1 чорна тура | 8 |
| 7 | g8 чорний король · c7 чорний слон · d7 чорний ферзь · e7 чорний кінь · f7 чорний пішак · h7 чорний пішак · g6 чорний пішак · c4 білий слон · d4 білий пішак · h4 біла тура · d3 білий ферзь · f3 білий пішак · d2 білий слон · f2 білий пішак · g2 білий король · h2 білий пішак · a1 чорна тура | g8 чорний король · c7 чорний слон · d7 чорний ферзь · e7 чорний кінь · f7 чорний пішак · h7 чорний пішак · g6 чорний пішак · c4 білий слон · d4 білий пішак · h4 біла тура · d3 білий ферзь · f3 білий пішак · d2 білий слон · f2 білий пішак · g2 білий король · h2 білий пішак · a1 чорна тура | g8 чорний король · c7 чорний слон · d7 чорний ферзь · e7 чорний кінь · f7 чорний пішак · h7 чорний пішак · g6 чорний пішак · c4 білий слон · d4 білий пішак · h4 біла тура · d3 білий ферзь · f3 білий пішак · d2 білий слон · f2 білий пішак · g2 білий король · h2 білий пішак · a1 чорна тура | g8 чорний король · c7 чорний слон · d7 чорний ферзь · e7 чорний кінь · f7 чорний пішак · h7 чорний пішак · g6 чорний пішак · c4 білий слон · d4 білий пішак · h4 біла тура · d3 білий ферзь · f3 білий пішак · d2 білий слон · f2 білий пішак · g2 білий король · h2 білий пішак · a1 чорна тура | g8 чорний король · c7 чорний слон · d7 чорний ферзь · e7 чорний кінь · f7 чорний пішак · h7 чорний пішак · g6 чорний пішак · c4 білий слон · d4 білий пішак · h4 біла тура · d3 білий ферзь · f3 білий пішак · d2 білий слон · f2 білий пішак · g2 білий король · h2 білий пішак · a1 чорна тура | g8 чорний король · c7 чорний слон · d7 чорний ферзь · e7 чорний кінь · f7 чорний пішак · h7 чорний пішак · g6 чорний пішак · c4 білий слон · d4 білий пішак · h4 біла тура · d3 білий ферзь · f3 білий пішак · d2 білий слон · f2 білий пішак · g2 білий король · h2 білий пішак · a1 чорна тура | g8 чорний король · c7 чорний слон · d7 чорний ферзь · e7 чорний кінь · f7 чорний пішак · h7 чорний пішак · g6 чорний пішак · c4 білий слон · d4 білий пішак · h4 біла тура · d3 білий ферзь · f3 білий пішак · d2 білий слон · f2 білий пішак · g2 білий король · h2 білий пішак · a1 чорна тура | g8 чорний король · c7 чорний слон · d7 чорний ферзь · e7 чорний кінь · f7 чорний пішак · h7 чорний пішак · g6 чорний пішак · c4 білий слон · d4 білий пішак · h4 біла тура · d3 білий ферзь · f3 білий пішак · d2 білий слон · f2 білий пішак · g2 білий король · h2 білий пішак · a1 чорна тура | 7 |
| 6 | g8 чорний король · c7 чорний слон · d7 чорний ферзь · e7 чорний кінь · f7 чорний пішак · h7 чорний пішак · g6 чорний пішак · c4 білий слон · d4 білий пішак · h4 біла тура · d3 білий ферзь · f3 білий пішак · d2 білий слон · f2 білий пішак · g2 білий король · h2 білий пішак · a1 чорна тура | g8 чорний король · c7 чорний слон · d7 чорний ферзь · e7 чорний кінь · f7 чорний пішак · h7 чорний пішак · g6 чорний пішак · c4 білий слон · d4 білий пішак · h4 біла тура · d3 білий ферзь · f3 білий пішак · d2 білий слон · f2 білий пішак · g2 білий король · h2 білий пішак · a1 чорна тура | g8 чорний король · c7 чорний слон · d7 чорний ферзь · e7 чорний кінь · f7 чорний пішак · h7 чорний пішак · g6 чорний пішак · c4 білий слон · d4 білий пішак · h4 біла тура · d3 білий ферзь · f3 білий пішак · d2 білий слон · f2 білий пішак · g2 білий король · h2 білий пішак · a1 чорна тура | g8 чорний король · c7 чорний слон · d7 чорний ферзь · e7 чорний кінь · f7 чорний пішак · h7 чорний пішак · g6 чорний пішак · c4 білий слон · d4 білий пішак · h4 біла тура · d3 білий ферзь · f3 білий пішак · d2 білий слон · f2 білий пішак · g2 білий король · h2 білий пішак · a1 чорна тура | g8 чорний король · c7 чорний слон · d7 чорний ферзь · e7 чорний кінь · f7 чорний пішак · h7 чорний пішак · g6 чорний пішак · c4 білий слон · d4 білий пішак · h4 біла тура · d3 білий ферзь · f3 білий пішак · d2 білий слон · f2 білий пішак · g2 білий король · h2 білий пішак · a1 чорна тура | g8 чорний король · c7 чорний слон · d7 чорний ферзь · e7 чорний кінь · f7 чорний пішак · h7 чорний пішак · g6 чорний пішак · c4 білий слон · d4 білий пішак · h4 біла тура · d3 білий ферзь · f3 білий пішак · d2 білий слон · f2 білий пішак · g2 білий король · h2 білий пішак · a1 чорна тура | g8 чорний король · c7 чорний слон · d7 чорний ферзь · e7 чорний кінь · f7 чорний пішак · h7 чорний пішак · g6 чорний пішак · c4 білий слон · d4 білий пішак · h4 біла тура · d3 білий ферзь · f3 білий пішак · d2 білий слон · f2 білий пішак · g2 білий король · h2 білий пішак · a1 чорна тура | g8 чорний король · c7 чорний слон · d7 чорний ферзь · e7 чорний кінь · f7 чорний пішак · h7 чорний пішак · g6 чорний пішак · c4 білий слон · d4 білий пішак · h4 біла тура · d3 білий ферзь · f3 білий пішак · d2 білий слон · f2 білий пішак · g2 білий король · h2 білий пішак · a1 чорна тура | 6 |
| 5 | g8 чорний король · c7 чорний слон · d7 чорний ферзь · e7 чорний кінь · f7 чорний пішак · h7 чорний пішак · g6 чорний пішак · c4 білий слон · d4 білий пішак · h4 біла тура · d3 білий ферзь · f3 білий пішак · d2 білий слон · f2 білий пішак · g2 білий король · h2 білий пішак · a1 чорна тура | g8 чорний король · c7 чорний слон · d7 чорний ферзь · e7 чорний кінь · f7 чорний пішак · h7 чорний пішак · g6 чорний пішак · c4 білий слон · d4 білий пішак · h4 біла тура · d3 білий ферзь · f3 білий пішак · d2 білий слон · f2 білий пішак · g2 білий король · h2 білий пішак · a1 чорна тура | g8 чорний король · c7 чорний слон · d7 чорний ферзь · e7 чорний кінь · f7 чорний пішак · h7 чорний пішак · g6 чорний пішак · c4 білий слон · d4 білий пішак · h4 біла тура · d3 білий ферзь · f3 білий пішак · d2 білий слон · f2 білий пішак · g2 білий король · h2 білий пішак · a1 чорна тура | g8 чорний король · c7 чорний слон · d7 чорний ферзь · e7 чорний кінь · f7 чорний пішак · h7 чорний пішак · g6 чорний пішак · c4 білий слон · d4 білий пішак · h4 біла тура · d3 білий ферзь · f3 білий пішак · d2 білий слон · f2 білий пішак · g2 білий король · h2 білий пішак · a1 чорна тура | g8 чорний король · c7 чорний слон · d7 чорний ферзь · e7 чорний кінь · f7 чорний пішак · h7 чорний пішак · g6 чорний пішак · c4 білий слон · d4 білий пішак · h4 біла тура · d3 білий ферзь · f3 білий пішак · d2 білий слон · f2 білий пішак · g2 білий король · h2 білий пішак · a1 чорна тура | g8 чорний король · c7 чорний слон · d7 чорний ферзь · e7 чорний кінь · f7 чорний пішак · h7 чорний пішак · g6 чорний пішак · c4 білий слон · d4 білий пішак · h4 біла тура · d3 білий ферзь · f3 білий пішак · d2 білий слон · f2 білий пішак · g2 білий король · h2 білий пішак · a1 чорна тура | g8 чорний король · c7 чорний слон · d7 чорний ферзь · e7 чорний кінь · f7 чорний пішак · h7 чорний пішак · g6 чорний пішак · c4 білий слон · d4 білий пішак · h4 біла тура · d3 білий ферзь · f3 білий пішак · d2 білий слон · f2 білий пішак · g2 білий король · h2 білий пішак · a1 чорна тура | g8 чорний король · c7 чорний слон · d7 чорний ферзь · e7 чорний кінь · f7 чорний пішак · h7 чорний пішак · g6 чорний пішак · c4 білий слон · d4 білий пішак · h4 біла тура · d3 білий ферзь · f3 білий пішак · d2 білий слон · f2 білий пішак · g2 білий король · h2 білий пішак · a1 чорна тура | 5 |
| 4 | g8 чорний король · c7 чорний слон · d7 чорний ферзь · e7 чорний кінь · f7 чорний пішак · h7 чорний пішак · g6 чорний пішак · c4 білий слон · d4 білий пішак · h4 біла тура · d3 білий ферзь · f3 білий пішак · d2 білий слон · f2 білий пішак · g2 білий король · h2 білий пішак · a1 чорна тура | g8 чорний король · c7 чорний слон · d7 чорний ферзь · e7 чорний кінь · f7 чорний пішак · h7 чорний пішак · g6 чорний пішак · c4 білий слон · d4 білий пішак · h4 біла тура · d3 білий ферзь · f3 білий пішак · d2 білий слон · f2 білий пішак · g2 білий король · h2 білий пішак · a1 чорна тура | g8 чорний король · c7 чорний слон · d7 чорний ферзь · e7 чорний кінь · f7 чорний пішак · h7 чорний пішак · g6 чорний пішак · c4 білий слон · d4 білий пішак · h4 біла тура · d3 білий ферзь · f3 білий пішак · d2 білий слон · f2 білий пішак · g2 білий король · h2 білий пішак · a1 чорна тура | g8 чорний король · c7 чорний слон · d7 чорний ферзь · e7 чорний кінь · f7 чорний пішак · h7 чорний пішак · g6 чорний пішак · c4 білий слон · d4 білий пішак · h4 біла тура · d3 білий ферзь · f3 білий пішак · d2 білий слон · f2 білий пішак · g2 білий король · h2 білий пішак · a1 чорна тура | g8 чорний король · c7 чорний слон · d7 чорний ферзь · e7 чорний кінь · f7 чорний пішак · h7 чорний пішак · g6 чорний пішак · c4 білий слон · d4 білий пішак · h4 біла тура · d3 білий ферзь · f3 білий пішак · d2 білий слон · f2 білий пішак · g2 білий король · h2 білий пішак · a1 чорна тура | g8 чорний король · c7 чорний слон · d7 чорний ферзь · e7 чорний кінь · f7 чорний пішак · h7 чорний пішак · g6 чорний пішак · c4 білий слон · d4 білий пішак · h4 біла тура · d3 білий ферзь · f3 білий пішак · d2 білий слон · f2 білий пішак · g2 білий король · h2 білий пішак · a1 чорна тура | g8 чорний король · c7 чорний слон · d7 чорний ферзь · e7 чорний кінь · f7 чорний пішак · h7 чорний пішак · g6 чорний пішак · c4 білий слон · d4 білий пішак · h4 біла тура · d3 білий ферзь · f3 білий пішак · d2 білий слон · f2 білий пішак · g2 білий король · h2 білий пішак · a1 чорна тура | g8 чорний король · c7 чорний слон · d7 чорний ферзь · e7 чорний кінь · f7 чорний пішак · h7 чорний пішак · g6 чорний пішак · c4 білий слон · d4 білий пішак · h4 біла тура · d3 білий ферзь · f3 білий пішак · d2 білий слон · f2 білий пішак · g2 білий король · h2 білий пішак · a1 чорна тура | 4 |
| 3 | g8 чорний король · c7 чорний слон · d7 чорний ферзь · e7 чорний кінь · f7 чорний пішак · h7 чорний пішак · g6 чорний пішак · c4 білий слон · d4 білий пішак · h4 біла тура · d3 білий ферзь · f3 білий пішак · d2 білий слон · f2 білий пішак · g2 білий король · h2 білий пішак · a1 чорна тура | g8 чорний король · c7 чорний слон · d7 чорний ферзь · e7 чорний кінь · f7 чорний пішак · h7 чорний пішак · g6 чорний пішак · c4 білий слон · d4 білий пішак · h4 біла тура · d3 білий ферзь · f3 білий пішак · d2 білий слон · f2 білий пішак · g2 білий король · h2 білий пішак · a1 чорна тура | g8 чорний король · c7 чорний слон · d7 чорний ферзь · e7 чорний кінь · f7 чорний пішак · h7 чорний пішак · g6 чорний пішак · c4 білий слон · d4 білий пішак · h4 біла тура · d3 білий ферзь · f3 білий пішак · d2 білий слон · f2 білий пішак · g2 білий король · h2 білий пішак · a1 чорна тура | g8 чорний король · c7 чорний слон · d7 чорний ферзь · e7 чорний кінь · f7 чорний пішак · h7 чорний пішак · g6 чорний пішак · c4 білий слон · d4 білий пішак · h4 біла тура · d3 білий ферзь · f3 білий пішак · d2 білий слон · f2 білий пішак · g2 білий король · h2 білий пішак · a1 чорна тура | g8 чорний король · c7 чорний слон · d7 чорний ферзь · e7 чорний кінь · f7 чорний пішак · h7 чорний пішак · g6 чорний пішак · c4 білий слон · d4 білий пішак · h4 біла тура · d3 білий ферзь · f3 білий пішак · d2 білий слон · f2 білий пішак · g2 білий король · h2 білий пішак · a1 чорна тура | g8 чорний король · c7 чорний слон · d7 чорний ферзь · e7 чорний кінь · f7 чорний пішак · h7 чорний пішак · g6 чорний пішак · c4 білий слон · d4 білий пішак · h4 біла тура · d3 білий ферзь · f3 білий пішак · d2 білий слон · f2 білий пішак · g2 білий король · h2 білий пішак · a1 чорна тура | g8 чорний король · c7 чорний слон · d7 чорний ферзь · e7 чорний кінь · f7 чорний пішак · h7 чорний пішак · g6 чорний пішак · c4 білий слон · d4 білий пішак · h4 біла тура · d3 білий ферзь · f3 білий пішак · d2 білий слон · f2 білий пішак · g2 білий король · h2 білий пішак · a1 чорна тура | g8 чорний король · c7 чорний слон · d7 чорний ферзь · e7 чорний кінь · f7 чорний пішак · h7 чорний пішак · g6 чорний пішак · c4 білий слон · d4 білий пішак · h4 біла тура · d3 білий ферзь · f3 білий пішак · d2 білий слон · f2 білий пішак · g2 білий король · h2 білий пішак · a1 чорна тура | 3 |
| 2 | g8 чорний король · c7 чорний слон · d7 чорний ферзь · e7 чорний кінь · f7 чорний пішак · h7 чорний пішак · g6 чорний пішак · c4 білий слон · d4 білий пішак · h4 біла тура · d3 білий ферзь · f3 білий пішак · d2 білий слон · f2 білий пішак · g2 білий король · h2 білий пішак · a1 чорна тура | g8 чорний король · c7 чорний слон · d7 чорний ферзь · e7 чорний кінь · f7 чорний пішак · h7 чорний пішак · g6 чорний пішак · c4 білий слон · d4 білий пішак · h4 біла тура · d3 білий ферзь · f3 білий пішак · d2 білий слон · f2 білий пішак · g2 білий король · h2 білий пішак · a1 чорна тура | g8 чорний король · c7 чорний слон · d7 чорний ферзь · e7 чорний кінь · f7 чорний пішак · h7 чорний пішак · g6 чорний пішак · c4 білий слон · d4 білий пішак · h4 біла тура · d3 білий ферзь · f3 білий пішак · d2 білий слон · f2 білий пішак · g2 білий король · h2 білий пішак · a1 чорна тура | g8 чорний король · c7 чорний слон · d7 чорний ферзь · e7 чорний кінь · f7 чорний пішак · h7 чорний пішак · g6 чорний пішак · c4 білий слон · d4 білий пішак · h4 біла тура · d3 білий ферзь · f3 білий пішак · d2 білий слон · f2 білий пішак · g2 білий король · h2 білий пішак · a1 чорна тура | g8 чорний король · c7 чорний слон · d7 чорний ферзь · e7 чорний кінь · f7 чорний пішак · h7 чорний пішак · g6 чорний пішак · c4 білий слон · d4 білий пішак · h4 біла тура · d3 білий ферзь · f3 білий пішак · d2 білий слон · f2 білий пішак · g2 білий король · h2 білий пішак · a1 чорна тура | g8 чорний король · c7 чорний слон · d7 чорний ферзь · e7 чорний кінь · f7 чорний пішак · h7 чорний пішак · g6 чорний пішак · c4 білий слон · d4 білий пішак · h4 біла тура · d3 білий ферзь · f3 білий пішак · d2 білий слон · f2 білий пішак · g2 білий король · h2 білий пішак · a1 чорна тура | g8 чорний король · c7 чорний слон · d7 чорний ферзь · e7 чорний кінь · f7 чорний пішак · h7 чорний пішак · g6 чорний пішак · c4 білий слон · d4 білий пішак · h4 біла тура · d3 білий ферзь · f3 білий пішак · d2 білий слон · f2 білий пішак · g2 білий король · h2 білий пішак · a1 чорна тура | g8 чорний король · c7 чорний слон · d7 чорний ферзь · e7 чорний кінь · f7 чорний пішак · h7 чорний пішак · g6 чорний пішак · c4 білий слон · d4 білий пішак · h4 біла тура · d3 білий ферзь · f3 білий пішак · d2 білий слон · f2 білий пішак · g2 білий король · h2 білий пішак · a1 чорна тура | 2 |
| 1 | g8 чорний король · c7 чорний слон · d7 чорний ферзь · e7 чорний кінь · f7 чорний пішак · h7 чорний пішак · g6 чорний пішак · c4 білий слон · d4 білий пішак · h4 біла тура · d3 білий ферзь · f3 білий пішак · d2 білий слон · f2 білий пішак · g2 білий король · h2 білий пішак · a1 чорна тура | g8 чорний король · c7 чорний слон · d7 чорний ферзь · e7 чорний кінь · f7 чорний пішак · h7 чорний пішак · g6 чорний пішак · c4 білий слон · d4 білий пішак · h4 біла тура · d3 білий ферзь · f3 білий пішак · d2 білий слон · f2 білий пішак · g2 білий король · h2 білий пішак · a1 чорна тура | g8 чорний король · c7 чорний слон · d7 чорний ферзь · e7 чорний кінь · f7 чорний пішак · h7 чорний пішак · g6 чорний пішак · c4 білий слон · d4 білий пішак · h4 біла тура · d3 білий ферзь · f3 білий пішак · d2 білий слон · f2 білий пішак · g2 білий король · h2 білий пішак · a1 чорна тура | g8 чорний король · c7 чорний слон · d7 чорний ферзь · e7 чорний кінь · f7 чорний пішак · h7 чорний пішак · g6 чорний пішак · c4 білий слон · d4 білий пішак · h4 біла тура · d3 білий ферзь · f3 білий пішак · d2 білий слон · f2 білий пішак · g2 білий король · h2 білий пішак · a1 чорна тура | g8 чорний король · c7 чорний слон · d7 чорний ферзь · e7 чорний кінь · f7 чорний пішак · h7 чорний пішак · g6 чорний пішак · c4 білий слон · d4 білий пішак · h4 біла тура · d3 білий ферзь · f3 білий пішак · d2 білий слон · f2 білий пішак · g2 білий король · h2 білий пішак · a1 чорна тура | g8 чорний король · c7 чорний слон · d7 чорний ферзь · e7 чорний кінь · f7 чорний пішак · h7 чорний пішак · g6 чорний пішак · c4 білий слон · d4 білий пішак · h4 біла тура · d3 білий ферзь · f3 білий пішак · d2 білий слон · f2 білий пішак · g2 білий король · h2 білий пішак · a1 чорна тура | g8 чорний король · c7 чорний слон · d7 чорний ферзь · e7 чорний кінь · f7 чорний пішак · h7 чорний пішак · g6 чорний пішак · c4 білий слон · d4 білий пішак · h4 біла тура · d3 білий ферзь · f3 білий пішак · d2 білий слон · f2 білий пішак · g2 білий король · h2 білий пішак · a1 чорна тура | g8 чорний король · c7 чорний слон · d7 чорний ферзь · e7 чорний кінь · f7 чорний пішак · h7 чорний пішак · g6 чорний пішак · c4 білий слон · d4 білий пішак · h4 біла тура · d3 білий ферзь · f3 білий пішак · d2 білий слон · f2 білий пішак · g2 білий король · h2 білий пішак · a1 чорна тура | 1 |
|   | a | b | c | d | e | f | g | h |   |

Карякін — Карлсен

23 листопада

Іспанська партія (С78)

[Event "9 партія"] [Site "Нью-Йорк"] [Date "23.11.2016"] [White "Сергій Карякін"] [Black "Магнус Карлсен"] 
[Result "1/2-1/2"] [ECO "C78"] [WhiteElo "2853"] [BlackElo "2772"] [PlyCount "148"] [EventDate "11.11.2016"] [Round "9"] [EventType "match"] [EventCountry "USA"] 1.e4 e5 2.Nf3 Nc6 3.Bb5 a6 4.Ba4 Nf6 5.O-O b5 6.Bb3 Bc5 7.a4 Rb8 8.c3 d6 9.d4 Bb6 10.axb5 axb5 11.Na3 O-O 12.Nxb5 Bg4 13.Bc2 exd4 14.Nbxd4 Nxd4 15.cxd4 Bxf3 16.gxf3 Nh5 17.Kh1 Qf6 18.Be3 c5 19.e5 Qe6 20.exd6 c4 21.b3 cxb3 22.Bxb3 Qxd6 23.Ra6 Rfd8 24.Rg1 Qd7 25.Rg4 Nf6 26.Rh4 Qb5 27.Ra1 g6 28.Rb1 Qd7 29.Qd3 Nd5 30.Rg1 Bc7 31.Bg5 Re8 32.Qc4 Rb5 33.Qc2 Ra8 34.Bc4 Rba5 35.Bd2 Ra4 36.Qd3 Ra1 37.Rxa1 Rxa1+ 38.Kg2 Ne7 39.Bxf7+ Kxf7 40.Qc4+ Kg7 41.d5 Nf5 42.Bc3+ Kf8 43.Bxa1 Nxh4+ 44.Qxh4 Qxd5 45.Qf6+ Qf7 46.Qd4 Ke8 47.Qe4+ Qe7 48.Qd5 Bd8 49.Kf1 Qf7 50.Qe4+ Qe7 51.Be5 Qe6 52.Kg2 Be7 53.Qa8+ Kf7 54.Qh8 h5 55.Qg7+ Ke8 56.Bf4 Qf7 57.Qh8+ Qf8 58.Qd4 Qf5 59.Qc4 Kd7 60.Bd2 Qe6 61.Qa4+ Qc6 62.Qa7+ Qc7 63.Qa2 Qd6 64.Be3 Qe6 65.Qa7+ Ke8 66.Bc5 Bd8 67.h3 Qd5 68.Be3 Be7 69.Qb8+ Kf7 70.Qh8 Qe6 71.Bf4 Qf6 72.Qb8 Qe6 73.Qb7 Kg8 74.Qb5 Bf6 1/2-1/2

#### Десята партія
|   | a | b | c | d | e | f | g | h |   |
| 8 | h8 чорна тура · a7 чорний король · b7 чорний пішак · e7 чорна тура · c6 чорний пішак · e6 чорний пішак · g6 чорний пішак · a5 білий пішак · c5 білий кінь · d5 чорний пішак · e5 білий пішак · f5 чорний кінь · h5 чорний пішак · b4 білий пішак · d3 біла тура · f3 білий пішак · g3 білий пішак · h3 білий король · b1 біла тура | h8 чорна тура · a7 чорний король · b7 чорний пішак · e7 чорна тура · c6 чорний пішак · e6 чорний пішак · g6 чорний пішак · a5 білий пішак · c5 білий кінь · d5 чорний пішак · e5 білий пішак · f5 чорний кінь · h5 чорний пішак · b4 білий пішак · d3 біла тура · f3 білий пішак · g3 білий пішак · h3 білий король · b1 біла тура | h8 чорна тура · a7 чорний король · b7 чорний пішак · e7 чорна тура · c6 чорний пішак · e6 чорний пішак · g6 чорний пішак · a5 білий пішак · c5 білий кінь · d5 чорний пішак · e5 білий пішак · f5 чорний кінь · h5 чорний пішак · b4 білий пішак · d3 біла тура · f3 білий пішак · g3 білий пішак · h3 білий король · b1 біла тура | h8 чорна тура · a7 чорний король · b7 чорний пішак · e7 чорна тура · c6 чорний пішак · e6 чорний пішак · g6 чорний пішак · a5 білий пішак · c5 білий кінь · d5 чорний пішак · e5 білий пішак · f5 чорний кінь · h5 чорний пішак · b4 білий пішак · d3 біла тура · f3 білий пішак · g3 білий пішак · h3 білий король · b1 біла тура | h8 чорна тура · a7 чорний король · b7 чорний пішак · e7 чорна тура · c6 чорний пішак · e6 чорний пішак · g6 чорний пішак · a5 білий пішак · c5 білий кінь · d5 чорний пішак · e5 білий пішак · f5 чорний кінь · h5 чорний пішак · b4 білий пішак · d3 біла тура · f3 білий пішак · g3 білий пішак · h3 білий король · b1 біла тура | h8 чорна тура · a7 чорний король · b7 чорний пішак · e7 чорна тура · c6 чорний пішак · e6 чорний пішак · g6 чорний пішак · a5 білий пішак · c5 білий кінь · d5 чорний пішак · e5 білий пішак · f5 чорний кінь · h5 чорний пішак · b4 білий пішак · d3 біла тура · f3 білий пішак · g3 білий пішак · h3 білий король · b1 біла тура | h8 чорна тура · a7 чорний король · b7 чорний пішак · e7 чорна тура · c6 чорний пішак · e6 чорний пішак · g6 чорний пішак · a5 білий пішак · c5 білий кінь · d5 чорний пішак · e5 білий пішак · f5 чорний кінь · h5 чорний пішак · b4 білий пішак · d3 біла тура · f3 білий пішак · g3 білий пішак · h3 білий король · b1 біла тура | h8 чорна тура · a7 чорний король · b7 чорний пішак · e7 чорна тура · c6 чорний пішак · e6 чорний пішак · g6 чорний пішак · a5 білий пішак · c5 білий кінь · d5 чорний пішак · e5 білий пішак · f5 чорний кінь · h5 чорний пішак · b4 білий пішак · d3 біла тура · f3 білий пішак · g3 білий пішак · h3 білий король · b1 біла тура | 8 |
| 7 | h8 чорна тура · a7 чорний король · b7 чорний пішак · e7 чорна тура · c6 чорний пішак · e6 чорний пішак · g6 чорний пішак · a5 білий пішак · c5 білий кінь · d5 чорний пішак · e5 білий пішак · f5 чорний кінь · h5 чорний пішак · b4 білий пішак · d3 біла тура · f3 білий пішак · g3 білий пішак · h3 білий король · b1 біла тура | h8 чорна тура · a7 чорний король · b7 чорний пішак · e7 чорна тура · c6 чорний пішак · e6 чорний пішак · g6 чорний пішак · a5 білий пішак · c5 білий кінь · d5 чорний пішак · e5 білий пішак · f5 чорний кінь · h5 чорний пішак · b4 білий пішак · d3 біла тура · f3 білий пішак · g3 білий пішак · h3 білий король · b1 біла тура | h8 чорна тура · a7 чорний король · b7 чорний пішак · e7 чорна тура · c6 чорний пішак · e6 чорний пішак · g6 чорний пішак · a5 білий пішак · c5 білий кінь · d5 чорний пішак · e5 білий пішак · f5 чорний кінь · h5 чорний пішак · b4 білий пішак · d3 біла тура · f3 білий пішак · g3 білий пішак · h3 білий король · b1 біла тура | h8 чорна тура · a7 чорний король · b7 чорний пішак · e7 чорна тура · c6 чорний пішак · e6 чорний пішак · g6 чорний пішак · a5 білий пішак · c5 білий кінь · d5 чорний пішак · e5 білий пішак · f5 чорний кінь · h5 чорний пішак · b4 білий пішак · d3 біла тура · f3 білий пішак · g3 білий пішак · h3 білий король · b1 біла тура | h8 чорна тура · a7 чорний король · b7 чорний пішак · e7 чорна тура · c6 чорний пішак · e6 чорний пішак · g6 чорний пішак · a5 білий пішак · c5 білий кінь · d5 чорний пішак · e5 білий пішак · f5 чорний кінь · h5 чорний пішак · b4 білий пішак · d3 біла тура · f3 білий пішак · g3 білий пішак · h3 білий король · b1 біла тура | h8 чорна тура · a7 чорний король · b7 чорний пішак · e7 чорна тура · c6 чорний пішак · e6 чорний пішак · g6 чорний пішак · a5 білий пішак · c5 білий кінь · d5 чорний пішак · e5 білий пішак · f5 чорний кінь · h5 чорний пішак · b4 білий пішак · d3 біла тура · f3 білий пішак · g3 білий пішак · h3 білий король · b1 біла тура | h8 чорна тура · a7 чорний король · b7 чорний пішак · e7 чорна тура · c6 чорний пішак · e6 чорний пішак · g6 чорний пішак · a5 білий пішак · c5 білий кінь · d5 чорний пішак · e5 білий пішак · f5 чорний кінь · h5 чорний пішак · b4 білий пішак · d3 біла тура · f3 білий пішак · g3 білий пішак · h3 білий король · b1 біла тура | h8 чорна тура · a7 чорний король · b7 чорний пішак · e7 чорна тура · c6 чорний пішак · e6 чорний пішак · g6 чорний пішак · a5 білий пішак · c5 білий кінь · d5 чорний пішак · e5 білий пішак · f5 чорний кінь · h5 чорний пішак · b4 білий пішак · d3 біла тура · f3 білий пішак · g3 білий пішак · h3 білий король · b1 біла тура | 7 |
| 6 | h8 чорна тура · a7 чорний король · b7 чорний пішак · e7 чорна тура · c6 чорний пішак · e6 чорний пішак · g6 чорний пішак · a5 білий пішак · c5 білий кінь · d5 чорний пішак · e5 білий пішак · f5 чорний кінь · h5 чорний пішак · b4 білий пішак · d3 біла тура · f3 білий пішак · g3 білий пішак · h3 білий король · b1 біла тура | h8 чорна тура · a7 чорний король · b7 чорний пішак · e7 чорна тура · c6 чорний пішак · e6 чорний пішак · g6 чорний пішак · a5 білий пішак · c5 білий кінь · d5 чорний пішак · e5 білий пішак · f5 чорний кінь · h5 чорний пішак · b4 білий пішак · d3 біла тура · f3 білий пішак · g3 білий пішак · h3 білий король · b1 біла тура | h8 чорна тура · a7 чорний король · b7 чорний пішак · e7 чорна тура · c6 чорний пішак · e6 чорний пішак · g6 чорний пішак · a5 білий пішак · c5 білий кінь · d5 чорний пішак · e5 білий пішак · f5 чорний кінь · h5 чорний пішак · b4 білий пішак · d3 біла тура · f3 білий пішак · g3 білий пішак · h3 білий король · b1 біла тура | h8 чорна тура · a7 чорний король · b7 чорний пішак · e7 чорна тура · c6 чорний пішак · e6 чорний пішак · g6 чорний пішак · a5 білий пішак · c5 білий кінь · d5 чорний пішак · e5 білий пішак · f5 чорний кінь · h5 чорний пішак · b4 білий пішак · d3 біла тура · f3 білий пішак · g3 білий пішак · h3 білий король · b1 біла тура | h8 чорна тура · a7 чорний король · b7 чорний пішак · e7 чорна тура · c6 чорний пішак · e6 чорний пішак · g6 чорний пішак · a5 білий пішак · c5 білий кінь · d5 чорний пішак · e5 білий пішак · f5 чорний кінь · h5 чорний пішак · b4 білий пішак · d3 біла тура · f3 білий пішак · g3 білий пішак · h3 білий король · b1 біла тура | h8 чорна тура · a7 чорний король · b7 чорний пішак · e7 чорна тура · c6 чорний пішак · e6 чорний пішак · g6 чорний пішак · a5 білий пішак · c5 білий кінь · d5 чорний пішак · e5 білий пішак · f5 чорний кінь · h5 чорний пішак · b4 білий пішак · d3 біла тура · f3 білий пішак · g3 білий пішак · h3 білий король · b1 біла тура | h8 чорна тура · a7 чорний король · b7 чорний пішак · e7 чорна тура · c6 чорний пішак · e6 чорний пішак · g6 чорний пішак · a5 білий пішак · c5 білий кінь · d5 чорний пішак · e5 білий пішак · f5 чорний кінь · h5 чорний пішак · b4 білий пішак · d3 біла тура · f3 білий пішак · g3 білий пішак · h3 білий король · b1 біла тура | h8 чорна тура · a7 чорний король · b7 чорний пішак · e7 чорна тура · c6 чорний пішак · e6 чорний пішак · g6 чорний пішак · a5 білий пішак · c5 білий кінь · d5 чорний пішак · e5 білий пішак · f5 чорний кінь · h5 чорний пішак · b4 білий пішак · d3 біла тура · f3 білий пішак · g3 білий пішак · h3 білий король · b1 біла тура | 6 |
| 5 | h8 чорна тура · a7 чорний король · b7 чорний пішак · e7 чорна тура · c6 чорний пішак · e6 чорний пішак · g6 чорний пішак · a5 білий пішак · c5 білий кінь · d5 чорний пішак · e5 білий пішак · f5 чорний кінь · h5 чорний пішак · b4 білий пішак · d3 біла тура · f3 білий пішак · g3 білий пішак · h3 білий король · b1 біла тура | h8 чорна тура · a7 чорний король · b7 чорний пішак · e7 чорна тура · c6 чорний пішак · e6 чорний пішак · g6 чорний пішак · a5 білий пішак · c5 білий кінь · d5 чорний пішак · e5 білий пішак · f5 чорний кінь · h5 чорний пішак · b4 білий пішак · d3 біла тура · f3 білий пішак · g3 білий пішак · h3 білий король · b1 біла тура | h8 чорна тура · a7 чорний король · b7 чорний пішак · e7 чорна тура · c6 чорний пішак · e6 чорний пішак · g6 чорний пішак · a5 білий пішак · c5 білий кінь · d5 чорний пішак · e5 білий пішак · f5 чорний кінь · h5 чорний пішак · b4 білий пішак · d3 біла тура · f3 білий пішак · g3 білий пішак · h3 білий король · b1 біла тура | h8 чорна тура · a7 чорний король · b7 чорний пішак · e7 чорна тура · c6 чорний пішак · e6 чорний пішак · g6 чорний пішак · a5 білий пішак · c5 білий кінь · d5 чорний пішак · e5 білий пішак · f5 чорний кінь · h5 чорний пішак · b4 білий пішак · d3 біла тура · f3 білий пішак · g3 білий пішак · h3 білий король · b1 біла тура | h8 чорна тура · a7 чорний король · b7 чорний пішак · e7 чорна тура · c6 чорний пішак · e6 чорний пішак · g6 чорний пішак · a5 білий пішак · c5 білий кінь · d5 чорний пішак · e5 білий пішак · f5 чорний кінь · h5 чорний пішак · b4 білий пішак · d3 біла тура · f3 білий пішак · g3 білий пішак · h3 білий король · b1 біла тура | h8 чорна тура · a7 чорний король · b7 чорний пішак · e7 чорна тура · c6 чорний пішак · e6 чорний пішак · g6 чорний пішак · a5 білий пішак · c5 білий кінь · d5 чорний пішак · e5 білий пішак · f5 чорний кінь · h5 чорний пішак · b4 білий пішак · d3 біла тура · f3 білий пішак · g3 білий пішак · h3 білий король · b1 біла тура | h8 чорна тура · a7 чорний король · b7 чорний пішак · e7 чорна тура · c6 чорний пішак · e6 чорний пішак · g6 чорний пішак · a5 білий пішак · c5 білий кінь · d5 чорний пішак · e5 білий пішак · f5 чорний кінь · h5 чорний пішак · b4 білий пішак · d3 біла тура · f3 білий пішак · g3 білий пішак · h3 білий король · b1 біла тура | h8 чорна тура · a7 чорний король · b7 чорний пішак · e7 чорна тура · c6 чорний пішак · e6 чорний пішак · g6 чорний пішак · a5 білий пішак · c5 білий кінь · d5 чорний пішак · e5 білий пішак · f5 чорний кінь · h5 чорний пішак · b4 білий пішак · d3 біла тура · f3 білий пішак · g3 білий пішак · h3 білий король · b1 біла тура | 5 |
| 4 | h8 чорна тура · a7 чорний король · b7 чорний пішак · e7 чорна тура · c6 чорний пішак · e6 чорний пішак · g6 чорний пішак · a5 білий пішак · c5 білий кінь · d5 чорний пішак · e5 білий пішак · f5 чорний кінь · h5 чорний пішак · b4 білий пішак · d3 біла тура · f3 білий пішак · g3 білий пішак · h3 білий король · b1 біла тура | h8 чорна тура · a7 чорний король · b7 чорний пішак · e7 чорна тура · c6 чорний пішак · e6 чорний пішак · g6 чорний пішак · a5 білий пішак · c5 білий кінь · d5 чорний пішак · e5 білий пішак · f5 чорний кінь · h5 чорний пішак · b4 білий пішак · d3 біла тура · f3 білий пішак · g3 білий пішак · h3 білий король · b1 біла тура | h8 чорна тура · a7 чорний король · b7 чорний пішак · e7 чорна тура · c6 чорний пішак · e6 чорний пішак · g6 чорний пішак · a5 білий пішак · c5 білий кінь · d5 чорний пішак · e5 білий пішак · f5 чорний кінь · h5 чорний пішак · b4 білий пішак · d3 біла тура · f3 білий пішак · g3 білий пішак · h3 білий король · b1 біла тура | h8 чорна тура · a7 чорний король · b7 чорний пішак · e7 чорна тура · c6 чорний пішак · e6 чорний пішак · g6 чорний пішак · a5 білий пішак · c5 білий кінь · d5 чорний пішак · e5 білий пішак · f5 чорний кінь · h5 чорний пішак · b4 білий пішак · d3 біла тура · f3 білий пішак · g3 білий пішак · h3 білий король · b1 біла тура | h8 чорна тура · a7 чорний король · b7 чорний пішак · e7 чорна тура · c6 чорний пішак · e6 чорний пішак · g6 чорний пішак · a5 білий пішак · c5 білий кінь · d5 чорний пішак · e5 білий пішак · f5 чорний кінь · h5 чорний пішак · b4 білий пішак · d3 біла тура · f3 білий пішак · g3 білий пішак · h3 білий король · b1 біла тура | h8 чорна тура · a7 чорний король · b7 чорний пішак · e7 чорна тура · c6 чорний пішак · e6 чорний пішак · g6 чорний пішак · a5 білий пішак · c5 білий кінь · d5 чорний пішак · e5 білий пішак · f5 чорний кінь · h5 чорний пішак · b4 білий пішак · d3 біла тура · f3 білий пішак · g3 білий пішак · h3 білий король · b1 біла тура | h8 чорна тура · a7 чорний король · b7 чорний пішак · e7 чорна тура · c6 чорний пішак · e6 чорний пішак · g6 чорний пішак · a5 білий пішак · c5 білий кінь · d5 чорний пішак · e5 білий пішак · f5 чорний кінь · h5 чорний пішак · b4 білий пішак · d3 біла тура · f3 білий пішак · g3 білий пішак · h3 білий король · b1 біла тура | h8 чорна тура · a7 чорний король · b7 чорний пішак · e7 чорна тура · c6 чорний пішак · e6 чорний пішак · g6 чорний пішак · a5 білий пішак · c5 білий кінь · d5 чорний пішак · e5 білий пішак · f5 чорний кінь · h5 чорний пішак · b4 білий пішак · d3 біла тура · f3 білий пішак · g3 білий пішак · h3 білий король · b1 біла тура | 4 |
| 3 | h8 чорна тура · a7 чорний король · b7 чорний пішак · e7 чорна тура · c6 чорний пішак · e6 чорний пішак · g6 чорний пішак · a5 білий пішак · c5 білий кінь · d5 чорний пішак · e5 білий пішак · f5 чорний кінь · h5 чорний пішак · b4 білий пішак · d3 біла тура · f3 білий пішак · g3 білий пішак · h3 білий король · b1 біла тура | h8 чорна тура · a7 чорний король · b7 чорний пішак · e7 чорна тура · c6 чорний пішак · e6 чорний пішак · g6 чорний пішак · a5 білий пішак · c5 білий кінь · d5 чорний пішак · e5 білий пішак · f5 чорний кінь · h5 чорний пішак · b4 білий пішак · d3 біла тура · f3 білий пішак · g3 білий пішак · h3 білий король · b1 біла тура | h8 чорна тура · a7 чорний король · b7 чорний пішак · e7 чорна тура · c6 чорний пішак · e6 чорний пішак · g6 чорний пішак · a5 білий пішак · c5 білий кінь · d5 чорний пішак · e5 білий пішак · f5 чорний кінь · h5 чорний пішак · b4 білий пішак · d3 біла тура · f3 білий пішак · g3 білий пішак · h3 білий король · b1 біла тура | h8 чорна тура · a7 чорний король · b7 чорний пішак · e7 чорна тура · c6 чорний пішак · e6 чорний пішак · g6 чорний пішак · a5 білий пішак · c5 білий кінь · d5 чорний пішак · e5 білий пішак · f5 чорний кінь · h5 чорний пішак · b4 білий пішак · d3 біла тура · f3 білий пішак · g3 білий пішак · h3 білий король · b1 біла тура | h8 чорна тура · a7 чорний король · b7 чорний пішак · e7 чорна тура · c6 чорний пішак · e6 чорний пішак · g6 чорний пішак · a5 білий пішак · c5 білий кінь · d5 чорний пішак · e5 білий пішак · f5 чорний кінь · h5 чорний пішак · b4 білий пішак · d3 біла тура · f3 білий пішак · g3 білий пішак · h3 білий король · b1 біла тура | h8 чорна тура · a7 чорний король · b7 чорний пішак · e7 чорна тура · c6 чорний пішак · e6 чорний пішак · g6 чорний пішак · a5 білий пішак · c5 білий кінь · d5 чорний пішак · e5 білий пішак · f5 чорний кінь · h5 чорний пішак · b4 білий пішак · d3 біла тура · f3 білий пішак · g3 білий пішак · h3 білий король · b1 біла тура | h8 чорна тура · a7 чорний король · b7 чорний пішак · e7 чорна тура · c6 чорний пішак · e6 чорний пішак · g6 чорний пішак · a5 білий пішак · c5 білий кінь · d5 чорний пішак · e5 білий пішак · f5 чорний кінь · h5 чорний пішак · b4 білий пішак · d3 біла тура · f3 білий пішак · g3 білий пішак · h3 білий король · b1 біла тура | h8 чорна тура · a7 чорний король · b7 чорний пішак · e7 чорна тура · c6 чорний пішак · e6 чорний пішак · g6 чорний пішак · a5 білий пішак · c5 білий кінь · d5 чорний пішак · e5 білий пішак · f5 чорний кінь · h5 чорний пішак · b4 білий пішак · d3 біла тура · f3 білий пішак · g3 білий пішак · h3 білий король · b1 біла тура | 3 |
| 2 | h8 чорна тура · a7 чорний король · b7 чорний пішак · e7 чорна тура · c6 чорний пішак · e6 чорний пішак · g6 чорний пішак · a5 білий пішак · c5 білий кінь · d5 чорний пішак · e5 білий пішак · f5 чорний кінь · h5 чорний пішак · b4 білий пішак · d3 біла тура · f3 білий пішак · g3 білий пішак · h3 білий король · b1 біла тура | h8 чорна тура · a7 чорний король · b7 чорний пішак · e7 чорна тура · c6 чорний пішак · e6 чорний пішак · g6 чорний пішак · a5 білий пішак · c5 білий кінь · d5 чорний пішак · e5 білий пішак · f5 чорний кінь · h5 чорний пішак · b4 білий пішак · d3 біла тура · f3 білий пішак · g3 білий пішак · h3 білий король · b1 біла тура | h8 чорна тура · a7 чорний король · b7 чорний пішак · e7 чорна тура · c6 чорний пішак · e6 чорний пішак · g6 чорний пішак · a5 білий пішак · c5 білий кінь · d5 чорний пішак · e5 білий пішак · f5 чорний кінь · h5 чорний пішак · b4 білий пішак · d3 біла тура · f3 білий пішак · g3 білий пішак · h3 білий король · b1 біла тура | h8 чорна тура · a7 чорний король · b7 чорний пішак · e7 чорна тура · c6 чорний пішак · e6 чорний пішак · g6 чорний пішак · a5 білий пішак · c5 білий кінь · d5 чорний пішак · e5 білий пішак · f5 чорний кінь · h5 чорний пішак · b4 білий пішак · d3 біла тура · f3 білий пішак · g3 білий пішак · h3 білий король · b1 біла тура | h8 чорна тура · a7 чорний король · b7 чорний пішак · e7 чорна тура · c6 чорний пішак · e6 чорний пішак · g6 чорний пішак · a5 білий пішак · c5 білий кінь · d5 чорний пішак · e5 білий пішак · f5 чорний кінь · h5 чорний пішак · b4 білий пішак · d3 біла тура · f3 білий пішак · g3 білий пішак · h3 білий король · b1 біла тура | h8 чорна тура · a7 чорний король · b7 чорний пішак · e7 чорна тура · c6 чорний пішак · e6 чорний пішак · g6 чорний пішак · a5 білий пішак · c5 білий кінь · d5 чорний пішак · e5 білий пішак · f5 чорний кінь · h5 чорний пішак · b4 білий пішак · d3 біла тура · f3 білий пішак · g3 білий пішак · h3 білий король · b1 біла тура | h8 чорна тура · a7 чорний король · b7 чорний пішак · e7 чорна тура · c6 чорний пішак · e6 чорний пішак · g6 чорний пішак · a5 білий пішак · c5 білий кінь · d5 чорний пішак · e5 білий пішак · f5 чорний кінь · h5 чорний пішак · b4 білий пішак · d3 біла тура · f3 білий пішак · g3 білий пішак · h3 білий король · b1 біла тура | h8 чорна тура · a7 чорний король · b7 чорний пішак · e7 чорна тура · c6 чорний пішак · e6 чорний пішак · g6 чорний пішак · a5 білий пішак · c5 білий кінь · d5 чорний пішак · e5 білий пішак · f5 чорний кінь · h5 чорний пішак · b4 білий пішак · d3 біла тура · f3 білий пішак · g3 білий пішак · h3 білий король · b1 біла тура | 2 |
| 1 | h8 чорна тура · a7 чорний король · b7 чорний пішак · e7 чорна тура · c6 чорний пішак · e6 чорний пішак · g6 чорний пішак · a5 білий пішак · c5 білий кінь · d5 чорний пішак · e5 білий пішак · f5 чорний кінь · h5 чорний пішак · b4 білий пішак · d3 біла тура · f3 білий пішак · g3 білий пішак · h3 білий король · b1 біла тура | h8 чорна тура · a7 чорний король · b7 чорний пішак · e7 чорна тура · c6 чорний пішак · e6 чорний пішак · g6 чорний пішак · a5 білий пішак · c5 білий кінь · d5 чорний пішак · e5 білий пішак · f5 чорний кінь · h5 чорний пішак · b4 білий пішак · d3 біла тура · f3 білий пішак · g3 білий пішак · h3 білий король · b1 біла тура | h8 чорна тура · a7 чорний король · b7 чорний пішак · e7 чорна тура · c6 чорний пішак · e6 чорний пішак · g6 чорний пішак · a5 білий пішак · c5 білий кінь · d5 чорний пішак · e5 білий пішак · f5 чорний кінь · h5 чорний пішак · b4 білий пішак · d3 біла тура · f3 білий пішак · g3 білий пішак · h3 білий король · b1 біла тура | h8 чорна тура · a7 чорний король · b7 чорний пішак · e7 чорна тура · c6 чорний пішак · e6 чорний пішак · g6 чорний пішак · a5 білий пішак · c5 білий кінь · d5 чорний пішак · e5 білий пішак · f5 чорний кінь · h5 чорний пішак · b4 білий пішак · d3 біла тура · f3 білий пішак · g3 білий пішак · h3 білий король · b1 біла тура | h8 чорна тура · a7 чорний король · b7 чорний пішак · e7 чорна тура · c6 чорний пішак · e6 чорний пішак · g6 чорний пішак · a5 білий пішак · c5 білий кінь · d5 чорний пішак · e5 білий пішак · f5 чорний кінь · h5 чорний пішак · b4 білий пішак · d3 біла тура · f3 білий пішак · g3 білий пішак · h3 білий король · b1 біла тура | h8 чорна тура · a7 чорний король · b7 чорний пішак · e7 чорна тура · c6 чорний пішак · e6 чорний пішак · g6 чорний пішак · a5 білий пішак · c5 білий кінь · d5 чорний пішак · e5 білий пішак · f5 чорний кінь · h5 чорний пішак · b4 білий пішак · d3 біла тура · f3 білий пішак · g3 білий пішак · h3 білий король · b1 біла тура | h8 чорна тура · a7 чорний король · b7 чорний пішак · e7 чорна тура · c6 чорний пішак · e6 чорний пішак · g6 чорний пішак · a5 білий пішак · c5 білий кінь · d5 чорний пішак · e5 білий пішак · f5 чорний кінь · h5 чорний пішак · b4 білий пішак · d3 біла тура · f3 білий пішак · g3 білий пішак · h3 білий король · b1 біла тура | h8 чорна тура · a7 чорний король · b7 чорний пішак · e7 чорна тура · c6 чорний пішак · e6 чорний пішак · g6 чорний пішак · a5 білий пішак · c5 білий кінь · d5 чорний пішак · e5 білий пішак · f5 чорний кінь · h5 чорний пішак · b4 білий пішак · d3 біла тура · f3 білий пішак · g3 білий пішак · h3 білий король · b1 біла тура | 1 |
|   | a | b | c | d | e | f | g | h |   |

Карлсен — Карякін

24 листопада

Іспанська партія (С65)

[Event "10 партія"] [Site "Нью-Йорк"] [Date "24.11.2016"] [White "Магнус Карлсен"] [Black "Сергій Карякін"] 
[Result "1-0"] [ECO "C65"] [WhiteElo "2853"] [BlackElo "2772"] [PlyCount "149"] [EventDate "11.11.2016"] [Round "10"] [EventType "match"] [EventCountry "USA"] 1.e4 e5 2.Nf3 Nc6 3.Bb5 Nf6 4.d3 Bc5 5.c3 O-O 6.Bg5 h6 7.Bh4 Be7 8.O-O d6 9.Nbd2 Nh5 10.Bxe7 Qxe7 11.Nc4 Nf4 12.Ne3 Qf6 13.g3 Nh3+ 14.Kh1 Ne7 15.Bc4 c6 16.Bb3 Ng6 17.Qe2 a5 18.a4 Be6 19.Bxe6 fxe6 20.Nd2 d5 21.Qh5 Ng5 22.h4 Nf3 23.Nxf3 Qxf3+ 24.Qxf3 Rxf3 25.Kg2 Rf7 26.Rfe1 h5 27.Nf1 Kf8 28.Nd2 Ke7 29.Re2 Kd6 30.Nf3 Raf8 31.Ng5 Re7 32.Rae1 Rfe8 33.Nf3 Nh8 34.d4 exd4 35.Nxd4 g6 36.Re3 Nf7 37.e5+ Kd7 38.Rf3 Nh6 39.Rf6 Rg7 40.b4 axb4 41.cxb4 Ng8 42.Rf3 Nh6 43.a5 Nf5 44.Nb3 Kc7 45.Nc5 Kb8 46.Rb1 Ka7 47.Rd3 Rc7 48.Ra3 Nd4 49.Rd1 Nf5 50.Kh3 Nh6 51.f3 Rf7 52.Rd4 Nf5 53.Rd2 Rh7 54.Rb3 Ree7 55.Rdd3 Rh8 56.Rb1 Rhh7 57.b5 cxb5 58.Rxb5 d4 59.Rb6 Rc7 60.Nxe6 Rc3
61.Nf4 Rhc7 62.Nd5 Rxd3 63.Nxc7 Kb8 64.Nb5 Kc8 65.Rxg6 Rxf3 66.Kg2 Rb3 67.Nd6+ Nxd6 68.Rxd6 Re3 69.e6 Kc7 70.Rxd4 Rxe6 71.Rd5 Rh6 72.Kf3 Kb8 73.Kf4 Ka7 74.Kg5 Rh8 75.Kf6 1-0

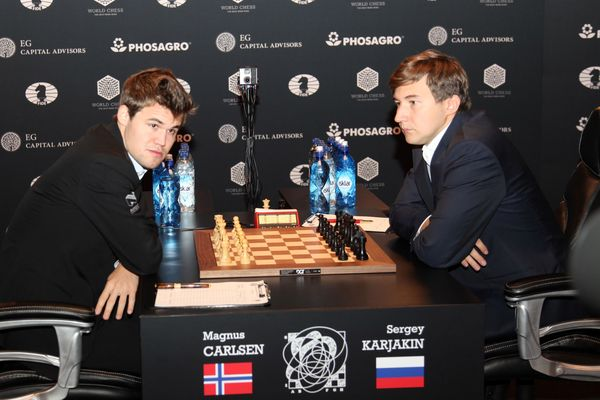
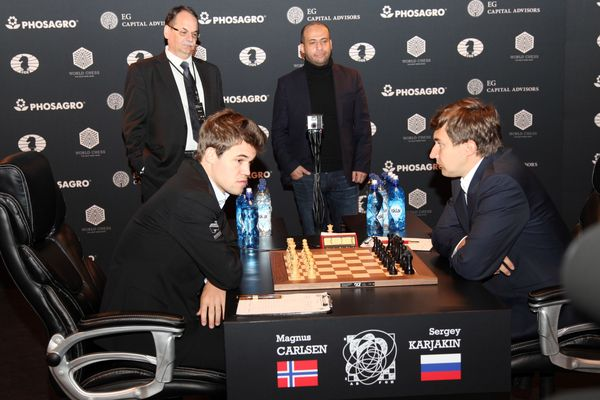
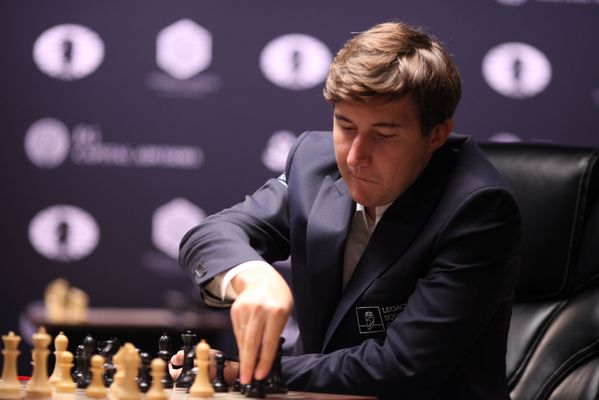
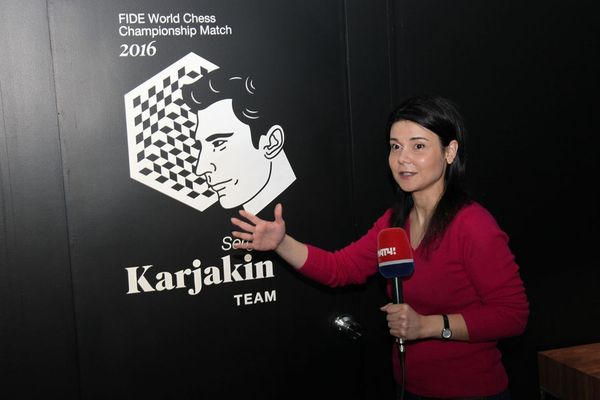
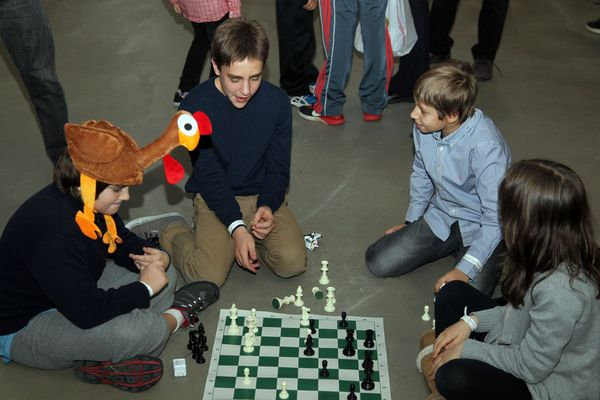
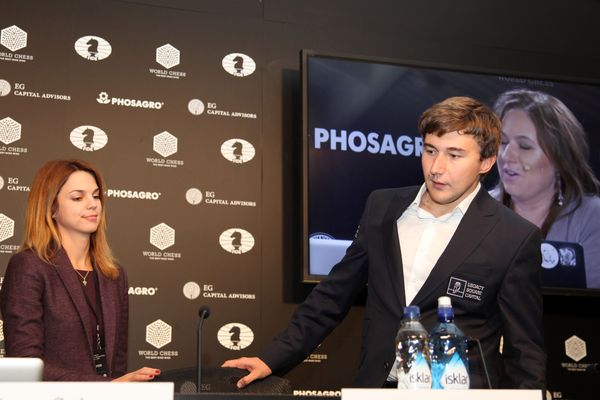
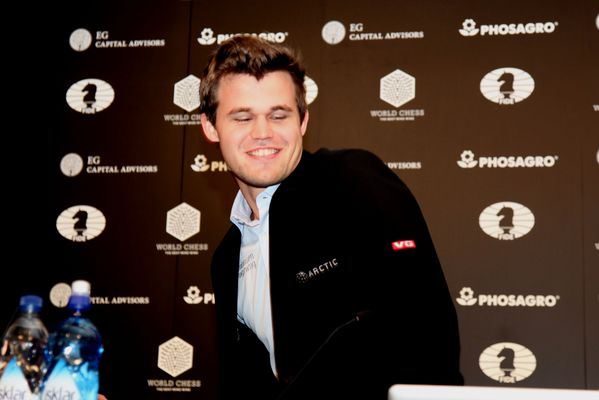
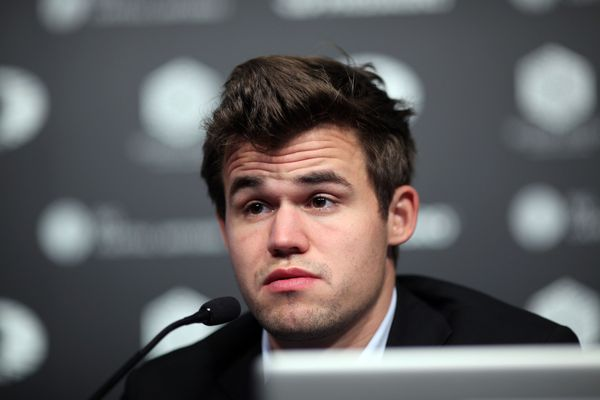
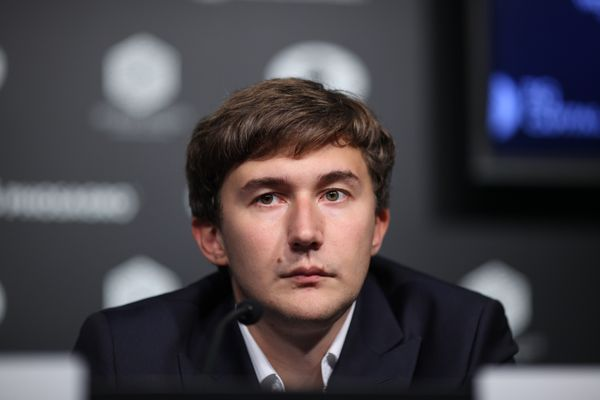
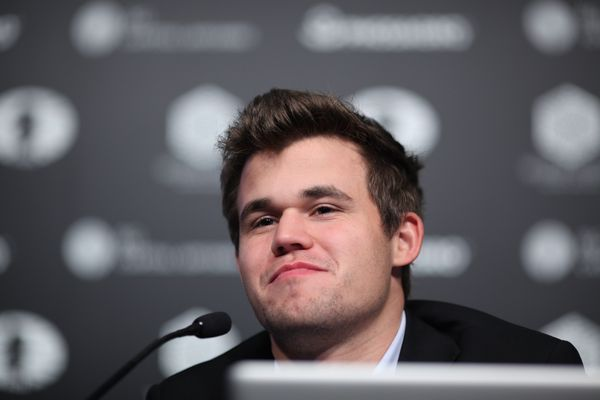

#### Одинадцята партія

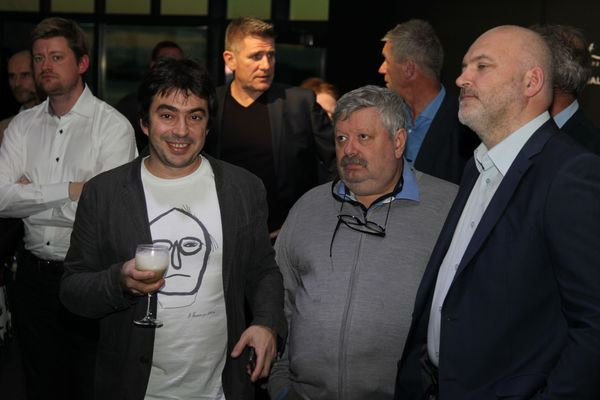
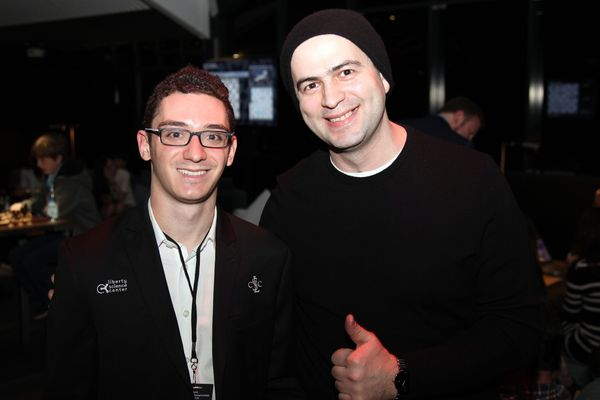
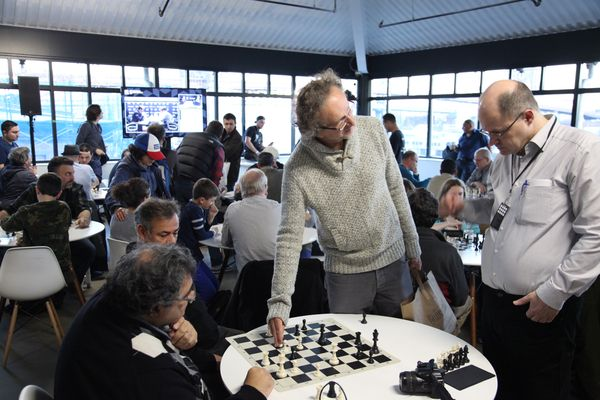
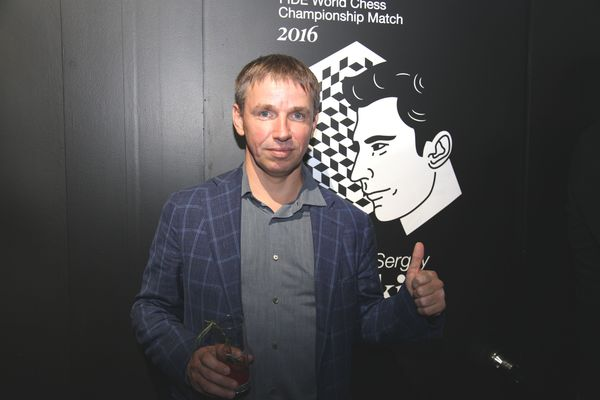
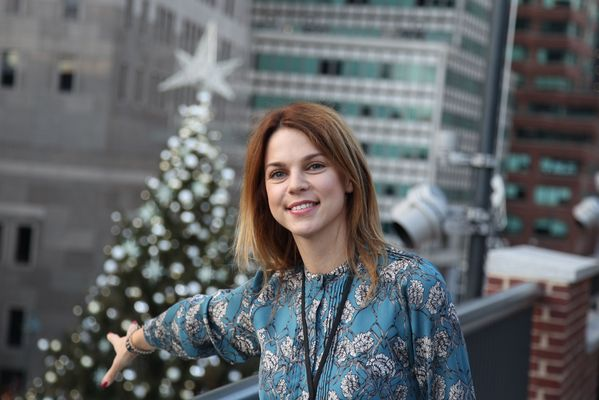
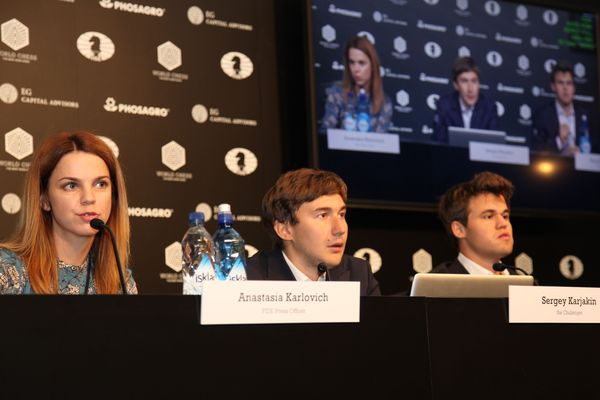
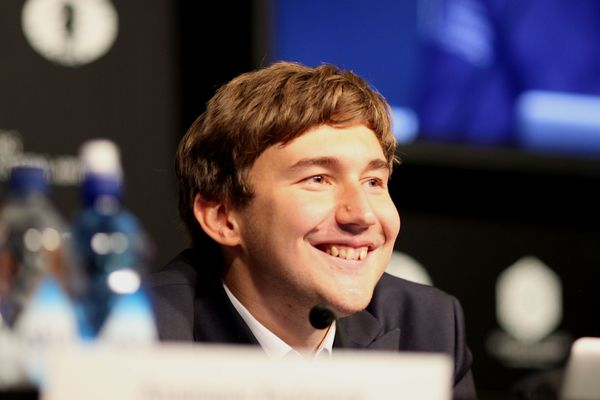
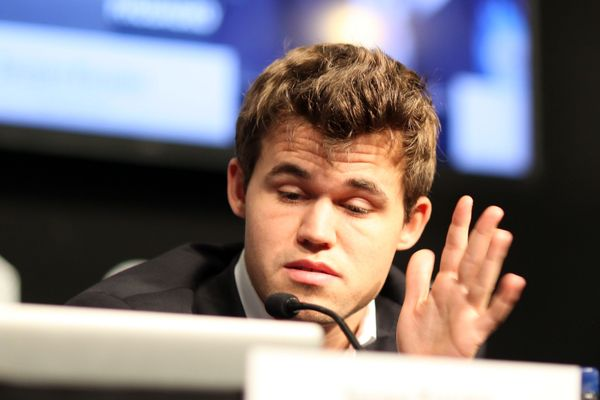
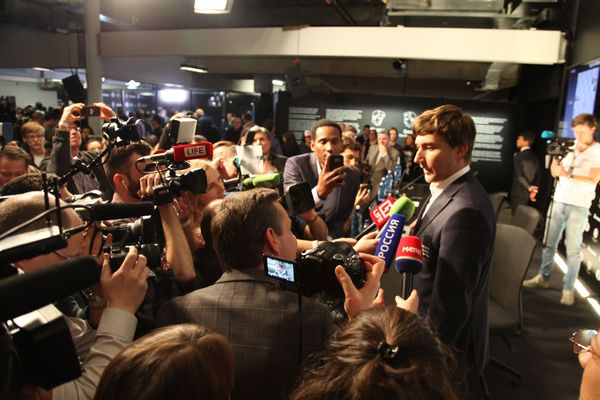
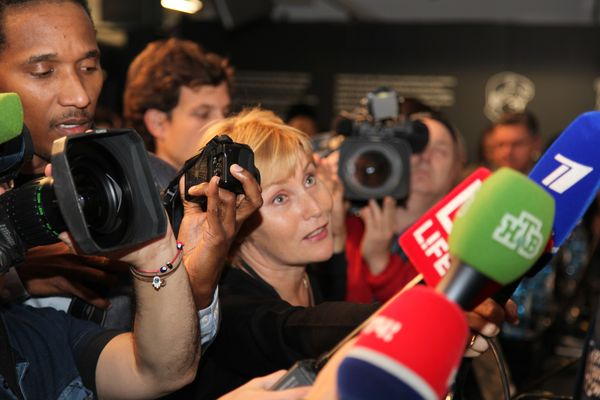

|   | a | b | c | d | e | f | g | h |   |
| 8 | e8 чорна тура · f8 чорна тура · g8 чорний король · d7 чорний ферзь · g7 чорний пішак · h7 чорний пішак · a6 чорний пішак · e6 чорний пішак · f6 чорний слон · b5 чорний пішак · d5 чорний пішак · f5 білий пішак · d4 чорний пішак · e4 білий пішак · g4 білий ферзь · a3 білий пішак · c3 білий пішак · d3 білий пішак · h3 білий пішак · c2 білий пішак · d2 білий слон · g2 білий пішак · a1 біла тура · g1 білий король | e8 чорна тура · f8 чорна тура · g8 чорний король · d7 чорний ферзь · g7 чорний пішак · h7 чорний пішак · a6 чорний пішак · e6 чорний пішак · f6 чорний слон · b5 чорний пішак · d5 чорний пішак · f5 білий пішак · d4 чорний пішак · e4 білий пішак · g4 білий ферзь · a3 білий пішак · c3 білий пішак · d3 білий пішак · h3 білий пішак · c2 білий пішак · d2 білий слон · g2 білий пішак · a1 біла тура · g1 білий король | e8 чорна тура · f8 чорна тура · g8 чорний король · d7 чорний ферзь · g7 чорний пішак · h7 чорний пішак · a6 чорний пішак · e6 чорний пішак · f6 чорний слон · b5 чорний пішак · d5 чорний пішак · f5 білий пішак · d4 чорний пішак · e4 білий пішак · g4 білий ферзь · a3 білий пішак · c3 білий пішак · d3 білий пішак · h3 білий пішак · c2 білий пішак · d2 білий слон · g2 білий пішак · a1 біла тура · g1 білий король | e8 чорна тура · f8 чорна тура · g8 чорний король · d7 чорний ферзь · g7 чорний пішак · h7 чорний пішак · a6 чорний пішак · e6 чорний пішак · f6 чорний слон · b5 чорний пішак · d5 чорний пішак · f5 білий пішак · d4 чорний пішак · e4 білий пішак · g4 білий ферзь · a3 білий пішак · c3 білий пішак · d3 білий пішак · h3 білий пішак · c2 білий пішак · d2 білий слон · g2 білий пішак · a1 біла тура · g1 білий король | e8 чорна тура · f8 чорна тура · g8 чорний король · d7 чорний ферзь · g7 чорний пішак · h7 чорний пішак · a6 чорний пішак · e6 чорний пішак · f6 чорний слон · b5 чорний пішак · d5 чорний пішак · f5 білий пішак · d4 чорний пішак · e4 білий пішак · g4 білий ферзь · a3 білий пішак · c3 білий пішак · d3 білий пішак · h3 білий пішак · c2 білий пішак · d2 білий слон · g2 білий пішак · a1 біла тура · g1 білий король | e8 чорна тура · f8 чорна тура · g8 чорний король · d7 чорний ферзь · g7 чорний пішак · h7 чорний пішак · a6 чорний пішак · e6 чорний пішак · f6 чорний слон · b5 чорний пішак · d5 чорний пішак · f5 білий пішак · d4 чорний пішак · e4 білий пішак · g4 білий ферзь · a3 білий пішак · c3 білий пішак · d3 білий пішак · h3 білий пішак · c2 білий пішак · d2 білий слон · g2 білий пішак · a1 біла тура · g1 білий король | e8 чорна тура · f8 чорна тура · g8 чорний король · d7 чорний ферзь · g7 чорний пішак · h7 чорний пішак · a6 чорний пішак · e6 чорний пішак · f6 чорний слон · b5 чорний пішак · d5 чорний пішак · f5 білий пішак · d4 чорний пішак · e4 білий пішак · g4 білий ферзь · a3 білий пішак · c3 білий пішак · d3 білий пішак · h3 білий пішак · c2 білий пішак · d2 білий слон · g2 білий пішак · a1 біла тура · g1 білий король | e8 чорна тура · f8 чорна тура · g8 чорний король · d7 чорний ферзь · g7 чорний пішак · h7 чорний пішак · a6 чорний пішак · e6 чорний пішак · f6 чорний слон · b5 чорний пішак · d5 чорний пішак · f5 білий пішак · d4 чорний пішак · e4 білий пішак · g4 білий ферзь · a3 білий пішак · c3 білий пішак · d3 білий пішак · h3 білий пішак · c2 білий пішак · d2 білий слон · g2 білий пішак · a1 біла тура · g1 білий король | 8 |
| 7 | e8 чорна тура · f8 чорна тура · g8 чорний король · d7 чорний ферзь · g7 чорний пішак · h7 чорний пішак · a6 чорний пішак · e6 чорний пішак · f6 чорний слон · b5 чорний пішак · d5 чорний пішак · f5 білий пішак · d4 чорний пішак · e4 білий пішак · g4 білий ферзь · a3 білий пішак · c3 білий пішак · d3 білий пішак · h3 білий пішак · c2 білий пішак · d2 білий слон · g2 білий пішак · a1 біла тура · g1 білий король | e8 чорна тура · f8 чорна тура · g8 чорний король · d7 чорний ферзь · g7 чорний пішак · h7 чорний пішак · a6 чорний пішак · e6 чорний пішак · f6 чорний слон · b5 чорний пішак · d5 чорний пішак · f5 білий пішак · d4 чорний пішак · e4 білий пішак · g4 білий ферзь · a3 білий пішак · c3 білий пішак · d3 білий пішак · h3 білий пішак · c2 білий пішак · d2 білий слон · g2 білий пішак · a1 біла тура · g1 білий король | e8 чорна тура · f8 чорна тура · g8 чорний король · d7 чорний ферзь · g7 чорний пішак · h7 чорний пішак · a6 чорний пішак · e6 чорний пішак · f6 чорний слон · b5 чорний пішак · d5 чорний пішак · f5 білий пішак · d4 чорний пішак · e4 білий пішак · g4 білий ферзь · a3 білий пішак · c3 білий пішак · d3 білий пішак · h3 білий пішак · c2 білий пішак · d2 білий слон · g2 білий пішак · a1 біла тура · g1 білий король | e8 чорна тура · f8 чорна тура · g8 чорний король · d7 чорний ферзь · g7 чорний пішак · h7 чорний пішак · a6 чорний пішак · e6 чорний пішак · f6 чорний слон · b5 чорний пішак · d5 чорний пішак · f5 білий пішак · d4 чорний пішак · e4 білий пішак · g4 білий ферзь · a3 білий пішак · c3 білий пішак · d3 білий пішак · h3 білий пішак · c2 білий пішак · d2 білий слон · g2 білий пішак · a1 біла тура · g1 білий король | e8 чорна тура · f8 чорна тура · g8 чорний король · d7 чорний ферзь · g7 чорний пішак · h7 чорний пішак · a6 чорний пішак · e6 чорний пішак · f6 чорний слон · b5 чорний пішак · d5 чорний пішак · f5 білий пішак · d4 чорний пішак · e4 білий пішак · g4 білий ферзь · a3 білий пішак · c3 білий пішак · d3 білий пішак · h3 білий пішак · c2 білий пішак · d2 білий слон · g2 білий пішак · a1 біла тура · g1 білий король | e8 чорна тура · f8 чорна тура · g8 чорний король · d7 чорний ферзь · g7 чорний пішак · h7 чорний пішак · a6 чорний пішак · e6 чорний пішак · f6 чорний слон · b5 чорний пішак · d5 чорний пішак · f5 білий пішак · d4 чорний пішак · e4 білий пішак · g4 білий ферзь · a3 білий пішак · c3 білий пішак · d3 білий пішак · h3 білий пішак · c2 білий пішак · d2 білий слон · g2 білий пішак · a1 біла тура · g1 білий король | e8 чорна тура · f8 чорна тура · g8 чорний король · d7 чорний ферзь · g7 чорний пішак · h7 чорний пішак · a6 чорний пішак · e6 чорний пішак · f6 чорний слон · b5 чорний пішак · d5 чорний пішак · f5 білий пішак · d4 чорний пішак · e4 білий пішак · g4 білий ферзь · a3 білий пішак · c3 білий пішак · d3 білий пішак · h3 білий пішак · c2 білий пішак · d2 білий слон · g2 білий пішак · a1 біла тура · g1 білий король | e8 чорна тура · f8 чорна тура · g8 чорний король · d7 чорний ферзь · g7 чорний пішак · h7 чорний пішак · a6 чорний пішак · e6 чорний пішак · f6 чорний слон · b5 чорний пішак · d5 чорний пішак · f5 білий пішак · d4 чорний пішак · e4 білий пішак · g4 білий ферзь · a3 білий пішак · c3 білий пішак · d3 білий пішак · h3 білий пішак · c2 білий пішак · d2 білий слон · g2 білий пішак · a1 біла тура · g1 білий король | 7 |
| 6 | e8 чорна тура · f8 чорна тура · g8 чорний король · d7 чорний ферзь · g7 чорний пішак · h7 чорний пішак · a6 чорний пішак · e6 чорний пішак · f6 чорний слон · b5 чорний пішак · d5 чорний пішак · f5 білий пішак · d4 чорний пішак · e4 білий пішак · g4 білий ферзь · a3 білий пішак · c3 білий пішак · d3 білий пішак · h3 білий пішак · c2 білий пішак · d2 білий слон · g2 білий пішак · a1 біла тура · g1 білий король | e8 чорна тура · f8 чорна тура · g8 чорний король · d7 чорний ферзь · g7 чорний пішак · h7 чорний пішак · a6 чорний пішак · e6 чорний пішак · f6 чорний слон · b5 чорний пішак · d5 чорний пішак · f5 білий пішак · d4 чорний пішак · e4 білий пішак · g4 білий ферзь · a3 білий пішак · c3 білий пішак · d3 білий пішак · h3 білий пішак · c2 білий пішак · d2 білий слон · g2 білий пішак · a1 біла тура · g1 білий король | e8 чорна тура · f8 чорна тура · g8 чорний король · d7 чорний ферзь · g7 чорний пішак · h7 чорний пішак · a6 чорний пішак · e6 чорний пішак · f6 чорний слон · b5 чорний пішак · d5 чорний пішак · f5 білий пішак · d4 чорний пішак · e4 білий пішак · g4 білий ферзь · a3 білий пішак · c3 білий пішак · d3 білий пішак · h3 білий пішак · c2 білий пішак · d2 білий слон · g2 білий пішак · a1 біла тура · g1 білий король | e8 чорна тура · f8 чорна тура · g8 чорний король · d7 чорний ферзь · g7 чорний пішак · h7 чорний пішак · a6 чорний пішак · e6 чорний пішак · f6 чорний слон · b5 чорний пішак · d5 чорний пішак · f5 білий пішак · d4 чорний пішак · e4 білий пішак · g4 білий ферзь · a3 білий пішак · c3 білий пішак · d3 білий пішак · h3 білий пішак · c2 білий пішак · d2 білий слон · g2 білий пішак · a1 біла тура · g1 білий король | e8 чорна тура · f8 чорна тура · g8 чорний король · d7 чорний ферзь · g7 чорний пішак · h7 чорний пішак · a6 чорний пішак · e6 чорний пішак · f6 чорний слон · b5 чорний пішак · d5 чорний пішак · f5 білий пішак · d4 чорний пішак · e4 білий пішак · g4 білий ферзь · a3 білий пішак · c3 білий пішак · d3 білий пішак · h3 білий пішак · c2 білий пішак · d2 білий слон · g2 білий пішак · a1 біла тура · g1 білий король | e8 чорна тура · f8 чорна тура · g8 чорний король · d7 чорний ферзь · g7 чорний пішак · h7 чорний пішак · a6 чорний пішак · e6 чорний пішак · f6 чорний слон · b5 чорний пішак · d5 чорний пішак · f5 білий пішак · d4 чорний пішак · e4 білий пішак · g4 білий ферзь · a3 білий пішак · c3 білий пішак · d3 білий пішак · h3 білий пішак · c2 білий пішак · d2 білий слон · g2 білий пішак · a1 біла тура · g1 білий король | e8 чорна тура · f8 чорна тура · g8 чорний король · d7 чорний ферзь · g7 чорний пішак · h7 чорний пішак · a6 чорний пішак · e6 чорний пішак · f6 чорний слон · b5 чорний пішак · d5 чорний пішак · f5 білий пішак · d4 чорний пішак · e4 білий пішак · g4 білий ферзь · a3 білий пішак · c3 білий пішак · d3 білий пішак · h3 білий пішак · c2 білий пішак · d2 білий слон · g2 білий пішак · a1 біла тура · g1 білий король | e8 чорна тура · f8 чорна тура · g8 чорний король · d7 чорний ферзь · g7 чорний пішак · h7 чорний пішак · a6 чорний пішак · e6 чорний пішак · f6 чорний слон · b5 чорний пішак · d5 чорний пішак · f5 білий пішак · d4 чорний пішак · e4 білий пішак · g4 білий ферзь · a3 білий пішак · c3 білий пішак · d3 білий пішак · h3 білий пішак · c2 білий пішак · d2 білий слон · g2 білий пішак · a1 біла тура · g1 білий король | 6 |
| 5 | e8 чорна тура · f8 чорна тура · g8 чорний король · d7 чорний ферзь · g7 чорний пішак · h7 чорний пішак · a6 чорний пішак · e6 чорний пішак · f6 чорний слон · b5 чорний пішак · d5 чорний пішак · f5 білий пішак · d4 чорний пішак · e4 білий пішак · g4 білий ферзь · a3 білий пішак · c3 білий пішак · d3 білий пішак · h3 білий пішак · c2 білий пішак · d2 білий слон · g2 білий пішак · a1 біла тура · g1 білий король | e8 чорна тура · f8 чорна тура · g8 чорний король · d7 чорний ферзь · g7 чорний пішак · h7 чорний пішак · a6 чорний пішак · e6 чорний пішак · f6 чорний слон · b5 чорний пішак · d5 чорний пішак · f5 білий пішак · d4 чорний пішак · e4 білий пішак · g4 білий ферзь · a3 білий пішак · c3 білий пішак · d3 білий пішак · h3 білий пішак · c2 білий пішак · d2 білий слон · g2 білий пішак · a1 біла тура · g1 білий король | e8 чорна тура · f8 чорна тура · g8 чорний король · d7 чорний ферзь · g7 чорний пішак · h7 чорний пішак · a6 чорний пішак · e6 чорний пішак · f6 чорний слон · b5 чорний пішак · d5 чорний пішак · f5 білий пішак · d4 чорний пішак · e4 білий пішак · g4 білий ферзь · a3 білий пішак · c3 білий пішак · d3 білий пішак · h3 білий пішак · c2 білий пішак · d2 білий слон · g2 білий пішак · a1 біла тура · g1 білий король | e8 чорна тура · f8 чорна тура · g8 чорний король · d7 чорний ферзь · g7 чорний пішак · h7 чорний пішак · a6 чорний пішак · e6 чорний пішак · f6 чорний слон · b5 чорний пішак · d5 чорний пішак · f5 білий пішак · d4 чорний пішак · e4 білий пішак · g4 білий ферзь · a3 білий пішак · c3 білий пішак · d3 білий пішак · h3 білий пішак · c2 білий пішак · d2 білий слон · g2 білий пішак · a1 біла тура · g1 білий король | e8 чорна тура · f8 чорна тура · g8 чорний король · d7 чорний ферзь · g7 чорний пішак · h7 чорний пішак · a6 чорний пішак · e6 чорний пішак · f6 чорний слон · b5 чорний пішак · d5 чорний пішак · f5 білий пішак · d4 чорний пішак · e4 білий пішак · g4 білий ферзь · a3 білий пішак · c3 білий пішак · d3 білий пішак · h3 білий пішак · c2 білий пішак · d2 білий слон · g2 білий пішак · a1 біла тура · g1 білий король | e8 чорна тура · f8 чорна тура · g8 чорний король · d7 чорний ферзь · g7 чорний пішак · h7 чорний пішак · a6 чорний пішак · e6 чорний пішак · f6 чорний слон · b5 чорний пішак · d5 чорний пішак · f5 білий пішак · d4 чорний пішак · e4 білий пішак · g4 білий ферзь · a3 білий пішак · c3 білий пішак · d3 білий пішак · h3 білий пішак · c2 білий пішак · d2 білий слон · g2 білий пішак · a1 біла тура · g1 білий король | e8 чорна тура · f8 чорна тура · g8 чорний король · d7 чорний ферзь · g7 чорний пішак · h7 чорний пішак · a6 чорний пішак · e6 чорний пішак · f6 чорний слон · b5 чорний пішак · d5 чорний пішак · f5 білий пішак · d4 чорний пішак · e4 білий пішак · g4 білий ферзь · a3 білий пішак · c3 білий пішак · d3 білий пішак · h3 білий пішак · c2 білий пішак · d2 білий слон · g2 білий пішак · a1 біла тура · g1 білий король | e8 чорна тура · f8 чорна тура · g8 чорний король · d7 чорний ферзь · g7 чорний пішак · h7 чорний пішак · a6 чорний пішак · e6 чорний пішак · f6 чорний слон · b5 чорний пішак · d5 чорний пішак · f5 білий пішак · d4 чорний пішак · e4 білий пішак · g4 білий ферзь · a3 білий пішак · c3 білий пішак · d3 білий пішак · h3 білий пішак · c2 білий пішак · d2 білий слон · g2 білий пішак · a1 біла тура · g1 білий король | 5 |
| 4 | e8 чорна тура · f8 чорна тура · g8 чорний король · d7 чорний ферзь · g7 чорний пішак · h7 чорний пішак · a6 чорний пішак · e6 чорний пішак · f6 чорний слон · b5 чорний пішак · d5 чорний пішак · f5 білий пішак · d4 чорний пішак · e4 білий пішак · g4 білий ферзь · a3 білий пішак · c3 білий пішак · d3 білий пішак · h3 білий пішак · c2 білий пішак · d2 білий слон · g2 білий пішак · a1 біла тура · g1 білий король | e8 чорна тура · f8 чорна тура · g8 чорний король · d7 чорний ферзь · g7 чорний пішак · h7 чорний пішак · a6 чорний пішак · e6 чорний пішак · f6 чорний слон · b5 чорний пішак · d5 чорний пішак · f5 білий пішак · d4 чорний пішак · e4 білий пішак · g4 білий ферзь · a3 білий пішак · c3 білий пішак · d3 білий пішак · h3 білий пішак · c2 білий пішак · d2 білий слон · g2 білий пішак · a1 біла тура · g1 білий король | e8 чорна тура · f8 чорна тура · g8 чорний король · d7 чорний ферзь · g7 чорний пішак · h7 чорний пішак · a6 чорний пішак · e6 чорний пішак · f6 чорний слон · b5 чорний пішак · d5 чорний пішак · f5 білий пішак · d4 чорний пішак · e4 білий пішак · g4 білий ферзь · a3 білий пішак · c3 білий пішак · d3 білий пішак · h3 білий пішак · c2 білий пішак · d2 білий слон · g2 білий пішак · a1 біла тура · g1 білий король | e8 чорна тура · f8 чорна тура · g8 чорний король · d7 чорний ферзь · g7 чорний пішак · h7 чорний пішак · a6 чорний пішак · e6 чорний пішак · f6 чорний слон · b5 чорний пішак · d5 чорний пішак · f5 білий пішак · d4 чорний пішак · e4 білий пішак · g4 білий ферзь · a3 білий пішак · c3 білий пішак · d3 білий пішак · h3 білий пішак · c2 білий пішак · d2 білий слон · g2 білий пішак · a1 біла тура · g1 білий король | e8 чорна тура · f8 чорна тура · g8 чорний король · d7 чорний ферзь · g7 чорний пішак · h7 чорний пішак · a6 чорний пішак · e6 чорний пішак · f6 чорний слон · b5 чорний пішак · d5 чорний пішак · f5 білий пішак · d4 чорний пішак · e4 білий пішак · g4 білий ферзь · a3 білий пішак · c3 білий пішак · d3 білий пішак · h3 білий пішак · c2 білий пішак · d2 білий слон · g2 білий пішак · a1 біла тура · g1 білий король | e8 чорна тура · f8 чорна тура · g8 чорний король · d7 чорний ферзь · g7 чорний пішак · h7 чорний пішак · a6 чорний пішак · e6 чорний пішак · f6 чорний слон · b5 чорний пішак · d5 чорний пішак · f5 білий пішак · d4 чорний пішак · e4 білий пішак · g4 білий ферзь · a3 білий пішак · c3 білий пішак · d3 білий пішак · h3 білий пішак · c2 білий пішак · d2 білий слон · g2 білий пішак · a1 біла тура · g1 білий король | e8 чорна тура · f8 чорна тура · g8 чорний король · d7 чорний ферзь · g7 чорний пішак · h7 чорний пішак · a6 чорний пішак · e6 чорний пішак · f6 чорний слон · b5 чорний пішак · d5 чорний пішак · f5 білий пішак · d4 чорний пішак · e4 білий пішак · g4 білий ферзь · a3 білий пішак · c3 білий пішак · d3 білий пішак · h3 білий пішак · c2 білий пішак · d2 білий слон · g2 білий пішак · a1 біла тура · g1 білий король | e8 чорна тура · f8 чорна тура · g8 чорний король · d7 чорний ферзь · g7 чорний пішак · h7 чорний пішак · a6 чорний пішак · e6 чорний пішак · f6 чорний слон · b5 чорний пішак · d5 чорний пішак · f5 білий пішак · d4 чорний пішак · e4 білий пішак · g4 білий ферзь · a3 білий пішак · c3 білий пішак · d3 білий пішак · h3 білий пішак · c2 білий пішак · d2 білий слон · g2 білий пішак · a1 біла тура · g1 білий король | 4 |
| 3 | e8 чорна тура · f8 чорна тура · g8 чорний король · d7 чорний ферзь · g7 чорний пішак · h7 чорний пішак · a6 чорний пішак · e6 чорний пішак · f6 чорний слон · b5 чорний пішак · d5 чорний пішак · f5 білий пішак · d4 чорний пішак · e4 білий пішак · g4 білий ферзь · a3 білий пішак · c3 білий пішак · d3 білий пішак · h3 білий пішак · c2 білий пішак · d2 білий слон · g2 білий пішак · a1 біла тура · g1 білий король | e8 чорна тура · f8 чорна тура · g8 чорний король · d7 чорний ферзь · g7 чорний пішак · h7 чорний пішак · a6 чорний пішак · e6 чорний пішак · f6 чорний слон · b5 чорний пішак · d5 чорний пішак · f5 білий пішак · d4 чорний пішак · e4 білий пішак · g4 білий ферзь · a3 білий пішак · c3 білий пішак · d3 білий пішак · h3 білий пішак · c2 білий пішак · d2 білий слон · g2 білий пішак · a1 біла тура · g1 білий король | e8 чорна тура · f8 чорна тура · g8 чорний король · d7 чорний ферзь · g7 чорний пішак · h7 чорний пішак · a6 чорний пішак · e6 чорний пішак · f6 чорний слон · b5 чорний пішак · d5 чорний пішак · f5 білий пішак · d4 чорний пішак · e4 білий пішак · g4 білий ферзь · a3 білий пішак · c3 білий пішак · d3 білий пішак · h3 білий пішак · c2 білий пішак · d2 білий слон · g2 білий пішак · a1 біла тура · g1 білий король | e8 чорна тура · f8 чорна тура · g8 чорний король · d7 чорний ферзь · g7 чорний пішак · h7 чорний пішак · a6 чорний пішак · e6 чорний пішак · f6 чорний слон · b5 чорний пішак · d5 чорний пішак · f5 білий пішак · d4 чорний пішак · e4 білий пішак · g4 білий ферзь · a3 білий пішак · c3 білий пішак · d3 білий пішак · h3 білий пішак · c2 білий пішак · d2 білий слон · g2 білий пішак · a1 біла тура · g1 білий король | e8 чорна тура · f8 чорна тура · g8 чорний король · d7 чорний ферзь · g7 чорний пішак · h7 чорний пішак · a6 чорний пішак · e6 чорний пішак · f6 чорний слон · b5 чорний пішак · d5 чорний пішак · f5 білий пішак · d4 чорний пішак · e4 білий пішак · g4 білий ферзь · a3 білий пішак · c3 білий пішак · d3 білий пішак · h3 білий пішак · c2 білий пішак · d2 білий слон · g2 білий пішак · a1 біла тура · g1 білий король | e8 чорна тура · f8 чорна тура · g8 чорний король · d7 чорний ферзь · g7 чорний пішак · h7 чорний пішак · a6 чорний пішак · e6 чорний пішак · f6 чорний слон · b5 чорний пішак · d5 чорний пішак · f5 білий пішак · d4 чорний пішак · e4 білий пішак · g4 білий ферзь · a3 білий пішак · c3 білий пішак · d3 білий пішак · h3 білий пішак · c2 білий пішак · d2 білий слон · g2 білий пішак · a1 біла тура · g1 білий король | e8 чорна тура · f8 чорна тура · g8 чорний король · d7 чорний ферзь · g7 чорний пішак · h7 чорний пішак · a6 чорний пішак · e6 чорний пішак · f6 чорний слон · b5 чорний пішак · d5 чорний пішак · f5 білий пішак · d4 чорний пішак · e4 білий пішак · g4 білий ферзь · a3 білий пішак · c3 білий пішак · d3 білий пішак · h3 білий пішак · c2 білий пішак · d2 білий слон · g2 білий пішак · a1 біла тура · g1 білий король | e8 чорна тура · f8 чорна тура · g8 чорний король · d7 чорний ферзь · g7 чорний пішак · h7 чорний пішак · a6 чорний пішак · e6 чорний пішак · f6 чорний слон · b5 чорний пішак · d5 чорний пішак · f5 білий пішак · d4 чорний пішак · e4 білий пішак · g4 білий ферзь · a3 білий пішак · c3 білий пішак · d3 білий пішак · h3 білий пішак · c2 білий пішак · d2 білий слон · g2 білий пішак · a1 біла тура · g1 білий король | 3 |
| 2 | e8 чорна тура · f8 чорна тура · g8 чорний король · d7 чорний ферзь · g7 чорний пішак · h7 чорний пішак · a6 чорний пішак · e6 чорний пішак · f6 чорний слон · b5 чорний пішак · d5 чорний пішак · f5 білий пішак · d4 чорний пішак · e4 білий пішак · g4 білий ферзь · a3 білий пішак · c3 білий пішак · d3 білий пішак · h3 білий пішак · c2 білий пішак · d2 білий слон · g2 білий пішак · a1 біла тура · g1 білий король | e8 чорна тура · f8 чорна тура · g8 чорний король · d7 чорний ферзь · g7 чорний пішак · h7 чорний пішак · a6 чорний пішак · e6 чорний пішак · f6 чорний слон · b5 чорний пішак · d5 чорний пішак · f5 білий пішак · d4 чорний пішак · e4 білий пішак · g4 білий ферзь · a3 білий пішак · c3 білий пішак · d3 білий пішак · h3 білий пішак · c2 білий пішак · d2 білий слон · g2 білий пішак · a1 біла тура · g1 білий король | e8 чорна тура · f8 чорна тура · g8 чорний король · d7 чорний ферзь · g7 чорний пішак · h7 чорний пішак · a6 чорний пішак · e6 чорний пішак · f6 чорний слон · b5 чорний пішак · d5 чорний пішак · f5 білий пішак · d4 чорний пішак · e4 білий пішак · g4 білий ферзь · a3 білий пішак · c3 білий пішак · d3 білий пішак · h3 білий пішак · c2 білий пішак · d2 білий слон · g2 білий пішак · a1 біла тура · g1 білий король | e8 чорна тура · f8 чорна тура · g8 чорний король · d7 чорний ферзь · g7 чорний пішак · h7 чорний пішак · a6 чорний пішак · e6 чорний пішак · f6 чорний слон · b5 чорний пішак · d5 чорний пішак · f5 білий пішак · d4 чорний пішак · e4 білий пішак · g4 білий ферзь · a3 білий пішак · c3 білий пішак · d3 білий пішак · h3 білий пішак · c2 білий пішак · d2 білий слон · g2 білий пішак · a1 біла тура · g1 білий король | e8 чорна тура · f8 чорна тура · g8 чорний король · d7 чорний ферзь · g7 чорний пішак · h7 чорний пішак · a6 чорний пішак · e6 чорний пішак · f6 чорний слон · b5 чорний пішак · d5 чорний пішак · f5 білий пішак · d4 чорний пішак · e4 білий пішак · g4 білий ферзь · a3 білий пішак · c3 білий пішак · d3 білий пішак · h3 білий пішак · c2 білий пішак · d2 білий слон · g2 білий пішак · a1 біла тура · g1 білий король | e8 чорна тура · f8 чорна тура · g8 чорний король · d7 чорний ферзь · g7 чорний пішак · h7 чорний пішак · a6 чорний пішак · e6 чорний пішак · f6 чорний слон · b5 чорний пішак · d5 чорний пішак · f5 білий пішак · d4 чорний пішак · e4 білий пішак · g4 білий ферзь · a3 білий пішак · c3 білий пішак · d3 білий пішак · h3 білий пішак · c2 білий пішак · d2 білий слон · g2 білий пішак · a1 біла тура · g1 білий король | e8 чорна тура · f8 чорна тура · g8 чорний король · d7 чорний ферзь · g7 чорний пішак · h7 чорний пішак · a6 чорний пішак · e6 чорний пішак · f6 чорний слон · b5 чорний пішак · d5 чорний пішак · f5 білий пішак · d4 чорний пішак · e4 білий пішак · g4 білий ферзь · a3 білий пішак · c3 білий пішак · d3 білий пішак · h3 білий пішак · c2 білий пішак · d2 білий слон · g2 білий пішак · a1 біла тура · g1 білий король | e8 чорна тура · f8 чорна тура · g8 чорний король · d7 чорний ферзь · g7 чорний пішак · h7 чорний пішак · a6 чорний пішак · e6 чорний пішак · f6 чорний слон · b5 чорний пішак · d5 чорний пішак · f5 білий пішак · d4 чорний пішак · e4 білий пішак · g4 білий ферзь · a3 білий пішак · c3 білий пішак · d3 білий пішак · h3 білий пішак · c2 білий пішак · d2 білий слон · g2 білий пішак · a1 біла тура · g1 білий король | 2 |
| 1 | e8 чорна тура · f8 чорна тура · g8 чорний король · d7 чорний ферзь · g7 чорний пішак · h7 чорний пішак · a6 чорний пішак · e6 чорний пішак · f6 чорний слон · b5 чорний пішак · d5 чорний пішак · f5 білий пішак · d4 чорний пішак · e4 білий пішак · g4 білий ферзь · a3 білий пішак · c3 білий пішак · d3 білий пішак · h3 білий пішак · c2 білий пішак · d2 білий слон · g2 білий пішак · a1 біла тура · g1 білий король | e8 чорна тура · f8 чорна тура · g8 чорний король · d7 чорний ферзь · g7 чорний пішак · h7 чорний пішак · a6 чорний пішак · e6 чорний пішак · f6 чорний слон · b5 чорний пішак · d5 чорний пішак · f5 білий пішак · d4 чорний пішак · e4 білий пішак · g4 білий ферзь · a3 білий пішак · c3 білий пішак · d3 білий пішак · h3 білий пішак · c2 білий пішак · d2 білий слон · g2 білий пішак · a1 біла тура · g1 білий король | e8 чорна тура · f8 чорна тура · g8 чорний король · d7 чорний ферзь · g7 чорний пішак · h7 чорний пішак · a6 чорний пішак · e6 чорний пішак · f6 чорний слон · b5 чорний пішак · d5 чорний пішак · f5 білий пішак · d4 чорний пішак · e4 білий пішак · g4 білий ферзь · a3 білий пішак · c3 білий пішак · d3 білий пішак · h3 білий пішак · c2 білий пішак · d2 білий слон · g2 білий пішак · a1 біла тура · g1 білий король | e8 чорна тура · f8 чорна тура · g8 чорний король · d7 чорний ферзь · g7 чорний пішак · h7 чорний пішак · a6 чорний пішак · e6 чорний пішак · f6 чорний слон · b5 чорний пішак · d5 чорний пішак · f5 білий пішак · d4 чорний пішак · e4 білий пішак · g4 білий ферзь · a3 білий пішак · c3 білий пішак · d3 білий пішак · h3 білий пішак · c2 білий пішак · d2 білий слон · g2 білий пішак · a1 біла тура · g1 білий король | e8 чорна тура · f8 чорна тура · g8 чорний король · d7 чорний ферзь · g7 чорний пішак · h7 чорний пішак · a6 чорний пішак · e6 чорний пішак · f6 чорний слон · b5 чорний пішак · d5 чорний пішак · f5 білий пішак · d4 чорний пішак · e4 білий пішак · g4 білий ферзь · a3 білий пішак · c3 білий пішак · d3 білий пішак · h3 білий пішак · c2 білий пішак · d2 білий слон · g2 білий пішак · a1 біла тура · g1 білий король | e8 чорна тура · f8 чорна тура · g8 чорний король · d7 чорний ферзь · g7 чорний пішак · h7 чорний пішак · a6 чорний пішак · e6 чорний пішак · f6 чорний слон · b5 чорний пішак · d5 чорний пішак · f5 білий пішак · d4 чорний пішак · e4 білий пішак · g4 білий ферзь · a3 білий пішак · c3 білий пішак · d3 білий пішак · h3 білий пішак · c2 білий пішак · d2 білий слон · g2 білий пішак · a1 біла тура · g1 білий король | e8 чорна тура · f8 чорна тура · g8 чорний король · d7 чорний ферзь · g7 чорний пішак · h7 чорний пішак · a6 чорний пішак · e6 чорний пішак · f6 чорний слон · b5 чорний пішак · d5 чорний пішак · f5 білий пішак · d4 чорний пішак · e4 білий пішак · g4 білий ферзь · a3 білий пішак · c3 білий пішак · d3 білий пішак · h3 білий пішак · c2 білий пішак · d2 білий слон · g2 білий пішак · a1 біла тура · g1 білий король | e8 чорна тура · f8 чорна тура · g8 чорний король · d7 чорний ферзь · g7 чорний пішак · h7 чорний пішак · a6 чорний пішак · e6 чорний пішак · f6 чорний слон · b5 чорний пішак · d5 чорний пішак · f5 білий пішак · d4 чорний пішак · e4 білий пішак · g4 білий ферзь · a3 білий пішак · c3 білий пішак · d3 білий пішак · h3 білий пішак · c2 білий пішак · d2 білий слон · g2 білий пішак · a1 біла тура · g1 білий король | 1 |
|   | a | b | c | d | e | f | g | h |   |

Карякін — Карлсен

26 листопада

Іспанська партія (С78)

[Event "11 партія"] [Site "Нью-Йорк"] [Date "26.11.2016"] [White "Сергій Карякін"] [Black "Магнус Карлсен"] 
[Result "1/2-1/2"] [ECO "C78"] [WhiteElo "2853"] [BlackElo "2772"] [PlyCount "67"] [EventDate "11.11.2016"] [Round "11"] [EventType "match"] [EventCountry "USA"] 1.e4 e5 2.Nf3 Nc6 3.Bb5 a6 4.Ba4 Nf6 5.O-O Be7 6.d3 b5 7.Bb3 d6 8.a3 O-O 9.Nc3 Be6 10.Nd5 Nd4 11.Nxd4 exd4 12.Nxf6+ Bxf6 13.Bxe6 fxe6 14.f4 c5 15.Qg4 Qd7 16.f5 Rae8 17.Bd2 c4 18.h3 c3 19.bxc3 d5 20.Bg5 Bxg5 21.Qxg5 dxe4 22.fxe6 Rxf1+ 23.Rxf1 Qxe6 24.cxd4 e3 25.Re1 h6 26.Qh5 e2 27.Qf3 a5 28.c3 Qa2 29.Qc6 Re6 30.Qc8+ Kh7 31.c4 Qd2 32.Qxe6 Qxe1+ 33.Kh2 Qf2 34.Qe4+ 1/2-1/2

#### Дванадцята партія

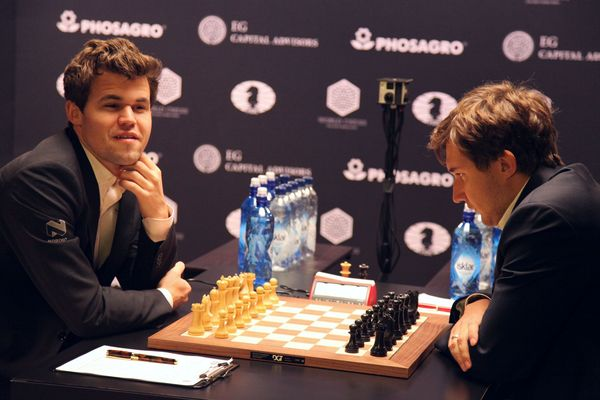
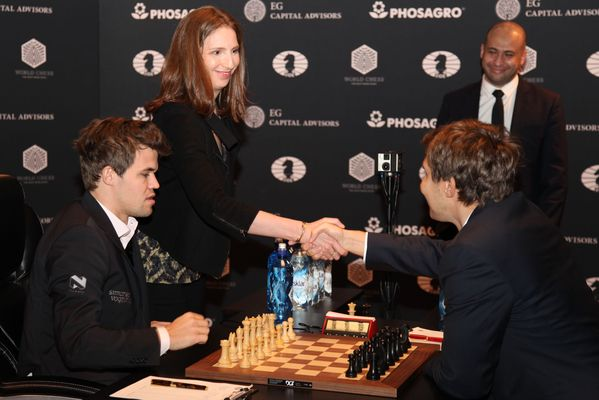
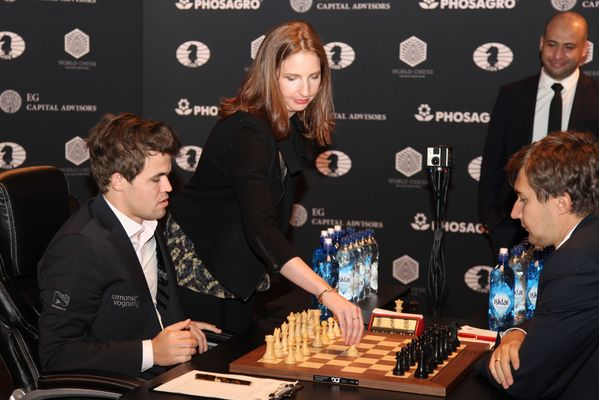
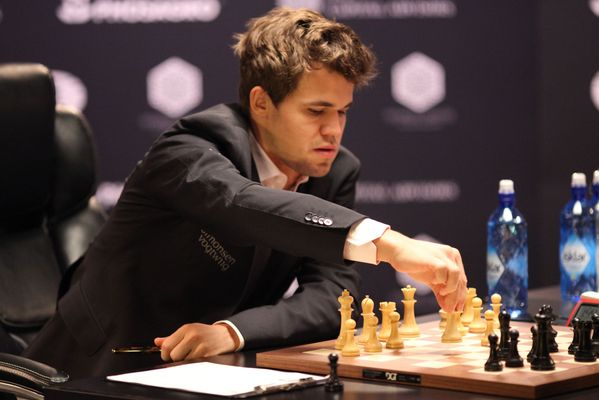
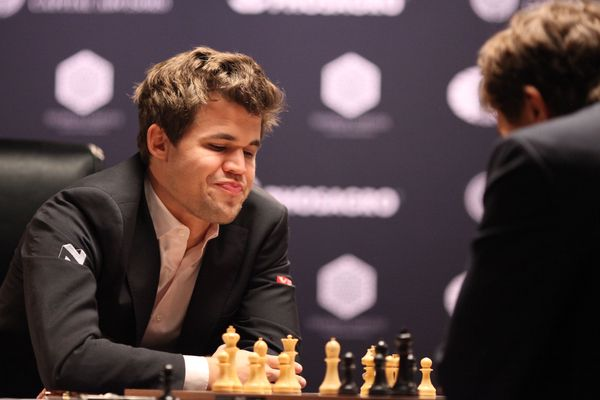
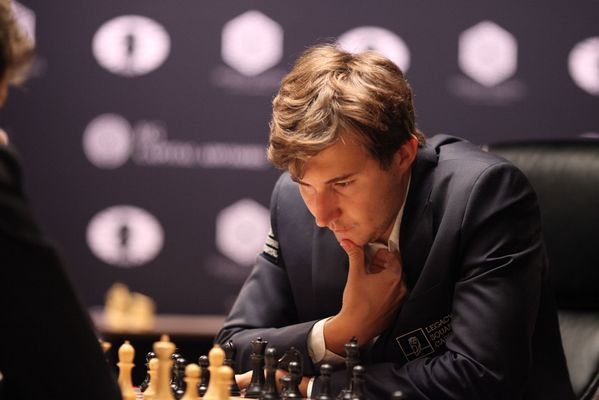
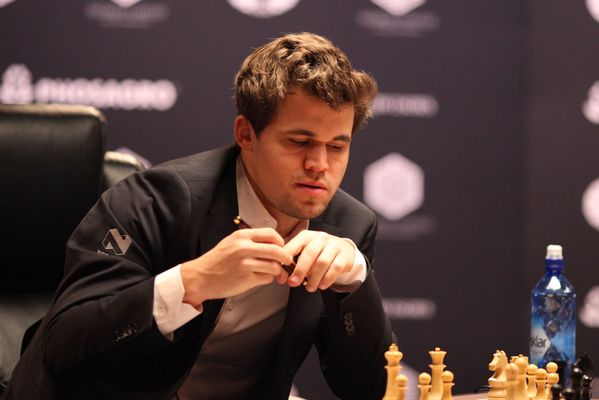
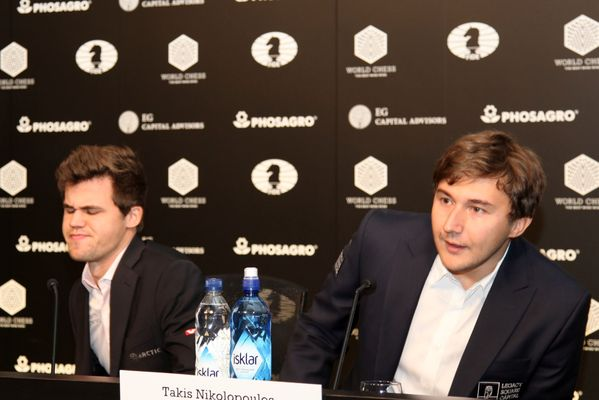
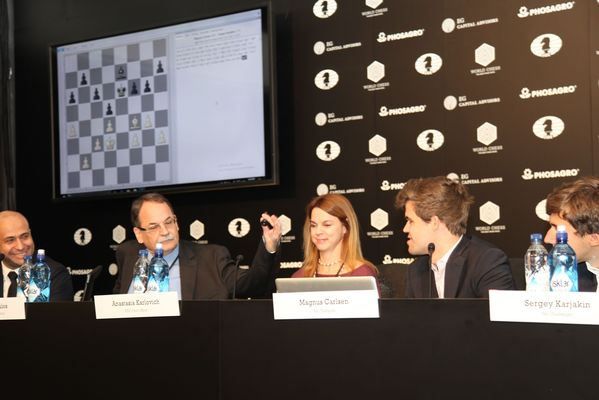
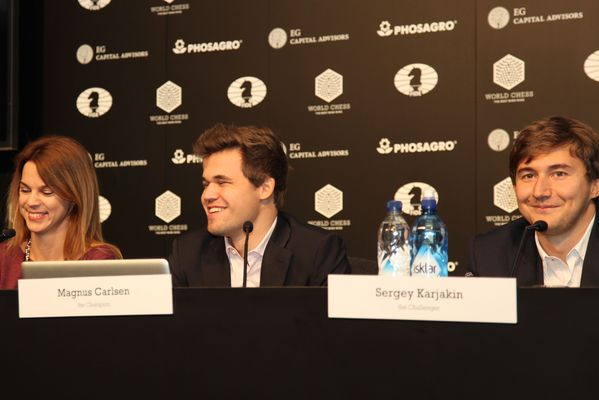
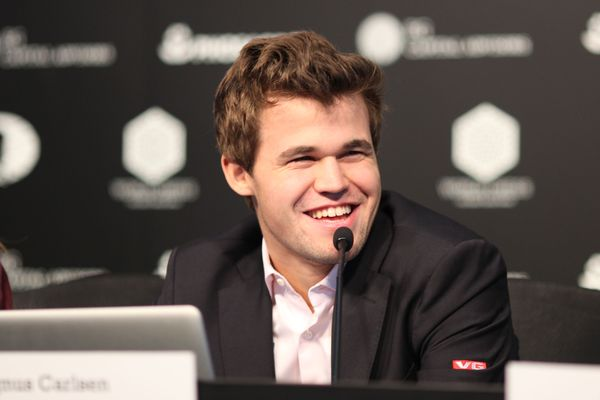
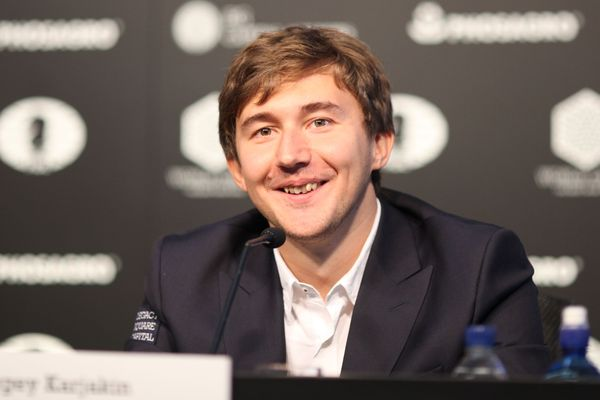
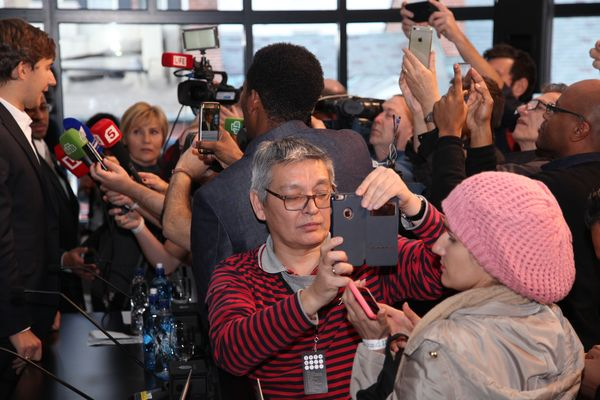
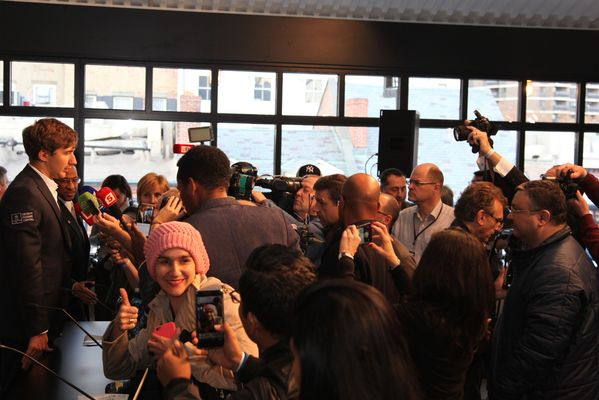
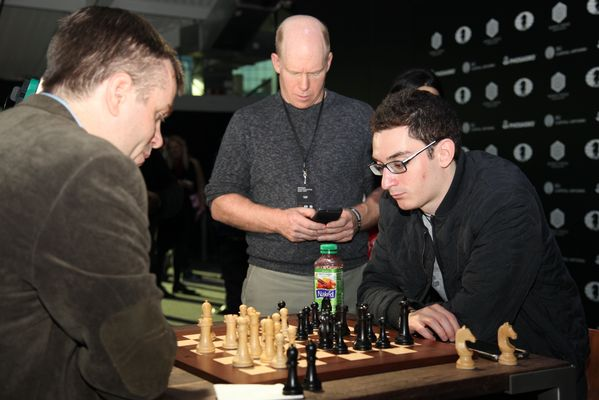
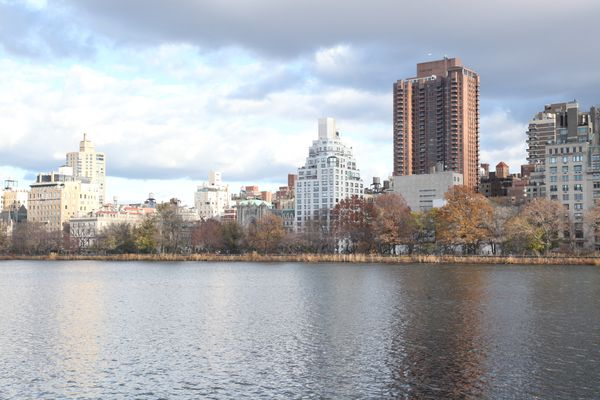

|   | a | b | c | d | e | f | g | h |   |
| 8 | b7 чорний пішак · e7 чорний слон · h7 чорний пішак · a6 чорний пішак · c6 чорний пішак · e6 чорний король · f6 чорний пішак · g6 чорний пішак · d5 чорний пішак · a4 білий пішак · d4 білий пішак · f4 білий слон · g4 білий пішак · c3 білий пішак · d3 білий король · f3 білий пішак · h3 білий пішак · b2 білий пішак | b7 чорний пішак · e7 чорний слон · h7 чорний пішак · a6 чорний пішак · c6 чорний пішак · e6 чорний король · f6 чорний пішак · g6 чорний пішак · d5 чорний пішак · a4 білий пішак · d4 білий пішак · f4 білий слон · g4 білий пішак · c3 білий пішак · d3 білий король · f3 білий пішак · h3 білий пішак · b2 білий пішак | b7 чорний пішак · e7 чорний слон · h7 чорний пішак · a6 чорний пішак · c6 чорний пішак · e6 чорний король · f6 чорний пішак · g6 чорний пішак · d5 чорний пішак · a4 білий пішак · d4 білий пішак · f4 білий слон · g4 білий пішак · c3 білий пішак · d3 білий король · f3 білий пішак · h3 білий пішак · b2 білий пішак | b7 чорний пішак · e7 чорний слон · h7 чорний пішак · a6 чорний пішак · c6 чорний пішак · e6 чорний король · f6 чорний пішак · g6 чорний пішак · d5 чорний пішак · a4 білий пішак · d4 білий пішак · f4 білий слон · g4 білий пішак · c3 білий пішак · d3 білий король · f3 білий пішак · h3 білий пішак · b2 білий пішак | b7 чорний пішак · e7 чорний слон · h7 чорний пішак · a6 чорний пішак · c6 чорний пішак · e6 чорний король · f6 чорний пішак · g6 чорний пішак · d5 чорний пішак · a4 білий пішак · d4 білий пішак · f4 білий слон · g4 білий пішак · c3 білий пішак · d3 білий король · f3 білий пішак · h3 білий пішак · b2 білий пішак | b7 чорний пішак · e7 чорний слон · h7 чорний пішак · a6 чорний пішак · c6 чорний пішак · e6 чорний король · f6 чорний пішак · g6 чорний пішак · d5 чорний пішак · a4 білий пішак · d4 білий пішак · f4 білий слон · g4 білий пішак · c3 білий пішак · d3 білий король · f3 білий пішак · h3 білий пішак · b2 білий пішак | b7 чорний пішак · e7 чорний слон · h7 чорний пішак · a6 чорний пішак · c6 чорний пішак · e6 чорний король · f6 чорний пішак · g6 чорний пішак · d5 чорний пішак · a4 білий пішак · d4 білий пішак · f4 білий слон · g4 білий пішак · c3 білий пішак · d3 білий король · f3 білий пішак · h3 білий пішак · b2 білий пішак | b7 чорний пішак · e7 чорний слон · h7 чорний пішак · a6 чорний пішак · c6 чорний пішак · e6 чорний король · f6 чорний пішак · g6 чорний пішак · d5 чорний пішак · a4 білий пішак · d4 білий пішак · f4 білий слон · g4 білий пішак · c3 білий пішак · d3 білий король · f3 білий пішак · h3 білий пішак · b2 білий пішак | 8 |
| 7 | b7 чорний пішак · e7 чорний слон · h7 чорний пішак · a6 чорний пішак · c6 чорний пішак · e6 чорний король · f6 чорний пішак · g6 чорний пішак · d5 чорний пішак · a4 білий пішак · d4 білий пішак · f4 білий слон · g4 білий пішак · c3 білий пішак · d3 білий король · f3 білий пішак · h3 білий пішак · b2 білий пішак | b7 чорний пішак · e7 чорний слон · h7 чорний пішак · a6 чорний пішак · c6 чорний пішак · e6 чорний король · f6 чорний пішак · g6 чорний пішак · d5 чорний пішак · a4 білий пішак · d4 білий пішак · f4 білий слон · g4 білий пішак · c3 білий пішак · d3 білий король · f3 білий пішак · h3 білий пішак · b2 білий пішак | b7 чорний пішак · e7 чорний слон · h7 чорний пішак · a6 чорний пішак · c6 чорний пішак · e6 чорний король · f6 чорний пішак · g6 чорний пішак · d5 чорний пішак · a4 білий пішак · d4 білий пішак · f4 білий слон · g4 білий пішак · c3 білий пішак · d3 білий король · f3 білий пішак · h3 білий пішак · b2 білий пішак | b7 чорний пішак · e7 чорний слон · h7 чорний пішак · a6 чорний пішак · c6 чорний пішак · e6 чорний король · f6 чорний пішак · g6 чорний пішак · d5 чорний пішак · a4 білий пішак · d4 білий пішак · f4 білий слон · g4 білий пішак · c3 білий пішак · d3 білий король · f3 білий пішак · h3 білий пішак · b2 білий пішак | b7 чорний пішак · e7 чорний слон · h7 чорний пішак · a6 чорний пішак · c6 чорний пішак · e6 чорний король · f6 чорний пішак · g6 чорний пішак · d5 чорний пішак · a4 білий пішак · d4 білий пішак · f4 білий слон · g4 білий пішак · c3 білий пішак · d3 білий король · f3 білий пішак · h3 білий пішак · b2 білий пішак | b7 чорний пішак · e7 чорний слон · h7 чорний пішак · a6 чорний пішак · c6 чорний пішак · e6 чорний король · f6 чорний пішак · g6 чорний пішак · d5 чорний пішак · a4 білий пішак · d4 білий пішак · f4 білий слон · g4 білий пішак · c3 білий пішак · d3 білий король · f3 білий пішак · h3 білий пішак · b2 білий пішак | b7 чорний пішак · e7 чорний слон · h7 чорний пішак · a6 чорний пішак · c6 чорний пішак · e6 чорний король · f6 чорний пішак · g6 чорний пішак · d5 чорний пішак · a4 білий пішак · d4 білий пішак · f4 білий слон · g4 білий пішак · c3 білий пішак · d3 білий король · f3 білий пішак · h3 білий пішак · b2 білий пішак | b7 чорний пішак · e7 чорний слон · h7 чорний пішак · a6 чорний пішак · c6 чорний пішак · e6 чорний король · f6 чорний пішак · g6 чорний пішак · d5 чорний пішак · a4 білий пішак · d4 білий пішак · f4 білий слон · g4 білий пішак · c3 білий пішак · d3 білий король · f3 білий пішак · h3 білий пішак · b2 білий пішак | 7 |
| 6 | b7 чорний пішак · e7 чорний слон · h7 чорний пішак · a6 чорний пішак · c6 чорний пішак · e6 чорний король · f6 чорний пішак · g6 чорний пішак · d5 чорний пішак · a4 білий пішак · d4 білий пішак · f4 білий слон · g4 білий пішак · c3 білий пішак · d3 білий король · f3 білий пішак · h3 білий пішак · b2 білий пішак | b7 чорний пішак · e7 чорний слон · h7 чорний пішак · a6 чорний пішак · c6 чорний пішак · e6 чорний король · f6 чорний пішак · g6 чорний пішак · d5 чорний пішак · a4 білий пішак · d4 білий пішак · f4 білий слон · g4 білий пішак · c3 білий пішак · d3 білий король · f3 білий пішак · h3 білий пішак · b2 білий пішак | b7 чорний пішак · e7 чорний слон · h7 чорний пішак · a6 чорний пішак · c6 чорний пішак · e6 чорний король · f6 чорний пішак · g6 чорний пішак · d5 чорний пішак · a4 білий пішак · d4 білий пішак · f4 білий слон · g4 білий пішак · c3 білий пішак · d3 білий король · f3 білий пішак · h3 білий пішак · b2 білий пішак | b7 чорний пішак · e7 чорний слон · h7 чорний пішак · a6 чорний пішак · c6 чорний пішак · e6 чорний король · f6 чорний пішак · g6 чорний пішак · d5 чорний пішак · a4 білий пішак · d4 білий пішак · f4 білий слон · g4 білий пішак · c3 білий пішак · d3 білий король · f3 білий пішак · h3 білий пішак · b2 білий пішак | b7 чорний пішак · e7 чорний слон · h7 чорний пішак · a6 чорний пішак · c6 чорний пішак · e6 чорний король · f6 чорний пішак · g6 чорний пішак · d5 чорний пішак · a4 білий пішак · d4 білий пішак · f4 білий слон · g4 білий пішак · c3 білий пішак · d3 білий король · f3 білий пішак · h3 білий пішак · b2 білий пішак | b7 чорний пішак · e7 чорний слон · h7 чорний пішак · a6 чорний пішак · c6 чорний пішак · e6 чорний король · f6 чорний пішак · g6 чорний пішак · d5 чорний пішак · a4 білий пішак · d4 білий пішак · f4 білий слон · g4 білий пішак · c3 білий пішак · d3 білий король · f3 білий пішак · h3 білий пішак · b2 білий пішак | b7 чорний пішак · e7 чорний слон · h7 чорний пішак · a6 чорний пішак · c6 чорний пішак · e6 чорний король · f6 чорний пішак · g6 чорний пішак · d5 чорний пішак · a4 білий пішак · d4 білий пішак · f4 білий слон · g4 білий пішак · c3 білий пішак · d3 білий король · f3 білий пішак · h3 білий пішак · b2 білий пішак | b7 чорний пішак · e7 чорний слон · h7 чорний пішак · a6 чорний пішак · c6 чорний пішак · e6 чорний король · f6 чорний пішак · g6 чорний пішак · d5 чорний пішак · a4 білий пішак · d4 білий пішак · f4 білий слон · g4 білий пішак · c3 білий пішак · d3 білий король · f3 білий пішак · h3 білий пішак · b2 білий пішак | 6 |
| 5 | b7 чорний пішак · e7 чорний слон · h7 чорний пішак · a6 чорний пішак · c6 чорний пішак · e6 чорний король · f6 чорний пішак · g6 чорний пішак · d5 чорний пішак · a4 білий пішак · d4 білий пішак · f4 білий слон · g4 білий пішак · c3 білий пішак · d3 білий король · f3 білий пішак · h3 білий пішак · b2 білий пішак | b7 чорний пішак · e7 чорний слон · h7 чорний пішак · a6 чорний пішак · c6 чорний пішак · e6 чорний король · f6 чорний пішак · g6 чорний пішак · d5 чорний пішак · a4 білий пішак · d4 білий пішак · f4 білий слон · g4 білий пішак · c3 білий пішак · d3 білий король · f3 білий пішак · h3 білий пішак · b2 білий пішак | b7 чорний пішак · e7 чорний слон · h7 чорний пішак · a6 чорний пішак · c6 чорний пішак · e6 чорний король · f6 чорний пішак · g6 чорний пішак · d5 чорний пішак · a4 білий пішак · d4 білий пішак · f4 білий слон · g4 білий пішак · c3 білий пішак · d3 білий король · f3 білий пішак · h3 білий пішак · b2 білий пішак | b7 чорний пішак · e7 чорний слон · h7 чорний пішак · a6 чорний пішак · c6 чорний пішак · e6 чорний король · f6 чорний пішак · g6 чорний пішак · d5 чорний пішак · a4 білий пішак · d4 білий пішак · f4 білий слон · g4 білий пішак · c3 білий пішак · d3 білий король · f3 білий пішак · h3 білий пішак · b2 білий пішак | b7 чорний пішак · e7 чорний слон · h7 чорний пішак · a6 чорний пішак · c6 чорний пішак · e6 чорний король · f6 чорний пішак · g6 чорний пішак · d5 чорний пішак · a4 білий пішак · d4 білий пішак · f4 білий слон · g4 білий пішак · c3 білий пішак · d3 білий король · f3 білий пішак · h3 білий пішак · b2 білий пішак | b7 чорний пішак · e7 чорний слон · h7 чорний пішак · a6 чорний пішак · c6 чорний пішак · e6 чорний король · f6 чорний пішак · g6 чорний пішак · d5 чорний пішак · a4 білий пішак · d4 білий пішак · f4 білий слон · g4 білий пішак · c3 білий пішак · d3 білий король · f3 білий пішак · h3 білий пішак · b2 білий пішак | b7 чорний пішак · e7 чорний слон · h7 чорний пішак · a6 чорний пішак · c6 чорний пішак · e6 чорний король · f6 чорний пішак · g6 чорний пішак · d5 чорний пішак · a4 білий пішак · d4 білий пішак · f4 білий слон · g4 білий пішак · c3 білий пішак · d3 білий король · f3 білий пішак · h3 білий пішак · b2 білий пішак | b7 чорний пішак · e7 чорний слон · h7 чорний пішак · a6 чорний пішак · c6 чорний пішак · e6 чорний король · f6 чорний пішак · g6 чорний пішак · d5 чорний пішак · a4 білий пішак · d4 білий пішак · f4 білий слон · g4 білий пішак · c3 білий пішак · d3 білий король · f3 білий пішак · h3 білий пішак · b2 білий пішак | 5 |
| 4 | b7 чорний пішак · e7 чорний слон · h7 чорний пішак · a6 чорний пішак · c6 чорний пішак · e6 чорний король · f6 чорний пішак · g6 чорний пішак · d5 чорний пішак · a4 білий пішак · d4 білий пішак · f4 білий слон · g4 білий пішак · c3 білий пішак · d3 білий король · f3 білий пішак · h3 білий пішак · b2 білий пішак | b7 чорний пішак · e7 чорний слон · h7 чорний пішак · a6 чорний пішак · c6 чорний пішак · e6 чорний король · f6 чорний пішак · g6 чорний пішак · d5 чорний пішак · a4 білий пішак · d4 білий пішак · f4 білий слон · g4 білий пішак · c3 білий пішак · d3 білий король · f3 білий пішак · h3 білий пішак · b2 білий пішак | b7 чорний пішак · e7 чорний слон · h7 чорний пішак · a6 чорний пішак · c6 чорний пішак · e6 чорний король · f6 чорний пішак · g6 чорний пішак · d5 чорний пішак · a4 білий пішак · d4 білий пішак · f4 білий слон · g4 білий пішак · c3 білий пішак · d3 білий король · f3 білий пішак · h3 білий пішак · b2 білий пішак | b7 чорний пішак · e7 чорний слон · h7 чорний пішак · a6 чорний пішак · c6 чорний пішак · e6 чорний король · f6 чорний пішак · g6 чорний пішак · d5 чорний пішак · a4 білий пішак · d4 білий пішак · f4 білий слон · g4 білий пішак · c3 білий пішак · d3 білий король · f3 білий пішак · h3 білий пішак · b2 білий пішак | b7 чорний пішак · e7 чорний слон · h7 чорний пішак · a6 чорний пішак · c6 чорний пішак · e6 чорний король · f6 чорний пішак · g6 чорний пішак · d5 чорний пішак · a4 білий пішак · d4 білий пішак · f4 білий слон · g4 білий пішак · c3 білий пішак · d3 білий король · f3 білий пішак · h3 білий пішак · b2 білий пішак | b7 чорний пішак · e7 чорний слон · h7 чорний пішак · a6 чорний пішак · c6 чорний пішак · e6 чорний король · f6 чорний пішак · g6 чорний пішак · d5 чорний пішак · a4 білий пішак · d4 білий пішак · f4 білий слон · g4 білий пішак · c3 білий пішак · d3 білий король · f3 білий пішак · h3 білий пішак · b2 білий пішак | b7 чорний пішак · e7 чорний слон · h7 чорний пішак · a6 чорний пішак · c6 чорний пішак · e6 чорний король · f6 чорний пішак · g6 чорний пішак · d5 чорний пішак · a4 білий пішак · d4 білий пішак · f4 білий слон · g4 білий пішак · c3 білий пішак · d3 білий король · f3 білий пішак · h3 білий пішак · b2 білий пішак | b7 чорний пішак · e7 чорний слон · h7 чорний пішак · a6 чорний пішак · c6 чорний пішак · e6 чорний король · f6 чорний пішак · g6 чорний пішак · d5 чорний пішак · a4 білий пішак · d4 білий пішак · f4 білий слон · g4 білий пішак · c3 білий пішак · d3 білий король · f3 білий пішак · h3 білий пішак · b2 білий пішак | 4 |
| 3 | b7 чорний пішак · e7 чорний слон · h7 чорний пішак · a6 чорний пішак · c6 чорний пішак · e6 чорний король · f6 чорний пішак · g6 чорний пішак · d5 чорний пішак · a4 білий пішак · d4 білий пішак · f4 білий слон · g4 білий пішак · c3 білий пішак · d3 білий король · f3 білий пішак · h3 білий пішак · b2 білий пішак | b7 чорний пішак · e7 чорний слон · h7 чорний пішак · a6 чорний пішак · c6 чорний пішак · e6 чорний король · f6 чорний пішак · g6 чорний пішак · d5 чорний пішак · a4 білий пішак · d4 білий пішак · f4 білий слон · g4 білий пішак · c3 білий пішак · d3 білий король · f3 білий пішак · h3 білий пішак · b2 білий пішак | b7 чорний пішак · e7 чорний слон · h7 чорний пішак · a6 чорний пішак · c6 чорний пішак · e6 чорний король · f6 чорний пішак · g6 чорний пішак · d5 чорний пішак · a4 білий пішак · d4 білий пішак · f4 білий слон · g4 білий пішак · c3 білий пішак · d3 білий король · f3 білий пішак · h3 білий пішак · b2 білий пішак | b7 чорний пішак · e7 чорний слон · h7 чорний пішак · a6 чорний пішак · c6 чорний пішак · e6 чорний король · f6 чорний пішак · g6 чорний пішак · d5 чорний пішак · a4 білий пішак · d4 білий пішак · f4 білий слон · g4 білий пішак · c3 білий пішак · d3 білий король · f3 білий пішак · h3 білий пішак · b2 білий пішак | b7 чорний пішак · e7 чорний слон · h7 чорний пішак · a6 чорний пішак · c6 чорний пішак · e6 чорний король · f6 чорний пішак · g6 чорний пішак · d5 чорний пішак · a4 білий пішак · d4 білий пішак · f4 білий слон · g4 білий пішак · c3 білий пішак · d3 білий король · f3 білий пішак · h3 білий пішак · b2 білий пішак | b7 чорний пішак · e7 чорний слон · h7 чорний пішак · a6 чорний пішак · c6 чорний пішак · e6 чорний король · f6 чорний пішак · g6 чорний пішак · d5 чорний пішак · a4 білий пішак · d4 білий пішак · f4 білий слон · g4 білий пішак · c3 білий пішак · d3 білий король · f3 білий пішак · h3 білий пішак · b2 білий пішак | b7 чорний пішак · e7 чорний слон · h7 чорний пішак · a6 чорний пішак · c6 чорний пішак · e6 чорний король · f6 чорний пішак · g6 чорний пішак · d5 чорний пішак · a4 білий пішак · d4 білий пішак · f4 білий слон · g4 білий пішак · c3 білий пішак · d3 білий король · f3 білий пішак · h3 білий пішак · b2 білий пішак | b7 чорний пішак · e7 чорний слон · h7 чорний пішак · a6 чорний пішак · c6 чорний пішак · e6 чорний король · f6 чорний пішак · g6 чорний пішак · d5 чорний пішак · a4 білий пішак · d4 білий пішак · f4 білий слон · g4 білий пішак · c3 білий пішак · d3 білий король · f3 білий пішак · h3 білий пішак · b2 білий пішак | 3 |
| 2 | b7 чорний пішак · e7 чорний слон · h7 чорний пішак · a6 чорний пішак · c6 чорний пішак · e6 чорний король · f6 чорний пішак · g6 чорний пішак · d5 чорний пішак · a4 білий пішак · d4 білий пішак · f4 білий слон · g4 білий пішак · c3 білий пішак · d3 білий король · f3 білий пішак · h3 білий пішак · b2 білий пішак | b7 чорний пішак · e7 чорний слон · h7 чорний пішак · a6 чорний пішак · c6 чорний пішак · e6 чорний король · f6 чорний пішак · g6 чорний пішак · d5 чорний пішак · a4 білий пішак · d4 білий пішак · f4 білий слон · g4 білий пішак · c3 білий пішак · d3 білий король · f3 білий пішак · h3 білий пішак · b2 білий пішак | b7 чорний пішак · e7 чорний слон · h7 чорний пішак · a6 чорний пішак · c6 чорний пішак · e6 чорний король · f6 чорний пішак · g6 чорний пішак · d5 чорний пішак · a4 білий пішак · d4 білий пішак · f4 білий слон · g4 білий пішак · c3 білий пішак · d3 білий король · f3 білий пішак · h3 білий пішак · b2 білий пішак | b7 чорний пішак · e7 чорний слон · h7 чорний пішак · a6 чорний пішак · c6 чорний пішак · e6 чорний король · f6 чорний пішак · g6 чорний пішак · d5 чорний пішак · a4 білий пішак · d4 білий пішак · f4 білий слон · g4 білий пішак · c3 білий пішак · d3 білий король · f3 білий пішак · h3 білий пішак · b2 білий пішак | b7 чорний пішак · e7 чорний слон · h7 чорний пішак · a6 чорний пішак · c6 чорний пішак · e6 чорний король · f6 чорний пішак · g6 чорний пішак · d5 чорний пішак · a4 білий пішак · d4 білий пішак · f4 білий слон · g4 білий пішак · c3 білий пішак · d3 білий король · f3 білий пішак · h3 білий пішак · b2 білий пішак | b7 чорний пішак · e7 чорний слон · h7 чорний пішак · a6 чорний пішак · c6 чорний пішак · e6 чорний король · f6 чорний пішак · g6 чорний пішак · d5 чорний пішак · a4 білий пішак · d4 білий пішак · f4 білий слон · g4 білий пішак · c3 білий пішак · d3 білий король · f3 білий пішак · h3 білий пішак · b2 білий пішак | b7 чорний пішак · e7 чорний слон · h7 чорний пішак · a6 чорний пішак · c6 чорний пішак · e6 чорний король · f6 чорний пішак · g6 чорний пішак · d5 чорний пішак · a4 білий пішак · d4 білий пішак · f4 білий слон · g4 білий пішак · c3 білий пішак · d3 білий король · f3 білий пішак · h3 білий пішак · b2 білий пішак | b7 чорний пішак · e7 чорний слон · h7 чорний пішак · a6 чорний пішак · c6 чорний пішак · e6 чорний король · f6 чорний пішак · g6 чорний пішак · d5 чорний пішак · a4 білий пішак · d4 білий пішак · f4 білий слон · g4 білий пішак · c3 білий пішак · d3 білий король · f3 білий пішак · h3 білий пішак · b2 білий пішак | 2 |
| 1 | b7 чорний пішак · e7 чорний слон · h7 чорний пішак · a6 чорний пішак · c6 чорний пішак · e6 чорний король · f6 чорний пішак · g6 чорний пішак · d5 чорний пішак · a4 білий пішак · d4 білий пішак · f4 білий слон · g4 білий пішак · c3 білий пішак · d3 білий король · f3 білий пішак · h3 білий пішак · b2 білий пішак | b7 чорний пішак · e7 чорний слон · h7 чорний пішак · a6 чорний пішак · c6 чорний пішак · e6 чорний король · f6 чорний пішак · g6 чорний пішак · d5 чорний пішак · a4 білий пішак · d4 білий пішак · f4 білий слон · g4 білий пішак · c3 білий пішак · d3 білий король · f3 білий пішак · h3 білий пішак · b2 білий пішак | b7 чорний пішак · e7 чорний слон · h7 чорний пішак · a6 чорний пішак · c6 чорний пішак · e6 чорний король · f6 чорний пішак · g6 чорний пішак · d5 чорний пішак · a4 білий пішак · d4 білий пішак · f4 білий слон · g4 білий пішак · c3 білий пішак · d3 білий король · f3 білий пішак · h3 білий пішак · b2 білий пішак | b7 чорний пішак · e7 чорний слон · h7 чорний пішак · a6 чорний пішак · c6 чорний пішак · e6 чорний король · f6 чорний пішак · g6 чорний пішак · d5 чорний пішак · a4 білий пішак · d4 білий пішак · f4 білий слон · g4 білий пішак · c3 білий пішак · d3 білий король · f3 білий пішак · h3 білий пішак · b2 білий пішак | b7 чорний пішак · e7 чорний слон · h7 чорний пішак · a6 чорний пішак · c6 чорний пішак · e6 чорний король · f6 чорний пішак · g6 чорний пішак · d5 чорний пішак · a4 білий пішак · d4 білий пішак · f4 білий слон · g4 білий пішак · c3 білий пішак · d3 білий король · f3 білий пішак · h3 білий пішак · b2 білий пішак | b7 чорний пішак · e7 чорний слон · h7 чорний пішак · a6 чорний пішак · c6 чорний пішак · e6 чорний король · f6 чорний пішак · g6 чорний пішак · d5 чорний пішак · a4 білий пішак · d4 білий пішак · f4 білий слон · g4 білий пішак · c3 білий пішак · d3 білий король · f3 білий пішак · h3 білий пішак · b2 білий пішак | b7 чорний пішак · e7 чорний слон · h7 чорний пішак · a6 чорний пішак · c6 чорний пішак · e6 чорний король · f6 чорний пішак · g6 чорний пішак · d5 чорний пішак · a4 білий пішак · d4 білий пішак · f4 білий слон · g4 білий пішак · c3 білий пішак · d3 білий король · f3 білий пішак · h3 білий пішак · b2 білий пішак | b7 чорний пішак · e7 чорний слон · h7 чорний пішак · a6 чорний пішак · c6 чорний пішак · e6 чорний король · f6 чорний пішак · g6 чорний пішак · d5 чорний пішак · a4 білий пішак · d4 білий пішак · f4 білий слон · g4 білий пішак · c3 білий пішак · d3 білий король · f3 білий пішак · h3 білий пішак · b2 білий пішак | 1 |
|   | a | b | c | d | e | f | g | h |   |

Карлсен — Карякін

28 листопада

Іспанська партія (С67)

[Event "12 партія"] [Site "Нью-Йорк"] [Date "28.11.2016"] [White "Магнус Карлсен"] [Black "Сергій Карякін"] 
[Result "1/2-1/2"] [ECO "C67"] [WhiteElo "2853"] [BlackElo "2772"] [PlyCount "60"] [EventDate "11.11.2016"] [Round "12"] [EventType "match"] [EventCountry "USA"] 1.e4 e5 2.Nf3 Nc6 3.Bb5 Nf6 4.O-O Nxe4 5.Re1 Nd6 6.Nxe5 Be7 7.Bf1 Nxe5 8.Rxe5 O-O 9.d4 Bf6 10.Re1 Re8 11.Bf4 Rxe1 12.Qxe1 Ne8 13.c3 d5 14.Bd3 g6 15.Na3 c6 16.Nc2 Ng7 17.Qd2 Bf5 18.Bxf5 Nxf5 19.Ne3 Nxe3 20.Qxe3 Qe7 21.Qxe7 Bxe7 22.Re1 Bf8 23.Kf1 f6 24.g4 Kf7 25.h3 Re8 26.Rxe8 Kxe8 27.Ke2 Kd7 28.Kd3 Ke6 29.a4 a6 30.f3 Be7 1/2-1/2

### Тай-брейк
Увесь тай-брейк було зіграно 30 листопада.

#### Швидкі шахи (25 хвилин на кожного)

##### Перша партія
Карякін — Карлсен

Іспанська партія (С78)
[Event "Перша партія тай-брейку"] [Site "Нью-Йорк"] [Date "30.11.2016"] [White "Сергій Карякін"] [Black "Магнус Карлсен"] [Result "0-1"] [ECO "C78"] [WhiteElo "2818"] [BlackElo "2894"] [PlyCount "76"] [EventDate "30.11.2016"] [EventType "match"] [EventCountry "USA"] 1.e4 e5 2.Nf3 Nc6 3.Bb5 a6 4.Ba4 Nf6 5.O-O Be7 6.d3 b5 7.Bb3 d6 8.a3 O-O 9.Nc3 Nb8 10.Ne2 c5 11.Ng3 Nc6 12.c3 Rb8 13.h3 a5 14.a4 b4 15.Re1 Be6 16.Bc4 h6 17.Be3 Qc8 18.Qe2 Rd8 19.Bxe6 fxe6 20.d4 bxc3 21.bxc3 cxd4 22.cxd4 exd4 23.Nxd4 Nxd4 24.Bxd4 Rb4 25.Rec1 Qd7 26.Bc3 Rxa4 27.Bxa5 Rxa1 28.Rxa1 Ra8 29.Bc3 Rxa1+ 30.Bxa1 Qc6 31.Kh2 Kf7 32.Bb2 Qc5 33.f4 Bd8 34.e5 dxe5 35.Bxe5 Bb6 36.Qd1 Qd5 37.Qxd5 Nxd5 1/2-1/2

##### Друга партія
Карлсен — Карякін

Італійська партія (С50)
[Event "2 партія тай-брейку"] [Site "Нью-Йорк"] [Date "30.11.2016"] [White "Магнус Карлсен"] [Black "Сергій Карякін"] [Result "0-0"] [ECO "C50"] [WhiteElo "2894"] [BlackElo "2818"] [PlyCount "167"] [EventDate "30.11.2016"] [EventType "match"] [EventCountry "USA"] 1.e4 e5 2.Nf3 Nc6 3.Bc4 Bc5 4.O-O Nf6 5.d3 O-O 6.a4 a6 7.c3 d6 8.Re1 Ba7 9.h3 Ne7 10.d4 Ng6 11.Nbd2 c6 12.Bf1 a5 13.dxe5 dxe5 14.Qc2 Be6 15.Nc4 Qc7 16.b4 axb4 17.cxb4 b5 18.Ne3 bxa4 19.Rxa4 Bxe3 20.Bxe3 Rxa4 21.Qxa4 Nxe4 22.Rc1 Bd5 23.b5 cxb5 24.Qxe4 Qxc1 25.Qxd5 Qc7 26.Qxb5 Rb8 27.Qd5 Rd8 28.Qb3 Rb8 29.Qa2 h6 30.Qd5 Qe7 31.Qe4 Qf6 32.g3 Rc8 33.Bd3 Qc6 34.Qf5 Re8 35.Be4 Qe6 36.Qh5 Ne7 37.Qxe5 Qxe5 38.Nxe5 Ng6 39.Bxg6 Rxe5 40.Bd3 f6 41.Kg2 Kh8 42.Kf3 Rd5 43.Bg6 Ra5 44.Ke4 Rb5 45.h4 Re5+ 46.Kd4 Ra5 47.Kc4 Re5 48.Bd4 Ra5 49.Bc5 Kg8 50.Kd5 Rb5 51.Kd6 Ra5 52.Be3 Re5 53.Bf4 Ra5 54.Bd3 Ra7 55.Ke6 Rb7 56.Kf5 Rd7 57.Bc2 Rb7 58.Kg6 Rb2 59.Bf5 Rxf2 60.Be6+ Kh8 61.Bd6 Re2 62.Bg4 Re8 63.Bf5 Kg8 64.Bc2 Re3 65.Bb1 Kh8 66.Kf7 Rb3 67.Be4 Re3 68.Bf5 Rc3 69.g4 Rc6 70.Bf8 Rc7+ 71.Kg6 Kg8 72.Bb4 Rb7 73.Bd6 Kh8 74.Bf8 Kg8 75.Ba3 Kh8 76.Be6 Rb6 77.Kf7 Rb7+ 78.Be7 h5 79.gxh5 f5 80.Bxf5 Rxe7+ 81.Kxe7 Kg8 82.Bd3 Kh8 83.Kf8 g5 84.hxg6 1/2-1/2

##### Третя партія
|   | a | b | c | d | e | f | g | h |   |
| 8 | h8 чорний король · c7 чорний пішак · g7 чорний пішак · d6 чорний пішак · h6 чорний пішак · b5 білий пішак · d5 білий пішак · e4 білий пішак · f4 чорний пішак · e3 чорний кінь · f3 білий пішак · h3 білий пішак · a2 чорна тура · b2 чорний ферзь · g2 білий пішак · h2 білий король · c1 біла тура · e1 білий ферзь · f1 білий слон | h8 чорний король · c7 чорний пішак · g7 чорний пішак · d6 чорний пішак · h6 чорний пішак · b5 білий пішак · d5 білий пішак · e4 білий пішак · f4 чорний пішак · e3 чорний кінь · f3 білий пішак · h3 білий пішак · a2 чорна тура · b2 чорний ферзь · g2 білий пішак · h2 білий король · c1 біла тура · e1 білий ферзь · f1 білий слон | h8 чорний король · c7 чорний пішак · g7 чорний пішак · d6 чорний пішак · h6 чорний пішак · b5 білий пішак · d5 білий пішак · e4 білий пішак · f4 чорний пішак · e3 чорний кінь · f3 білий пішак · h3 білий пішак · a2 чорна тура · b2 чорний ферзь · g2 білий пішак · h2 білий король · c1 біла тура · e1 білий ферзь · f1 білий слон | h8 чорний король · c7 чорний пішак · g7 чорний пішак · d6 чорний пішак · h6 чорний пішак · b5 білий пішак · d5 білий пішак · e4 білий пішак · f4 чорний пішак · e3 чорний кінь · f3 білий пішак · h3 білий пішак · a2 чорна тура · b2 чорний ферзь · g2 білий пішак · h2 білий король · c1 біла тура · e1 білий ферзь · f1 білий слон | h8 чорний король · c7 чорний пішак · g7 чорний пішак · d6 чорний пішак · h6 чорний пішак · b5 білий пішак · d5 білий пішак · e4 білий пішак · f4 чорний пішак · e3 чорний кінь · f3 білий пішак · h3 білий пішак · a2 чорна тура · b2 чорний ферзь · g2 білий пішак · h2 білий король · c1 біла тура · e1 білий ферзь · f1 білий слон | h8 чорний король · c7 чорний пішак · g7 чорний пішак · d6 чорний пішак · h6 чорний пішак · b5 білий пішак · d5 білий пішак · e4 білий пішак · f4 чорний пішак · e3 чорний кінь · f3 білий пішак · h3 білий пішак · a2 чорна тура · b2 чорний ферзь · g2 білий пішак · h2 білий король · c1 біла тура · e1 білий ферзь · f1 білий слон | h8 чорний король · c7 чорний пішак · g7 чорний пішак · d6 чорний пішак · h6 чорний пішак · b5 білий пішак · d5 білий пішак · e4 білий пішак · f4 чорний пішак · e3 чорний кінь · f3 білий пішак · h3 білий пішак · a2 чорна тура · b2 чорний ферзь · g2 білий пішак · h2 білий король · c1 біла тура · e1 білий ферзь · f1 білий слон | h8 чорний король · c7 чорний пішак · g7 чорний пішак · d6 чорний пішак · h6 чорний пішак · b5 білий пішак · d5 білий пішак · e4 білий пішак · f4 чорний пішак · e3 чорний кінь · f3 білий пішак · h3 білий пішак · a2 чорна тура · b2 чорний ферзь · g2 білий пішак · h2 білий король · c1 біла тура · e1 білий ферзь · f1 білий слон | 8 |
| 7 | h8 чорний король · c7 чорний пішак · g7 чорний пішак · d6 чорний пішак · h6 чорний пішак · b5 білий пішак · d5 білий пішак · e4 білий пішак · f4 чорний пішак · e3 чорний кінь · f3 білий пішак · h3 білий пішак · a2 чорна тура · b2 чорний ферзь · g2 білий пішак · h2 білий король · c1 біла тура · e1 білий ферзь · f1 білий слон | h8 чорний король · c7 чорний пішак · g7 чорний пішак · d6 чорний пішак · h6 чорний пішак · b5 білий пішак · d5 білий пішак · e4 білий пішак · f4 чорний пішак · e3 чорний кінь · f3 білий пішак · h3 білий пішак · a2 чорна тура · b2 чорний ферзь · g2 білий пішак · h2 білий король · c1 біла тура · e1 білий ферзь · f1 білий слон | h8 чорний король · c7 чорний пішак · g7 чорний пішак · d6 чорний пішак · h6 чорний пішак · b5 білий пішак · d5 білий пішак · e4 білий пішак · f4 чорний пішак · e3 чорний кінь · f3 білий пішак · h3 білий пішак · a2 чорна тура · b2 чорний ферзь · g2 білий пішак · h2 білий король · c1 біла тура · e1 білий ферзь · f1 білий слон | h8 чорний король · c7 чорний пішак · g7 чорний пішак · d6 чорний пішак · h6 чорний пішак · b5 білий пішак · d5 білий пішак · e4 білий пішак · f4 чорний пішак · e3 чорний кінь · f3 білий пішак · h3 білий пішак · a2 чорна тура · b2 чорний ферзь · g2 білий пішак · h2 білий король · c1 біла тура · e1 білий ферзь · f1 білий слон | h8 чорний король · c7 чорний пішак · g7 чорний пішак · d6 чорний пішак · h6 чорний пішак · b5 білий пішак · d5 білий пішак · e4 білий пішак · f4 чорний пішак · e3 чорний кінь · f3 білий пішак · h3 білий пішак · a2 чорна тура · b2 чорний ферзь · g2 білий пішак · h2 білий король · c1 біла тура · e1 білий ферзь · f1 білий слон | h8 чорний король · c7 чорний пішак · g7 чорний пішак · d6 чорний пішак · h6 чорний пішак · b5 білий пішак · d5 білий пішак · e4 білий пішак · f4 чорний пішак · e3 чорний кінь · f3 білий пішак · h3 білий пішак · a2 чорна тура · b2 чорний ферзь · g2 білий пішак · h2 білий король · c1 біла тура · e1 білий ферзь · f1 білий слон | h8 чорний король · c7 чорний пішак · g7 чорний пішак · d6 чорний пішак · h6 чорний пішак · b5 білий пішак · d5 білий пішак · e4 білий пішак · f4 чорний пішак · e3 чорний кінь · f3 білий пішак · h3 білий пішак · a2 чорна тура · b2 чорний ферзь · g2 білий пішак · h2 білий король · c1 біла тура · e1 білий ферзь · f1 білий слон | h8 чорний король · c7 чорний пішак · g7 чорний пішак · d6 чорний пішак · h6 чорний пішак · b5 білий пішак · d5 білий пішак · e4 білий пішак · f4 чорний пішак · e3 чорний кінь · f3 білий пішак · h3 білий пішак · a2 чорна тура · b2 чорний ферзь · g2 білий пішак · h2 білий король · c1 біла тура · e1 білий ферзь · f1 білий слон | 7 |
| 6 | h8 чорний король · c7 чорний пішак · g7 чорний пішак · d6 чорний пішак · h6 чорний пішак · b5 білий пішак · d5 білий пішак · e4 білий пішак · f4 чорний пішак · e3 чорний кінь · f3 білий пішак · h3 білий пішак · a2 чорна тура · b2 чорний ферзь · g2 білий пішак · h2 білий король · c1 біла тура · e1 білий ферзь · f1 білий слон | h8 чорний король · c7 чорний пішак · g7 чорний пішак · d6 чорний пішак · h6 чорний пішак · b5 білий пішак · d5 білий пішак · e4 білий пішак · f4 чорний пішак · e3 чорний кінь · f3 білий пішак · h3 білий пішак · a2 чорна тура · b2 чорний ферзь · g2 білий пішак · h2 білий король · c1 біла тура · e1 білий ферзь · f1 білий слон | h8 чорний король · c7 чорний пішак · g7 чорний пішак · d6 чорний пішак · h6 чорний пішак · b5 білий пішак · d5 білий пішак · e4 білий пішак · f4 чорний пішак · e3 чорний кінь · f3 білий пішак · h3 білий пішак · a2 чорна тура · b2 чорний ферзь · g2 білий пішак · h2 білий король · c1 біла тура · e1 білий ферзь · f1 білий слон | h8 чорний король · c7 чорний пішак · g7 чорний пішак · d6 чорний пішак · h6 чорний пішак · b5 білий пішак · d5 білий пішак · e4 білий пішак · f4 чорний пішак · e3 чорний кінь · f3 білий пішак · h3 білий пішак · a2 чорна тура · b2 чорний ферзь · g2 білий пішак · h2 білий король · c1 біла тура · e1 білий ферзь · f1 білий слон | h8 чорний король · c7 чорний пішак · g7 чорний пішак · d6 чорний пішак · h6 чорний пішак · b5 білий пішак · d5 білий пішак · e4 білий пішак · f4 чорний пішак · e3 чорний кінь · f3 білий пішак · h3 білий пішак · a2 чорна тура · b2 чорний ферзь · g2 білий пішак · h2 білий король · c1 біла тура · e1 білий ферзь · f1 білий слон | h8 чорний король · c7 чорний пішак · g7 чорний пішак · d6 чорний пішак · h6 чорний пішак · b5 білий пішак · d5 білий пішак · e4 білий пішак · f4 чорний пішак · e3 чорний кінь · f3 білий пішак · h3 білий пішак · a2 чорна тура · b2 чорний ферзь · g2 білий пішак · h2 білий король · c1 біла тура · e1 білий ферзь · f1 білий слон | h8 чорний король · c7 чорний пішак · g7 чорний пішак · d6 чорний пішак · h6 чорний пішак · b5 білий пішак · d5 білий пішак · e4 білий пішак · f4 чорний пішак · e3 чорний кінь · f3 білий пішак · h3 білий пішак · a2 чорна тура · b2 чорний ферзь · g2 білий пішак · h2 білий король · c1 біла тура · e1 білий ферзь · f1 білий слон | h8 чорний король · c7 чорний пішак · g7 чорний пішак · d6 чорний пішак · h6 чорний пішак · b5 білий пішак · d5 білий пішак · e4 білий пішак · f4 чорний пішак · e3 чорний кінь · f3 білий пішак · h3 білий пішак · a2 чорна тура · b2 чорний ферзь · g2 білий пішак · h2 білий король · c1 біла тура · e1 білий ферзь · f1 білий слон | 6 |
| 5 | h8 чорний король · c7 чорний пішак · g7 чорний пішак · d6 чорний пішак · h6 чорний пішак · b5 білий пішак · d5 білий пішак · e4 білий пішак · f4 чорний пішак · e3 чорний кінь · f3 білий пішак · h3 білий пішак · a2 чорна тура · b2 чорний ферзь · g2 білий пішак · h2 білий король · c1 біла тура · e1 білий ферзь · f1 білий слон | h8 чорний король · c7 чорний пішак · g7 чорний пішак · d6 чорний пішак · h6 чорний пішак · b5 білий пішак · d5 білий пішак · e4 білий пішак · f4 чорний пішак · e3 чорний кінь · f3 білий пішак · h3 білий пішак · a2 чорна тура · b2 чорний ферзь · g2 білий пішак · h2 білий король · c1 біла тура · e1 білий ферзь · f1 білий слон | h8 чорний король · c7 чорний пішак · g7 чорний пішак · d6 чорний пішак · h6 чорний пішак · b5 білий пішак · d5 білий пішак · e4 білий пішак · f4 чорний пішак · e3 чорний кінь · f3 білий пішак · h3 білий пішак · a2 чорна тура · b2 чорний ферзь · g2 білий пішак · h2 білий король · c1 біла тура · e1 білий ферзь · f1 білий слон | h8 чорний король · c7 чорний пішак · g7 чорний пішак · d6 чорний пішак · h6 чорний пішак · b5 білий пішак · d5 білий пішак · e4 білий пішак · f4 чорний пішак · e3 чорний кінь · f3 білий пішак · h3 білий пішак · a2 чорна тура · b2 чорний ферзь · g2 білий пішак · h2 білий король · c1 біла тура · e1 білий ферзь · f1 білий слон | h8 чорний король · c7 чорний пішак · g7 чорний пішак · d6 чорний пішак · h6 чорний пішак · b5 білий пішак · d5 білий пішак · e4 білий пішак · f4 чорний пішак · e3 чорний кінь · f3 білий пішак · h3 білий пішак · a2 чорна тура · b2 чорний ферзь · g2 білий пішак · h2 білий король · c1 біла тура · e1 білий ферзь · f1 білий слон | h8 чорний король · c7 чорний пішак · g7 чорний пішак · d6 чорний пішак · h6 чорний пішак · b5 білий пішак · d5 білий пішак · e4 білий пішак · f4 чорний пішак · e3 чорний кінь · f3 білий пішак · h3 білий пішак · a2 чорна тура · b2 чорний ферзь · g2 білий пішак · h2 білий король · c1 біла тура · e1 білий ферзь · f1 білий слон | h8 чорний король · c7 чорний пішак · g7 чорний пішак · d6 чорний пішак · h6 чорний пішак · b5 білий пішак · d5 білий пішак · e4 білий пішак · f4 чорний пішак · e3 чорний кінь · f3 білий пішак · h3 білий пішак · a2 чорна тура · b2 чорний ферзь · g2 білий пішак · h2 білий король · c1 біла тура · e1 білий ферзь · f1 білий слон | h8 чорний король · c7 чорний пішак · g7 чорний пішак · d6 чорний пішак · h6 чорний пішак · b5 білий пішак · d5 білий пішак · e4 білий пішак · f4 чорний пішак · e3 чорний кінь · f3 білий пішак · h3 білий пішак · a2 чорна тура · b2 чорний ферзь · g2 білий пішак · h2 білий король · c1 біла тура · e1 білий ферзь · f1 білий слон | 5 |
| 4 | h8 чорний король · c7 чорний пішак · g7 чорний пішак · d6 чорний пішак · h6 чорний пішак · b5 білий пішак · d5 білий пішак · e4 білий пішак · f4 чорний пішак · e3 чорний кінь · f3 білий пішак · h3 білий пішак · a2 чорна тура · b2 чорний ферзь · g2 білий пішак · h2 білий король · c1 біла тура · e1 білий ферзь · f1 білий слон | h8 чорний король · c7 чорний пішак · g7 чорний пішак · d6 чорний пішак · h6 чорний пішак · b5 білий пішак · d5 білий пішак · e4 білий пішак · f4 чорний пішак · e3 чорний кінь · f3 білий пішак · h3 білий пішак · a2 чорна тура · b2 чорний ферзь · g2 білий пішак · h2 білий король · c1 біла тура · e1 білий ферзь · f1 білий слон | h8 чорний король · c7 чорний пішак · g7 чорний пішак · d6 чорний пішак · h6 чорний пішак · b5 білий пішак · d5 білий пішак · e4 білий пішак · f4 чорний пішак · e3 чорний кінь · f3 білий пішак · h3 білий пішак · a2 чорна тура · b2 чорний ферзь · g2 білий пішак · h2 білий король · c1 біла тура · e1 білий ферзь · f1 білий слон | h8 чорний король · c7 чорний пішак · g7 чорний пішак · d6 чорний пішак · h6 чорний пішак · b5 білий пішак · d5 білий пішак · e4 білий пішак · f4 чорний пішак · e3 чорний кінь · f3 білий пішак · h3 білий пішак · a2 чорна тура · b2 чорний ферзь · g2 білий пішак · h2 білий король · c1 біла тура · e1 білий ферзь · f1 білий слон | h8 чорний король · c7 чорний пішак · g7 чорний пішак · d6 чорний пішак · h6 чорний пішак · b5 білий пішак · d5 білий пішак · e4 білий пішак · f4 чорний пішак · e3 чорний кінь · f3 білий пішак · h3 білий пішак · a2 чорна тура · b2 чорний ферзь · g2 білий пішак · h2 білий король · c1 біла тура · e1 білий ферзь · f1 білий слон | h8 чорний король · c7 чорний пішак · g7 чорний пішак · d6 чорний пішак · h6 чорний пішак · b5 білий пішак · d5 білий пішак · e4 білий пішак · f4 чорний пішак · e3 чорний кінь · f3 білий пішак · h3 білий пішак · a2 чорна тура · b2 чорний ферзь · g2 білий пішак · h2 білий король · c1 біла тура · e1 білий ферзь · f1 білий слон | h8 чорний король · c7 чорний пішак · g7 чорний пішак · d6 чорний пішак · h6 чорний пішак · b5 білий пішак · d5 білий пішак · e4 білий пішак · f4 чорний пішак · e3 чорний кінь · f3 білий пішак · h3 білий пішак · a2 чорна тура · b2 чорний ферзь · g2 білий пішак · h2 білий король · c1 біла тура · e1 білий ферзь · f1 білий слон | h8 чорний король · c7 чорний пішак · g7 чорний пішак · d6 чорний пішак · h6 чорний пішак · b5 білий пішак · d5 білий пішак · e4 білий пішак · f4 чорний пішак · e3 чорний кінь · f3 білий пішак · h3 білий пішак · a2 чорна тура · b2 чорний ферзь · g2 білий пішак · h2 білий король · c1 біла тура · e1 білий ферзь · f1 білий слон | 4 |
| 3 | h8 чорний король · c7 чорний пішак · g7 чорний пішак · d6 чорний пішак · h6 чорний пішак · b5 білий пішак · d5 білий пішак · e4 білий пішак · f4 чорний пішак · e3 чорний кінь · f3 білий пішак · h3 білий пішак · a2 чорна тура · b2 чорний ферзь · g2 білий пішак · h2 білий король · c1 біла тура · e1 білий ферзь · f1 білий слон | h8 чорний король · c7 чорний пішак · g7 чорний пішак · d6 чорний пішак · h6 чорний пішак · b5 білий пішак · d5 білий пішак · e4 білий пішак · f4 чорний пішак · e3 чорний кінь · f3 білий пішак · h3 білий пішак · a2 чорна тура · b2 чорний ферзь · g2 білий пішак · h2 білий король · c1 біла тура · e1 білий ферзь · f1 білий слон | h8 чорний король · c7 чорний пішак · g7 чорний пішак · d6 чорний пішак · h6 чорний пішак · b5 білий пішак · d5 білий пішак · e4 білий пішак · f4 чорний пішак · e3 чорний кінь · f3 білий пішак · h3 білий пішак · a2 чорна тура · b2 чорний ферзь · g2 білий пішак · h2 білий король · c1 біла тура · e1 білий ферзь · f1 білий слон | h8 чорний король · c7 чорний пішак · g7 чорний пішак · d6 чорний пішак · h6 чорний пішак · b5 білий пішак · d5 білий пішак · e4 білий пішак · f4 чорний пішак · e3 чорний кінь · f3 білий пішак · h3 білий пішак · a2 чорна тура · b2 чорний ферзь · g2 білий пішак · h2 білий король · c1 біла тура · e1 білий ферзь · f1 білий слон | h8 чорний король · c7 чорний пішак · g7 чорний пішак · d6 чорний пішак · h6 чорний пішак · b5 білий пішак · d5 білий пішак · e4 білий пішак · f4 чорний пішак · e3 чорний кінь · f3 білий пішак · h3 білий пішак · a2 чорна тура · b2 чорний ферзь · g2 білий пішак · h2 білий король · c1 біла тура · e1 білий ферзь · f1 білий слон | h8 чорний король · c7 чорний пішак · g7 чорний пішак · d6 чорний пішак · h6 чорний пішак · b5 білий пішак · d5 білий пішак · e4 білий пішак · f4 чорний пішак · e3 чорний кінь · f3 білий пішак · h3 білий пішак · a2 чорна тура · b2 чорний ферзь · g2 білий пішак · h2 білий король · c1 біла тура · e1 білий ферзь · f1 білий слон | h8 чорний король · c7 чорний пішак · g7 чорний пішак · d6 чорний пішак · h6 чорний пішак · b5 білий пішак · d5 білий пішак · e4 білий пішак · f4 чорний пішак · e3 чорний кінь · f3 білий пішак · h3 білий пішак · a2 чорна тура · b2 чорний ферзь · g2 білий пішак · h2 білий король · c1 біла тура · e1 білий ферзь · f1 білий слон | h8 чорний король · c7 чорний пішак · g7 чорний пішак · d6 чорний пішак · h6 чорний пішак · b5 білий пішак · d5 білий пішак · e4 білий пішак · f4 чорний пішак · e3 чорний кінь · f3 білий пішак · h3 білий пішак · a2 чорна тура · b2 чорний ферзь · g2 білий пішак · h2 білий король · c1 біла тура · e1 білий ферзь · f1 білий слон | 3 |
| 2 | h8 чорний король · c7 чорний пішак · g7 чорний пішак · d6 чорний пішак · h6 чорний пішак · b5 білий пішак · d5 білий пішак · e4 білий пішак · f4 чорний пішак · e3 чорний кінь · f3 білий пішак · h3 білий пішак · a2 чорна тура · b2 чорний ферзь · g2 білий пішак · h2 білий король · c1 біла тура · e1 білий ферзь · f1 білий слон | h8 чорний король · c7 чорний пішак · g7 чорний пішак · d6 чорний пішак · h6 чорний пішак · b5 білий пішак · d5 білий пішак · e4 білий пішак · f4 чорний пішак · e3 чорний кінь · f3 білий пішак · h3 білий пішак · a2 чорна тура · b2 чорний ферзь · g2 білий пішак · h2 білий король · c1 біла тура · e1 білий ферзь · f1 білий слон | h8 чорний король · c7 чорний пішак · g7 чорний пішак · d6 чорний пішак · h6 чорний пішак · b5 білий пішак · d5 білий пішак · e4 білий пішак · f4 чорний пішак · e3 чорний кінь · f3 білий пішак · h3 білий пішак · a2 чорна тура · b2 чорний ферзь · g2 білий пішак · h2 білий король · c1 біла тура · e1 білий ферзь · f1 білий слон | h8 чорний король · c7 чорний пішак · g7 чорний пішак · d6 чорний пішак · h6 чорний пішак · b5 білий пішак · d5 білий пішак · e4 білий пішак · f4 чорний пішак · e3 чорний кінь · f3 білий пішак · h3 білий пішак · a2 чорна тура · b2 чорний ферзь · g2 білий пішак · h2 білий король · c1 біла тура · e1 білий ферзь · f1 білий слон | h8 чорний король · c7 чорний пішак · g7 чорний пішак · d6 чорний пішак · h6 чорний пішак · b5 білий пішак · d5 білий пішак · e4 білий пішак · f4 чорний пішак · e3 чорний кінь · f3 білий пішак · h3 білий пішак · a2 чорна тура · b2 чорний ферзь · g2 білий пішак · h2 білий король · c1 біла тура · e1 білий ферзь · f1 білий слон | h8 чорний король · c7 чорний пішак · g7 чорний пішак · d6 чорний пішак · h6 чорний пішак · b5 білий пішак · d5 білий пішак · e4 білий пішак · f4 чорний пішак · e3 чорний кінь · f3 білий пішак · h3 білий пішак · a2 чорна тура · b2 чорний ферзь · g2 білий пішак · h2 білий король · c1 біла тура · e1 білий ферзь · f1 білий слон | h8 чорний король · c7 чорний пішак · g7 чорний пішак · d6 чорний пішак · h6 чорний пішак · b5 білий пішак · d5 білий пішак · e4 білий пішак · f4 чорний пішак · e3 чорний кінь · f3 білий пішак · h3 білий пішак · a2 чорна тура · b2 чорний ферзь · g2 білий пішак · h2 білий король · c1 біла тура · e1 білий ферзь · f1 білий слон | h8 чорний король · c7 чорний пішак · g7 чорний пішак · d6 чорний пішак · h6 чорний пішак · b5 білий пішак · d5 білий пішак · e4 білий пішак · f4 чорний пішак · e3 чорний кінь · f3 білий пішак · h3 білий пішак · a2 чорна тура · b2 чорний ферзь · g2 білий пішак · h2 білий король · c1 біла тура · e1 білий ферзь · f1 білий слон | 2 |
| 1 | h8 чорний король · c7 чорний пішак · g7 чорний пішак · d6 чорний пішак · h6 чорний пішак · b5 білий пішак · d5 білий пішак · e4 білий пішак · f4 чорний пішак · e3 чорний кінь · f3 білий пішак · h3 білий пішак · a2 чорна тура · b2 чорний ферзь · g2 білий пішак · h2 білий король · c1 біла тура · e1 білий ферзь · f1 білий слон | h8 чорний король · c7 чорний пішак · g7 чорний пішак · d6 чорний пішак · h6 чорний пішак · b5 білий пішак · d5 білий пішак · e4 білий пішак · f4 чорний пішак · e3 чорний кінь · f3 білий пішак · h3 білий пішак · a2 чорна тура · b2 чорний ферзь · g2 білий пішак · h2 білий король · c1 біла тура · e1 білий ферзь · f1 білий слон | h8 чорний король · c7 чорний пішак · g7 чорний пішак · d6 чорний пішак · h6 чорний пішак · b5 білий пішак · d5 білий пішак · e4 білий пішак · f4 чорний пішак · e3 чорний кінь · f3 білий пішак · h3 білий пішак · a2 чорна тура · b2 чорний ферзь · g2 білий пішак · h2 білий король · c1 біла тура · e1 білий ферзь · f1 білий слон | h8 чорний король · c7 чорний пішак · g7 чорний пішак · d6 чорний пішак · h6 чорний пішак · b5 білий пішак · d5 білий пішак · e4 білий пішак · f4 чорний пішак · e3 чорний кінь · f3 білий пішак · h3 білий пішак · a2 чорна тура · b2 чорний ферзь · g2 білий пішак · h2 білий король · c1 біла тура · e1 білий ферзь · f1 білий слон | h8 чорний король · c7 чорний пішак · g7 чорний пішак · d6 чорний пішак · h6 чорний пішак · b5 білий пішак · d5 білий пішак · e4 білий пішак · f4 чорний пішак · e3 чорний кінь · f3 білий пішак · h3 білий пішак · a2 чорна тура · b2 чорний ферзь · g2 білий пішак · h2 білий король · c1 біла тура · e1 білий ферзь · f1 білий слон | h8 чорний король · c7 чорний пішак · g7 чорний пішак · d6 чорний пішак · h6 чорний пішак · b5 білий пішак · d5 білий пішак · e4 білий пішак · f4 чорний пішак · e3 чорний кінь · f3 білий пішак · h3 білий пішак · a2 чорна тура · b2 чорний ферзь · g2 білий пішак · h2 білий король · c1 біла тура · e1 білий ферзь · f1 білий слон | h8 чорний король · c7 чорний пішак · g7 чорний пішак · d6 чорний пішак · h6 чорний пішак · b5 білий пішак · d5 білий пішак · e4 білий пішак · f4 чорний пішак · e3 чорний кінь · f3 білий пішак · h3 білий пішак · a2 чорна тура · b2 чорний ферзь · g2 білий пішак · h2 білий король · c1 біла тура · e1 білий ферзь · f1 білий слон | h8 чорний король · c7 чорний пішак · g7 чорний пішак · d6 чорний пішак · h6 чорний пішак · b5 білий пішак · d5 білий пішак · e4 білий пішак · f4 чорний пішак · e3 чорний кінь · f3 білий пішак · h3 білий пішак · a2 чорна тура · b2 чорний ферзь · g2 білий пішак · h2 білий король · c1 біла тура · e1 білий ферзь · f1 білий слон | 1 |
|   | a | b | c | d | e | f | g | h |   |

Позиція після 37...Ra2. Карякін (білі) зробив програшний хід 38. Rxc7?, після ходу Карлсена  38...Ra1 Карякін здався.
Карякін — Карлсен

Іспанська партія (С78)
[Event "3 партія тай-брейку"] [Site "Нью-Йорк"] [Date "30.11.2016"] [White "Сергій Карякін"] [Black "Магнус Карлсен"] [Result "0-0"] [ECO "C78"] [WhiteElo "2818"] [BlackElo "2894"] [PlyCount "76"] [EventDate "30.11.2016"] [EventType "match"] [EventCountry "USA"]  1.e4 e5 2.Nf3 Nc6 3.Bb5 a6 4.Ba4 Nf6 5.O-O Be7 6.d3 b5 7.Bb3 d6 8.a3 O-O 9.Nc3 Na5 10.Ba2 Be6 11.b4 Nc6 12.Nd5 Nd4 13.Ng5 Bxd5 14.exd5 Nd7 15.Ne4 f5 16.Nd2 f4 17.c3 Nf5 18.Ne4 Qe8 19.Bb3 Qg6 20.f3 Bh4 21.a4 Nf6 22.Qe2 a5 23.axb5 axb4 24.Bd2 bxc3 25.Bxc3 Ne3 26.Rfc1 Rxa1 27.Rxa1 Qe8 28.Bc4 Kh8 29.Nxf6 Bxf6 30.Ra3 e4 31.dxe4 Bxc3 32.Rxc3 Qe5 33.Rc1 Ra8 34.h3 h6 35.Kh2 Qd4 36.Qe1 Qb2 37.Bf1 Ra2 38.Rxc7 Ra1 0-1

##### Четверта партія
|   | a | b | c | d | e | f | g | h |   |
| 8 | c8 біла тура · e7 чорний слон · f7 чорний пішак · g7 чорний пішак · h7 чорний король · b6 чорний пішак · d6 чорний пішак · f5 біла тура · h5 білий пішак · e4 білий пішак · f4 білий ферзь · f3 білий пішак · a2 чорна тура · f2 чорний ферзь · h2 білий пішак · h1 білий король | c8 біла тура · e7 чорний слон · f7 чорний пішак · g7 чорний пішак · h7 чорний король · b6 чорний пішак · d6 чорний пішак · f5 біла тура · h5 білий пішак · e4 білий пішак · f4 білий ферзь · f3 білий пішак · a2 чорна тура · f2 чорний ферзь · h2 білий пішак · h1 білий король | c8 біла тура · e7 чорний слон · f7 чорний пішак · g7 чорний пішак · h7 чорний король · b6 чорний пішак · d6 чорний пішак · f5 біла тура · h5 білий пішак · e4 білий пішак · f4 білий ферзь · f3 білий пішак · a2 чорна тура · f2 чорний ферзь · h2 білий пішак · h1 білий король | c8 біла тура · e7 чорний слон · f7 чорний пішак · g7 чорний пішак · h7 чорний король · b6 чорний пішак · d6 чорний пішак · f5 біла тура · h5 білий пішак · e4 білий пішак · f4 білий ферзь · f3 білий пішак · a2 чорна тура · f2 чорний ферзь · h2 білий пішак · h1 білий король | c8 біла тура · e7 чорний слон · f7 чорний пішак · g7 чорний пішак · h7 чорний король · b6 чорний пішак · d6 чорний пішак · f5 біла тура · h5 білий пішак · e4 білий пішак · f4 білий ферзь · f3 білий пішак · a2 чорна тура · f2 чорний ферзь · h2 білий пішак · h1 білий король | c8 біла тура · e7 чорний слон · f7 чорний пішак · g7 чорний пішак · h7 чорний король · b6 чорний пішак · d6 чорний пішак · f5 біла тура · h5 білий пішак · e4 білий пішак · f4 білий ферзь · f3 білий пішак · a2 чорна тура · f2 чорний ферзь · h2 білий пішак · h1 білий король | c8 біла тура · e7 чорний слон · f7 чорний пішак · g7 чорний пішак · h7 чорний король · b6 чорний пішак · d6 чорний пішак · f5 біла тура · h5 білий пішак · e4 білий пішак · f4 білий ферзь · f3 білий пішак · a2 чорна тура · f2 чорний ферзь · h2 білий пішак · h1 білий король | c8 біла тура · e7 чорний слон · f7 чорний пішак · g7 чорний пішак · h7 чорний король · b6 чорний пішак · d6 чорний пішак · f5 біла тура · h5 білий пішак · e4 білий пішак · f4 білий ферзь · f3 білий пішак · a2 чорна тура · f2 чорний ферзь · h2 білий пішак · h1 білий король | 8 |
| 7 | c8 біла тура · e7 чорний слон · f7 чорний пішак · g7 чорний пішак · h7 чорний король · b6 чорний пішак · d6 чорний пішак · f5 біла тура · h5 білий пішак · e4 білий пішак · f4 білий ферзь · f3 білий пішак · a2 чорна тура · f2 чорний ферзь · h2 білий пішак · h1 білий король | c8 біла тура · e7 чорний слон · f7 чорний пішак · g7 чорний пішак · h7 чорний король · b6 чорний пішак · d6 чорний пішак · f5 біла тура · h5 білий пішак · e4 білий пішак · f4 білий ферзь · f3 білий пішак · a2 чорна тура · f2 чорний ферзь · h2 білий пішак · h1 білий король | c8 біла тура · e7 чорний слон · f7 чорний пішак · g7 чорний пішак · h7 чорний король · b6 чорний пішак · d6 чорний пішак · f5 біла тура · h5 білий пішак · e4 білий пішак · f4 білий ферзь · f3 білий пішак · a2 чорна тура · f2 чорний ферзь · h2 білий пішак · h1 білий король | c8 біла тура · e7 чорний слон · f7 чорний пішак · g7 чорний пішак · h7 чорний король · b6 чорний пішак · d6 чорний пішак · f5 біла тура · h5 білий пішак · e4 білий пішак · f4 білий ферзь · f3 білий пішак · a2 чорна тура · f2 чорний ферзь · h2 білий пішак · h1 білий король | c8 біла тура · e7 чорний слон · f7 чорний пішак · g7 чорний пішак · h7 чорний король · b6 чорний пішак · d6 чорний пішак · f5 біла тура · h5 білий пішак · e4 білий пішак · f4 білий ферзь · f3 білий пішак · a2 чорна тура · f2 чорний ферзь · h2 білий пішак · h1 білий король | c8 біла тура · e7 чорний слон · f7 чорний пішак · g7 чорний пішак · h7 чорний король · b6 чорний пішак · d6 чорний пішак · f5 біла тура · h5 білий пішак · e4 білий пішак · f4 білий ферзь · f3 білий пішак · a2 чорна тура · f2 чорний ферзь · h2 білий пішак · h1 білий король | c8 біла тура · e7 чорний слон · f7 чорний пішак · g7 чорний пішак · h7 чорний король · b6 чорний пішак · d6 чорний пішак · f5 біла тура · h5 білий пішак · e4 білий пішак · f4 білий ферзь · f3 білий пішак · a2 чорна тура · f2 чорний ферзь · h2 білий пішак · h1 білий король | c8 біла тура · e7 чорний слон · f7 чорний пішак · g7 чорний пішак · h7 чорний король · b6 чорний пішак · d6 чорний пішак · f5 біла тура · h5 білий пішак · e4 білий пішак · f4 білий ферзь · f3 білий пішак · a2 чорна тура · f2 чорний ферзь · h2 білий пішак · h1 білий король | 7 |
| 6 | c8 біла тура · e7 чорний слон · f7 чорний пішак · g7 чорний пішак · h7 чорний король · b6 чорний пішак · d6 чорний пішак · f5 біла тура · h5 білий пішак · e4 білий пішак · f4 білий ферзь · f3 білий пішак · a2 чорна тура · f2 чорний ферзь · h2 білий пішак · h1 білий король | c8 біла тура · e7 чорний слон · f7 чорний пішак · g7 чорний пішак · h7 чорний король · b6 чорний пішак · d6 чорний пішак · f5 біла тура · h5 білий пішак · e4 білий пішак · f4 білий ферзь · f3 білий пішак · a2 чорна тура · f2 чорний ферзь · h2 білий пішак · h1 білий король | c8 біла тура · e7 чорний слон · f7 чорний пішак · g7 чорний пішак · h7 чорний король · b6 чорний пішак · d6 чорний пішак · f5 біла тура · h5 білий пішак · e4 білий пішак · f4 білий ферзь · f3 білий пішак · a2 чорна тура · f2 чорний ферзь · h2 білий пішак · h1 білий король | c8 біла тура · e7 чорний слон · f7 чорний пішак · g7 чорний пішак · h7 чорний король · b6 чорний пішак · d6 чорний пішак · f5 біла тура · h5 білий пішак · e4 білий пішак · f4 білий ферзь · f3 білий пішак · a2 чорна тура · f2 чорний ферзь · h2 білий пішак · h1 білий король | c8 біла тура · e7 чорний слон · f7 чорний пішак · g7 чорний пішак · h7 чорний король · b6 чорний пішак · d6 чорний пішак · f5 біла тура · h5 білий пішак · e4 білий пішак · f4 білий ферзь · f3 білий пішак · a2 чорна тура · f2 чорний ферзь · h2 білий пішак · h1 білий король | c8 біла тура · e7 чорний слон · f7 чорний пішак · g7 чорний пішак · h7 чорний король · b6 чорний пішак · d6 чорний пішак · f5 біла тура · h5 білий пішак · e4 білий пішак · f4 білий ферзь · f3 білий пішак · a2 чорна тура · f2 чорний ферзь · h2 білий пішак · h1 білий король | c8 біла тура · e7 чорний слон · f7 чорний пішак · g7 чорний пішак · h7 чорний король · b6 чорний пішак · d6 чорний пішак · f5 біла тура · h5 білий пішак · e4 білий пішак · f4 білий ферзь · f3 білий пішак · a2 чорна тура · f2 чорний ферзь · h2 білий пішак · h1 білий король | c8 біла тура · e7 чорний слон · f7 чорний пішак · g7 чорний пішак · h7 чорний король · b6 чорний пішак · d6 чорний пішак · f5 біла тура · h5 білий пішак · e4 білий пішак · f4 білий ферзь · f3 білий пішак · a2 чорна тура · f2 чорний ферзь · h2 білий пішак · h1 білий король | 6 |
| 5 | c8 біла тура · e7 чорний слон · f7 чорний пішак · g7 чорний пішак · h7 чорний король · b6 чорний пішак · d6 чорний пішак · f5 біла тура · h5 білий пішак · e4 білий пішак · f4 білий ферзь · f3 білий пішак · a2 чорна тура · f2 чорний ферзь · h2 білий пішак · h1 білий король | c8 біла тура · e7 чорний слон · f7 чорний пішак · g7 чорний пішак · h7 чорний король · b6 чорний пішак · d6 чорний пішак · f5 біла тура · h5 білий пішак · e4 білий пішак · f4 білий ферзь · f3 білий пішак · a2 чорна тура · f2 чорний ферзь · h2 білий пішак · h1 білий король | c8 біла тура · e7 чорний слон · f7 чорний пішак · g7 чорний пішак · h7 чорний король · b6 чорний пішак · d6 чорний пішак · f5 біла тура · h5 білий пішак · e4 білий пішак · f4 білий ферзь · f3 білий пішак · a2 чорна тура · f2 чорний ферзь · h2 білий пішак · h1 білий король | c8 біла тура · e7 чорний слон · f7 чорний пішак · g7 чорний пішак · h7 чорний король · b6 чорний пішак · d6 чорний пішак · f5 біла тура · h5 білий пішак · e4 білий пішак · f4 білий ферзь · f3 білий пішак · a2 чорна тура · f2 чорний ферзь · h2 білий пішак · h1 білий король | c8 біла тура · e7 чорний слон · f7 чорний пішак · g7 чорний пішак · h7 чорний король · b6 чорний пішак · d6 чорний пішак · f5 біла тура · h5 білий пішак · e4 білий пішак · f4 білий ферзь · f3 білий пішак · a2 чорна тура · f2 чорний ферзь · h2 білий пішак · h1 білий король | c8 біла тура · e7 чорний слон · f7 чорний пішак · g7 чорний пішак · h7 чорний король · b6 чорний пішак · d6 чорний пішак · f5 біла тура · h5 білий пішак · e4 білий пішак · f4 білий ферзь · f3 білий пішак · a2 чорна тура · f2 чорний ферзь · h2 білий пішак · h1 білий король | c8 біла тура · e7 чорний слон · f7 чорний пішак · g7 чорний пішак · h7 чорний король · b6 чорний пішак · d6 чорний пішак · f5 біла тура · h5 білий пішак · e4 білий пішак · f4 білий ферзь · f3 білий пішак · a2 чорна тура · f2 чорний ферзь · h2 білий пішак · h1 білий король | c8 біла тура · e7 чорний слон · f7 чорний пішак · g7 чорний пішак · h7 чорний король · b6 чорний пішак · d6 чорний пішак · f5 біла тура · h5 білий пішак · e4 білий пішак · f4 білий ферзь · f3 білий пішак · a2 чорна тура · f2 чорний ферзь · h2 білий пішак · h1 білий король | 5 |
| 4 | c8 біла тура · e7 чорний слон · f7 чорний пішак · g7 чорний пішак · h7 чорний король · b6 чорний пішак · d6 чорний пішак · f5 біла тура · h5 білий пішак · e4 білий пішак · f4 білий ферзь · f3 білий пішак · a2 чорна тура · f2 чорний ферзь · h2 білий пішак · h1 білий король | c8 біла тура · e7 чорний слон · f7 чорний пішак · g7 чорний пішак · h7 чорний король · b6 чорний пішак · d6 чорний пішак · f5 біла тура · h5 білий пішак · e4 білий пішак · f4 білий ферзь · f3 білий пішак · a2 чорна тура · f2 чорний ферзь · h2 білий пішак · h1 білий король | c8 біла тура · e7 чорний слон · f7 чорний пішак · g7 чорний пішак · h7 чорний король · b6 чорний пішак · d6 чорний пішак · f5 біла тура · h5 білий пішак · e4 білий пішак · f4 білий ферзь · f3 білий пішак · a2 чорна тура · f2 чорний ферзь · h2 білий пішак · h1 білий король | c8 біла тура · e7 чорний слон · f7 чорний пішак · g7 чорний пішак · h7 чорний король · b6 чорний пішак · d6 чорний пішак · f5 біла тура · h5 білий пішак · e4 білий пішак · f4 білий ферзь · f3 білий пішак · a2 чорна тура · f2 чорний ферзь · h2 білий пішак · h1 білий король | c8 біла тура · e7 чорний слон · f7 чорний пішак · g7 чорний пішак · h7 чорний король · b6 чорний пішак · d6 чорний пішак · f5 біла тура · h5 білий пішак · e4 білий пішак · f4 білий ферзь · f3 білий пішак · a2 чорна тура · f2 чорний ферзь · h2 білий пішак · h1 білий король | c8 біла тура · e7 чорний слон · f7 чорний пішак · g7 чорний пішак · h7 чорний король · b6 чорний пішак · d6 чорний пішак · f5 біла тура · h5 білий пішак · e4 білий пішак · f4 білий ферзь · f3 білий пішак · a2 чорна тура · f2 чорний ферзь · h2 білий пішак · h1 білий король | c8 біла тура · e7 чорний слон · f7 чорний пішак · g7 чорний пішак · h7 чорний король · b6 чорний пішак · d6 чорний пішак · f5 біла тура · h5 білий пішак · e4 білий пішак · f4 білий ферзь · f3 білий пішак · a2 чорна тура · f2 чорний ферзь · h2 білий пішак · h1 білий король | c8 біла тура · e7 чорний слон · f7 чорний пішак · g7 чорний пішак · h7 чорний король · b6 чорний пішак · d6 чорний пішак · f5 біла тура · h5 білий пішак · e4 білий пішак · f4 білий ферзь · f3 білий пішак · a2 чорна тура · f2 чорний ферзь · h2 білий пішак · h1 білий король | 4 |
| 3 | c8 біла тура · e7 чорний слон · f7 чорний пішак · g7 чорний пішак · h7 чорний король · b6 чорний пішак · d6 чорний пішак · f5 біла тура · h5 білий пішак · e4 білий пішак · f4 білий ферзь · f3 білий пішак · a2 чорна тура · f2 чорний ферзь · h2 білий пішак · h1 білий король | c8 біла тура · e7 чорний слон · f7 чорний пішак · g7 чорний пішак · h7 чорний король · b6 чорний пішак · d6 чорний пішак · f5 біла тура · h5 білий пішак · e4 білий пішак · f4 білий ферзь · f3 білий пішак · a2 чорна тура · f2 чорний ферзь · h2 білий пішак · h1 білий король | c8 біла тура · e7 чорний слон · f7 чорний пішак · g7 чорний пішак · h7 чорний король · b6 чорний пішак · d6 чорний пішак · f5 біла тура · h5 білий пішак · e4 білий пішак · f4 білий ферзь · f3 білий пішак · a2 чорна тура · f2 чорний ферзь · h2 білий пішак · h1 білий король | c8 біла тура · e7 чорний слон · f7 чорний пішак · g7 чорний пішак · h7 чорний король · b6 чорний пішак · d6 чорний пішак · f5 біла тура · h5 білий пішак · e4 білий пішак · f4 білий ферзь · f3 білий пішак · a2 чорна тура · f2 чорний ферзь · h2 білий пішак · h1 білий король | c8 біла тура · e7 чорний слон · f7 чорний пішак · g7 чорний пішак · h7 чорний король · b6 чорний пішак · d6 чорний пішак · f5 біла тура · h5 білий пішак · e4 білий пішак · f4 білий ферзь · f3 білий пішак · a2 чорна тура · f2 чорний ферзь · h2 білий пішак · h1 білий король | c8 біла тура · e7 чорний слон · f7 чорний пішак · g7 чорний пішак · h7 чорний король · b6 чорний пішак · d6 чорний пішак · f5 біла тура · h5 білий пішак · e4 білий пішак · f4 білий ферзь · f3 білий пішак · a2 чорна тура · f2 чорний ферзь · h2 білий пішак · h1 білий король | c8 біла тура · e7 чорний слон · f7 чорний пішак · g7 чорний пішак · h7 чорний король · b6 чорний пішак · d6 чорний пішак · f5 біла тура · h5 білий пішак · e4 білий пішак · f4 білий ферзь · f3 білий пішак · a2 чорна тура · f2 чорний ферзь · h2 білий пішак · h1 білий король | c8 біла тура · e7 чорний слон · f7 чорний пішак · g7 чорний пішак · h7 чорний король · b6 чорний пішак · d6 чорний пішак · f5 біла тура · h5 білий пішак · e4 білий пішак · f4 білий ферзь · f3 білий пішак · a2 чорна тура · f2 чорний ферзь · h2 білий пішак · h1 білий король | 3 |
| 2 | c8 біла тура · e7 чорний слон · f7 чорний пішак · g7 чорний пішак · h7 чорний король · b6 чорний пішак · d6 чорний пішак · f5 біла тура · h5 білий пішак · e4 білий пішак · f4 білий ферзь · f3 білий пішак · a2 чорна тура · f2 чорний ферзь · h2 білий пішак · h1 білий король | c8 біла тура · e7 чорний слон · f7 чорний пішак · g7 чорний пішак · h7 чорний король · b6 чорний пішак · d6 чорний пішак · f5 біла тура · h5 білий пішак · e4 білий пішак · f4 білий ферзь · f3 білий пішак · a2 чорна тура · f2 чорний ферзь · h2 білий пішак · h1 білий король | c8 біла тура · e7 чорний слон · f7 чорний пішак · g7 чорний пішак · h7 чорний король · b6 чорний пішак · d6 чорний пішак · f5 біла тура · h5 білий пішак · e4 білий пішак · f4 білий ферзь · f3 білий пішак · a2 чорна тура · f2 чорний ферзь · h2 білий пішак · h1 білий король | c8 біла тура · e7 чорний слон · f7 чорний пішак · g7 чорний пішак · h7 чорний король · b6 чорний пішак · d6 чорний пішак · f5 біла тура · h5 білий пішак · e4 білий пішак · f4 білий ферзь · f3 білий пішак · a2 чорна тура · f2 чорний ферзь · h2 білий пішак · h1 білий король | c8 біла тура · e7 чорний слон · f7 чорний пішак · g7 чорний пішак · h7 чорний король · b6 чорний пішак · d6 чорний пішак · f5 біла тура · h5 білий пішак · e4 білий пішак · f4 білий ферзь · f3 білий пішак · a2 чорна тура · f2 чорний ферзь · h2 білий пішак · h1 білий король | c8 біла тура · e7 чорний слон · f7 чорний пішак · g7 чорний пішак · h7 чорний король · b6 чорний пішак · d6 чорний пішак · f5 біла тура · h5 білий пішак · e4 білий пішак · f4 білий ферзь · f3 білий пішак · a2 чорна тура · f2 чорний ферзь · h2 білий пішак · h1 білий король | c8 біла тура · e7 чорний слон · f7 чорний пішак · g7 чорний пішак · h7 чорний король · b6 чорний пішак · d6 чорний пішак · f5 біла тура · h5 білий пішак · e4 білий пішак · f4 білий ферзь · f3 білий пішак · a2 чорна тура · f2 чорний ферзь · h2 білий пішак · h1 білий король | c8 біла тура · e7 чорний слон · f7 чорний пішак · g7 чорний пішак · h7 чорний король · b6 чорний пішак · d6 чорний пішак · f5 біла тура · h5 білий пішак · e4 білий пішак · f4 білий ферзь · f3 білий пішак · a2 чорна тура · f2 чорний ферзь · h2 білий пішак · h1 білий король | 2 |
| 1 | c8 біла тура · e7 чорний слон · f7 чорний пішак · g7 чорний пішак · h7 чорний король · b6 чорний пішак · d6 чорний пішак · f5 біла тура · h5 білий пішак · e4 білий пішак · f4 білий ферзь · f3 білий пішак · a2 чорна тура · f2 чорний ферзь · h2 білий пішак · h1 білий король | c8 біла тура · e7 чорний слон · f7 чорний пішак · g7 чорний пішак · h7 чорний король · b6 чорний пішак · d6 чорний пішак · f5 біла тура · h5 білий пішак · e4 білий пішак · f4 білий ферзь · f3 білий пішак · a2 чорна тура · f2 чорний ферзь · h2 білий пішак · h1 білий король | c8 біла тура · e7 чорний слон · f7 чорний пішак · g7 чорний пішак · h7 чорний король · b6 чорний пішак · d6 чорний пішак · f5 біла тура · h5 білий пішак · e4 білий пішак · f4 білий ферзь · f3 білий пішак · a2 чорна тура · f2 чорний ферзь · h2 білий пішак · h1 білий король | c8 біла тура · e7 чорний слон · f7 чорний пішак · g7 чорний пішак · h7 чорний король · b6 чорний пішак · d6 чорний пішак · f5 біла тура · h5 білий пішак · e4 білий пішак · f4 білий ферзь · f3 білий пішак · a2 чорна тура · f2 чорний ферзь · h2 білий пішак · h1 білий король | c8 біла тура · e7 чорний слон · f7 чорний пішак · g7 чорний пішак · h7 чорний король · b6 чорний пішак · d6 чорний пішак · f5 біла тура · h5 білий пішак · e4 білий пішак · f4 білий ферзь · f3 білий пішак · a2 чорна тура · f2 чорний ферзь · h2 білий пішак · h1 білий король | c8 біла тура · e7 чорний слон · f7 чорний пішак · g7 чорний пішак · h7 чорний король · b6 чорний пішак · d6 чорний пішак · f5 біла тура · h5 білий пішак · e4 білий пішак · f4 білий ферзь · f3 білий пішак · a2 чорна тура · f2 чорний ферзь · h2 білий пішак · h1 білий король | c8 біла тура · e7 чорний слон · f7 чорний пішак · g7 чорний пішак · h7 чорний король · b6 чорний пішак · d6 чорний пішак · f5 біла тура · h5 білий пішак · e4 білий пішак · f4 білий ферзь · f3 білий пішак · a2 чорна тура · f2 чорний ферзь · h2 білий пішак · h1 білий король | c8 біла тура · e7 чорний слон · f7 чорний пішак · g7 чорний пішак · h7 чорний король · b6 чорний пішак · d6 чорний пішак · f5 біла тура · h5 білий пішак · e4 білий пішак · f4 білий ферзь · f3 білий пішак · a2 чорна тура · f2 чорний ферзь · h2 білий пішак · h1 білий король | 1 |
|   | a | b | c | d | e | f | g | h |   |

Позиція перед 50. Qh6+!!. Мат наступним ходом (50...Kxh6 51. Rh8#; 50...gxh6 51. Rxf7#).

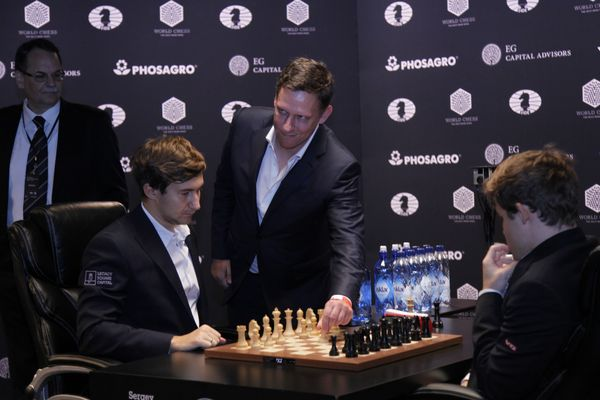
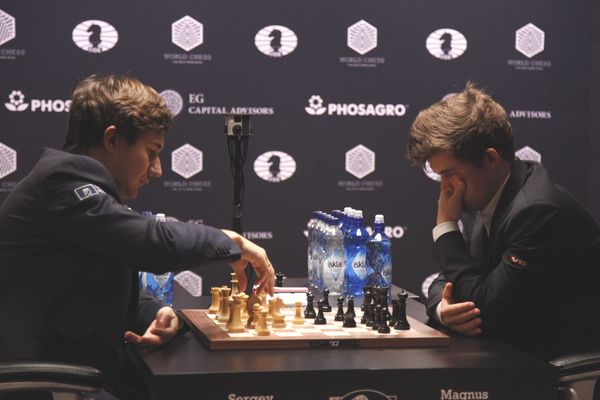
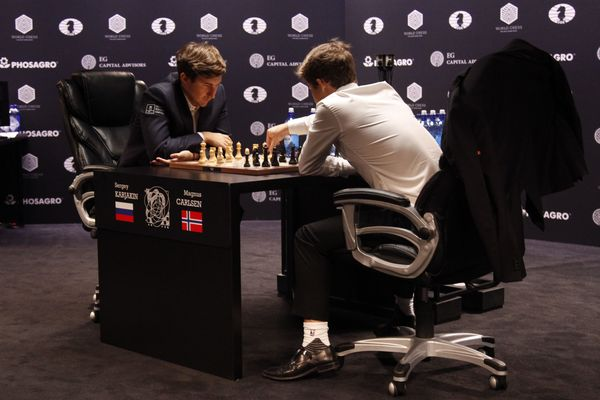
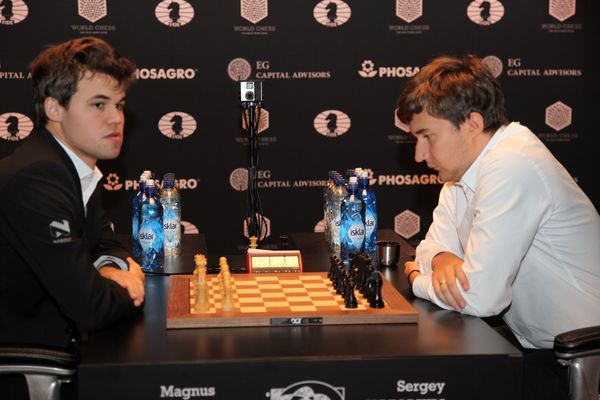
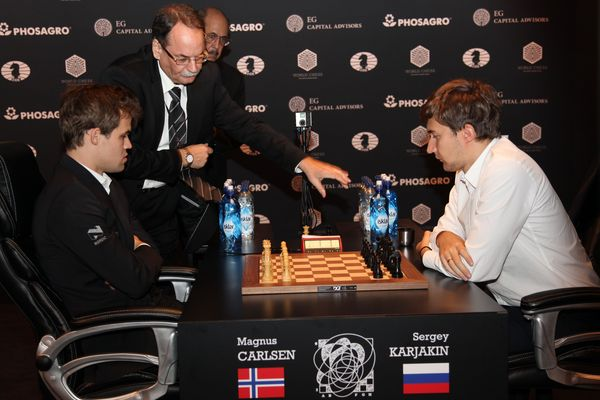
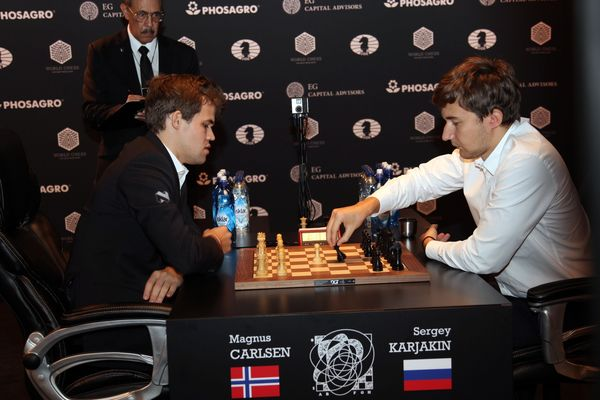
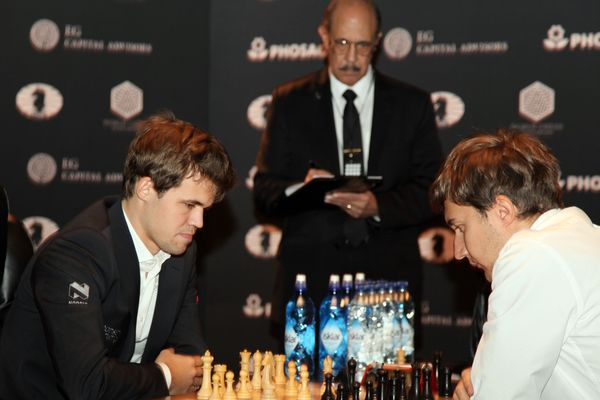
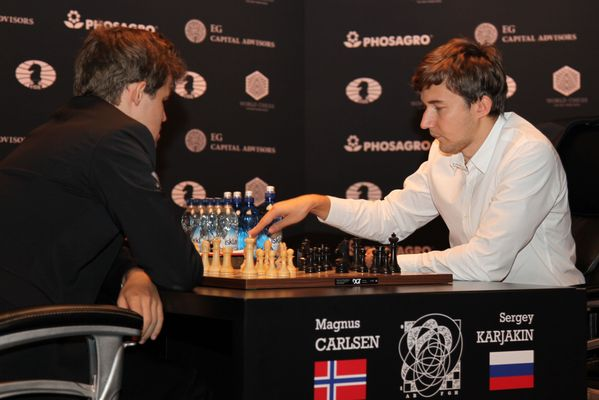
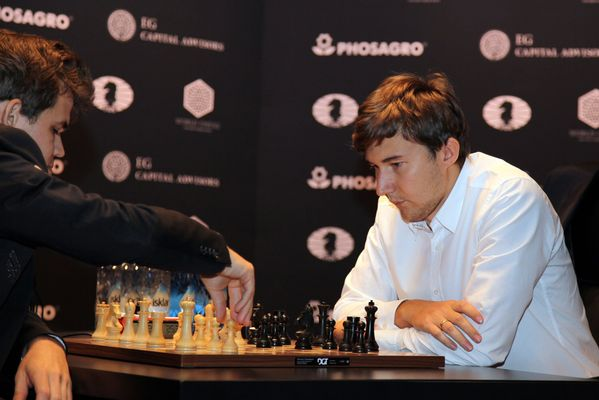
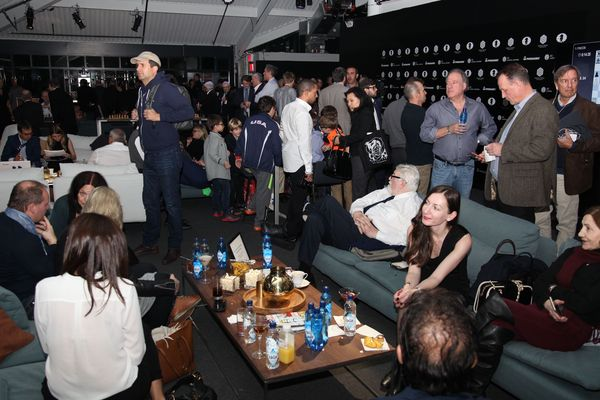
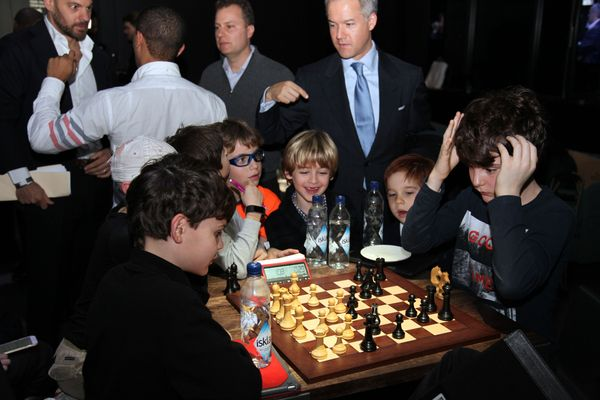
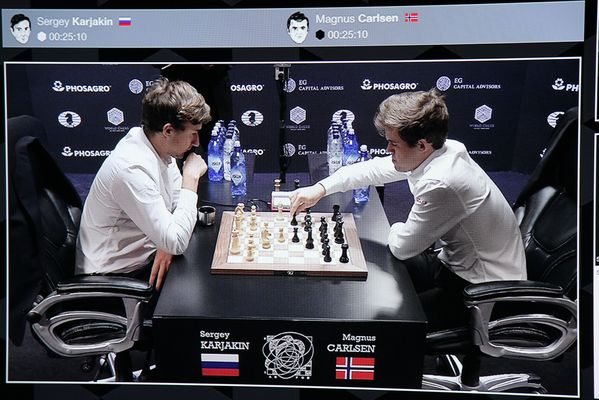
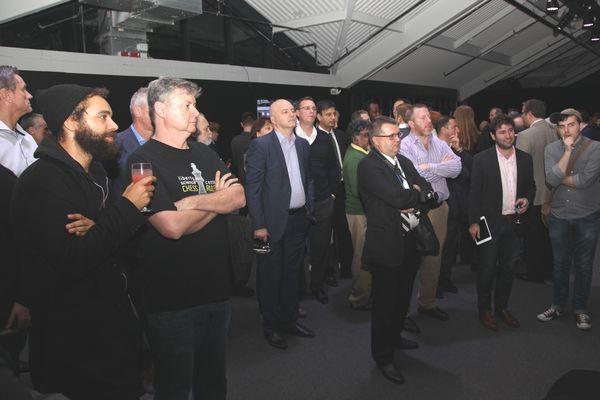
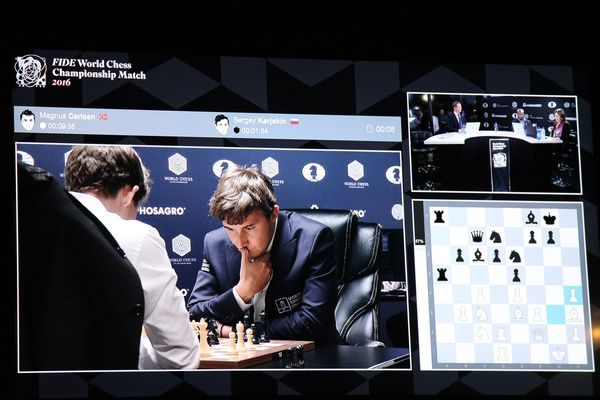
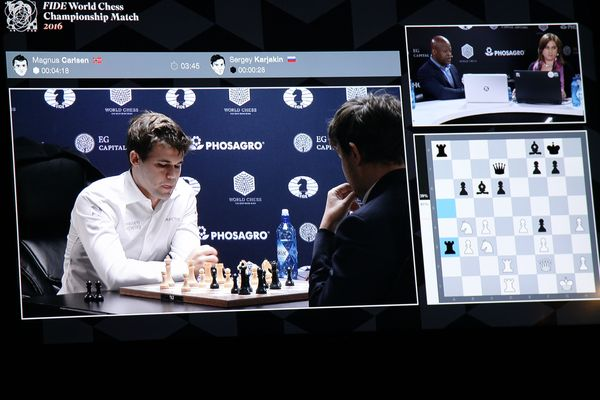
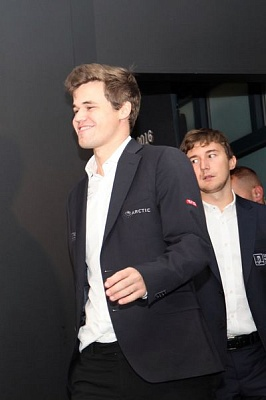
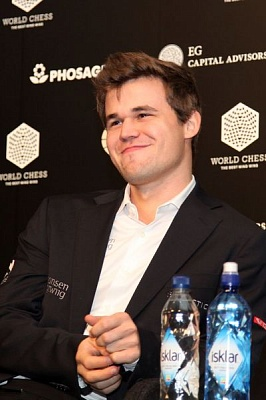
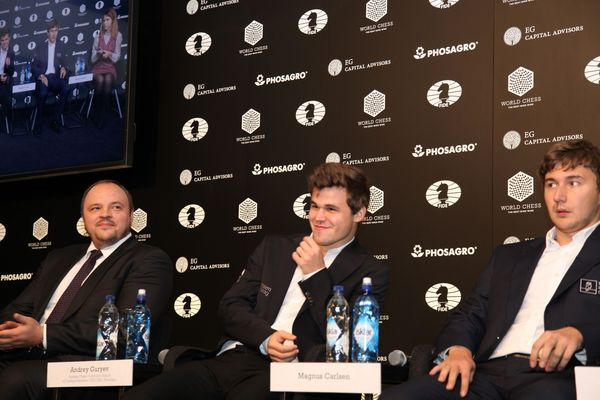
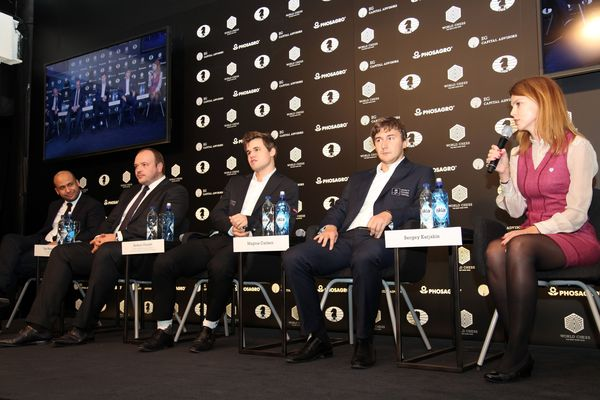
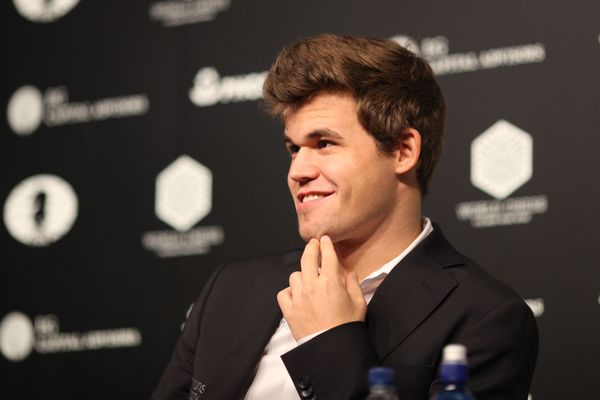
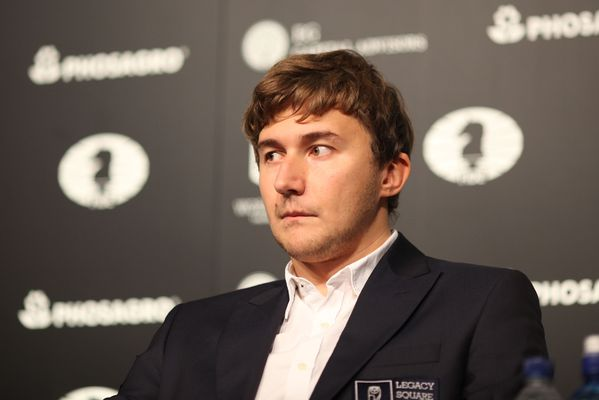
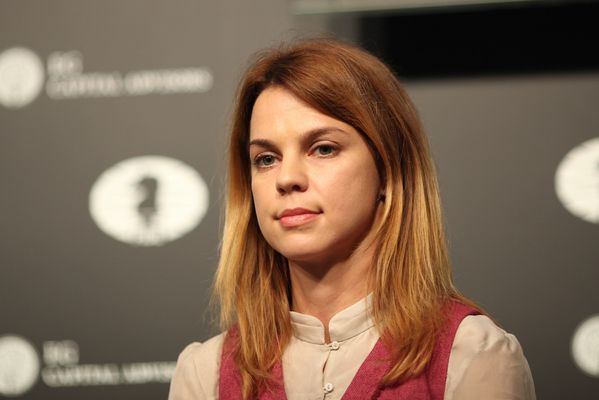
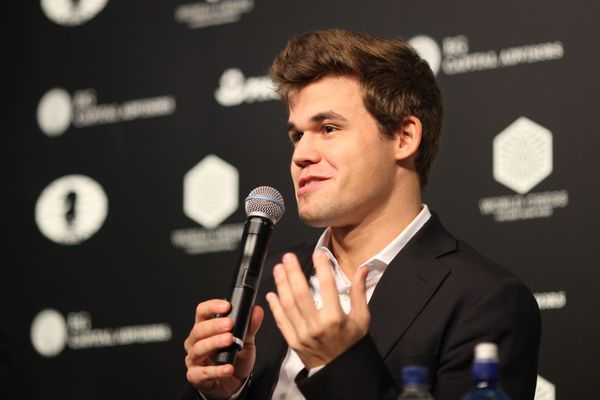
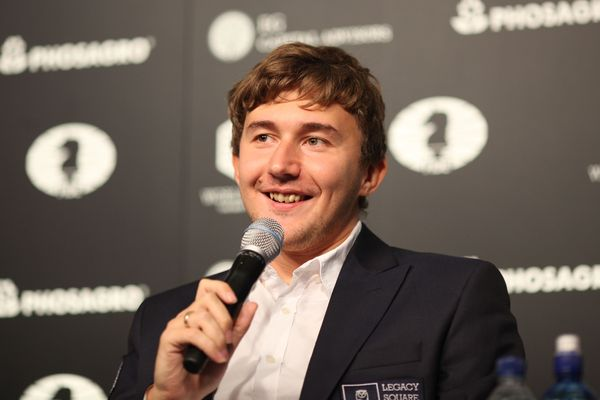
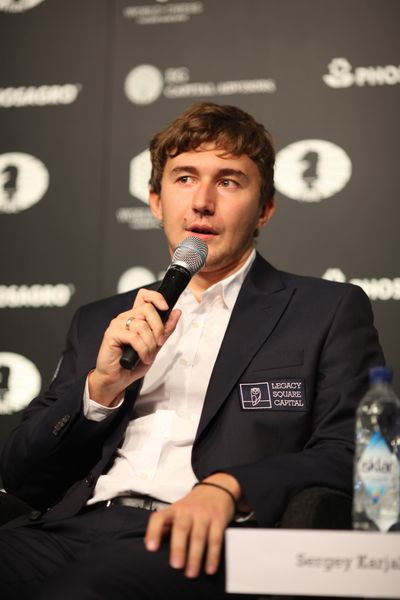
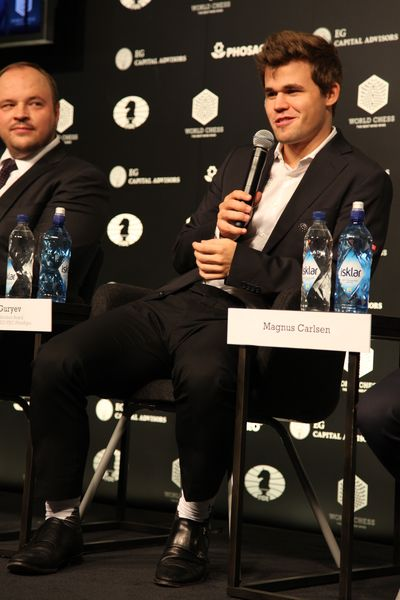
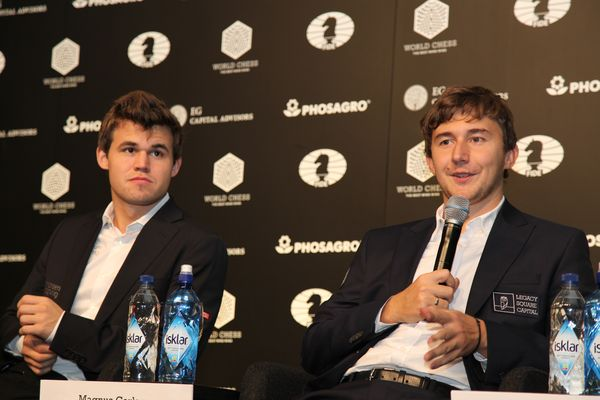
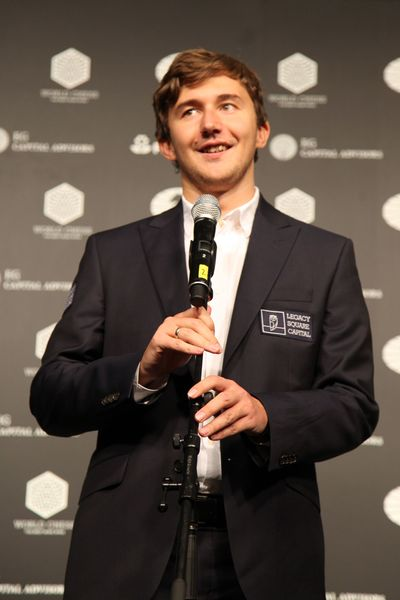
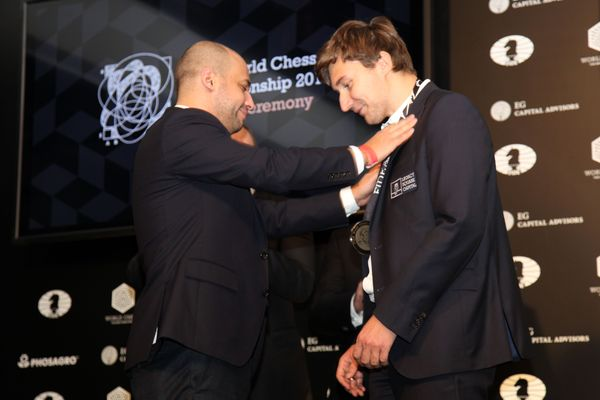
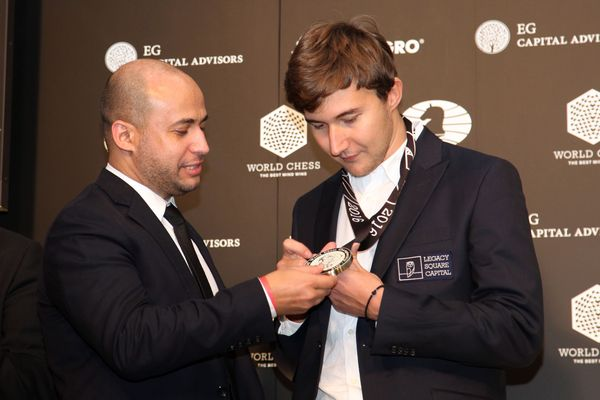
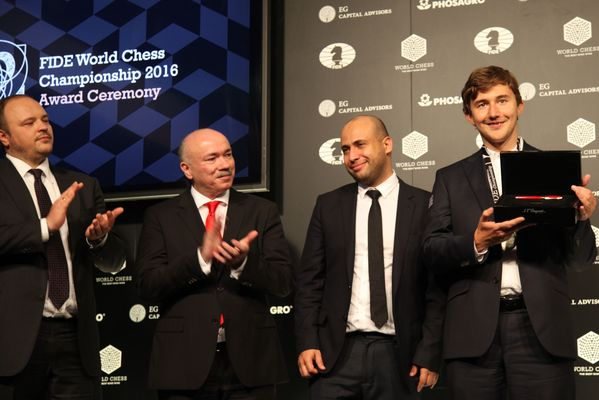
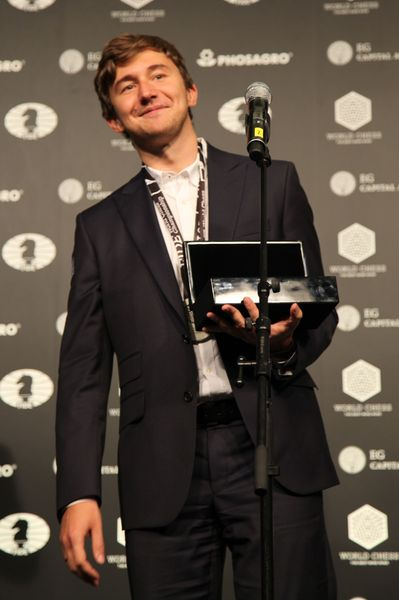
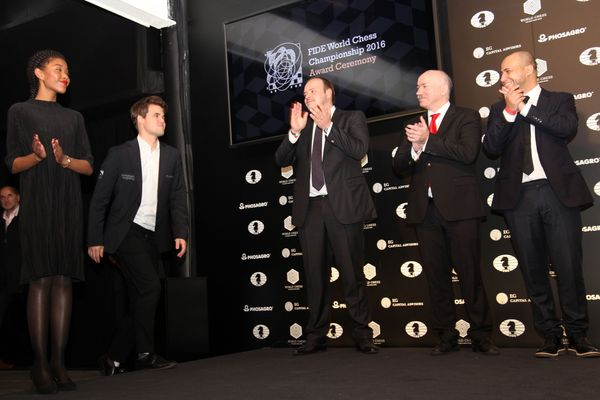
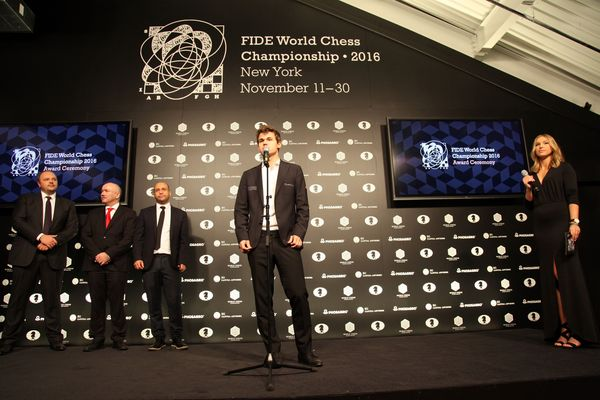
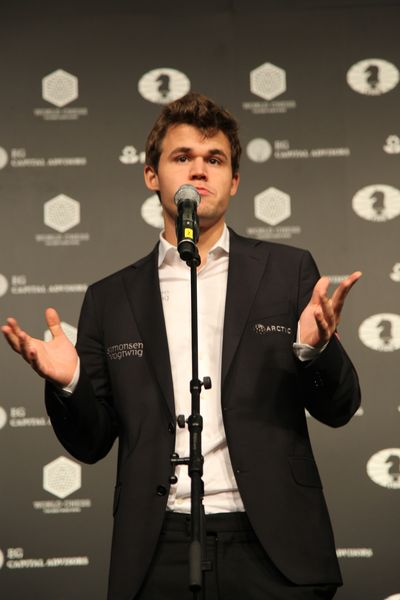
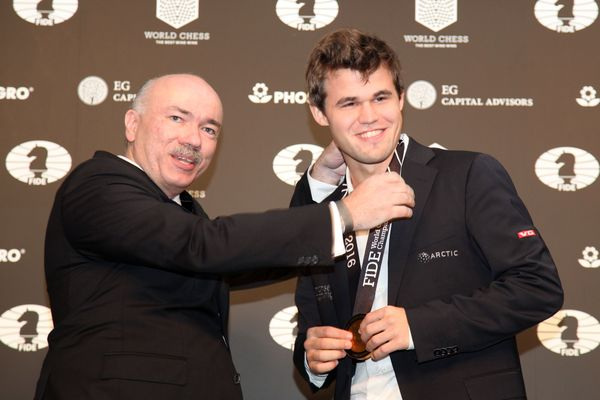
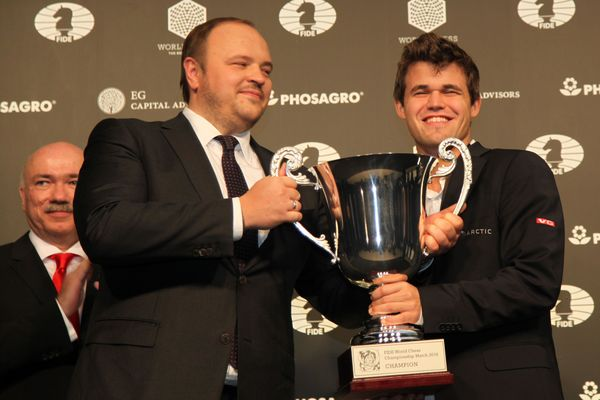
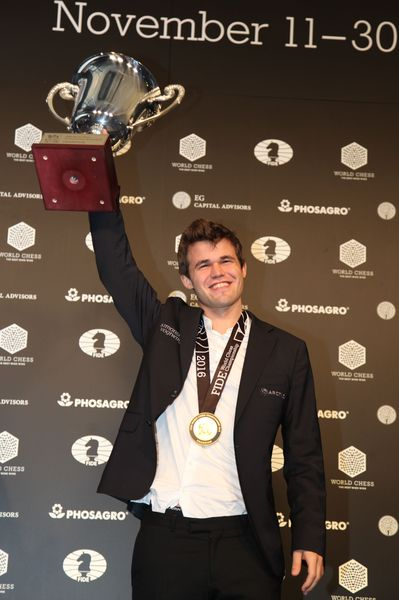
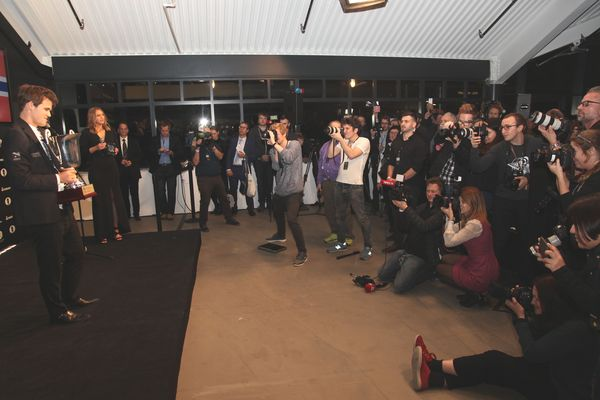
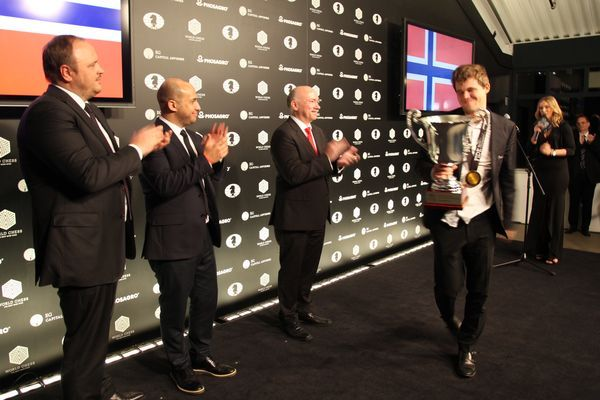

Карлсен — Карякін

Сицилійський захист (В54)
[Event "4 партія тай-брейку"] [Site "Нью-Йорк"] [Date "30.11.2016"] [White "Магнус Карлсен"] [Black "Сергій Карякін"] [Result "1-0"] [ECO "B54"] [WhiteElo "2894"] [BlackElo "2818"] [PlyCount "99"] [EventDate "30.11.2016"] [EventType "match"] [EventCountry "USA"] [FirstMove "22d"] 1.e4 c5 2.Nf3 d6 3.d4 cxd4 4.Nxd4 Nf6 5.f3 e5 6.Nb3 Be7 7.c4 a5 8.Be3 a4 9.Nc1 O-O 10.Nc3 Qa5 11.Qd2 Na6 12.Be2 Nc5 13.O-O Bd7 14.Rb1 Rfc8 15.b4 axb3 16.axb3 Qd8 17.Nd3 Ne6 18.Nb4 Bc6 19.Rfd1 h5 20.Bf1 h4 21.Qf2 Nd7 22.g3 Ra3 23.Bh3 Rca8 24.Nc2 R3a6 25.Nb4 Ra5 26.Nc2 b6 27.Rd2 Qc7 28.Rbd1 Bf8 29.gxh4 Nf4 30.Bxf4 exf4 31.Bxd7 Qxd7 32.Nb4 Ra3 33.Nxc6 Qxc6 34.Nb5 Rxb3 35.Nd4 Qxc4 36.Nxb3 Qxb3 37.Qe2 Be7 38.Kg2 Qe6 39.h5 Ra3 40.Rd3 Ra2 41.R3d2 Ra3 42.Rd3 Ra7 43.Rd5 Rc7 44.Qd2 Qf6 45.Rf5 Qh4 46.Rc1 Ra7 47.Qxf4 Ra2+ 48.Kh1 Qf2 49.Rc8+ Kh7 50.Qh6+ 1-0

## Рейтинги учасників
| На цьому місці має відображатися графік чи діаграма, однак з технічних причин його відображення наразі вимкнено. Будь ласка, не видаляйте код, який викликає це повідомлення. Розробники вже працюють для того, щоби відновити штатне функціонування цього графіка або діаграми. | |
| | На цьому місці має відображатися графік чи діаграма, однак з технічних причин його відображення наразі вимкнено. Будь ласка, не видаляйте код, який викликає це повідомлення. Розробники вже працюють для того, щоби відновити штатне функціонування цього графіка або діаграми. |